# Schweinfurt
| Im Vordergrund Wasser. Dahinter eine rechts orange beleuchtete Eisenbahnbrücke, im Hintergrund eine Skyline mit einem links herausstechenden blau beleuchteten rechteckigen Haus mit der Beschriftung „SKF“. | |
| Links grüner Baum und kleineres weißes Gebäude, das an ein ebenfalls größes weißes links im rechten Winkel anschließt. Von diesem sind 4 hochgezogene rechteckige Fenster zu sehen. Über das dritte ist ein graues steinernes Wappen platziert. Auf dem gepflasterten Vorplatz ist teilweise ein nach oben hin verglastes niedrigereres Geschoss zu erkennen. | Blick in eine ellipsenförmige Hallengrundform. Das erste Geschoss wird von rechteckigen Säulen getragen und ist durch eine an die Ellipsenform angepasste Treppe zu erreichen. Durch die verglaste Decke und den verglasten kleinen Eingangsbereich fallen Licht. Die Wand hat eine helle Farbe. |
| Blick auf die Ecke eines weißen Gebäudes mit rechteckigen Formen. Auf der linken Seite ist hinter drei Ampeln ein Eingangsbereich mit Hallendimensionen zu erkennen, der über eine Treppe an einer Fensterfront auf der rechten Seite erreicht wird. | Tribüne mit grün-weiß-gestreiften Sitzbänken, von denen ein Stadion mit außenliegenden roten Laufbahnen beobachtet werden kann. Im Hintergrund Bäume und eine Beleuchtungsanlage. |
| Im Vordergrund eine im Schatten liegende auf einem steinernen Podest stehende Statue. Am Podest sind zwei weitere Statuen platziert. Dahinter steht neben anderen, von der Sonne beschienen Häusern zentral ein mit Wappen verziertes fachwerkartiges Gebäude mit einem zentralen Turm und einer Uhr.                                                         | |

Schweinfurt [ˈʃvaɪ̯nˌfʊʁt] ⓘ (schweinfurterisch: Schweifert, Beiname: Wälzlagerstadt) ist eine kreisfreie Stadt im Regierungsbezirk Unterfranken des Freistaats Bayern. Die nordfränkische Industrie- und Hafenstadt am Main ist Oberzentrum, Verwaltungssitz des Landkreises Schweinfurt, Teilstandort zweier Landesbehörden und einer Technischen Hochschule, die als i-Campus Schweinfurt internationalisiert wurde. Nach dem Bruttoinlandsprodukt pro Kopf lag die Stadt 2021 an fünfter Stelle in Deutschland.
Die Einwohnerzahl Schweinfurts ist ohne Aussagekraft, da bei der bayerischen Gebietsreform, als Ausnahmefall, kein Vorort eingemeindet wurde. Die Stadt und die Gemeinden des inneren Vorortrings haben zusammen 124.384 Einwohner (31.12.2023). Das Einzugsgebiet Schweinfurts hat 759.000 Einwohner (2019). Täglich pendeln über 41.000 Arbeitnehmer in die Stadt mit der zweithöchsten Einpendlerquote Deutschlands.
Schweinfurt wurde 791 erstmals urkundlich erwähnt. Im 10. Jahrhundert besaßen die Markgrafen von Schweinfurt Macht und Einfluss im Heiligen Römischen Reich. Die 1254 erstmals erwähnte Reichsstadt wurde zu einem protestantischen und humanistischen Zentrum. Eine von Gustav Adolf II. 1632 vorbereitete Universitätsgründung scheiterte an seinem frühen Tod. 1652 wurde in Schweinfurt – noch vor der Royal Society in London (1660) und der Académie des sciences in Paris (1666) – die älteste dauerhaft existierende naturforschende Akademie der Welt gegründet, die Deutsche Akademie der Naturforscher Leopoldina, seit 1878 in Halle (Saale), seit 2008 Nationale Akademie der Wissenschaften. 1780 begann die Industrialisierung in Schweinfurt, wo Tretkurbel-Fahrrad (Philipp Moritz Fischer 1853, strittig) und Fahrradfreilauf (Ernst Sachs 1898) erfunden wurden. Im Zweiten Weltkrieg erlitten die Amerikaner über der Stadt ihre größte Luftniederlage der Geschichte.
Seit der Deutschen Wiedervereinigung liegt die Stadt am Main nahezu in der bundesdeutschen Mitte (Autobahnknoten, Großlogistik) und wurde durch Überwindung der Strukturkrise von 1993 nicht deindustrialisiert. Die Wälzlager-Konzerne SKF und Schaeffler, der viertgrößte Automobilzulieferer der Welt ZF Friedrichshafen und Fresenius Medical Care haben hier ihre größten Werke. Forschung, Start-up-Unternehmen, Dienstleistungen und Handel gewannen an Bedeutung.

## Etymologie
Die Herkunft des Namens Schweinfurt (latinisiert Suinfurtis) ist unklar. Der Name ist wie folgt belegt:
| - 720 „Suinuurde“ - 740 „Villa Suinvurde“1 - 791 „Suuinfurtero marcu“2 - 804 „Suuinfurte“ - ? „Swinfurt“ - ? „Swinvordi“ | - 1230 „Swinfurthe“ - 1254 „Swinvorde“3 - ? „Sweinvort“ - 1500 „Sweynfurt“ - 1648 „Schweinfurt“ - 1650 „Schweinfurth“ | „Hättest Mainfurt, hättest Weinfurt, weil du führest Wein, heißen können, aber Schweinfurt, Schweinfurt sollt es sein.“ Friedrich Rückert, 1788 geboren in Schweinfurt |

1 Erste Erwähnung Schweinfurts  2 Erste urkundliche Erwähnung Schweinfurts  3 Erster urkundlicher Nachweis Schweinfurts als Reichsstadt und erster Nachweis des Stadtrechts

## Geographie

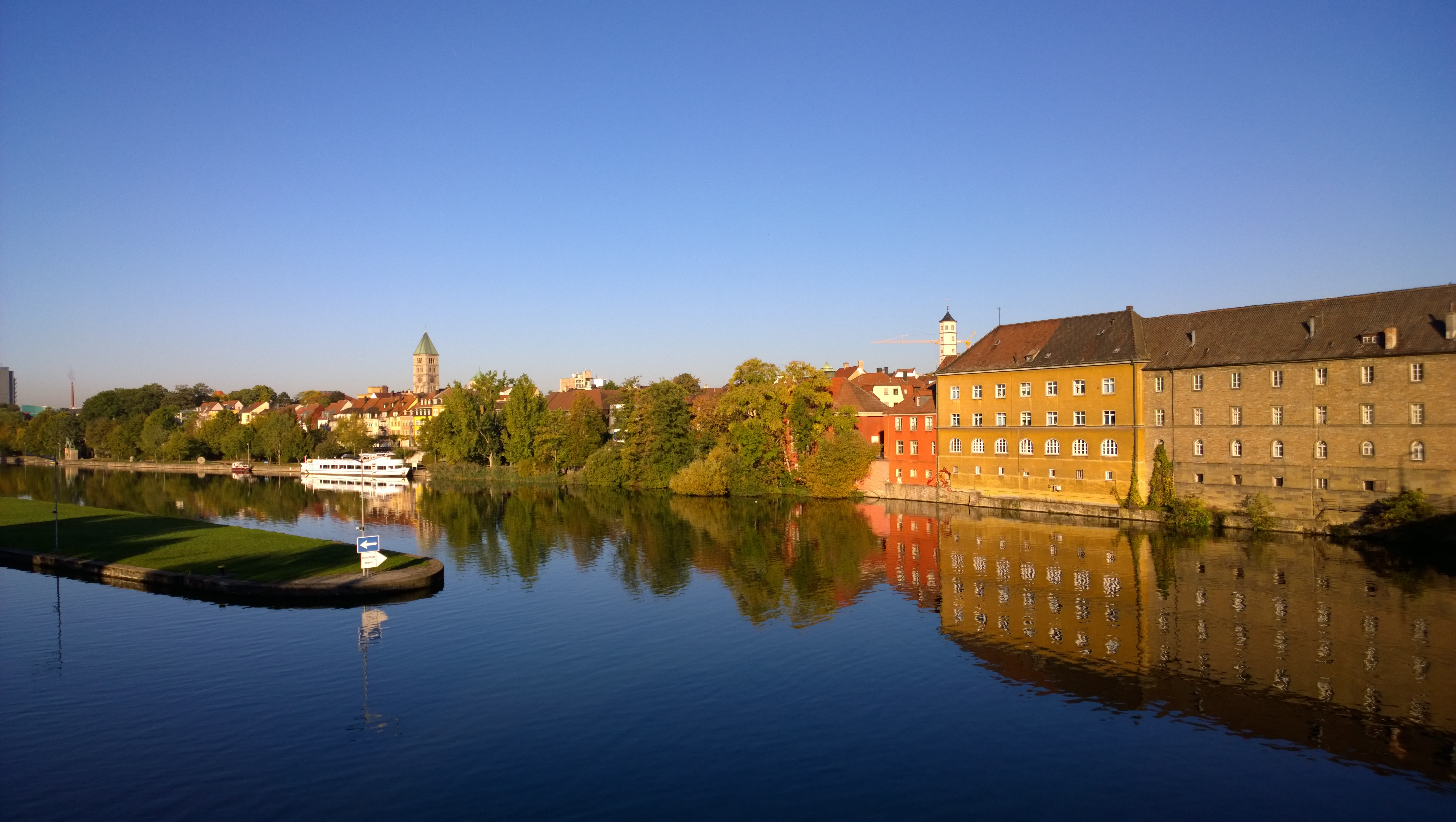
Blick auf die Altstadt. Schweinfurt liegt am Main…
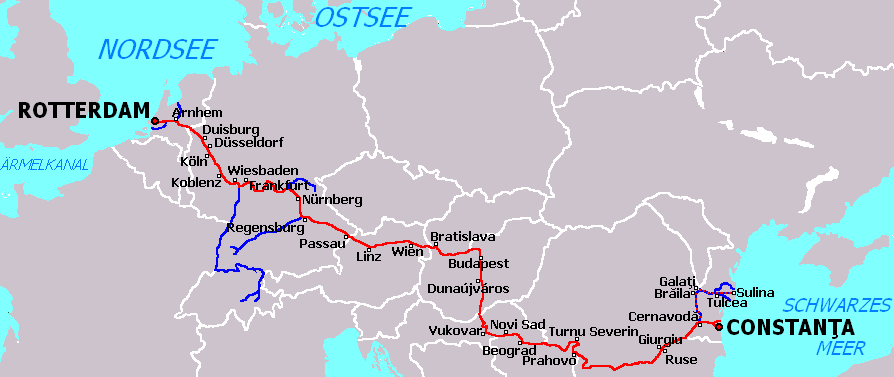
…und am hier mit dem Main identischen Europakanal

### Lage

#### Großraum
Schweinfurt ist auf der Europakarte leicht lokalisierbar, nahe am Schnittpunkt des 50. Breitengrads mit dem 10. Längengrad und am Beginn des Maindreiecks. Der Main ist hier identisch mit dem Rhein-Main-Donau-Kanal (Europakanal). Die Stadt besitzt eine zentrale deutsche wie europäische Lage und liegt in der Mitte des deutschen Sprachraums (D-A-CH). Seit dem Brexit liegt der Mittelpunkt der Europäischen Union 30 Kilometer südwestlich der Stadt. Schweinfurt liegt etwa 40 Kilometer Luftlinie von Hessen, Thüringen und Baden-Württemberg entfernt und 115 km östlich des Frankfurter Flughafens.

#### Umgebung
Die Stadt gehört keiner Metropolregion an und ist mit ihren Hochschul- und Forschungseinrichtungen mit der benachbarten Universitätsstadt Würzburg eng vernetzt, mit der sie den gemeinsamen Wirtschaftsraum Mainfranken bildet. Schweinfurt ist das Zentrum der Region Main-Rhön, liegt im Fränkischen Weinland und in der Mitte Mainfrankens; einer Kulturlandschaft mit eigenständigem Dialekt, die von Mittelgebirgen umgeben wird, die auch Naturparks sind: Haßberge, Steigerwald, Spessart und Biosphärenreservat Rhön. Das Schweinfurter Land ist ein Zentrum fränkischen Brauchtums (Fränkische Tracht, Kirchweihen, Plantanz).

#### Stadtgebiet
Die südwestliche Hälfte des Stadtgebietes liegt im Maintiefland des Schweinfurter Beckens. Hier befinden sich in kompakter Anordnung Großindustrie, Hafen, Ver-, Entsorgungseinrichtungen und Hauptverkehrsanbindungen der Stadt. Die nordöstliche Hälfte liegt in den von Tälern durchschnittenen Ausläufern der Schweinfurter Rhön. Hier liegen die meisten Wohngebiete. Der niedrigste Punkt des Stadtgebiets liegt am Main im waldlosen Südwesten auf 204 m ü. NN, der höchste im Waldland des Nordostens auf 353 m ü. NN. Zwischen beiden Gebieten liegt eine Klimascheide. A 70 und A 71 bilden eine Süd- und Westtangente um die Stadt entlang der Industrie- und Gewerbegebiete. Während die Wälder im Nordosten ohne trennende Verkehrswege an die Wohnstadtteile anknüpfen (siehe mittlere Karte).

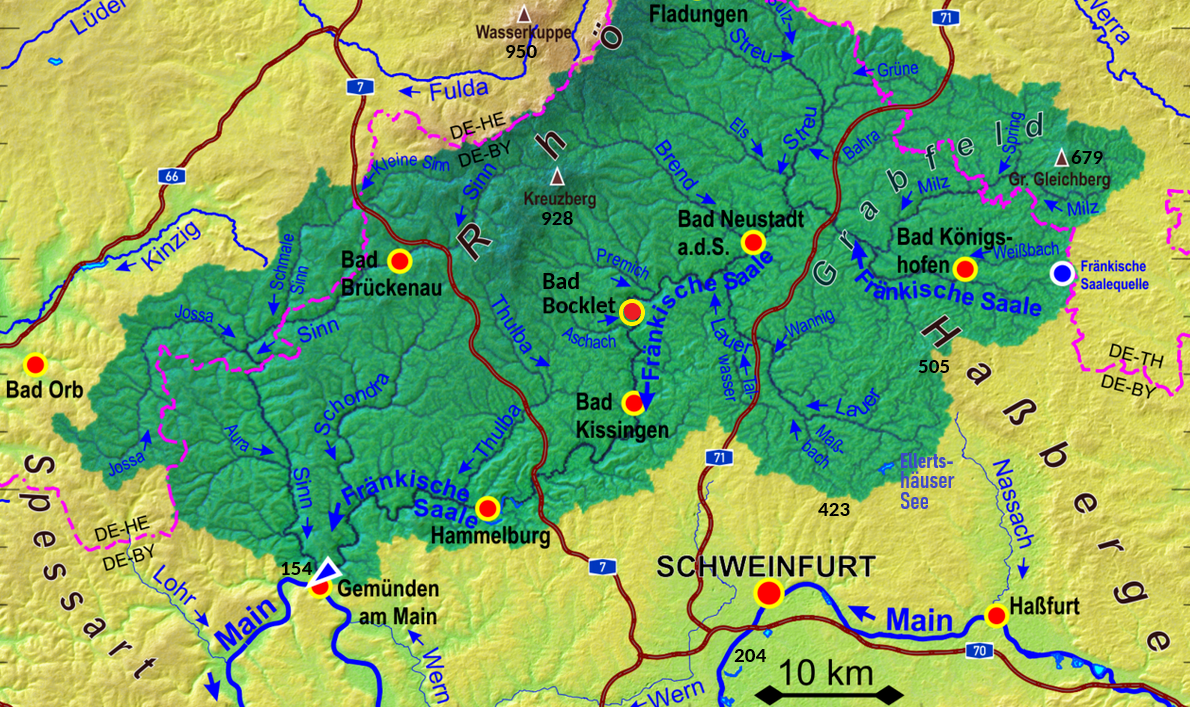
Der Norden. Schweinfurt ist das Tor zum Bäderland Bayerische Rhön
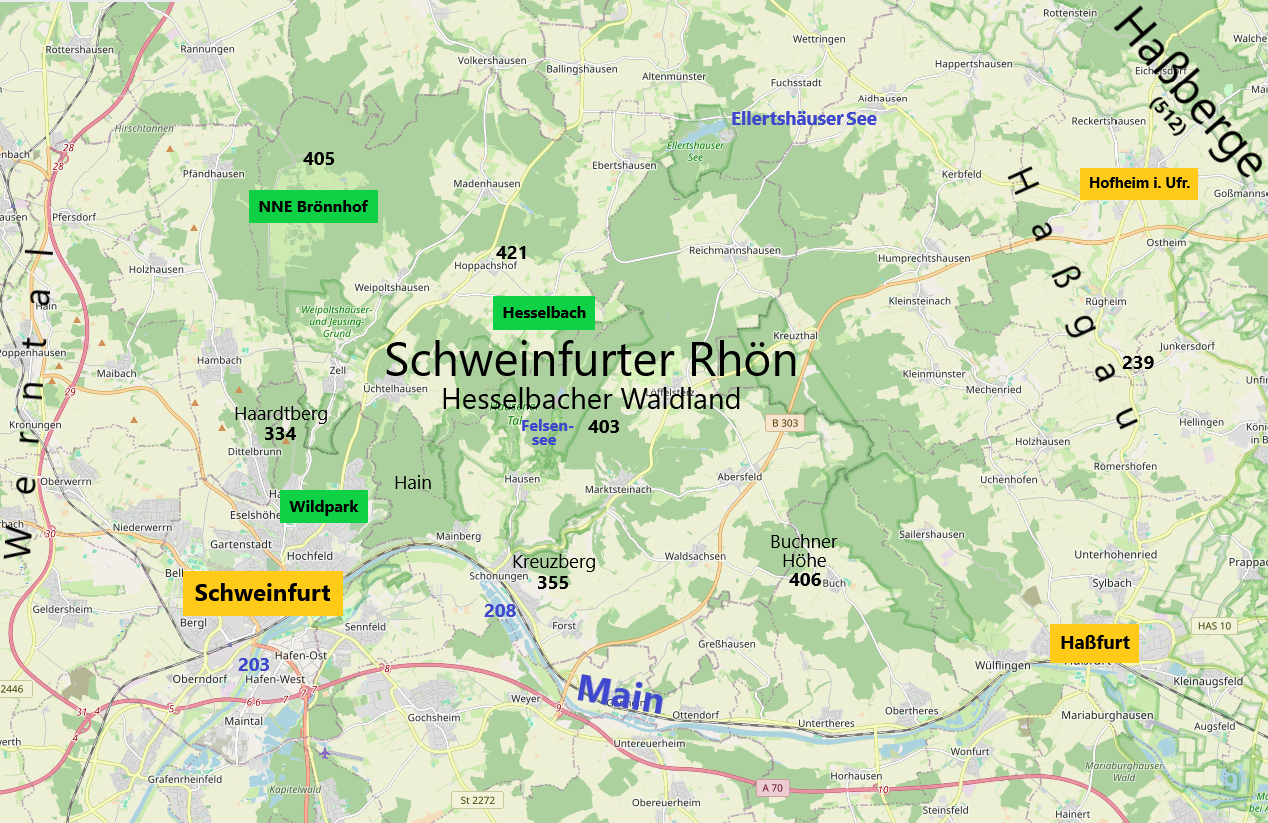
Der Osten. Schweinfurter Rhön und Haßberge
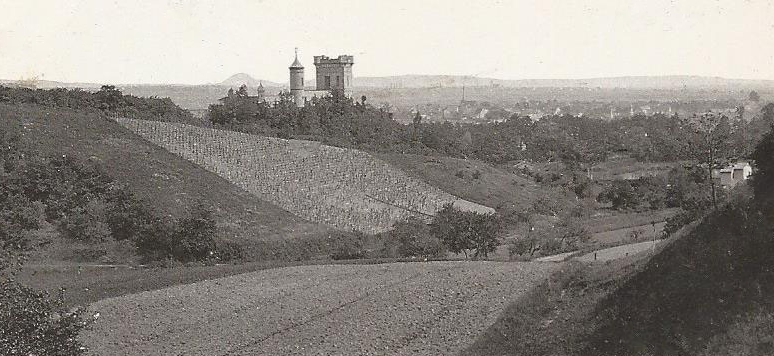
Blick in den Süden zum Steigerwald (Horizont) im Jahre 1905. Vorne Höllental und Peterstirn

#### Neue Zentralität durch Wiedervereinigung
Durch den Fall des Eisernen Vorhangs änderte sich die wirtschaftsgeographische Lage Schweinfurts grundlegend. Die bayerische Stadt entwickelte sich zu einem wirtschaftlichen Brückenkopf und Bindeglied zwischen West- und Ostdeutschland. Die Autobahn 71 Erfurt–Schweinfurt wurde 2005 als Verkehrsprojekt Deutsche Einheit Nr. 16 und teuerste Autobahn Deutschlands fertiggestellt. Schweinfurt wurde zu einem Autobahnknoten in der deutschen Mitte.
Mit der Bahn ist seit 2017 Berlin durch das 10 Milliarden Euro teure Verkehrsprojekt Deutsche Einheit Nr. 8 in weniger als dreieinhalb Stunden erreichbar. München ist ab zweieinhalb und Hamburg ab vier Stunden erreichbar. Das ermöglichen zwei nahegelegene Hochgeschwindigkeitsstrecken, mit Umstieg in den ICE in Bamberg bzw. Würzburg.
Neue Zentralität Schweinfurts durch die Deutsche Wiedervereinigung und neue Verkehrsprojekte
| Dortmund 350 km                                | Kassel 200 km 10°                           | Erfurt 160 km                          |
| Frankfurt a. M. 160 km Main 50° Würzburg 45 km | Kompassrose, die auf Nachbargemeinden zeigt | Bayreuth 120 km 50° Main Bamberg 55 km |
| Stuttgart 190 km                               | 10° Ulm 230 km                              | Nürnberg 120 km                        |

Berlin City West via A 70: 450 km, via A 71: 442 km
Die obigen Kilometerangaben beziehen sich auf die Entfernungen zwischen den Stadtzentren bei Fahrten über Autobahnen
Alle Bundesautobahnen mit der 7 als erster Ziffer, mit Ausnahme des nördlichen Abschnitts der A 73, führen in Richtung Schweinfurt bzw. in Gegenrichtung. 5 km westlich des Autobahnkreuzes Schweinfurt/Werneck schneidet der 50. Breitengrad (siehe oben: 50°), der der Mainlinie und A 70 entspricht, den 10. Längengrad (siehe oben: 10°), der identisch mit der Nord-Süd-Achse Europas Dänemark – Norditalien und der A 7 ist. Dies ist der einzige Konfluenzpunkt zwischen einem Haupt-Breiten- und einem Haupt-Längengrad Deutschlands (Konfluenzdenkmal).

### Naturräumliche Gliederung

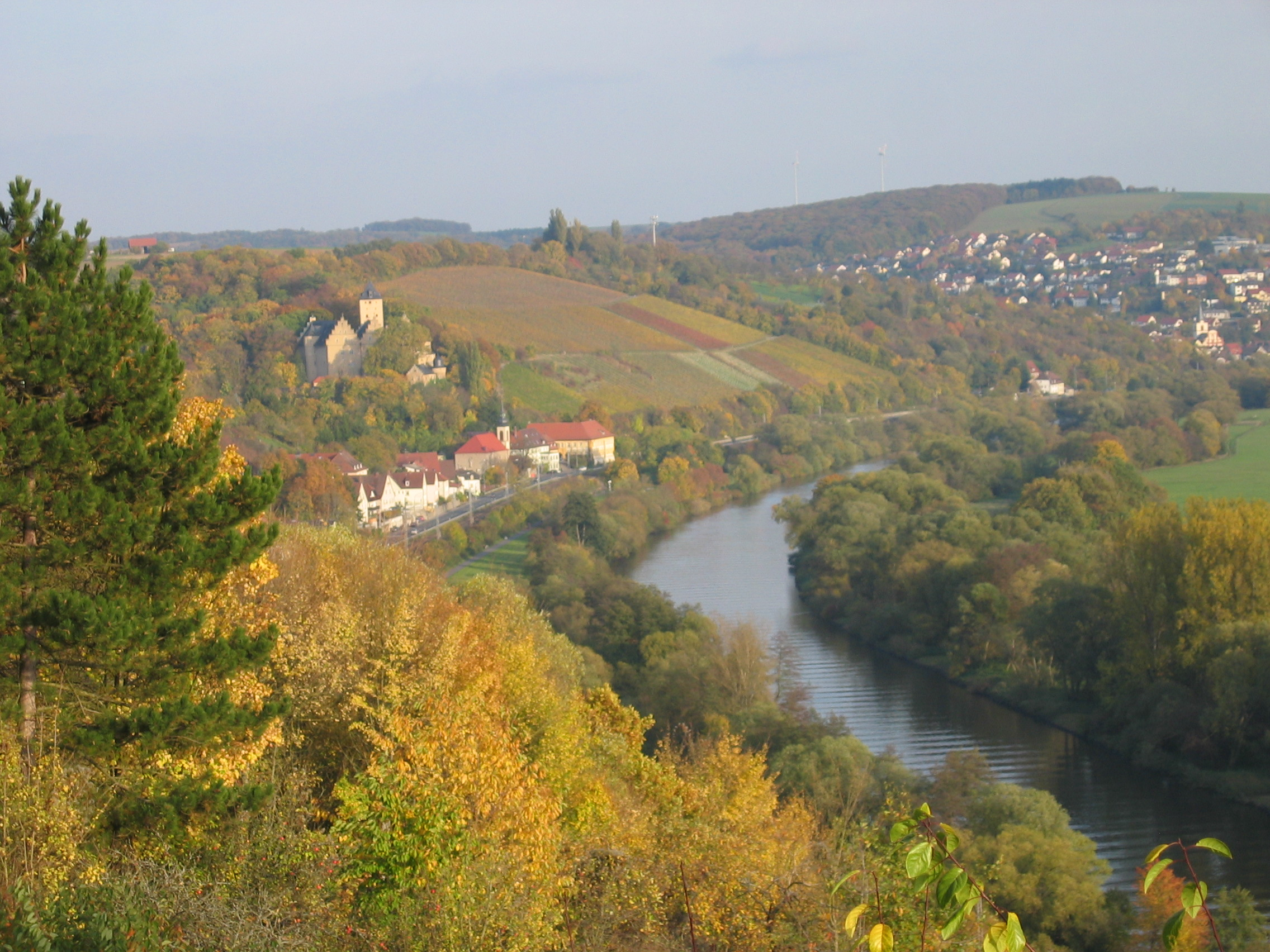
Naturräume am östlichen Stadtrand: Links des Mains Hesselbacher Waldland, Weinberge und Schloss Mainberg, rechts Schweinfurter Becken

Der größte Bereich des Stadtgebietes liegt im vom Main durchflossenen Schweinfurter Becken (Haupteinheit 136). Der Nordosten gehört zum bergigen Naturraum Hesselbacher Waldland (Haupteinheit 139), der identisch mit der Landschaft Schweinfurter Rhön ist. Das Stadtgebiet verfügt somit über relativ viele Wasser-, Grün- und Waldflächen.

### Gewässer

#### Historische Furt

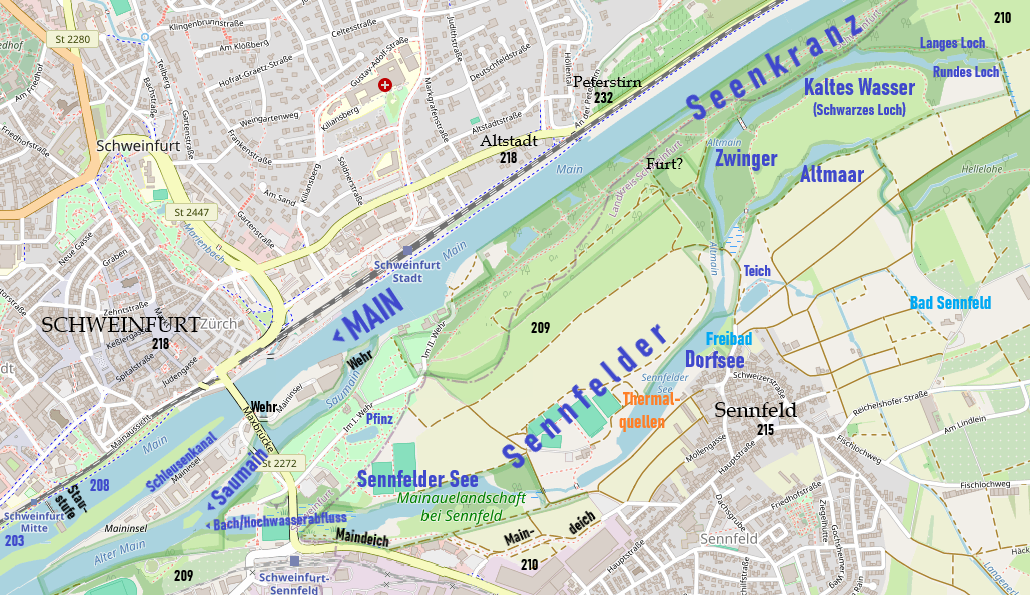
Gewässer, heutige Situation. Main, Nebenarme und Sennfelder Seenkranz

Eine Erklärung des Namens Schweinfurt leitet Suuinfurtero (siehe: Etymologie) von seichte Furt ab. Die Furt wird nicht an der heutigen Altstadt, sondern an der Stadtwüstung „Altstadt“ vermutet (siehe: Suuinfurtero marcu, Furt).

#### Heutige Situation
Der Main, der hier bis zu 170 Meter breit ist, der Schleusenkanal und zwei (einstige) Nebenarme des Mains, der Altarm Saumain und das Altwasser Sennfelder Seenkranz, bilden zwischen Innenstadt und Sennfeld einen bis zu 800 Meter breiten Gewässerkomplex. 
Die Wern fließt in einem Bogen (mit breiten Flussauen) durch den Nordwesten des Stadtgebiets. Marienbach und Höllenbach fließen aus der Schweinfurter Rhön durch die Stadt und münden hier in den Main. Viele Bagger-, Naturseen und Mainbuchten liegen zu beiden Seiten der südlichen Stadtgrenze, mit mehreren Bademöglichkeiten (siehe: Promenaden, Strände und Wälder). Die Wasserflächen der Stadt umfassen ca. 170 Hektar (2021).

#### Hochwasser und Deiche

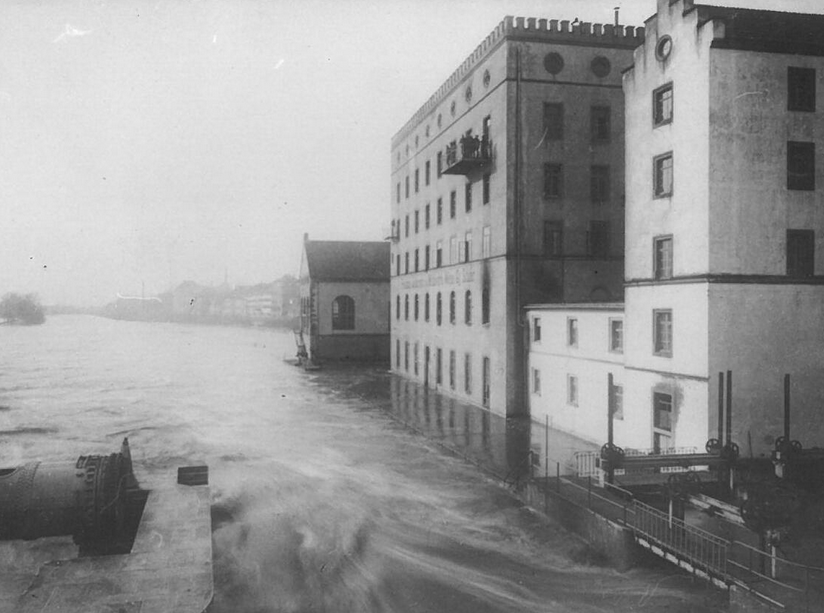
Hochwasser an den Mainmühlen an der Maxbrücke 1909

Mainaufwärts geben große Flussauen dem Hochwasser viel Raum zur Ausbreitung, bevor es die Stadt erreicht. Das nordmainische Schweinfurt ist deshalb hochwasserfrei, da hier zudem die niedrigsten Gebiete auf einem 10 bis 15 Meter hohen Sockel über dem Main liegen. Jedoch richteten an der Infrastruktur entlang von Main und Marienbach (bis zu seiner Tieferlegung) Hochwasser und starker Eisgang wiederholt größere Schäden an, insbesondere 1845 und 1909.
Der südmainische Teil der Stadt wurde im größeren Umfang erst ab den 1960er Jahren baulich erschlossen und besteht aus nahezu unbewohnten Industrie- und Gewerbegebieten. Sie wurden durch Anlage von Deichen vor Hochwasser geschützt. Über zehn Kilometer Deiche in Schweinfurt und Vororten wurden bis 2008 saniert und weiter erhöht. Bei den Berechnungen wurde die Klimaerwärmung berücksichtigt und auf das statistisch einmal in 100 Jahren auftretende größte Hochwasser (zuletzt 1909) 15 % an Wassermassen zugeschlagen. Die Deiche wurden im Kern mit einer 40 cm starken Betonwand versehen, die acht bis zehn Meter tief unterhalb der Wälle verankert wurde, sodass auch bei flussseitiger Abschwemmung des Erdwalls Hochwasserschutz bestehen bleibt. Neue, öffentlich begehbare und mit dem Rad befahrbare Wartungswege auf der Deichkrone wurden angelegt.

### Wälder, Parks und Schutzgebiete

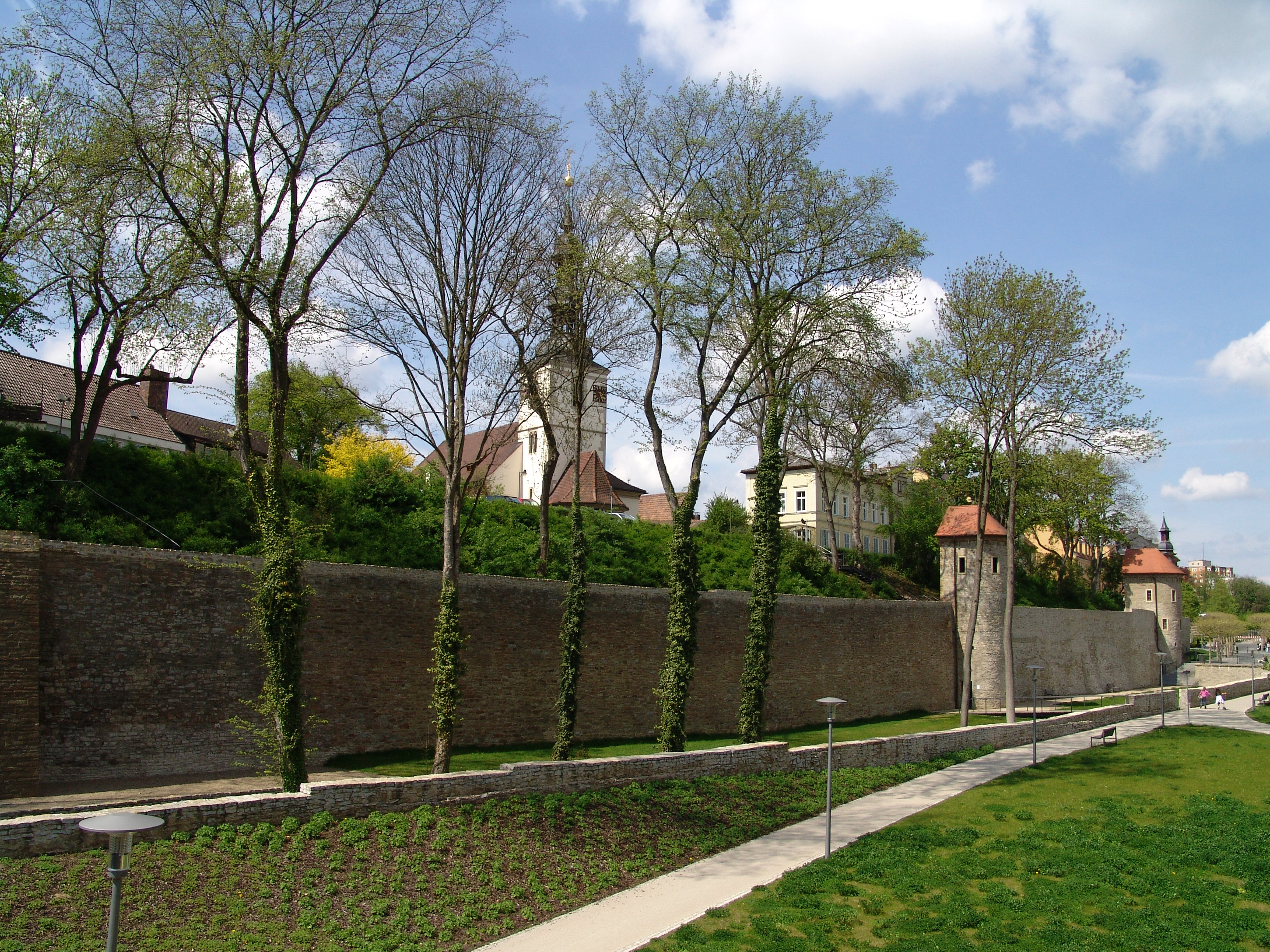
Ringpark am Unteren Wall, am ehemaligen Burgenviertel Zürch

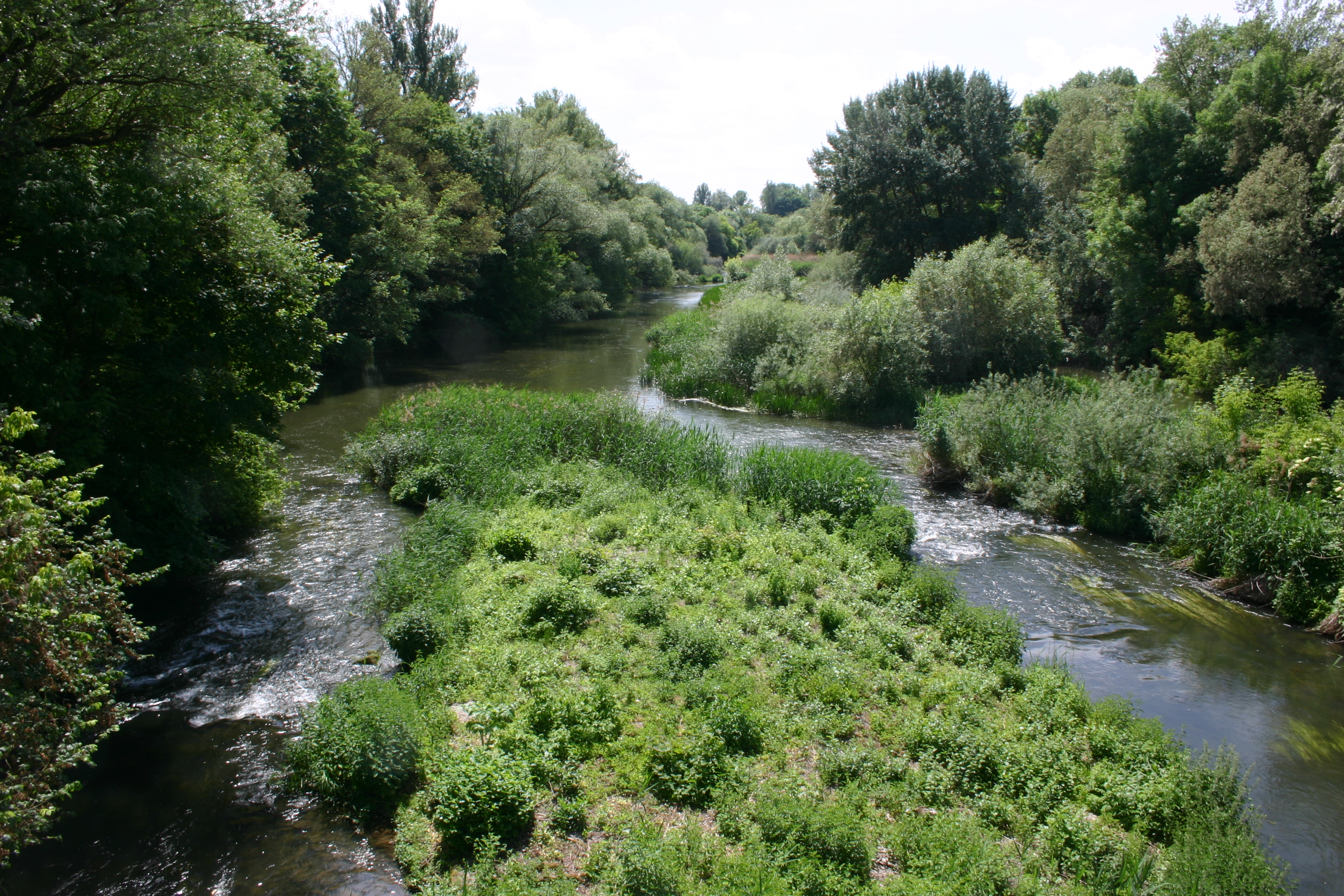
NSG Saumain nähe der Innenstadt

Innerhalb des Stadtgebietes liegen, trotz eng gezogener politischer Grenzen, relativ ausgedehnte Wälder (Stadtwald und Hospitalstiftung), mit einer Gesamtfläche von 1.756 Hektar. Die Waldgebiete liegen größtenteils im Nordosten, auf den Höhen der Schweinfurter Rhön; Laubwald dominiert, auch am Höllental. Der Schwebheimer Wald, mit völlig anderem Charakter und von Seen umgeben, liegt 100 Meter tiefer, im brettflachen, wintermilden Becken südlich des Mains. Neben Laubwald kommen dort auf Sandboden auch Kiefern vor. 25.000 Stadtbäume gibt es an Straßen und in Parks, weshalb Schweinfurt als grüne Stadt gilt.
Die Wehranlagen gehören zu den ältesten botanischen Gärten Deutschlands und ziehen sich zwei Kilometer am Main entlang. Die Altstadt ist größtenteils von Ringanlagen umgeben. Neben weiteren Parks sind auch Hauptfriedhof, Sachs-Stadion und Carus-Allee parkähnlich angelegt. Zudem durchziehen grüne Bänder die bergige, nördliche Stadthälfte. 40,5 Hektar beträgt die Fläche der neun Kleingartenanlagen. Ein Naturschutzgebiet, zwei Landschaftsschutzgebiete, zwei FFH-Gebiete und ein Geotop liegen ganz oder teilweise auf Stadtgebiet.
Siehe auch: Liste der Naturschutzgebiete in der Stadt Schweinfurt, Liste der Landschaftsschutzgebiete in Schweinfurt, Liste der FFH-Gebiete in der Stadt Schweinfurt und Liste der Geotope in Schweinfurt

### Tierparks

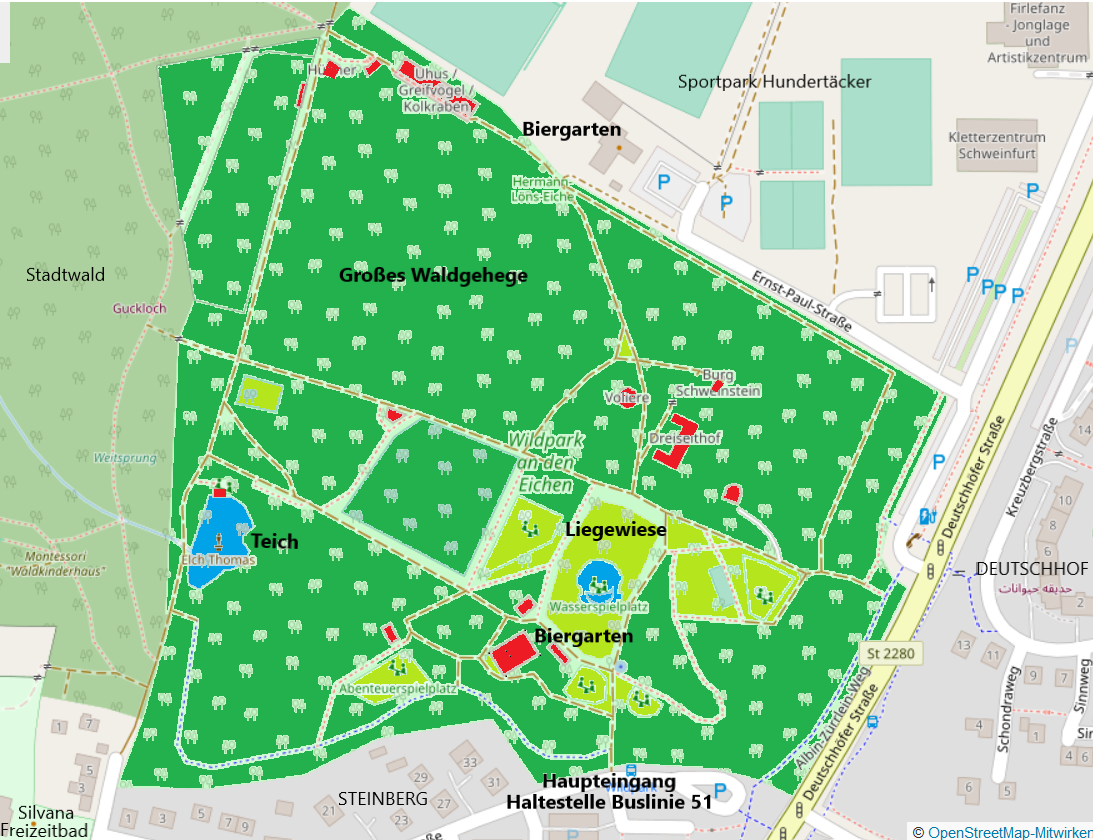
Wildpark an den Eichen (seit 1966)

Der erste Tiergarten der Stadt eröffnete 1869 als Privatzoo am Teilberg. Er wurde 1879 in die Wehranlagen verlegt (Tiergarten an der Pfinz) und 1944 von Fliegerbomben teilzerstört. Bernhard Grzimek entwarf einen nicht realisierten Ausbauplan des Zoos, der ab 1949 verfiel. Im Jahre 1966 wurde im Stadtwald der Wildpark an den Eichen eröffnet und seitdem ständig erweitert, heute mit 500 Tieren auf 18 Hektar.

### Weinbau
In Schweinfurt wird seit über 1000 Jahren Weinbau betrieben. Ein Kloster aus dem Elsass bestellte im 8. Jahrhundert Wein aus Suinuurde. Im 19. Jahrhundert war Schweinfurt eine bedeutende Weinbau- und Weinhandelsstadt, 1802 mit etwa 320 Hektar Rebfläche. Größere Bereiche des östlichen Stadtgebietes, insbesondere am Kiliansberg (siehe: rechtes Bild) liegen auf einstigen Weinbergen. 1902 tauchte die Reblaus in Franken auf und traf den Schweinfurter Raum besonders hart.
Seit den 1980er Jahren wird wieder an bzw. unweit der Peterstirn in den historischen Weinlagen Schweinfurter Peterstirn und Schweinfurter Mainleite Weinbau betrieben, mit der Leitsorte Silvaner. Die Schweinfurter Weinberge sind großlagenfrei und gehören heute mit 3,54 Hektar bestockter Rebfläche (2017) zum Bereich Volkacher Mainschleife des Fränkischen Weinbaugebietes. Der Weinbau hat für die örtliche Wirtschaft keine Bedeutung mehr, aber für die Kultur, die eigene Wahrnehmung und den Lebensstil der Bevölkerung (Gastronomie, Heckenwirtschaften, Weinfeste). Durch die Unterbrechung des Weinbaus Mitte des 20. Jahrhunderts blieben, im Gegensatz zum Kitzinger und Würzburger Raum, die Weinberge in und um Schweinfurt von der Zuordnung zu den umstrittenen Großweinlagen, von Massenwein und von den Flurbereinigungen der 1970er Jahre verschont, bei denen die historischen Weinbergs-Strukturen weithin zerstört wurden (siehe auch: Peterstirn, Weinbau).

Weinbau in Schweinfurt
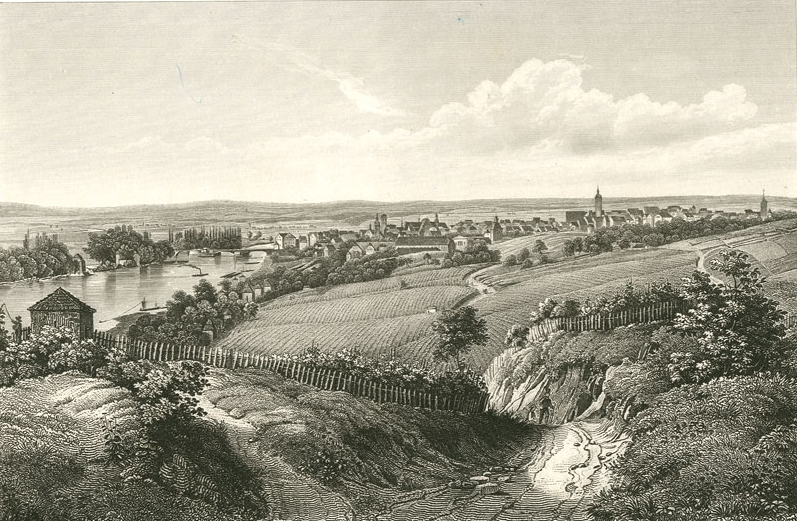
Weinbau am Kiliansberg, oberhalb des Mains, im Jahre 1847
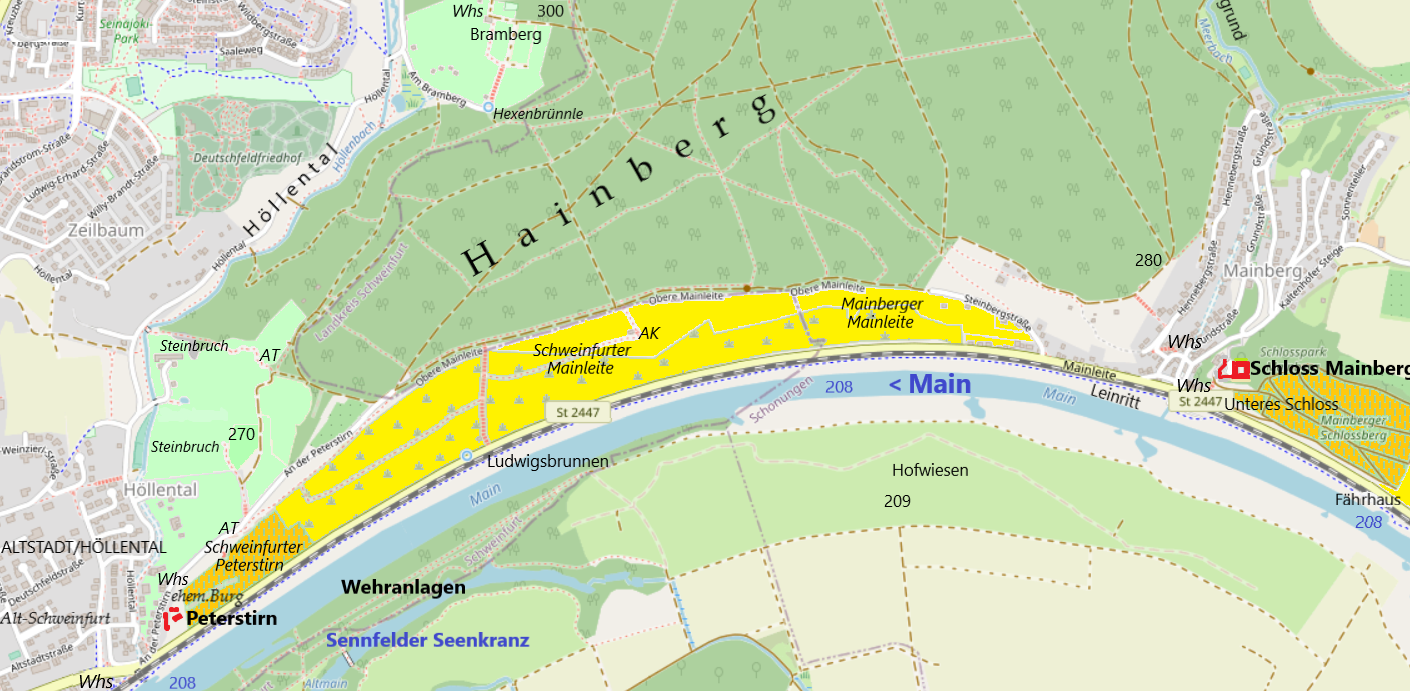
Weinbau an der Mainleite. Heutige Weinberge (ocker), Weinberge bis Mitte des 20. Jahrhunderts (gelb), Weinberge in historischer Zeit (hellgrün)

### Klima
Schweinfurt besitzt gemäßigtes Kontinentalklima, das sonst in Westdeutschland nirgends vorkommt, aber in Ostdeutschland weit verbreitet ist; Schweinfurter und Berliner Klima-Eckdaten sind nahezu identisch. Dieses Klima ist gekennzeichnet durch wenig Niederschlag, warme Sommer und kalte Winter, die infolge der Klimaerwärmung seltener wurden. Der geringe jährliche Niederschlag von 602 mm folgt aus der Lage im Windschatten des Landrückens Rhön–Spessart; vor der Klimaerwärmung lag er bei 570 mm, einen der niedrigsten Werte Westdeutschlands. Die höchsten Niederschlagsmengen weist der Sommer auf, insbesondere durch Hitzegewitter und Starkregen, weshalb das städtische Kanalnetz überdurchschnittlich dimensioniert wurde. Schweinfurt wurde 2015 mit 4,5 Blitzeinschlägen pro Quadratkilometer „Deutschlands Blitzhauptstadt“. Mit 1665 Sonnenstunden (Mittelwert 2014–2018) liegt die Stadt im höheren Bereich. Das Frühjahr zieht in Bayern als erstes im Maintal ein und ist im Schweinfurter Becken sehr ausgeprägt (Baumblüte).
Im Stadtklima wird der Wärmeinsel-Effekt durch begünstigende topografische Faktoren abgemildert und ist geringer als beispielsweise im benachbarten Würzburg. Schweinfurt liegt nicht in einem Talkessel, besitzt viel Stadtgrün und Gewässer und das Maintal verläuft parallel zur Hauptwindrichtung West–Ost. Durch das Stadtgebiet läuft eine Klimascheide (siehe: Lage).

### Geologie und Tektonik

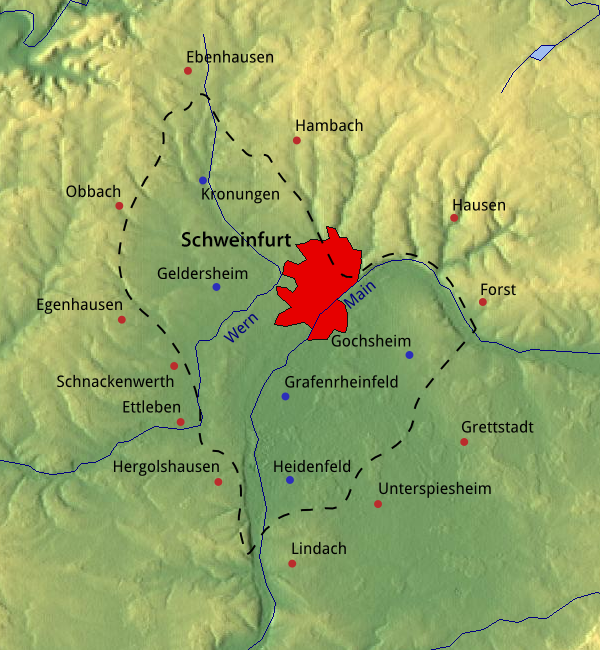
Schweinfurter Becken

Die Geologie des Stadtgebietes reicht unten von den älteren harten Kalk- und Mergelsteinen des Oberen Muschelkalks über den weicheren tonig-mergeligen, von einzelnen Sandsteinen und Kalkbänken unterbrochenen Unterkeuper (Lettenkeuper), bis zu den weichen Tonsteinen des Gipskeupers oben. Sedimente (Kies und Sand) schufen im mittleren Schweinfurter Becken die Schwemmebene zwischen Main und Schwebheimer Wald.
Die Tektonik des Stadtgebietes wird von der nordöstlich der Innenstadt von Nordwesten nach Südosten streichenden Kissingen-Haßfurter Störungszone geprägt, die das Hebungsgebiet des Kissingen-Haßfurter Sattels (Hesselbacher Waldland) von der Schweinfurter Mulde (Schweinfurter Becken) trennt.

### Stadtgliederung
Das Stadtgebiet besteht fast nur aus der Kernstadt (Gründe siehe: Keine Eingemeindungen bei Gebietsreform). In kommunalrechtlich-administrativer Hinsicht gibt es keine Stadtgliederung, was für bayerische Städte unter 100.000 Einwohnern nicht verpflichtend ist. Für amtlich-statistische Zwecke wurde das Stadtgebiet teils einstufig und teils zweistufig in Stadtteile (Blaulinks auf unterer Liste) und 25 statistische Bezirke eingeteilt, von denen drei (nahezu) unbesiedelt sind und auf unterer Liste nicht aufgeführt werden.
Die Zuordnung der Altstadt (statistischer Bezirk 11) in die erste Stufe (eigener Stadtteil) oder in die zweite Stufe (nur Bezirk) bleibt unklar; aufgrund der fortlaufenden Ziffernfolge (11–13) wurde sie auf der unteren Liste und in der rechten Übersichtskarte dem Stadtteil Innenstadt zugeordnet. Somit ergeben sich in Summe nicht 16, sondern 15 Stadtteile, was der allgemein verbreiteten Ansicht entspricht.
Die Stadtgliederung für amtlich-statistische Zwecke wurde von Immobilienportalen übernommen.

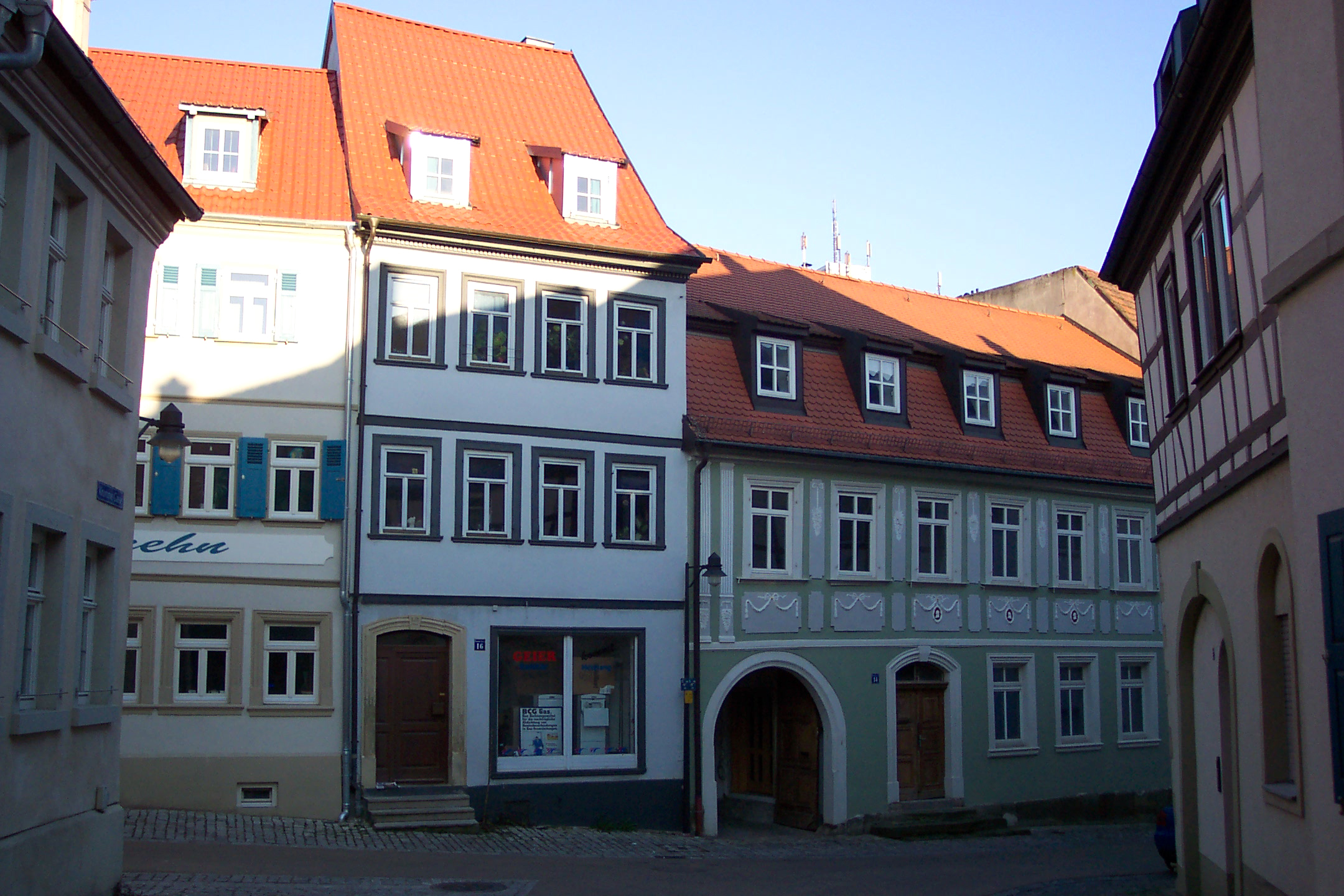
Altstadt, Krumme Gasse
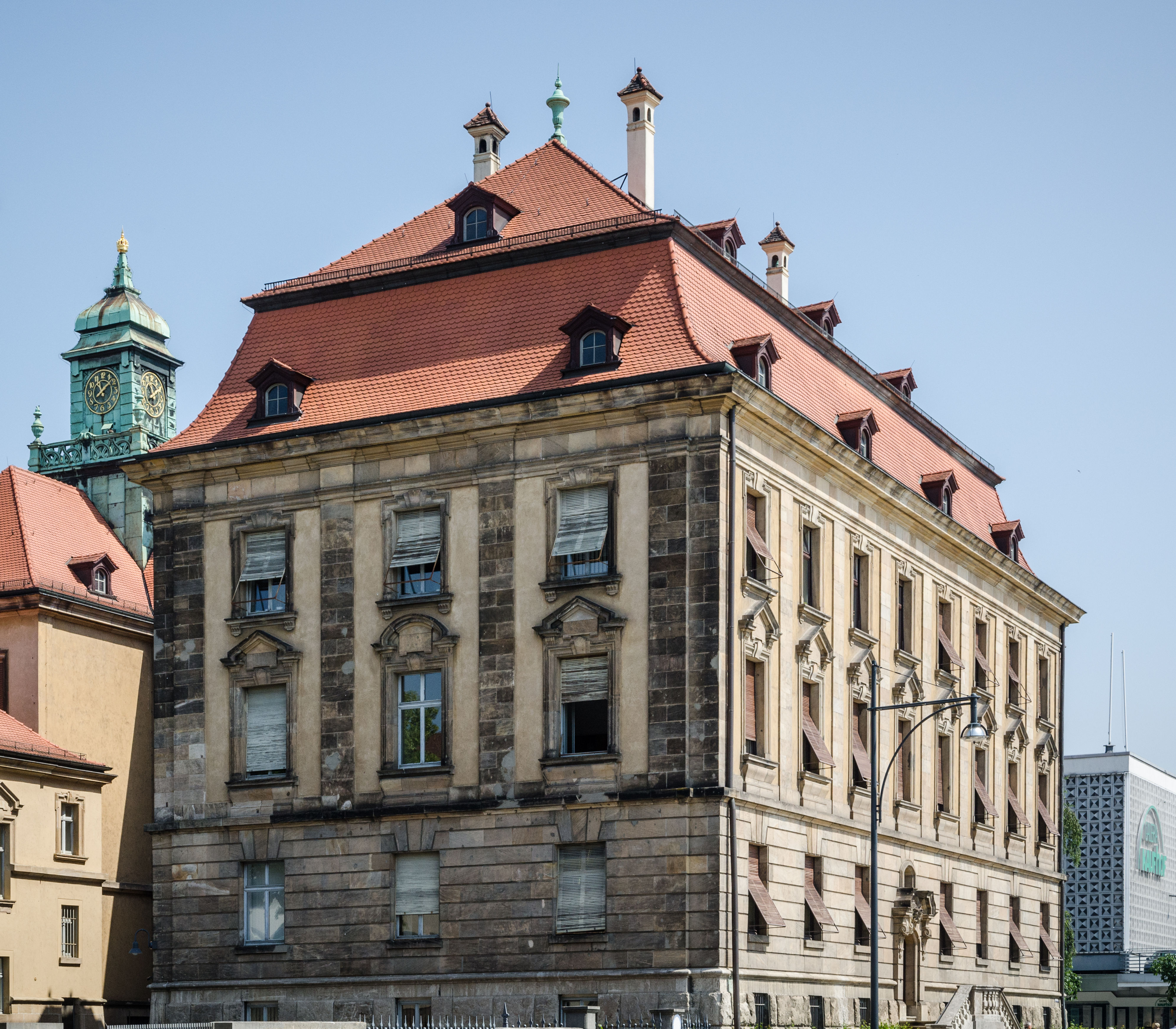
Innenstadt, Justizzentrum

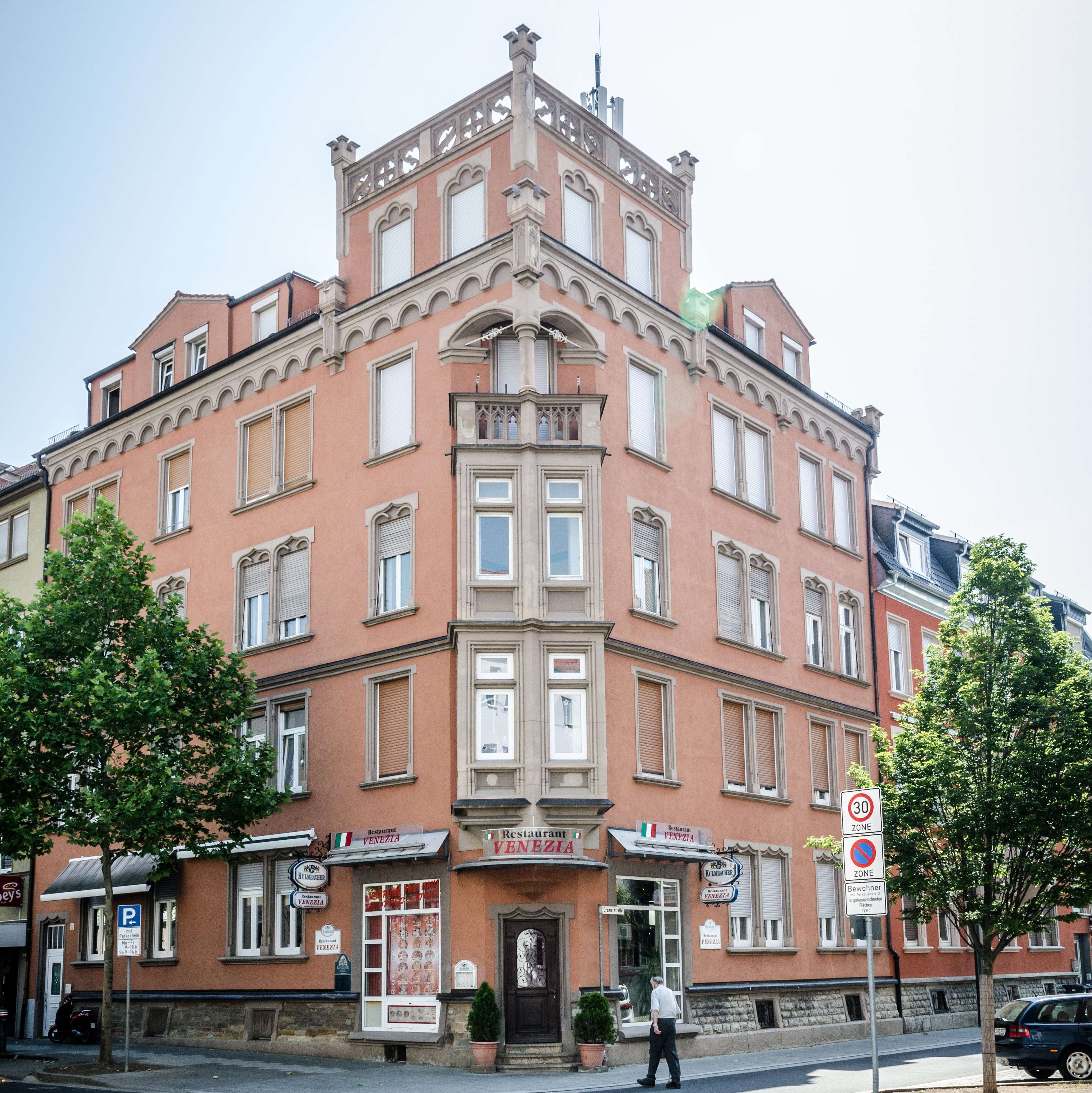
Innenstadt-West, Luitpoldstraße
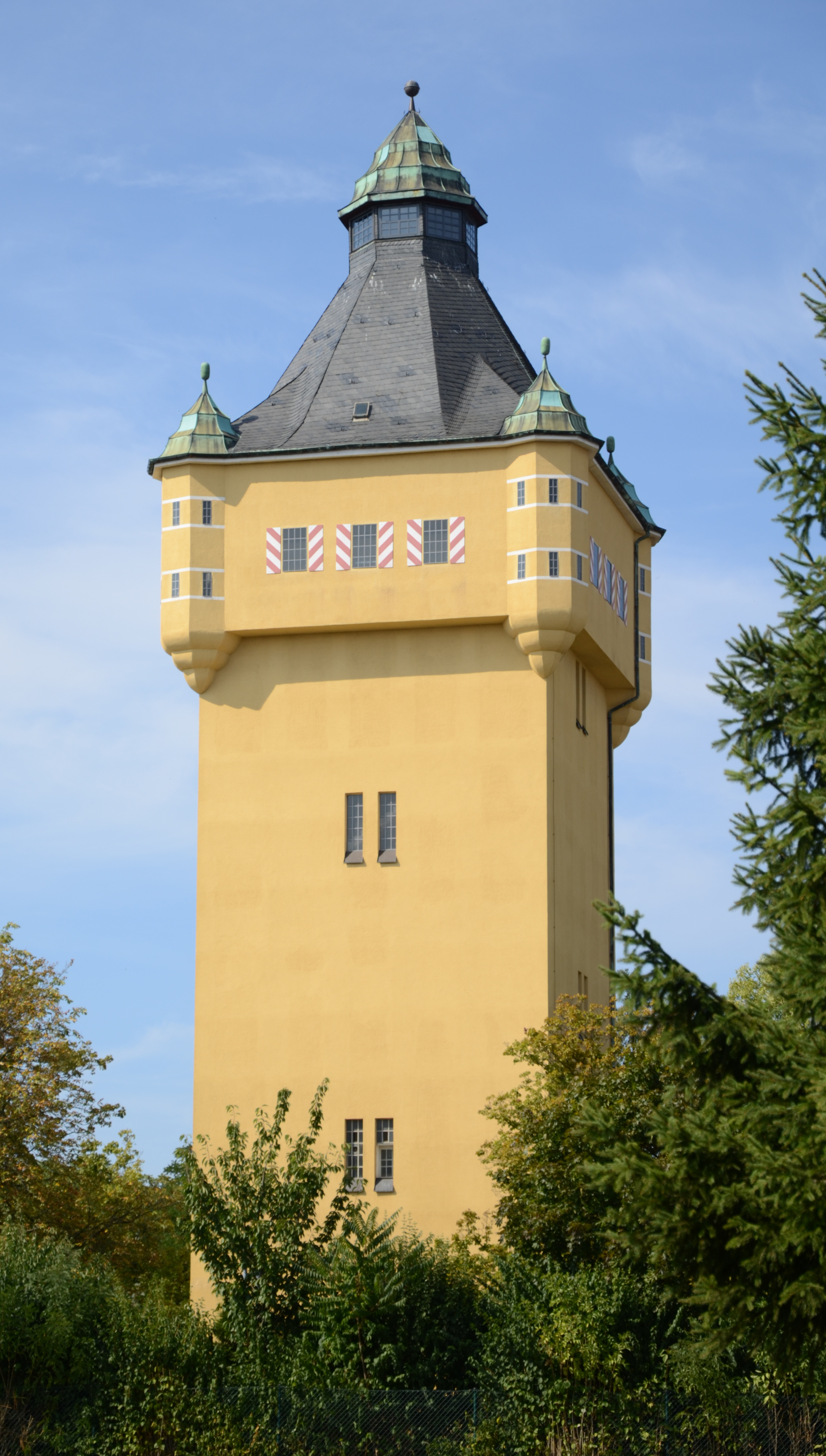
Bergl, mit Wasserturm

| Nr. | Name des statistischen Bezirks | Einwohner 31. Dezember 2022 | Ausländer (%) | Doppelstaatler1 (%) |
| --- | ------------------------------ | --------------------------- | ------------- | ------------------- |
| 11  | Altstadt                       | 2.898                       | 30,5          | 8,7                 |
| 12  | Innenstadt-West                | 4.760                       | 40,4          | 14,3                |
| 13  | Innenstadt-Nord                | 4.464                       | 32,4          | 13,9                |
| 21  | Bergl                          | 9.170                       | 26,2          | 25,2                |
| 22  | Musikerviertel                 | 3.768                       | 35,8          | 18,1                |
| 31  | Nordwestlicher Stadtteil       | 3.523                       | 29,6          | 15,0                |
| 32  | Gartenstadt                    | 3.031                       | 11,9          | 14,2                |
| 33  | Nördlicher Stadtteil           | 3.178                       | 21,5          | 17,2                |
| 34  | Haardt                         | 1.779                       | 14,1          | 15,8                |
| 35  | Eselshöhe                      | 2.477                       | 6,5           | 15,3                |
| 41  | Hochfeld/Steinberg             | 5.073                       | 12,4          | 13,4                |
| 42  | Nordöstlicher Stadtteil        | 2.659                       | 10,2          | 11,2                |
| 43  | Deutschhof-Süd                 | 1.828                       | 9,8           | 28,1                |
| 44  | Deutschhof-Mitte               | 1.488                       | 17,3          | 28,7                |
| 45  | Deutschhof-Ost                 | 932                         | 12,4          | 25,9                |
| 46  | Deutschhof-Nord                | 908                         | 7,9           | 16,2                |
| 47  | Deutschhof-Zeilbaum            | 724                         | 5,0           | 13,3                |
| 51  | Hafen-Ost                      | 253                         | 13,8          | 5,9                 |
| 52  | Hafen-West                     | 11                          | 27,3          | 0,0                 |
| 54  | Maintal                        | 4                           | 50,0          | 25,0                |
| 61  | Oberndorf-Süd                  | 1.099                       | 15,7          | 12,1                |
| 62  | Oberndorf-Mitte                | 1.384                       | 20,5          | 14,5                |
|     | Nicht zuzuordnen               | 357                         | 9,8           | -,-                 |
|     | Schweinfurt insgesamt          | 55.768                      | 22,6          | 17,1                |

1 Der Anteil der Doppelstaatler bezieht sich nicht auf Personen mit zwei ausländischen Pässen, sondern nur auf Personen mit einem deutschen und einem ausländischen Pass.

## Geschichte

### Kritik

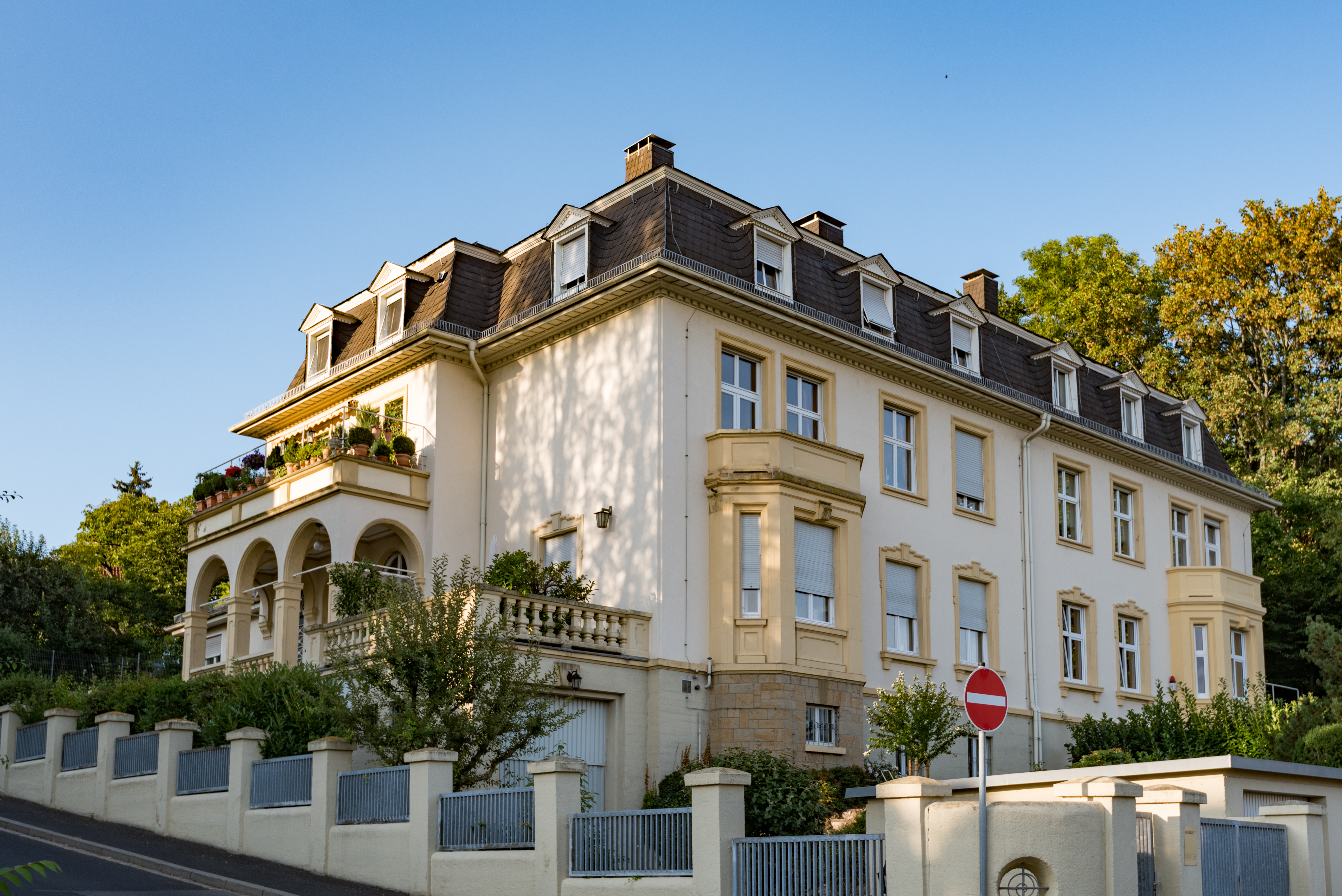
Altstadtstraße. Doppelvilla von 1925 auf Reihengräberfeld der Merowingerzeit. Von den geborgenen Scherben gibt es weder Abbildungen noch Beschreibungen.

Die Schweinfurter Geschichte bis zum Hochmittelalter ist wenig erforscht. Veröffentlichungen sind widersprüchlich und lassen wichtige Fragen offen. Es wurde der Vorwurf der Zerstörung archäologischer Funde bei Bauarbeiten, unterbliebener fachmännischer Untersuchungen und mangelhafter Dokumentationen für den Zeitraum bis in die 1960er Jahre erhoben. Schweinfurt hat keine Universität, die wissenschaftliche Aufarbeitung blieb spärlich.

### Übersicht
Die deutsche Mittellage Schweinfurts an der Mainlinie bestimmte die Geschichte und Kultur der Stadt. Die fränkische Region war frei von äußeren Einflüssen. Sie stand nie unter römischer, napoleonischer oder preußischer Herrschaft, war nie slawisch besiedelt und ist von ihrem Wesen her nicht bayerisch. Franken zeichnete sich durch eine große Königs- bzw. Reichsnähe aus und bildete eines der Zentren des Heiligen Römischen Reiches. Der Fränkische Reichskreis mit der ursprünglichen Nr. 1 konstituierte sich 1517 in Schweinfurt. Die protestantische Stadt war ein Zentrum der Aufklärung, im scharfen Kontrast der umgebenden Hochstifte Würzburg und Bamberg, mit Hexenverbrennungen bis ins 18. Jahrhundert. Überregionale politische Bedeutung besaß Schweinfurt lediglich vor 1000 Jahren, überregionale wirtschaftliche Bedeutung besitzt die Stadt seit Anfang des 20. Jahrhunderts. Wirtschaftliche Krisen wie Aufschwünge traten hier früher und stärker als anderswo in Deutschland auf – die Stadt wurde zum Frühindikator.
Schweinfurt ist ein Ort mit zwei Geschichten. Die erste begann im Frühmittelalter im Osten des heutigen Stadtgebietes und war geografisch nach Osten orientiert (siehe untere Karte). Die zweite begann im Hochmittelalter einen Kilometer weiter westlich, in der heutigen Altstadt und war in Konflikte in anderen Richtungen verwickelt.

### Urgeschichte

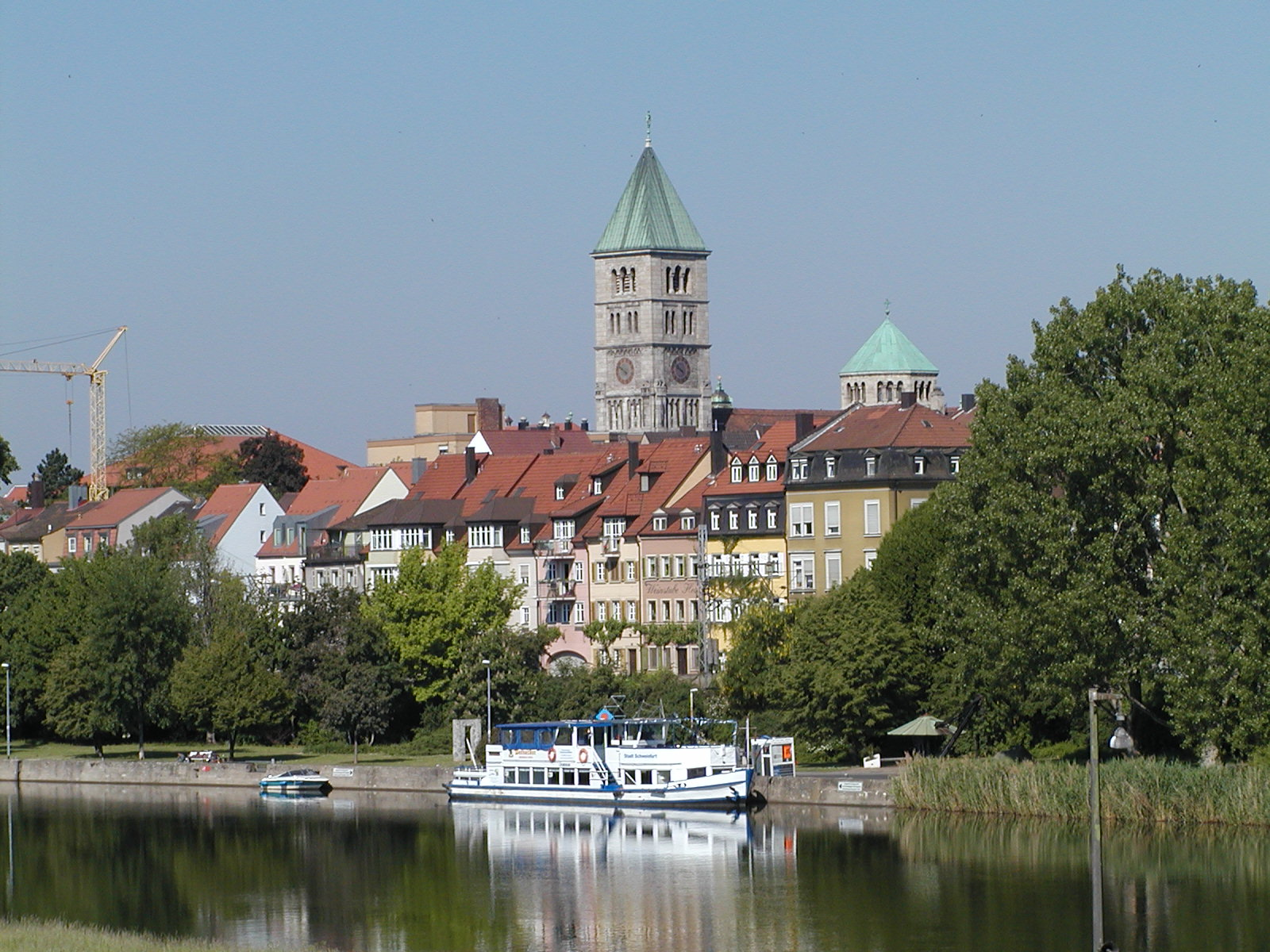
Fischerrain, ehem. Fischersiedlung; Funde aus Hallstatt- und Latènezeit

Während der jüngsten Vereisungsphase, der Würm-Eiszeit, die um 10.000 v. Chr. endete, lag das Gebiet Schweinfurts in der Mitte des eisfreien, ca. 250 km breiten Korridors, zwischen dem alpinen und dem skandinavischen Eisschild. Erste historische Zeugnisse befinden sich im Vorort Dittelbrunn, wo ein mittelsteinzeitlicher Fund (um 10.000 v. Chr.) belegt ist. Innerhalb des heutigen Stadtgebietes lassen sich Siedlungsspuren seit 7500 Jahren (Beginn der Jungsteinzeit) nahezu lückenlos nachweisen: Von der Bandkeramischen Kultur (5500 bis 5000 v. Chr.) mit einem Langhaus am Kiliansberg und zwei Langhäusern an der Eselshöhe, über die Stichbandkeramik (4900 bis 4500 v. Chr.), weiteren Epochen der Jungsteinzeit (bis 2200 v. Chr.), der Urnenfelderzeit (1300 bis 800 v. Chr.), der Hallstattzeit (800 bis 450 v. Chr.) am Fischerrain, bis zur Latènezeit (Jüngerer Eisenzeit, 450 v. Chr. bis Jahr 0) an Kiliansberg und Fischerrain.
Eine Besiedlung durch Kelten um 500 v. Chr. und Germanen ist am Biegenbach, zwischen dem Bergl und Geldersheim, nachgewiesen. Die älteste namentlich bekannte Siedlung auf Schweinfurter Gebiet ist die am Nordrand der heutigen Bellevue gelegene Wüstung Affeltrach, am Ufer der Wern. Der Name leitet sich wohl vom althochdeutschen Wort für Apfelbaum, aphaltar, her. Wahrscheinlich wurde das Dorf bereits in vorchristlicher Zeit von Germanen gegründet.
Siehe auch: Suuinfurtero marcu, Urgeschichte

### Frühmittelalter

Schweinfurt (links) auf einer Karte nach 1055. In der Mitte Machtbereich der Markgrafen von Schweinfurt bis 1003

Die Franken besiegten die Thüringer 531 und überlagerten daraufhin die erste namentlich Schweinfurter Siedlung. Damit war die Christianisierung verbunden, die in Franken Ende des 7. Jahrhunderts einsetzte (Kilianskirche).
Im Jahre 791 wurde Schweinfurt erstmals urkundlich im Codex Edelini des Klosters Weißenburg als Suuinfurtero marcu erwähnt (siehe auch: Etymologie). Bereits vier Jahrzehnte zuvor waren an gleicher Stelle Besitzungen des Klosters erwähnt worden. Jedoch gehen die Anfänge dieser dörflichen Siedlung, der sogenannten „Altstadt“, die einen halben Kilometer mainaufwärts der heutigen Altstadt lag, bereits auf das Jahr 650 zurück.
Die Markgrafen von Schweinfurt errichteten im 10. Jahrhundert ihre Stammburg auf der Peterstirn, oberhalb des Mains und der „Altstadt“. Bedeutung erlangte Schweinfurt bereits im Jahre 941 mit der Nennung Bertholds als erstes Glied der Markgrafen. Er nahm eine wichtige Position im zentralen Reichsgebiet ein, dem Herzogtum Franken. Berthold gab König Otto I. (regierte 936–973) gegen aufständische Stammesherzöge wertvolle Waffenhilfe. Als Dank erhielt Berthold von Otto die Grafschaften des Volkfelds- und des Radenzgaus sowie die Markgrafschaft des Nordgaus, etwa die heutige Oberpfalz (siehe rechte Karte). Dadurch waren er und ab 980 sein Sohn Heinrich von Schweinfurt (genannt: „Hezilo“) die mächtigsten weltlichen Adeligen im heutigen Nordbayern, mit einer Kette von Burgen bis nach Cham.
Hezilo unterstützte Heinrich II. (regierte 1002–1024) bei der Königswahl und bekam dafür die Herzogswürde von Baiern zugesagt. Nach der Wahl löste Heinrich II. das Versprechen nicht ein. Darauf kam es 1003 zur Schweinfurter Fehde infolge der Hezilo seine dominierende Stellung verlor. Die Markgrafen mussten sich nun nahezu ganz auf ihren Stammsitz auf der Peterstirn zurückziehen.
Es war ein Machtvakuum in Ostfranken entstanden, in dem Heinrich II. das Bistum Bamberg gründete, das 1007 von Papst Johannes XVIII. bestätigt wurde. Das Schweinfurter Adelsgeschlecht, mit Judith von Schweinfurt als sagenumwobener und bis heute in der Stadt populärer Figur, starb nach Otto von Schweinfurt im Mannesstamm aus.

Schweinfurt im Frühmittelalter
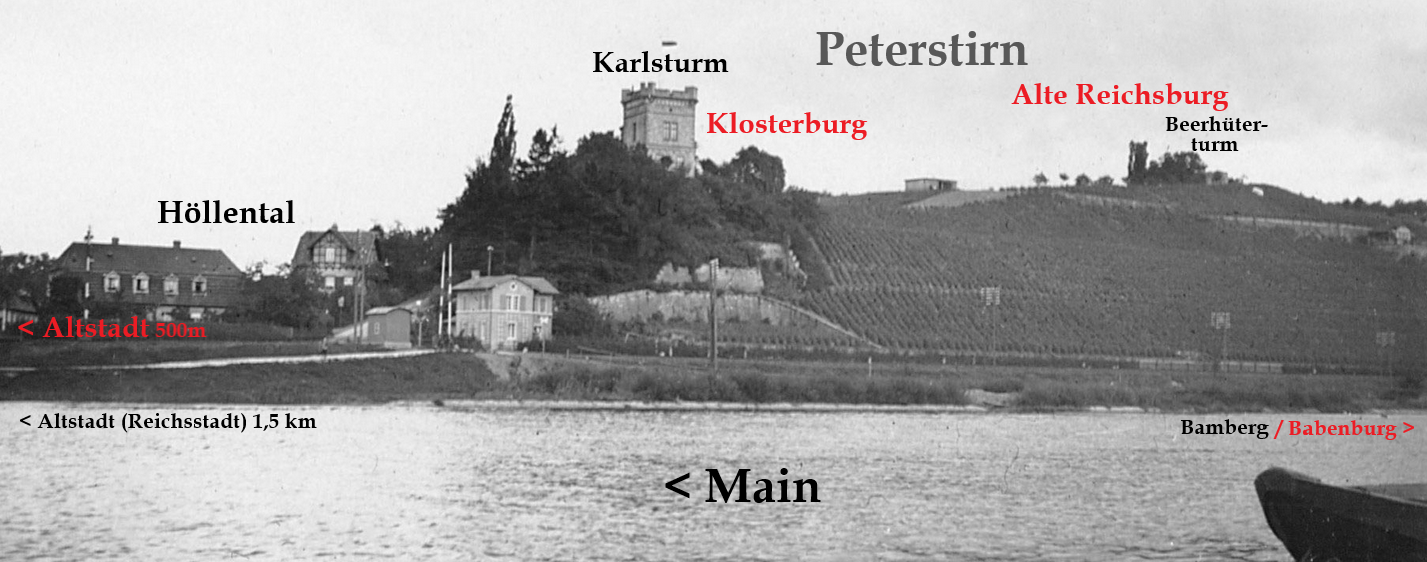
Burgberg Peterstirn im Jahre 1931 mit Karlsturm (1874) und abgegangenen Orten (rote Schrift): Klosterburg (1004–1437), Alte Reichsburg (um 1100–1371/1437), „Altstadt“ (650–1524). Der genaue Ort der Markgrafenburg (um 970–1437) ist unklar

### Hochmittelalter

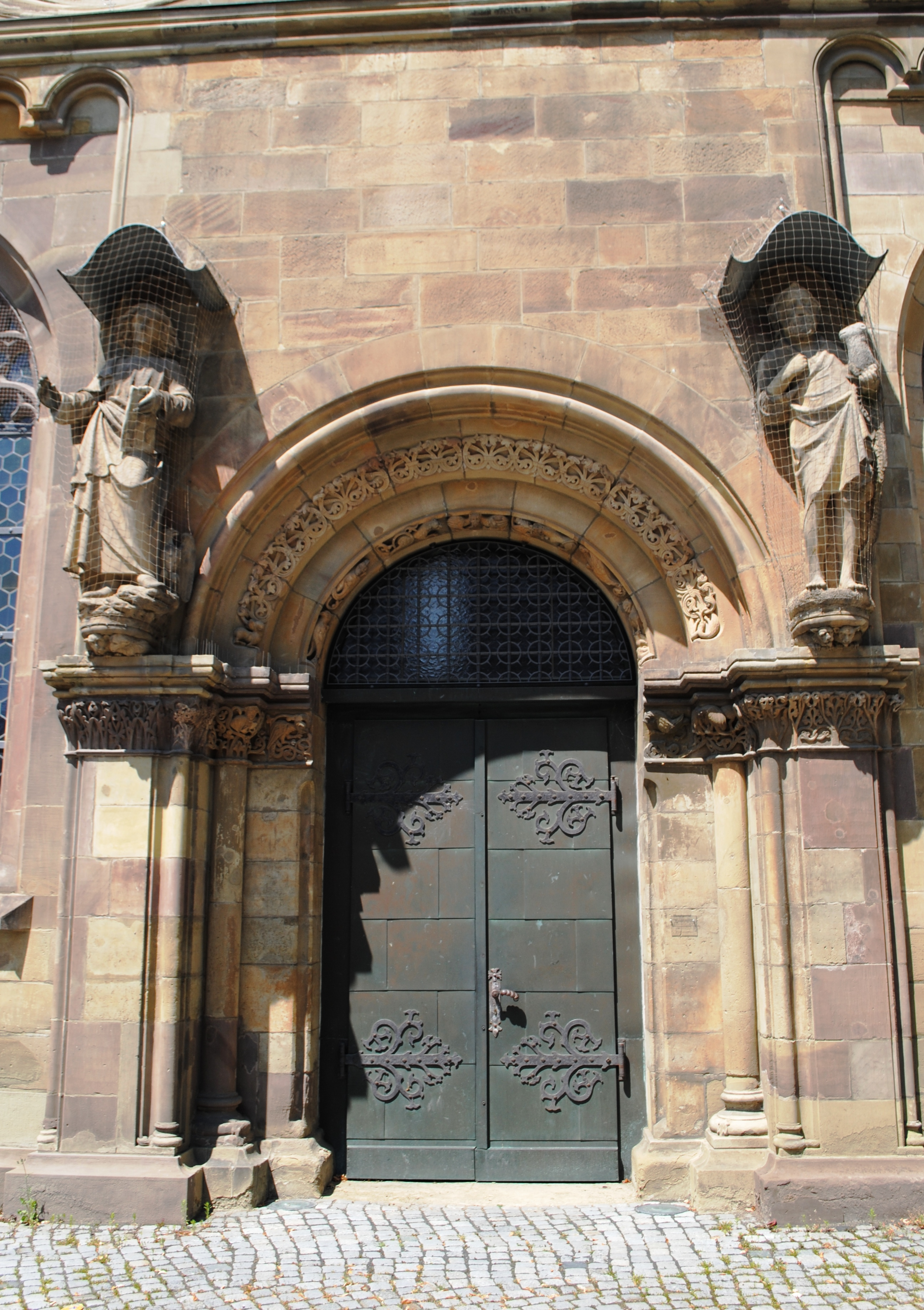
Johanniskirche, ursprünglich eine Kirchenburg, mit Brauttor (Romanik, 1240)

Das wohl als Sühnestiftung wegen der Erhebung Hezilos gegen Heinrich II. von Hezilos Mutter Eila 1003 auf der Peterstirn gegründete Nonnenkloster (später Benediktinerkloster) verwahrloste und gelangte 1112 mit der „Altstadt“ als Erbe in den Besitz des Hochstifts Eichstätt.
Die heutige Altstadt entstand im 12. Jahrhundert, in der Zeit der Staufer, wovon St. Johannis als ältestes, erhaltenes Gebäude der Stadt zeugt, ursprünglich eine Kirchenburg. Die Stadt wurde einen halben Kilometer westlich der „Altstadt“ und östlich des zunächst weiterhin eigenständigen Fischerrains errichtet. Hierzu gibt es zwei Ansichten, die einer allmählichen Verlagerung der „Altstadt“ oder die einer Gründungsstadt, in Konkurrenz zur „Altstadt“, durch Kaiser Friedrich I. Barbarossa (regierte 1152–1190) als Civitas Imperii (Reichsstadt), unter Verwendung von vorhandenem Krongut. Die Stadtplanung nach den Prinzipien der Staufer und der klassische, mittelalterliche Stadtgrundriss mit Straßenkreuz sprechen für eine Gründungsstadt (siehe: Altstadt, Baugeschichte). Bis 1524 waren alle Bewohner aus der „Altstadt“ übergesiedelt, die danach verfiel.
Im Kampf um die Vorherrschaft Mainfrankens zwischen den Hennebergern und dem Bischof von Würzburg wurde die Stadt zwischen 1240 und 1250 zerstört (Erstes Stadtverderben). In einem Brief König Wilhelms vom 9. Januar 1254 heißt es, Schweinfurt sei früher Reichsstadt gewesen („...Swinforde, que olim imperii civitas fuerat“). Es bleibt unklar, ob jemals der Stadt Rechte entzogen wurden oder ob nur auf die Zerstörung Bezug genommen wird. Jedoch ist dieser Brief der erste urkundliche Nachweis von Schweinfurt als Reichsstadt und somit auch als Ort mit Stadtrecht. Auch wird nicht ausgeschlossen, dass das Erste Stadtverderben noch in der „Altstadt“ stattfand, die dann bereits Reichsstadt gewesen sein müsste. Von der Alten Reichsburg östich der „Altstadt“ wird auch die Eigenart Schweinfurts als Reichsstadt abgeleitet.

### Spätmittelalter

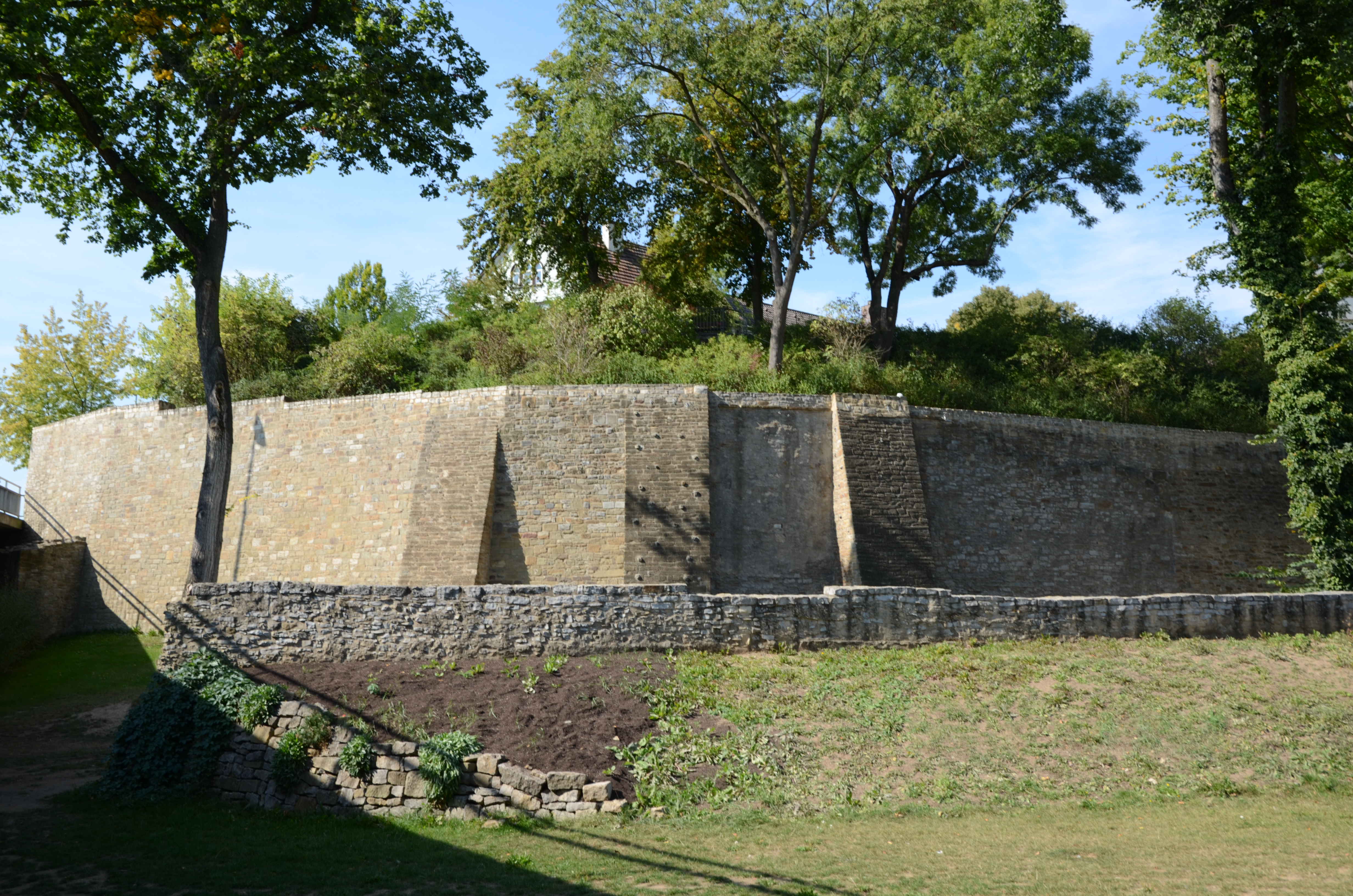
Stadtmauer an der einstigen Hennebergischen Reichsburg

1282 wurde Schweinfurt von Rudolf von Habsburg (regierte 1273–1291) als Reichsstadt bestätigt. Jedoch bereits 1309 verpfändete König Heinrich VII. Schweinfurt an den Grafen von Henneberg, worauf 1310 im Zürch die Hennebergische Reichsburg errichtet wurde. Im Jahre 1354 erwarb der Bischof von Würzburg eine Hälfte der Pfandschaft. In den Jahren 1361 und 1362 löste Schweinfurt selbst eine Hälfte der Pfandschuld ein und erhielt dafür von Kaiser Karl IV. wertvolle Privilegien (Gerichtshoheit, Verpfändungsfreiheit u. a. m.). Schweinfurt war wieder reichsunmittelbar. In den Jahren 1385 und 1386 löste die Stadt die zweite Hälfte der Pfandschuld ein und trat dem Schwäbischen Städtebund bei. Im Jahre 1397 erteilte König Wenzel der Stadt wertvolle Privilegien zur Nutzung des Mains.
Im Jahre 1436 wurde Oberndorf erworben. Im Jahre 1437 konnten aufgrund guter wirtschaftlicher Entwicklung zudem die Besitzungen des Deutschen Ordens mit dem Dorf Altstadt, der Burg Peterstirn und den Dörfern Zell und Weipoltshausen mit allen vogteilichen Rechten erworben werden. Die Bürger dieser Orte erhielten kein Bürgerrecht, sondern waren Beisassen. Im Jahre 1437 begann die inzwischen notwendig gewordene Stadterweiterung.

### Frühe Neuzeit
| |                                                                                    |
| \| Reichsstadt Schweinfurt (evang.) Reichsdörfer (evang.) Reichsritterschaften (evang.) \| Grafen von Schönborn (kath.) Deutscher Orden (Brönnhof) Hochstift Würzburg (kath.) \| |                                                                                    |
| Reichsstadt Schweinfurt (evang.) Reichsdörfer (evang.) Reichsritterschaften (evang.)                                                                                             | Grafen von Schönborn (kath.) Deutscher Orden (Brönnhof) Hochstift Würzburg (kath.) |

#### Reformation und Zweites Stadtverderben
Im Jahre 1542 schloss sich die Stadt der Reformation an. Im Zweiten Markgrafenkrieg wurde Schweinfurt 1553 durch Markgraf Albrecht Alcibiades von Brandenburg-Kulmbach erstmals besetzt. Infolge des Kriegs wurde die Stadt 1554 geplündert und in Brand gesetzt. Dies ging als Zweites Stadtverderben in die Schweinfurter Geschichte ein. Der Wiederaufbau der Stadt zog sich bis 1615 hin. In dieser Form blieb die Altstadt bis ins frühe 19. Jahrhundert fast unverändert. 1609 trat die Stadt der Protestantischen Union bei. Nach dem Erwerb der Exklave Madenhausen im Jahre 1620 umfasste das Territorium der Reichsstadt Schweinfurt 53 km², das von Südwesten bis nach Nordosten eine Ausdehnung von 17 Kilometern hatte.

#### Schwedische Herrschaft
Im Dreißigjährigen Krieg (1618–1648) öffnete die Reichsstadt 1631 dem schwedischen König Gustav II. Adolf (regierend 1611–1632) ihre Tore. Die schwedische Zwischenregierung endete 1634, danach wurde Schweinfurt für über zwölf Jahre von kaiserlichen Truppen besetzt. Im Jahre 1647 eroberten schwedische Truppen unter einigen Schäden die Stadt, die ansonsten den Dreißigjährigen Krieg schadlos überstand. Der schwedische Generalfeldmarschall Carl Gustaf Wrangel hatte in Schweinfurt 1647/48 sein Hauptquartier und baute die Stadtmauer in eine moderne Befestigungsanlage mit vorgelagerten Schanzen aus.
Siehe auch: Schweinfurter Stadtbefestigung und Ringanlagen

#### Gescheiterte Universitätsgründung
Gustav Adolf II. wollte in Schweinfurt, als protestantischen Gegenpol zur Universität Würzburg, eine vom katholischen Dogmatismus befreite, allein der Wissenschaft verpflichtete Universität gründen. Zur Finanzierung nahm er im Dreißigjährigen Krieg dem Hochstift Würzburg 18 Ortschaften weg und schenkte sie 1632 der Reichsstadt. Das Vorhaben wurde durch seinen Tod in der Schlacht bei Lützen und durch das Ende der örtlichen schwedischen Herrschaft 1634 vereitelt, die 18 Orte mussten wieder zurückgegeben werden.

#### Geistiges Leben
Die Lateinschule wurde im 13. Jahrhundert gegründet, aus der berühmte Humanisten hervorgingen: Konrad Celtis (1459–1508), 1493 zum ersten deutschen poeta laureatus gekrönt; Johannes Cuspinian (1473–1529), 1500 Rektor der Universität Wien und Johannes Sinapius (1502–1560), 1534 Professor der Medizin an der Universität Ferrara. Olympia Fulvia Morata (1526–1555) aus Ferrara scharte in Schweinfurt einen Kreis humanistisch gebildeter Freunde um sich und wurde als neue Sappho gepriesen. 1632 wurde das Gymnasium Gustavianum gegründet und 1652 die heutige Deutsche Akademie der Naturforscher Leopoldina (siehe: Gründungsort der Leopoldina).

Schweinfurt in der frühen Neuzeit
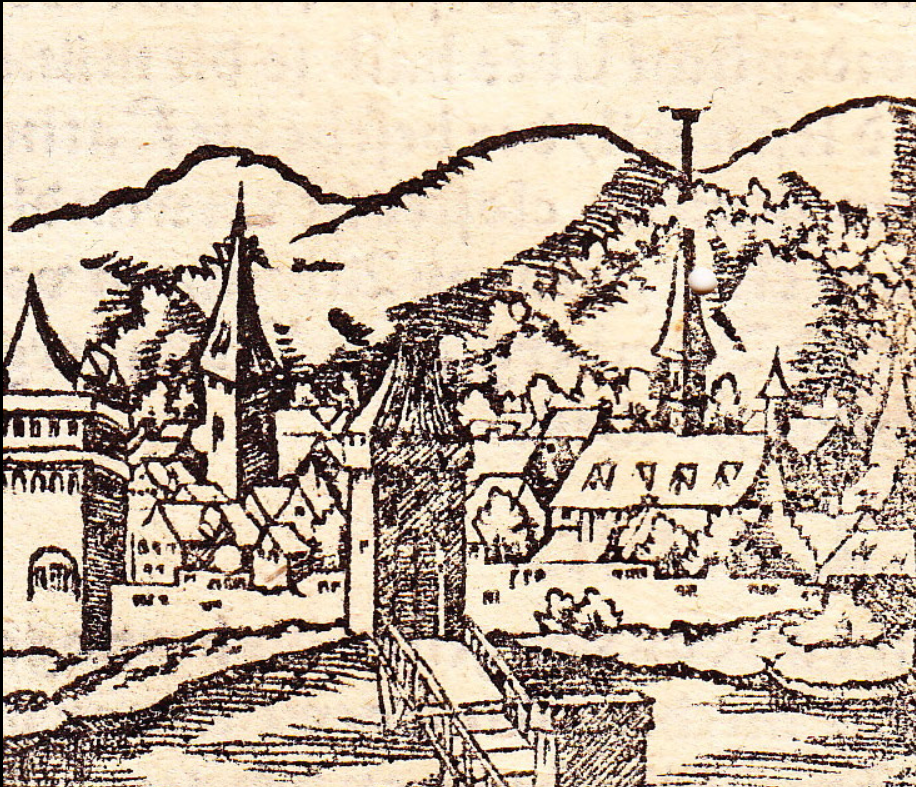
Älteste bekannte Stadtansicht und einzige vor dem sog. Zweiten Stadtverderben von 1554. Cosmographia von S. Münster (1550)
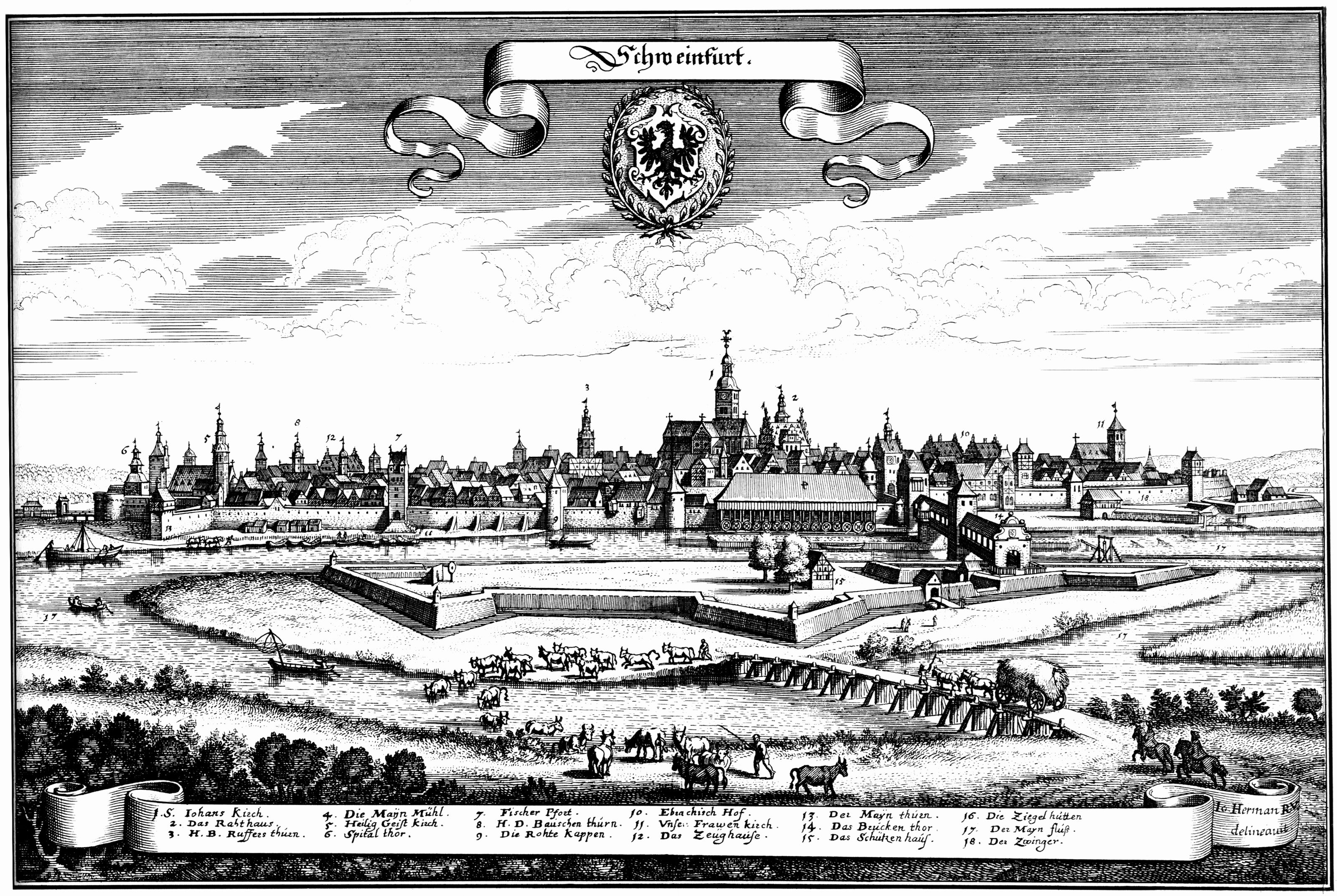
Stadtansicht von Matthäus Merian am Ende des Dreißigjährigen Kriegs, in dem die Stadt nahezu unversehrt blieb (1648)
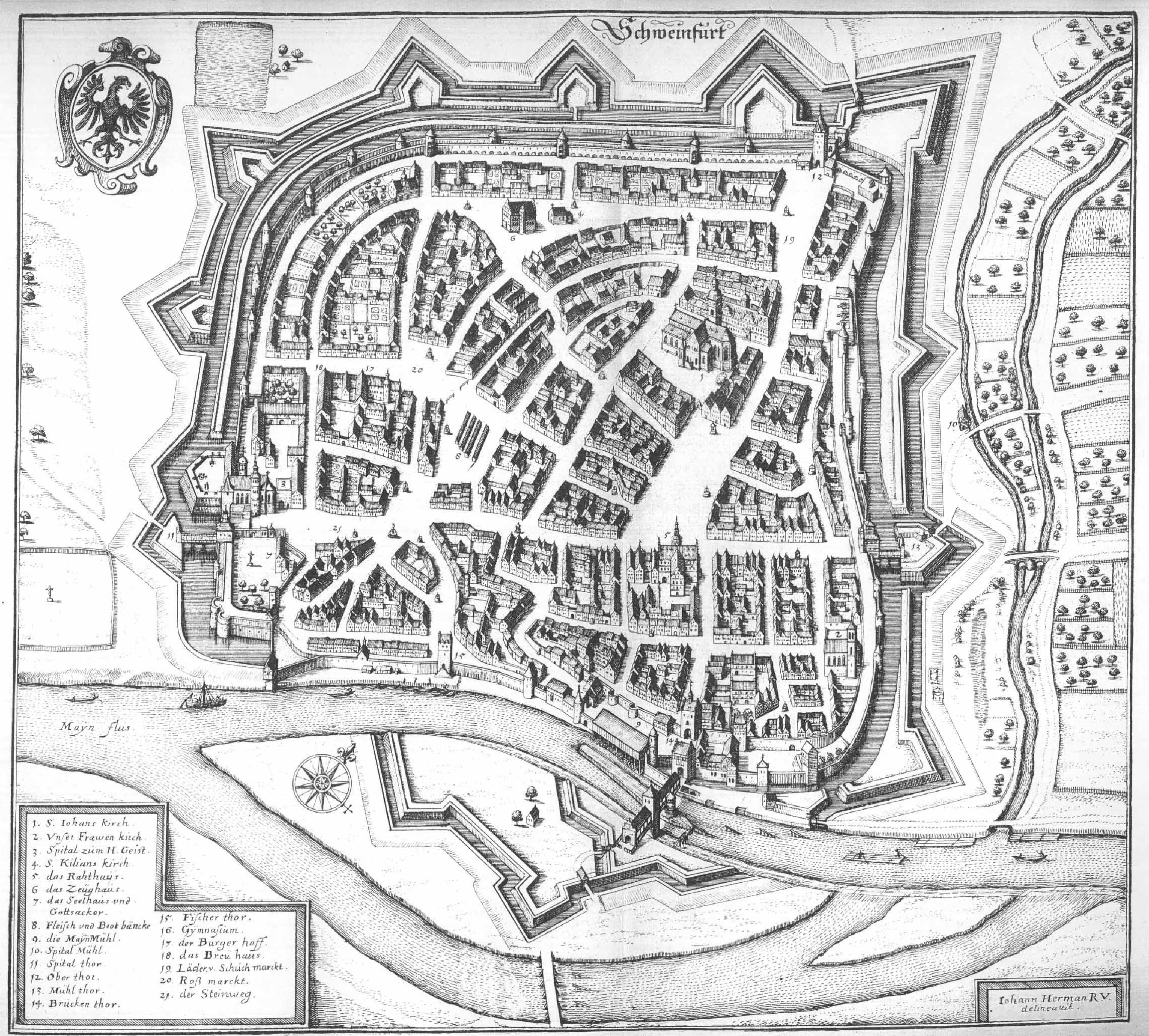
Stadtplan von M. Merian (1656)
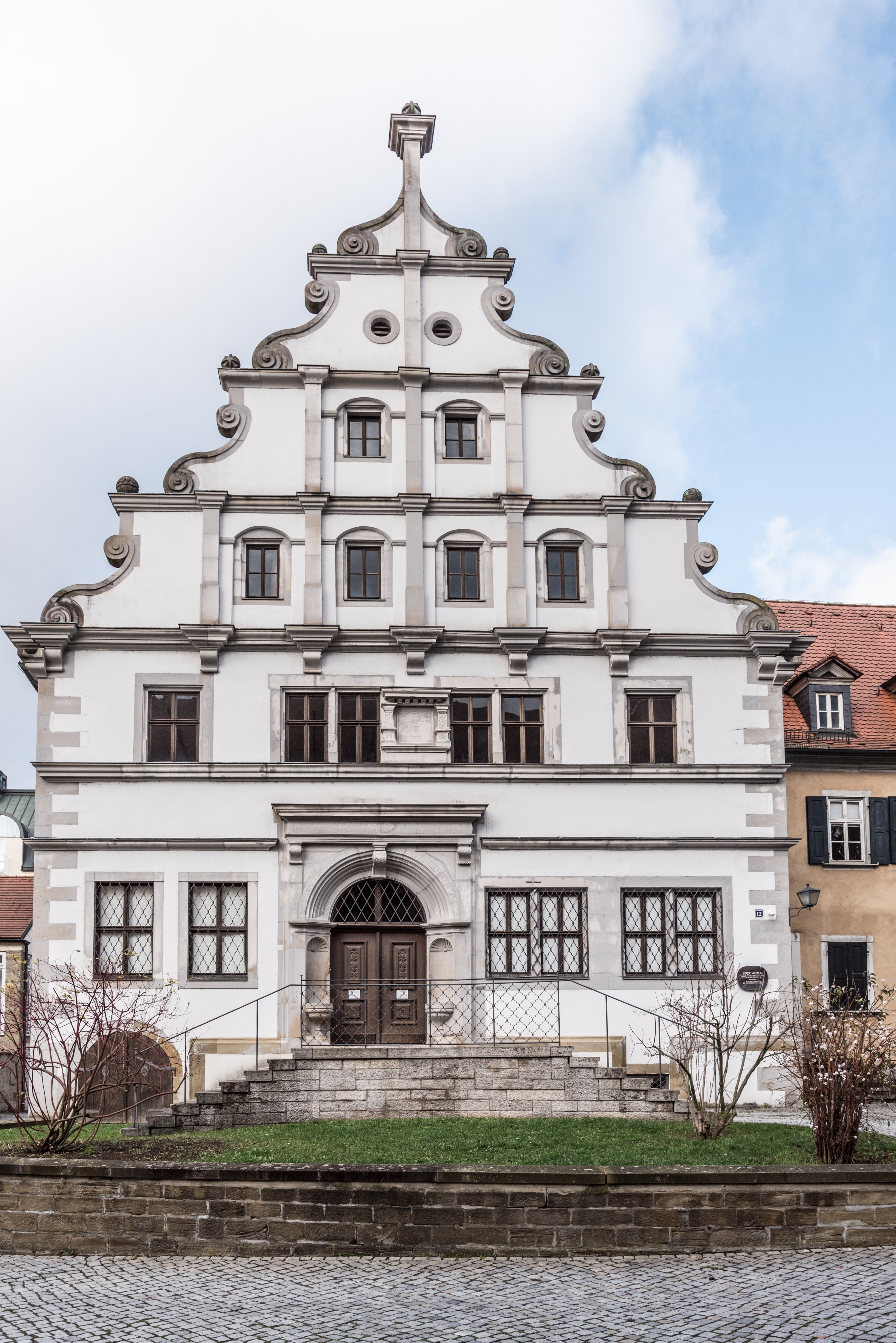
Gymnasium Gustavianum (1634–1881)

#### Beginn der Industrialisierung
Die Chemische- und Farbenindustrie machte 1770 den Anfang der umfassenden Industrialisierung der Stadt, mit der Errichtung der Wolf’schen Bleiweißmühle, die 1780 zur Bleiweißfabrik ausgebaut wurde. 1777 nahm Johann Martin Schmidt die Produktion von Bleiweiß auf. Danach entstanden fabrikähnliche Anlagen an der Bellevue und im benachbarten Niederwerrn.

### Königreich Bayern

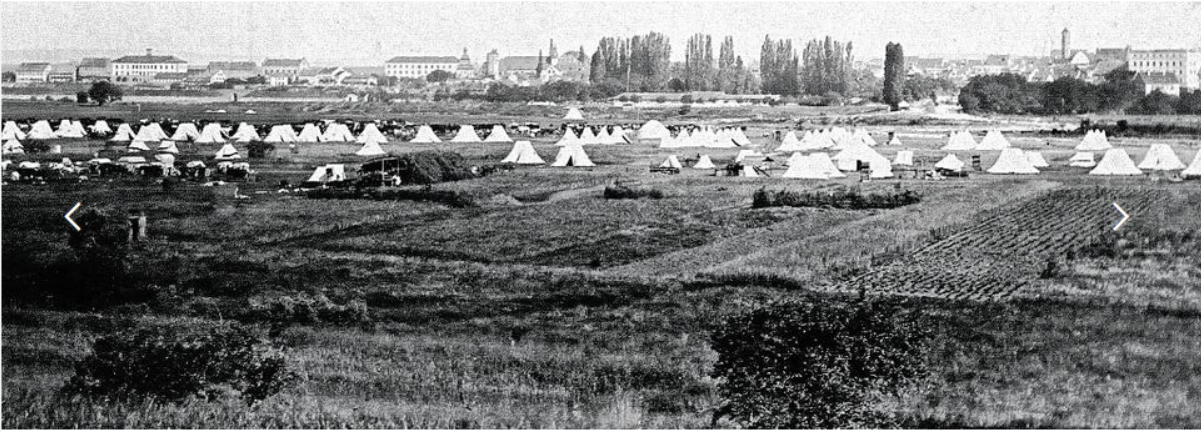
Militärlager im Deutschen Krieg 1866 an der Pfinz

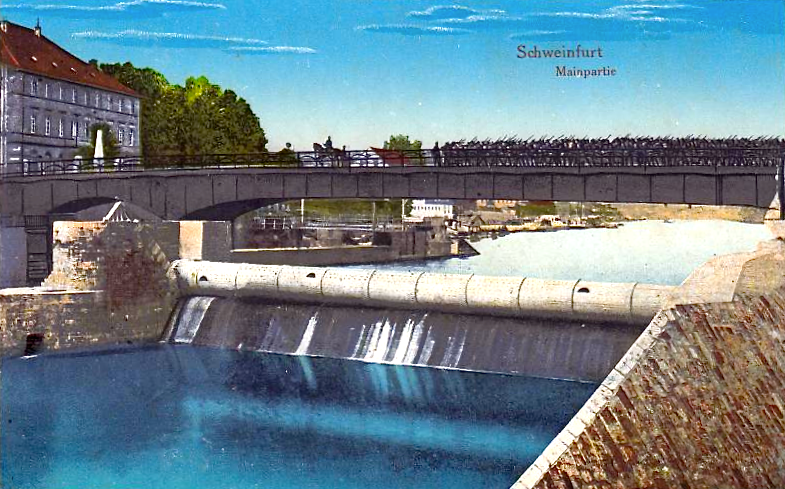
Soldaten ziehen im Ersten Weltkrieg über die Maxbrücke

Der Reichsdeputationshauptschluss schlug Schweinfurt 1802 zu Bayern. Infolgedessen verlor die Stadt ihre Reichsfreiheit sowie die Hälfte ihres Territorium, da die zu ihr gehörenden Dörfer ausgegliedert wurden. Die kurze Zugehörigkeit zum Großherzogtum Würzburg ab 1810 blieb eine folgenlose Episode. Durch den Wiener Kongress fiel die Stadt 1814 endgültig an das 1806 gegründete Königreich Bayern. Nach der reichsstädtischen Misswirtschaft Ende des 18. Jahrhunderts erwies sich dies ökonomisch und bezüglich einer zeitgemäßen Stadtentwicklung als vorteilhaft.
Im Jahre 1852 erfolgte mit der Eröffnung der Ludwigs-Westbahn von Bamberg zum Stadtbahnhof der Anschluss an das Eisenbahnnetz, 1874 wurde 2,5 Kilometer weiter westlich der Hauptbahnhof im damals noch selbständigen Oberndorf als Centralbahnhof errichtet. Die Gründung des Deutschen Reichs (1871) war aufgrund der bayerischen Reservatrechte für die Entwicklung der Stadt von geringer Bedeutung, die Bayerische Eisenbahnverwaltung blieb bestehen. 1884 eröffnete Leonhard Tietz in der Spitalstraße seine zweite Filiale Deutschlands (Vorläufer der Warenhauskette Kaufhof). Um die Jahrhundertwende begann der Aufschwung der örtlichen, metallverarbeitenden Industrie und es entstanden Gründerzeitviertel. Die Schweinfurter Straßenbahn verband als Pferdebahn und erste kommunale Straßenbahn Bayerns von 1895 bis 1921 den Hauptbahnhof mit dem Stadtzentrum. Die modernen Fahrrad-Komponenten wurden um 1900 in Schweinfurt erfunden, und damit das moderne Fahrrad (siehe Artikel-Einleitung).

Schweinfurt im Königreich Bayern
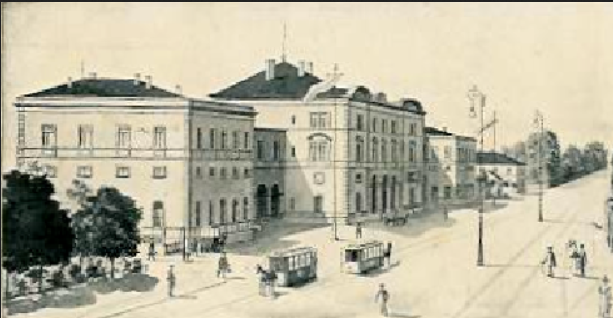
Hauptbahnhof 1 mit Bayerns erster kommunaler Straßenbahn (Schweinfurter Straßenbahn, Pferdebahn) um 1900
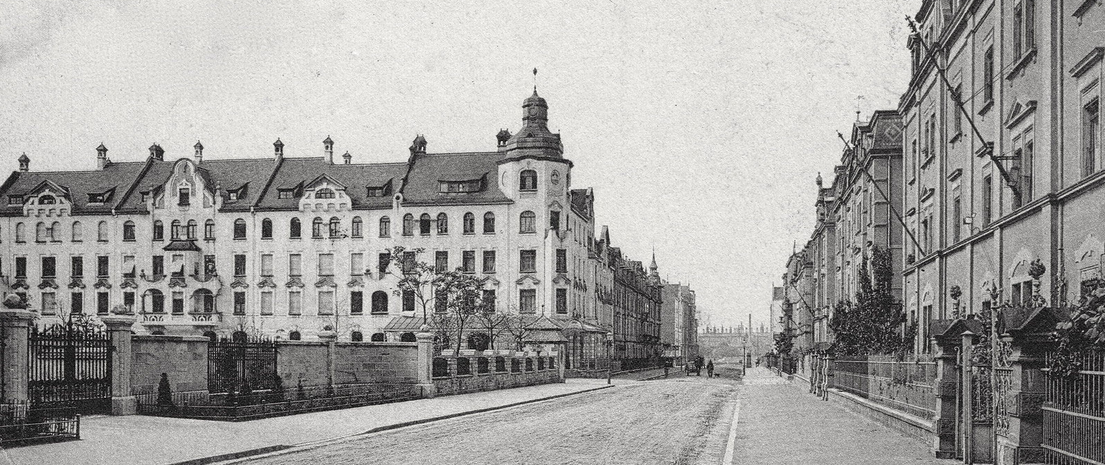
Ludwigsvorstadt: Luitpoldstraße, Prachtstraße zum Hauptbahnhof vor 1908
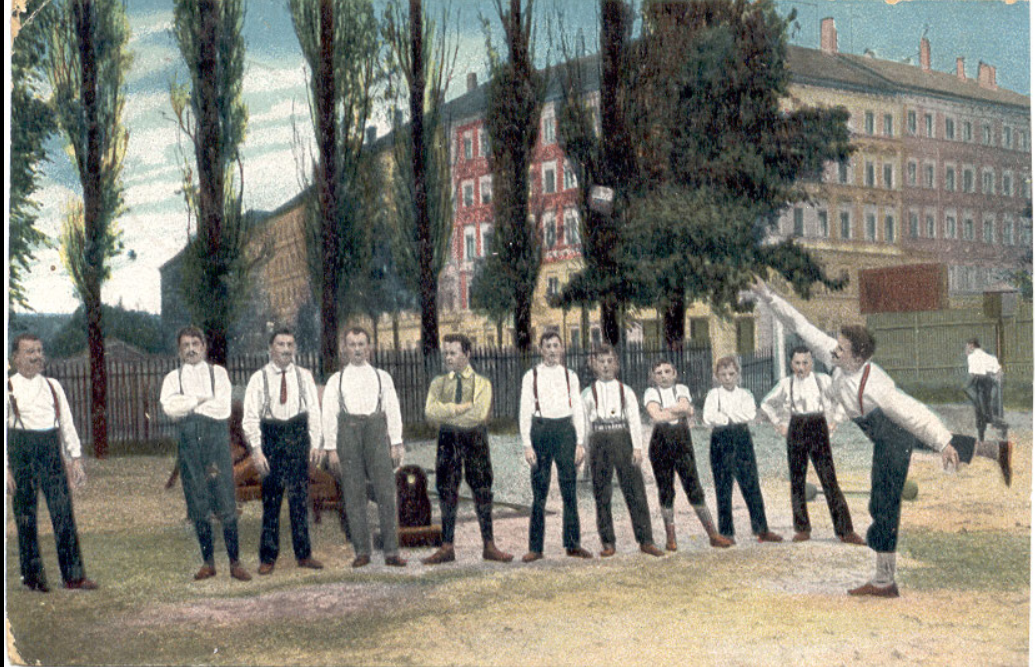
Schrammstraße Ecke Cramerstraße, Mietskasernen nach Berliner Vorbild um 1910 1
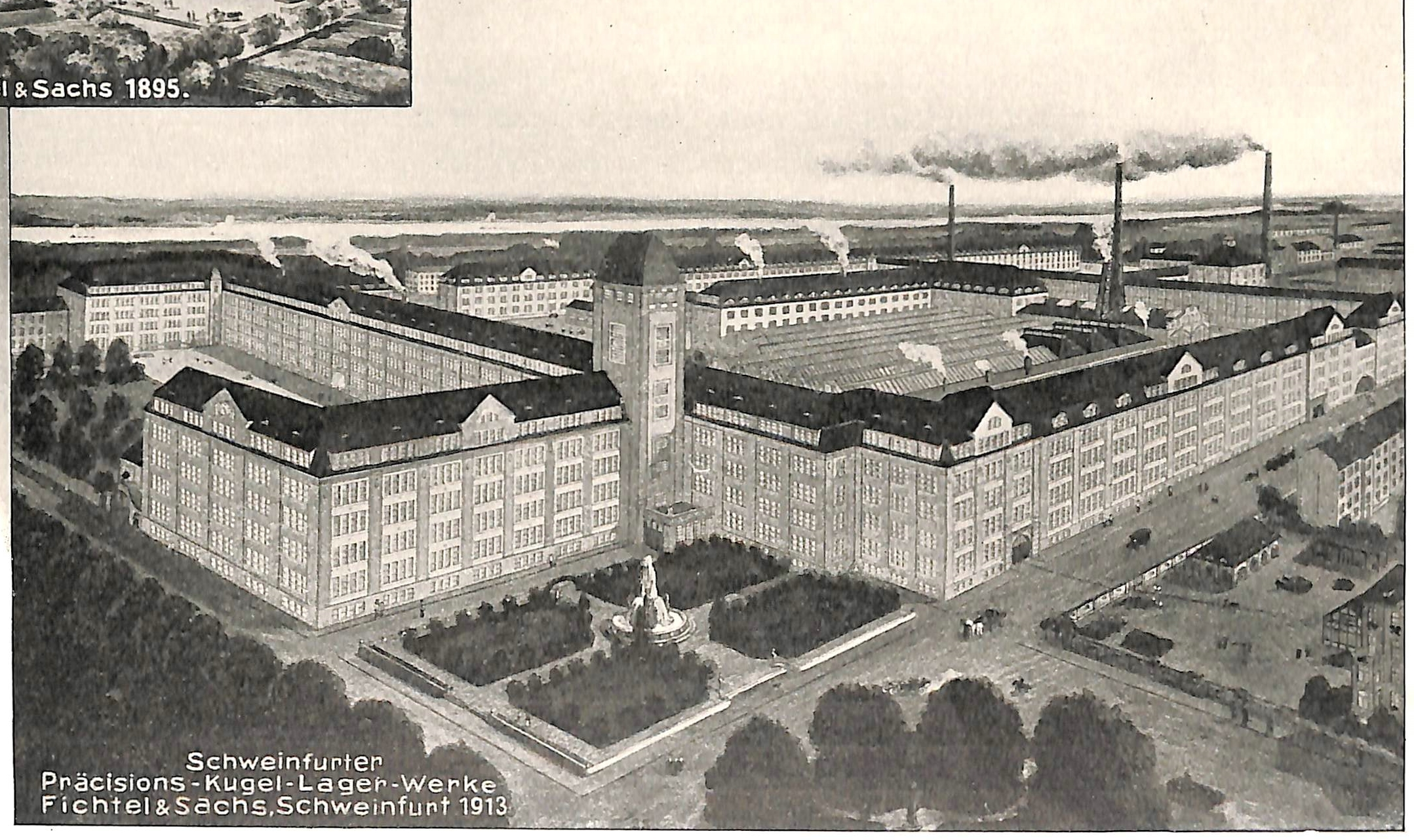
Fichtel & Sachs Werk 1 1913 (ab 1929 VKF) 2

1 Empfangsgebäude im Zweiten Weltkrieg zerstört und danach weiter westlich wieder aufgebaut  2 Im Zuge des Stadtumbaus-West um 2000 abgebrochen
Siehe auch: Innenstadt, Industriegeschichte; Nordöstlicher Stadtteil, Industriegeschichte; Nördlicher Stadtteil, Industriegeschichte

### Weimarer Republik

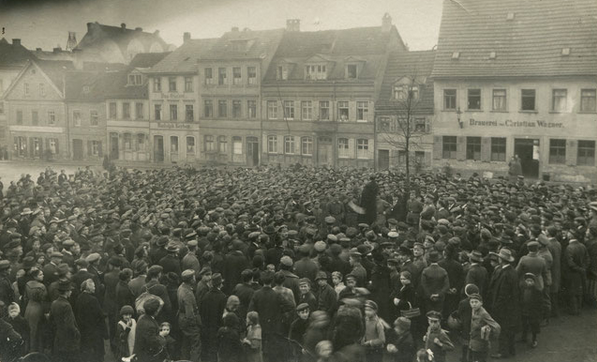
Fritz Soldmann hält am 9. November 1918 zur Novemberrevolution am Zeughausplatz eine Ansprache

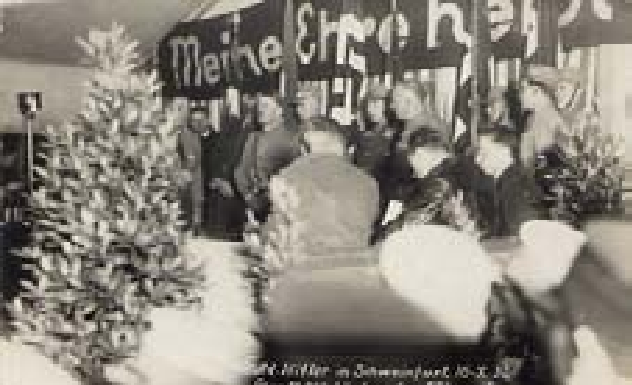
Adolf Hitler 1932 (links der Mitte) am Schützenplatz Deutschhöfer Straße

Bei der Ermordung des ersten bayerischen Ministerpräsidenten Kurt Eisner im Februar 1919 entging dessen Mitarbeiter Benno Merkle und spätere Schweinfurter Oberbürgermeister (MSPD, 1920–1933) knapp den Schüssen. Nach Ausrufung der Münchner Räterepublik im April 1919 durch den „Arbeiter- und Soldaten-Rat“ (ASR) wurde der Schweinfurter Gewerkschafter Fritz Soldmann „Volksbeauftragter des Inneren“ und forderte per Telegramm die Stadt auf, sich der Räterepublik anzuschließen. Auf der Maininsel Bleichrasen waren tausende Menschen bei der Ausrufung dabei. In der Stadt kam es zu bürgerkriegsähnlichen Kämpfen mit einigen Toten. Die ASR nahm nachts einen Panzerzug unter Feuer und beschoss vom Oberndorfer Wasserturm den Hauptbahnhof. „Die Arbeiterhochburg am Main war einige Tage lang sowjetisch.“
Im Jahre 1929 wurde die deutsche Wälzlagerindustrie in einem Kartell unter Führung der schwedischen SKF sowie von Ernst Sachs (Fichtel & Sachs AG) und Georg Schäfer (Kugelfischer) neu geordnet, was sich für den Standort Schweinfurt als Weichenstellung erwies. Sachs verkaufte seine Wälzlagersparte (Werk 1 an der Schrammstraße, siehe oberes rechtes Bild) an die SKF, die bereits seit 1925 eine aggressive Expansionsstrategie verfolgte. SKF erwarb zudem die Schweinfurter Fries & Höpflinger AG, die mit der erweiterten SKF zu den Vereinigten Kugellagerfabriken (VKF, ab 1953 SKF) verschmolzen wurde. VKF beherrschte 80 % des deutschen Marktes. Einziger verbliebener deutscher Konkurrent war Kugelfischer. Die deutsche Wälzlagerindustrie wurde nun komplett von Schweinfurt aus gesteuert.
Anfang der 1930er Jahre war Adolf Hitler in der von der SPD dominierten Arbeiterstadt nicht sehr beliebt. Zu seinem zweiten Besuch in der Stadt 1932 kamen nur etwa 9000 Menschen, während ihn zuvor in Coburg über 70.000 gehört hatten.
„...die fünf Luxusautos, die ihn und seinen Stab enthielten, waren mit fürchterlichem Pfui und Niedergeschrei zugedeckt worden. [...] Am Obertor fuhren die Begleitwagen des Hitlerautos dicht an den Bürgersteig heran und die Lümmel darin schlugen mit Reitpeitschen und Stahlruten auf die Passanten ein. Aus einem Wagen heraus fiel sogar ein Schuß, der aber sein Ziel verfehlte. [...] Hitler sah Schweinfurt und Schweinfurt sah ihn. Beide werden voneinander nicht entzückt gewesen sein. Denn so „herzlich“ wie Hitler hier empfangen wurde, empfängt ihn nicht jede Stadt.“ (Fränkischer Volksfreund)

### Nationalsozialismus

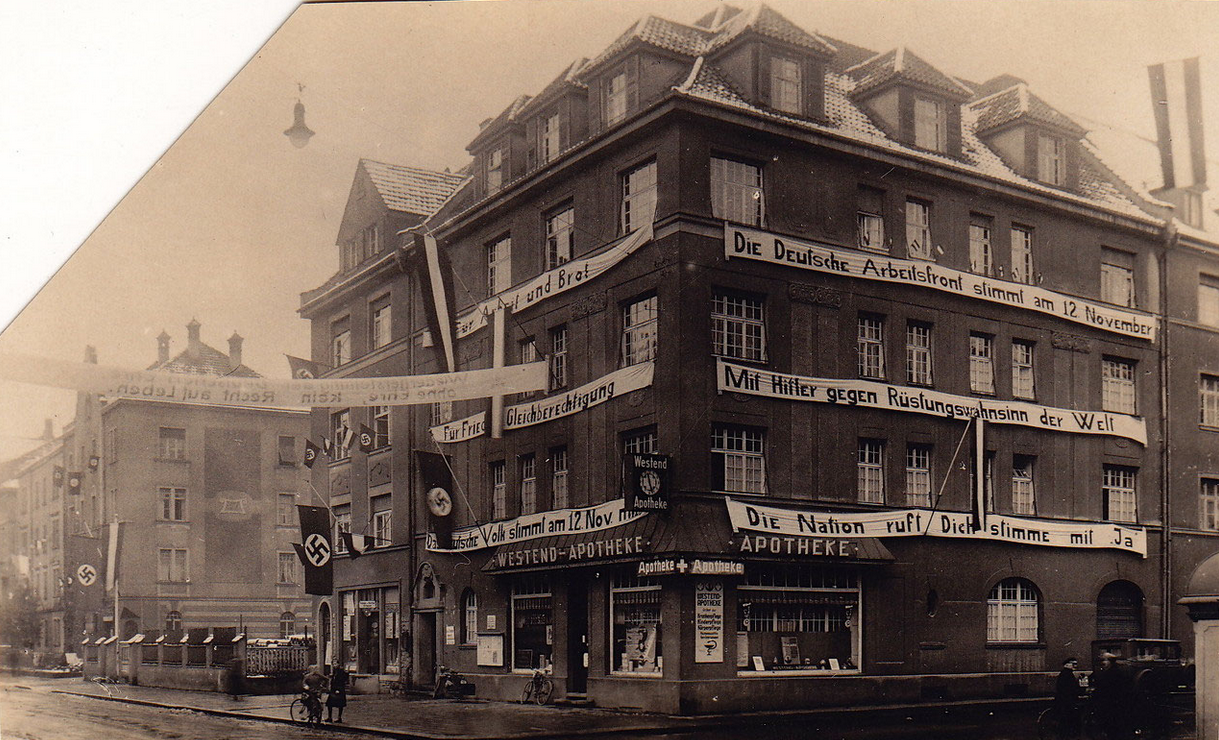
Luitpoldstraße im November 1933

Auf die wirtschaftliche Depression folgte ab 1934 ein Wirtschaftsaufschwung.
Er wurde zunächst von Arbeitsbeschaffungsprogrammen getragen und dann von der Aufrüstung der Wehrmacht. Die Mitarbeiterzahl der metallverarbeitenden Unternehmen in Schweinfurt stieg bis 1939 auf 20.700 an. Weitläufige, moderne Industrie- und Wohnanlagen, das Willy-Sachs-Stadion und Kasernen entstanden.
Als der Zweite Weltkrieg begann (1. September 1939), war Schweinfurt von einem Bauboom geprägt. Teile der Produktion wurden in andere Orte verlegt. Die Wälzlagerindustrie war eine Schlüsselindustrie für den Panzerbau und den Flugzeugbau. Laut Albert Speer wäre bei Ausfall der Schweinfurter Industrie der Krieg in zwei Monaten zu Ende gewesen, weshalb die Stadt die beste Luftverteidigung Deutschlands besaß. In 22 Luftangriffen wurde die Stadt zu 40 % und das Industriegebiet zu 80 % zerstört, was als Drittes Stadtverderben in die Geschichte einging. Es entstand kein Feuersturm. Beim ersten Angriff auf Schweinfurt, am 17. August 1943, wagten sich die United States Army Air Forces (USAAF) im Rahmen der Operation Double Strike in eine von den Britischen Inseln weit entfernte Zone und erlitten bereits große Verluste (siehe auch: Videos). Beim zweiten Großangriff am 14. Oktober 1943 erlitt sie die größte Luftniederlage ihrer Geschichte (Black Thursday). Unter den Bomberbesatzungen gab es 600 Todesopfer, etwa halb so viele, wie unter der deutschen Zivilbevölkerung in allen Luftangriffen zusammen. Die Luftangriffe der USAAF auf deutsche Städte wurden daraufhin zwei Monate unterbrochen.
Am 11. April 1945 marschierten US-Truppen in Schweinfurt ein. Oberbürgermeister Ludwig Pösl organisierte keinen Widerstand und übergab die Stadtverwaltung an die US-Armee. Zwei Kasernen wurden besetzt und schließlich die US-Heeresgarnison Schweinfurt gegründet.

Schweinfurt im Zweiten Weltkrieg
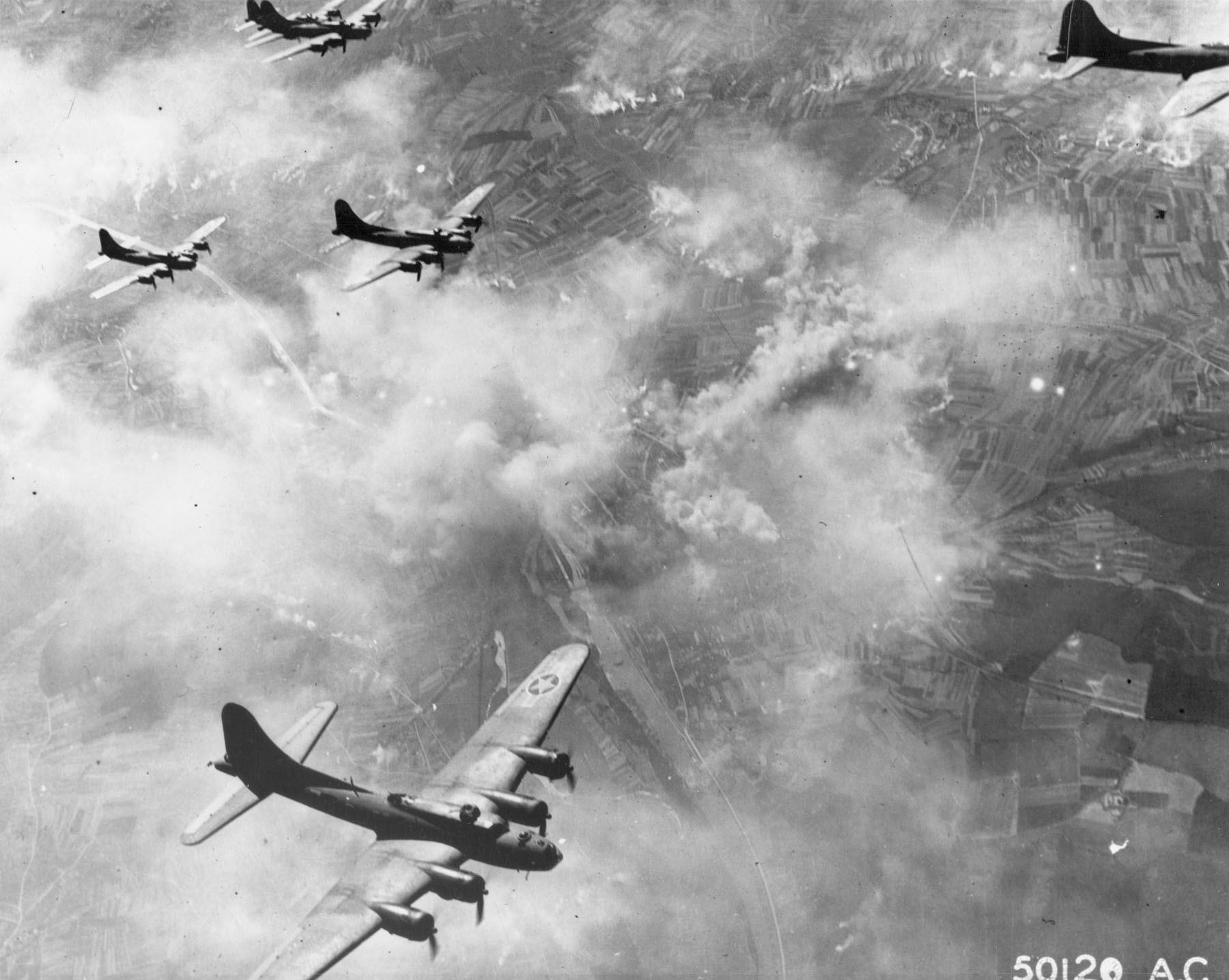
17. August 1943: eine Boeing-B-17-Formation beim ersten Angriff auf Schweinfurt
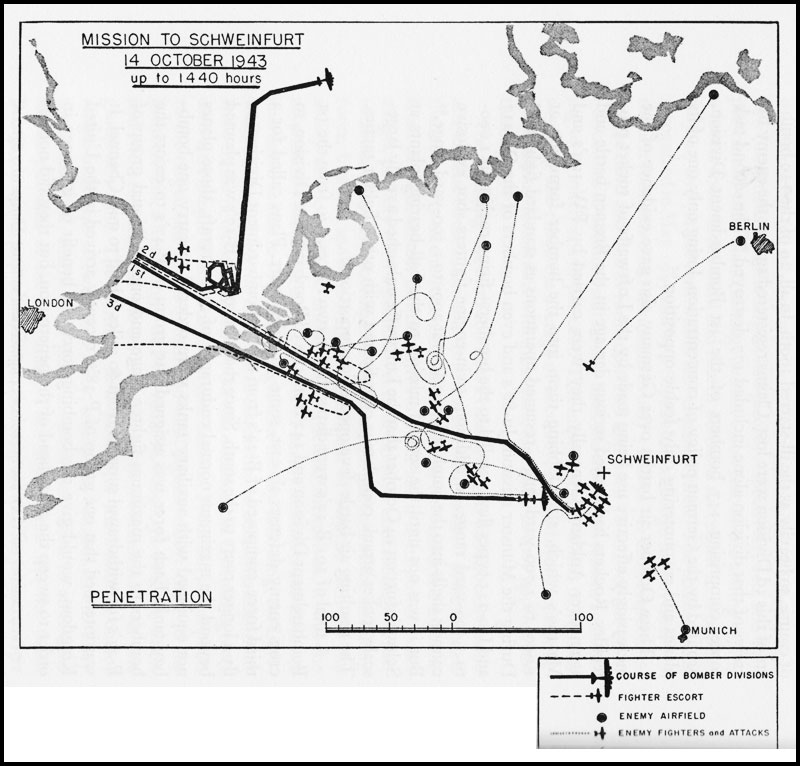
Plan zum Luftangriff am 14. Oktober 1943: Black Thursday der United States Army Air Forces
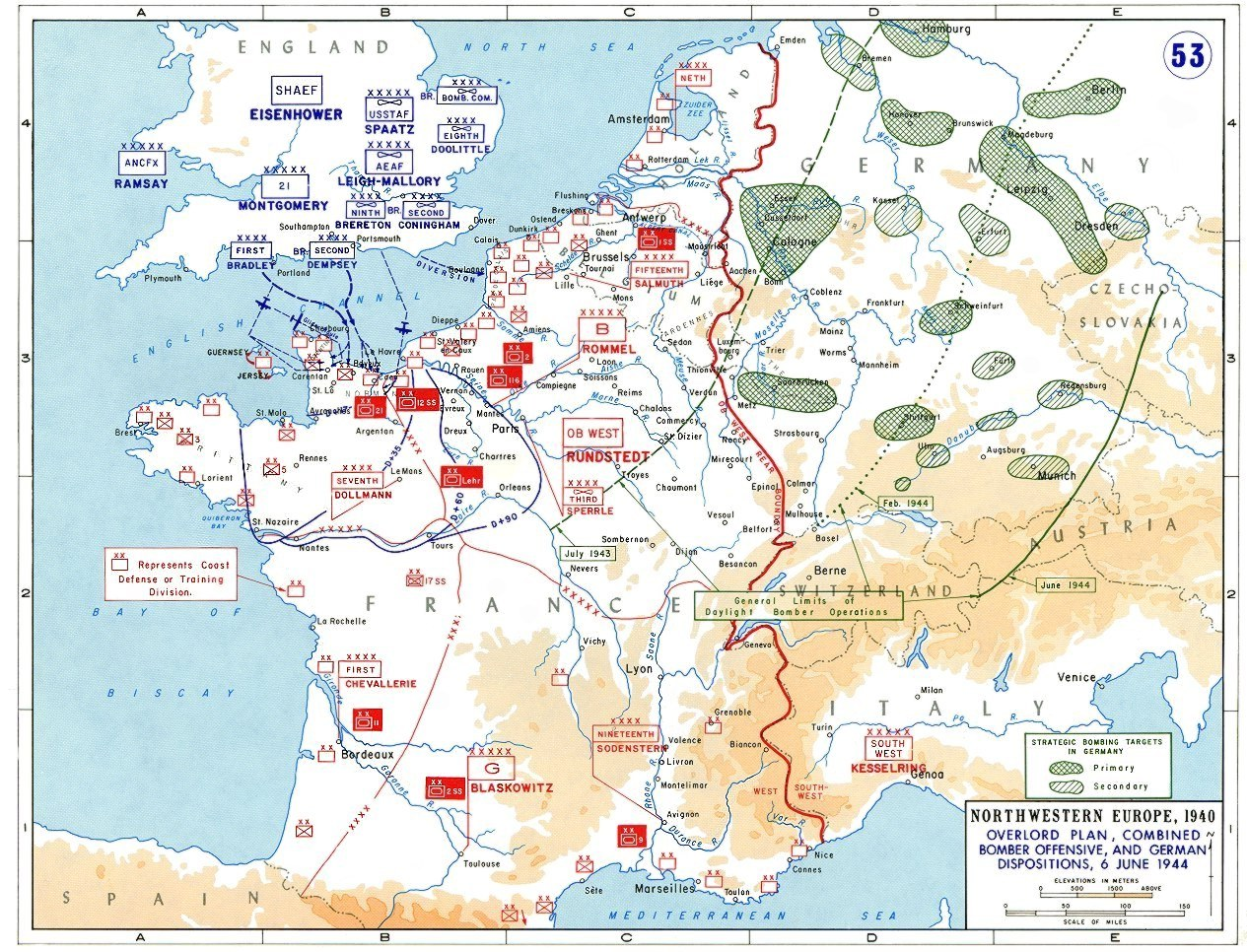
Overlord-Plan Juni 1944: Schweinfurt war das einzige primäre Angriffsziel in Bayern
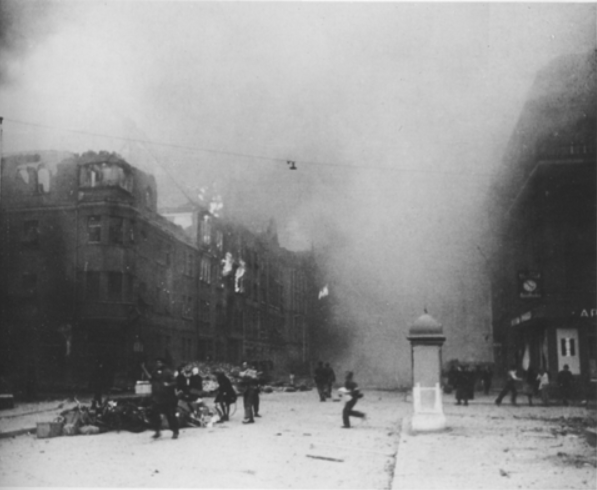
Luitpoldstraße (Innenstadt-West) nach einem Bombenangriff

### Bundesrepublik Deutschland
Im Kalten Krieg hatte der Schweinfurter US-Standort die höchste Konzentration von US-Kampf-Einheiten in der Bundesrepublik Deutschland.

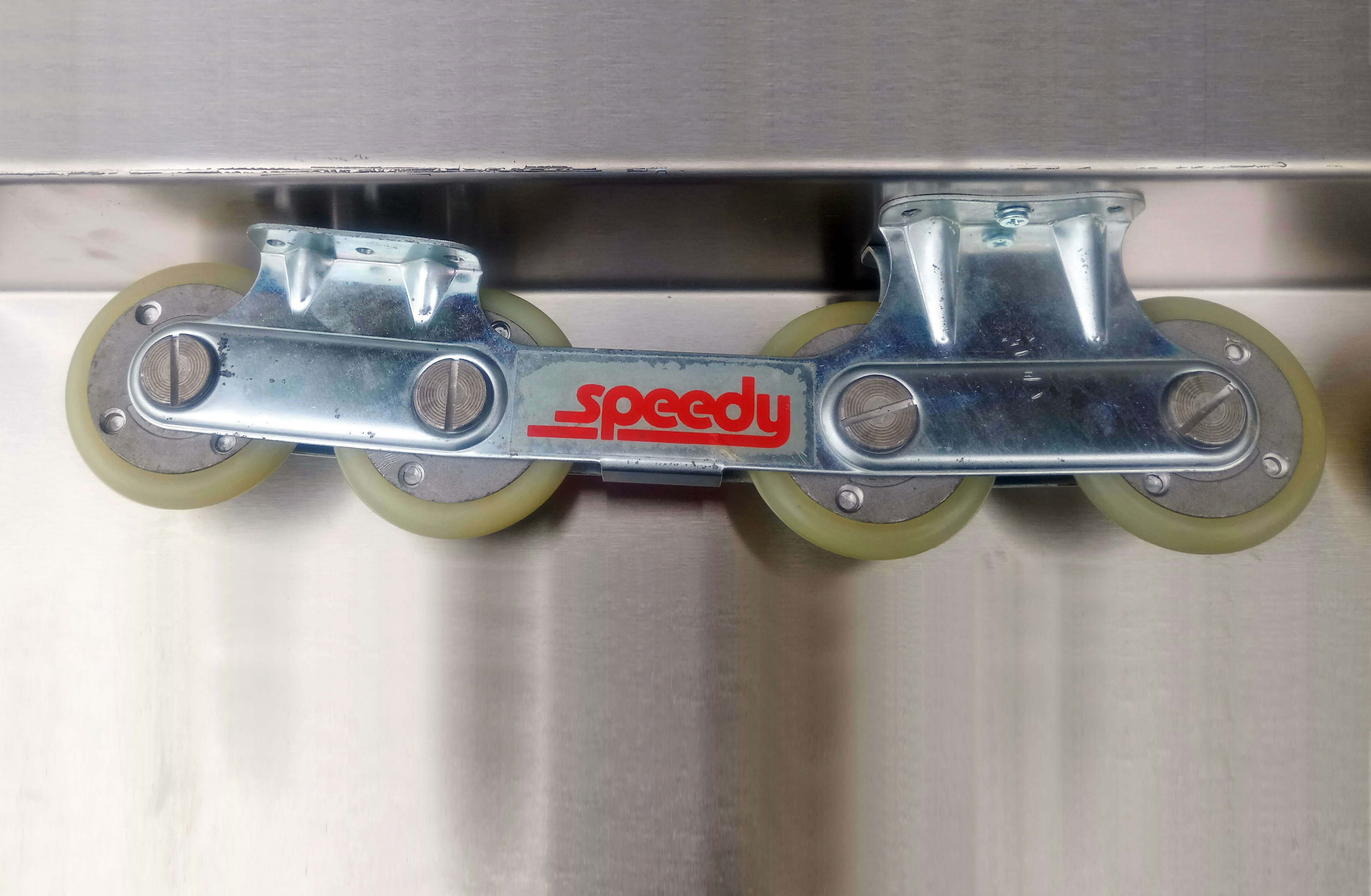
Erste seriengefertigte Inlineskates der Welt Speedy von SKF von 1978

Unter Oberbürgermeister Georg Wichtermann (SPD, 1956–1974) regierte die SPD mit absoluter Mehrheit. Die Großindustrie boomte, ab 1960 wurden Gastarbeiter angeworben. Große, neue Wohnstadtteile wurden aufgebaut und 1958 das Sommerbad eröffnet. Mit dem „Sprung über den Main“ 1963 wurden der neue Hafen und große neue Industrie- und Gewerbegebiete entwickelt. Die Stadt erlangte in Deutschland (u. a. durch den Fußball) einen hohen Bekanntheitsgrad. 1971 wurde die heutige Technische Hochschule Würzburg-Schweinfurt eröffnet.
In die Amtszeit von Oberbürgermeister Kurt Petzold (SPD, 1974–1992) fielen Ölkrise und Rezessionen, mit Stellenabbau in der örtlichen Großindustrie, die neue Märkte suchte. SKF entwickelte und fertigte Skateboards (Calypso 1977) und Inlineskates (Speedy 1978) und Fichtel & Sachs das erste in Serie gefertigte Mikro-Blockheizkraftwerk. 1979 begann die Altstadtsanierung nach dem „Schweinfurter Modell“. 1981 wurde das Leopoldina-Krankenhaus und 1990 das Gemeinschaftskraftwerk Schweinfurt eröffnet.
Mit Gudrun Grieser (CSU, 1992–2010) gelang es der CSU erstmals, den Oberbürgermeister zu stellen. 1992 wurde Schweinfurt infolge der Globalisierung deutsche Krisenregion, mit großem Stellenabbau in der Großindustrie. Die Arbeitslosenquote stieg auf 19,8 Prozent. Jedoch begleitete der bayerische Ministerpräsident Edmund Stoiber (CSU) den Machtwechsel wohlwollend und Teile des Bayerischen Landessozialgerichts und des Bayerischen Landesamtes für Statistik wurden von München nach Schweinfurt verlegt. Durch den Strukturwandel, mit Tausenden neuen Arbeitsplätzen in der Industrie und im Dienstleistungsbereich, stieg die Zahl der Arbeitsplätze relativ schnell wieder auf einstige Werte an. Unter Grieser wurden viele, z. T. in der Architekturwelt beachtete Projekte verwirklicht. So der neue Industrie- und Gewerbepark Maintal (ab 1995), das Museum Georg Schäfer (2000), das Konferenzzentrum Maininsel (2004), die Stadtbücherei im Ebracher Hof (2007), die Stadtgalerie Schweinfurt (2009) und die Kunsthalle Schweinfurt (2009).
Unter Oberbürgermeister Sebastian Remelé (CSU, ab 2010) verlor die CSU bei der Stadtratswahl 2020 wieder ihre langjährige Dominanz und regiert seitdem in einer Koalition mit den Grünen. Im Rahmen der US-Konversion entsteht der Stadtteil Bellevue, bei dem der Abbruch von 500 Bestandswohnungen auf Kritik stieß (siehe: Bellevue, Kritik). Das unter Denkmalschutz stehende Stadttheater wird saniert und erweitert. Die bisherige Amtszeit Remelés wurde von gescheiterten (u. a. Landesgartenschau) und aufgeschobenen Bauprojekten, Skandalen städtischer Mitarbeiter, schlechter Stimmung in der Stadtverwaltung und Verärgerung örtlicher Firmenbesitzer überschattet.

Schweinfurt in der Bundesrepublik Deutschland
Spitalstraße 1950er Jahre
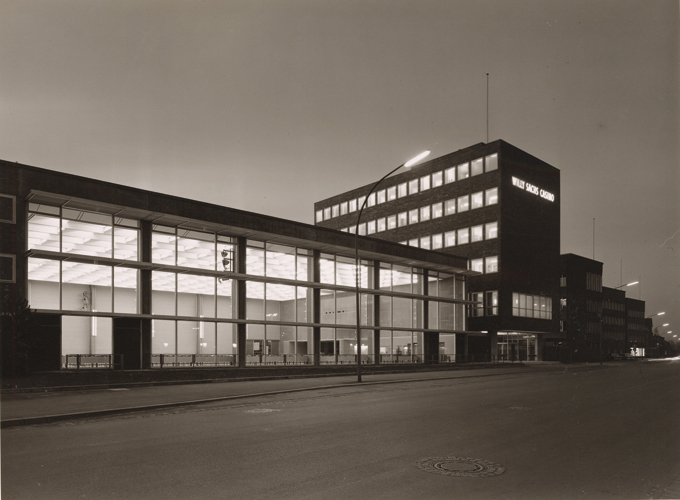
Ernst-Sachs-Straße mit Hauptverwaltung der Fichtel & Sachs AG 1959
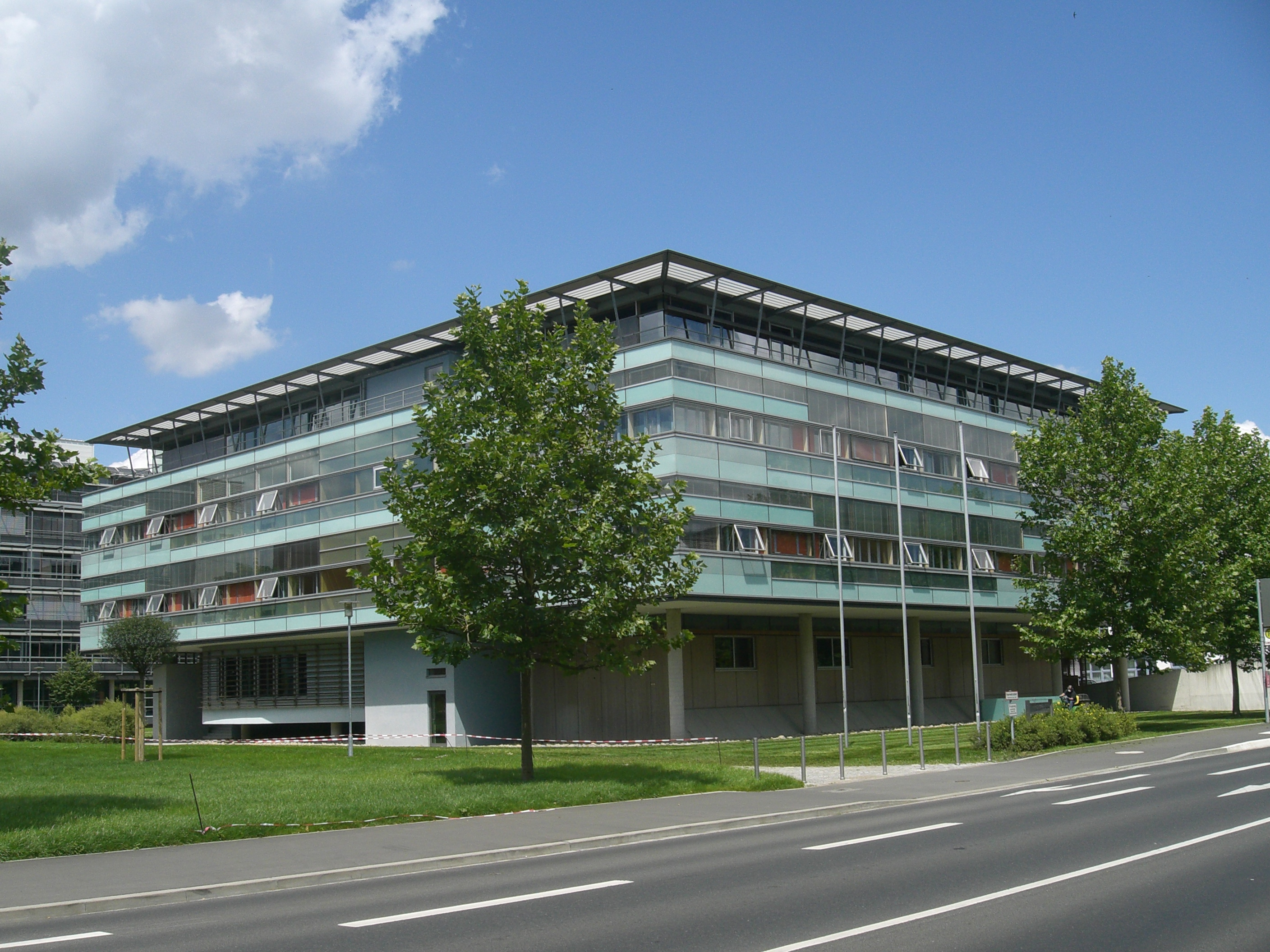
Bayerisches Landesamt für Statistik, Dienststelle Schweinfurt erb. 1996
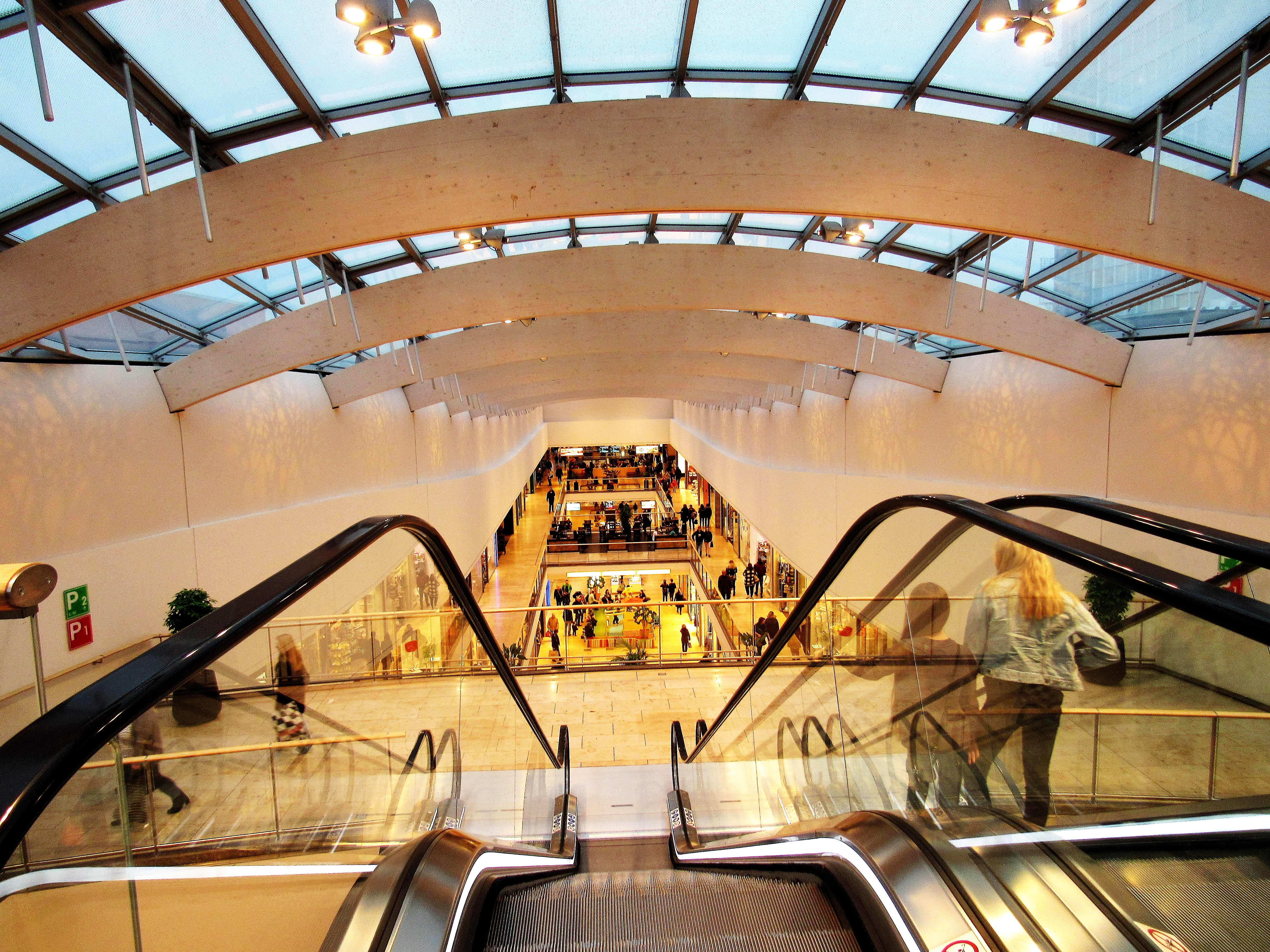
Stadtgalerie Schweinfurt eröffnet 2009

## Bevölkerung

### Einwohnerentwicklung

Einwohnerentwicklung Schweinfurts nach nebenstehender Tabelle (ohne Zweitwohnsitze)

1939 hatte Schweinfurt 50.000 Einwohner. Anfang der 1960er Jahre rechnete man für das Jahr 2000 mit einem Zuwachs auf 95.000 Einwohner (ohne Eingemeindungen). Doch bereits um 1970 wurde der bisherige Höchststand mit nur 58.500 Einwohnern erreicht. Während danach nahezu alle anderen deutschen Städte demografisch bedingte Einwohnerabnahmen durch Eingemeindungen ausgleichen konnten, gab es in Schweinfurt keine Eingemeindungen (Gründe siehe: Keine Eingemeindungen bei Gebietsreform), wodurch die Einwohnerzahl bis 1987 auf 52.000 absank. Danach stieg sie bis 1996 durch Zuzug von Spätaussiedlern wieder auf rund 56.000 an. Da die Stadt Schweinfurt trotz hoher Nachfrage keine neuen Baugebiete auswies, sank die Einwohnerzahl 2014 auf einen Tiefstand seit 1950 von unter 52.000. In den Einwohnerstatistiken sind die zwischen 1945 und 2014 stationierten Soldaten und Angehörigen der US-Heeresgarnison Schweinfurt, mit zeitweise bis zu 12.000 Menschen, nicht enthalten. Bei der Einwohnerzahl ist zu berücksichtigen, dass bei der bayerischen Gebietsreform kein Vorort eingemeindet wurde (siehe: Keine Eingemeindungen bei Gebietsreform).
In einigen Bezirken im Westen der Stadt, mit hohen Migrantenanteilen, gab es in neuerer Zeit starkes Einwohnerwachstum. So nahm die Einwohnerzahl von 2015 bis 2022 in der Innenstadt (Bezirke 11–13) um 12,1 % von 10.814 auf 12.122 Einwohner und im Musikerviertel (Bezirk 22) um 21,4 % von 3.103 auf 3.768 Einwohner zu.
| Datum              | Einwohner |
| ------------------ | --------- |
| 1800               | 6.045 ¹   |
| 1. Dezember 1840   | 7.766 ²   |
| 1. Dezember 1871   | 10.840 ²  |
| 1. Dezember 1900   | 17.401 ²  |
| 16. Juni 1925      | 36.336 ²  |
| 17. Mai 1939       | 49.302 ²  |
| 13. September 1950 | 46.128 ²  |
| 6. Juni 1961       | 56.923 ²  |
| 27. Mai 1970       | 58.446 ²  |
| 25. Mai 1987       | 51.962 ²  |
| 31. Dezember 1994  | 55.500 ³  |
| 31. Dezember 1995  | 55.700 ³  |

| Datum             | Einwohner |
| ----------------- | --------- |
| 31. Dezember 1996 | 55.700 ³  |
| 31. Dezember 1997 | 55.400 ³  |
| 31. Dezember 1998 | 55.100 ³  |
| 31. Dezember 1999 | 54.500 ³  |
| 31. Dezember 2000 | 54.300 ³  |
| 31. Dezember 2001 | 54.600 ³  |
| 31. Dezember 2002 | 54.700 ³  |
| 31. Dezember 2003 | 54.600 ³  |
| 31. Dezember 2004 | 54.500 ³  |
| 31. Dezember 2005 | 54.273 ³  |
| 31. Dezember 2006 | 53.970 ³  |
| 31. Dezember 2007 | 53.798 ³  |

| Datum             | Einwohner |
| ----------------- | --------- |
| 31. Dezember 2008 | 53.588 ³  |
| 31. Dezember 2009 | 53.533 ³  |
| 31. Dezember 2010 | 53.415 ³  |
| 9. Mai 2011       | 52.143 ²  |
| 31. Dezember 2011 | 52.118 ³  |
| 31. Dezember 2012 | 52.098 ³  |
| 31. Dezember 2013 | 51.851 ³  |
| 31. Dezember 2014 | 51.610 ³  |
| 31. Dezember 2015 | 51.969 ³  |
| 31. Dezember 2016 | 52.724 ³  |
| 31. Dezember 2017 | 53.437 ³  |
| 31. Dezember 2018 | 54.032 ³  |

| Datum             | Einwohner |
| ----------------- | --------- |
| 31. Dezember 2019 | 53.426 ³  |
| 31. Dezember 2020 | 53.319 ³  |
| 31. Dezember 2021 | 53.585 ³  |
| 31. Dezember 2022 | 53.539 ³  |
| 31. Dezember 2023 | 53.938 ³  |
| 31. Dezember 2024 | 54.481 ³  |

Fett: höchster Stand

Rot: niedrigster Stand seit Anfang der 1950er Jahre

¹ Angabe der Stadt Schweinfurt

² Volkszählung bzw. Zensus (Amtliche Einwohnerzahl)

³ Angabe des Bayerischen Landesamtes für Statistik (Amtliche Einwohnerzahl)

### Eingemeindung

#### Oberndorf

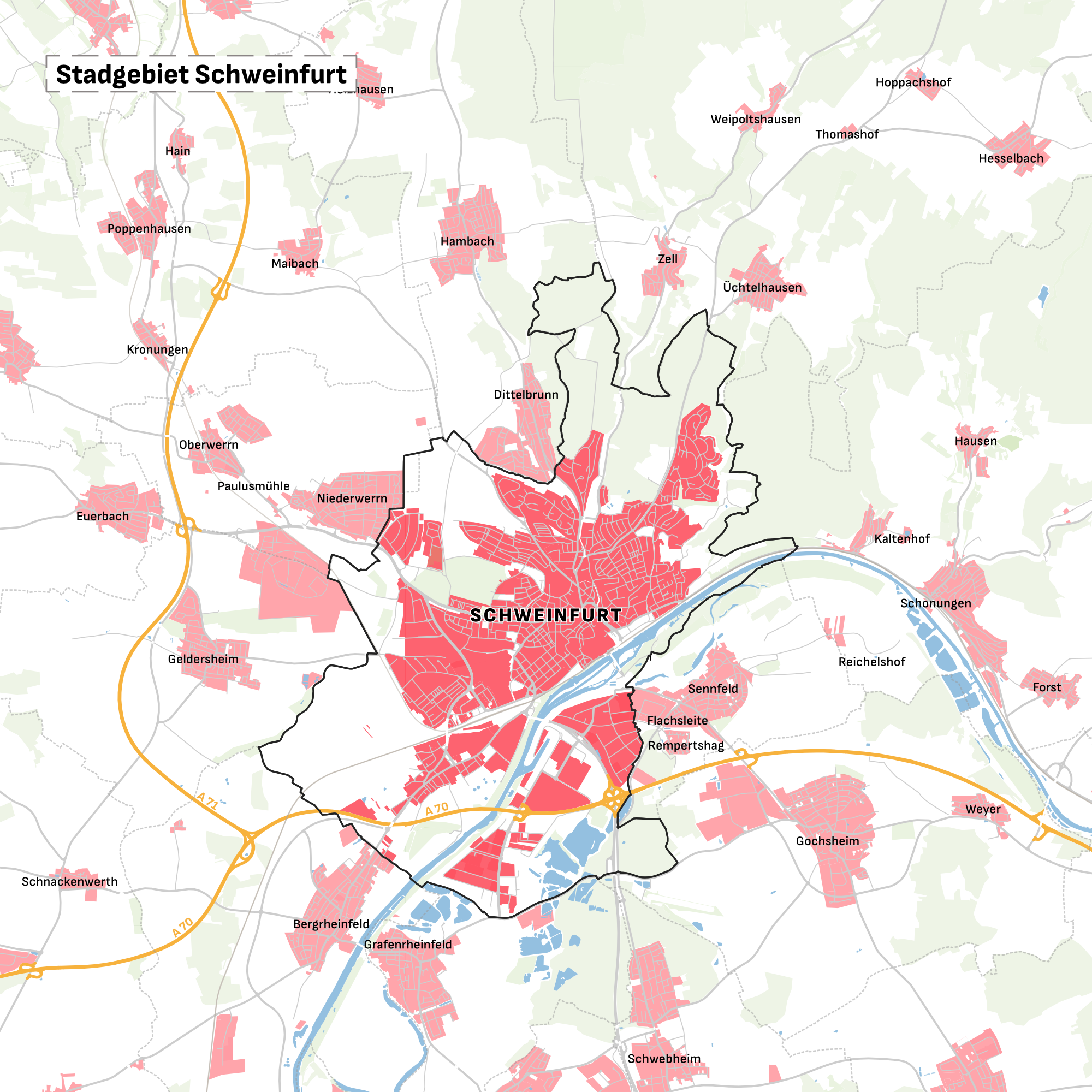

Oberndorf, das bereits von 1436 bis 1802 zur Reichsstadt Schweinfurt gehörte, wurde 1919 eingemeindet, als es bereits komplett mit der Stadt zusammengewachsen war. Es kamen dadurch 8,18 km² mit 3.886 Einwohnern zur Stadt hinzu. Den Ausschlag gab die örtliche Großindustrie, die zum größten Teil, einschließlich Hauptbahnhof, auf Oberndorfer Gemeindegebiet lag. Oberndorf konnte die Wasserversorgung der Großfirmen nicht mehr gewährleisten. Um die drohende Eingemeindung abzuwenden, ließ das Dorf 1911/12 einen Wasserturm errichten. Das sehr harte Wasser lehnte die Großindustrie jedoch wegen hoher Verkalkungsgefahr ab.

#### Keine Eingemeindungen bei Gebietsreform
Bei der bayerischen Gebietsreform in den 1970er Jahren stellte Schweinfurt einen Ausnahmefall dar. Im Gegensatz zu allen anderen vergleichbaren Städten wurden nach Schweinfurt keine Vororte eingemeindet. Es gibt hierfür unterschiedliche Begründungen oder politische Schuldzuweisungen von Zeitzeugen aus CSU, SPD und der Schweinfurter Stadtverwaltung, die vordergründiges, politisches Denken anführten, ohne Berücksichtigung der Wirtschaftsgeografie. Recherchen des Schweinfurter Tagblatts stießen wiederholt auf Staatssekretär Erwin Lauerbach als Strippenzieher.
Am 1. Mai 1978 musste Grafenrheinfeld lediglich ein 2 km² großes, unbesiedeltes Gebiet an die Stadt als Raum für ihre industrielle Entwicklung abtreten, das zum heutigen Industrie- und Gewerbepark Maintal entwickelt wurde. Schweinfurt umfasst deshalb gegenüber fast allen anderen deutschen Städten fast nur die Kernstadt und wurde zur flächenkleinsten kreisfreien Stadt Deutschlands. In neuerer werden die Gebietsreform und deren Folgen für die Stadt wieder diskutiert.

### Religionen

#### Konfessionsstatistik
Gemäß der Volkszählung 2011 waren (Stand 9. Mai 2011) 41,6 % der Einwohner katholisch, 28,8 % evangelisch und 29,6 % waren konfessionslos, gehörten einer anderen Glaubensgemeinschaft an oder machten keine Angabe. Der Anteil der Katholiken und Protestanten an der Gesamtbevölkerung ist seitdem beträchtlich gesunken. Mit Stand 31. Dezember 2024 waren 28 % der Einwohner katholisch, 18 % evangelisch und 54 % waren konfessionslos, gehörten einer anderen Glaubensgemeinschaft an oder machten keine Angabe.

#### Evangelische Landeskirche

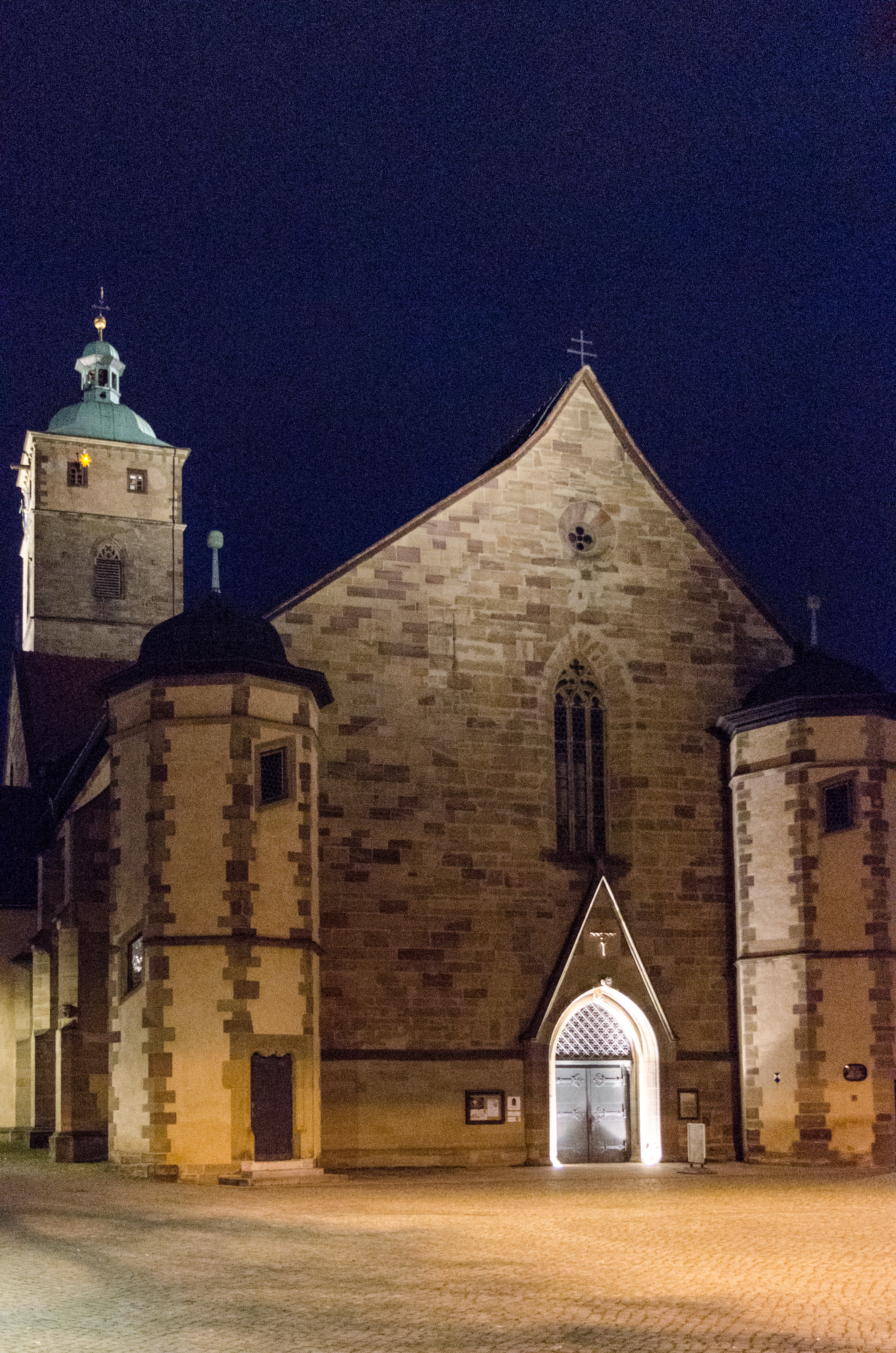
Evangelische Hauptkirche St. Johannis (erb. ab 1200)

Schweinfurt schloss sich 1542 der Reformation an. Philipp I. von Hessen, führender Kopf des Schmalkaldischen Bundes und Vorkämpfer des Protestantismus, konnte als Schutzherr und Reichsvogt gewonnen werden. Der von ihm gesandte Johann Sutel (gen.: Sutellius) hielt 1542 den ersten protestantischen Gottesdienst und verfasste eine Kirchenordnung. Katholiken waren bis zum Ende der Reichsstadtzeit vom Bürgerrecht ausgeschlossen. Zur Zeit der Gegenreformation (1587–1631) wanderten etwa 700 protestantische Glaubensflüchtlinge aus dem Hochstift Würzburg nach Schweinfurt aus. Das Stadtgebiet umfasst heute sechs Pfarreien mit insgesamt acht Kirchengemeinden.

#### Landeskirchliche Gemeinschaft
Die Christliche Gemeinschaft Schweinfurt der LKG ist Teil der Evangelisch-Lutherischen Kirche in Bayern und gehört zum Landeskirchlichen Gemeinschaftsverband (LKG) in Bayern, der eine Zwischenstellung zwischen Landeskirche und Freikirchen einnimmt.

#### Evangelische Freikirchen
Im 19. Jahrhundert stand am Schillerplatz ein Saalbau der Freien Christlichen Gemeinde, der spätestens ab 1868 als Konzerthalle genutzt wurde. Bis in die 1970er Jahre gab es in Schweinfurt nur eine Gemeinde der Evangelisch-methodistischen Kirche und eine Evangelisch-Freikirchliche Gemeinde (Baptisten) sowie mehrere englischsprachige freikirchliche Gemeinden für Angehörige der US-amerikanischen Garnison Schweinfurt. Seitdem entstanden weitere Gemeinden, sowohl mit pietistisch-evangelikaler als auch pfingstlich-charismatischer Prägung. Zum erstgenannten Kreis gehören die Baptisten, die Christliche Brüdergemeinde, die Freikirchliche Gemeinde Christen in Aktion und die Christliche Gemeinde Schweinfurt, zum zweiten Wort des Glaubens, die Biblische Gemeinde Schweinfurt und Kingdom Ministries. Einige Freikirchen sind in der Evangelischen Allianz vertreten.

#### Römisch-katholische Kirche

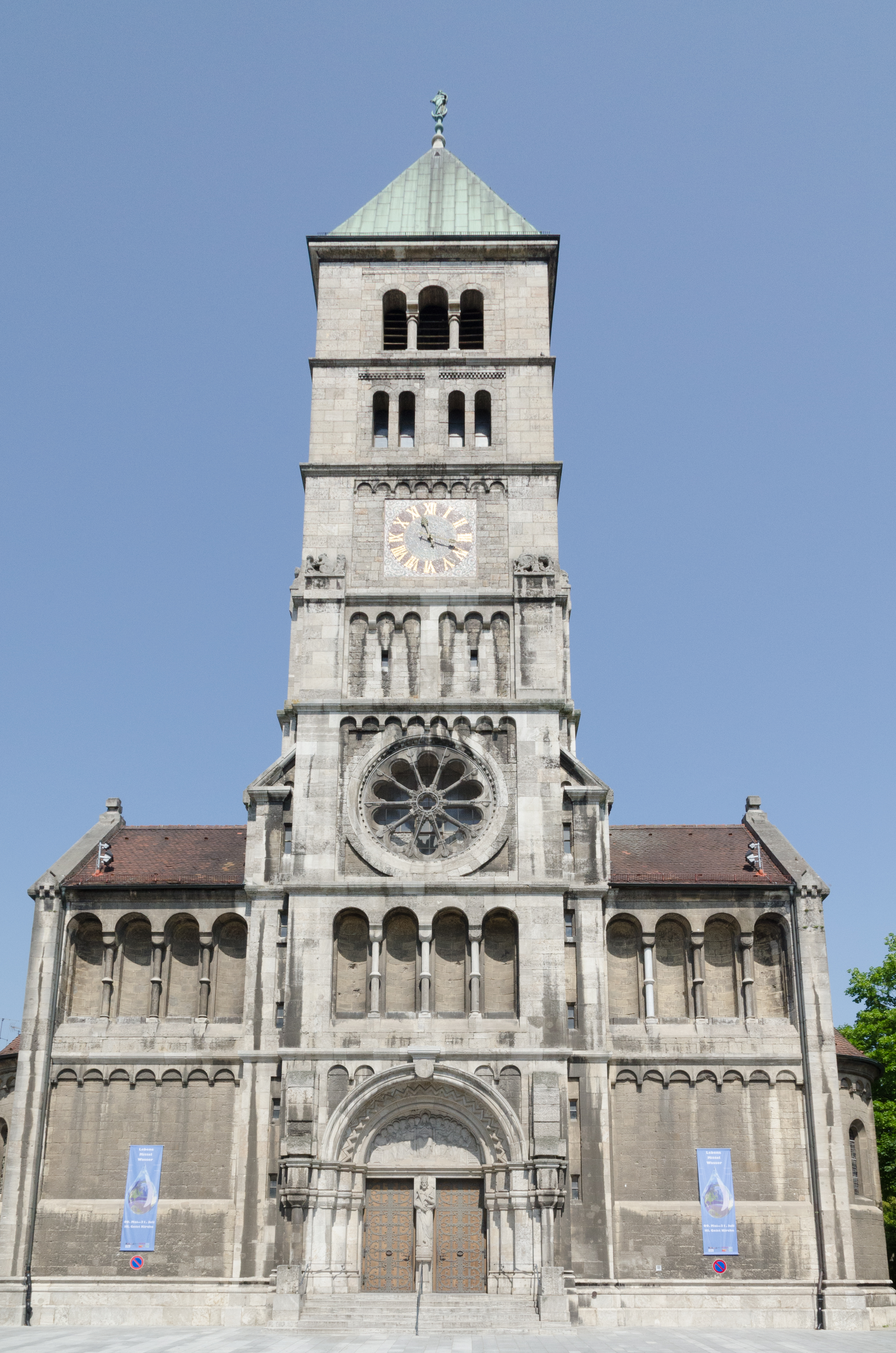
Katholische Hauptkirche Heilig-Geist (erb. 1897–1902)

Mit Einführung der Reformation waren alle Kirchen der Reichsstadt evangelisch geworden. Der Katholizismus blieb daher bis heute beim alteingessenen Bürgertum und in der historischen Selbstwahrnehmung bedeutungslos. Das bayerische Religionsedikt von 1803 ermöglichte 1806 die Wiedergründung einer katholischen Pfarrei. Die katholische Gemeinde erhielt von der Stadt die Spitalkirche zum Heiligen Geist für ihre Gottesdienste. Sie wurde durch den stetigen Zuzug von katholischen Arbeiterfamilien aus dem Umland mit der Zeit zu klein und abgebrochen. 1902 wurde daneben als Nachfolgebau die Heilig-Geist-Kirche fertiggestellt, die seitdem die Hauptkirche der Schweinfurter Katholiken ist. Das Dekanat Schweinfurt-Stadt gehört zum Bistum Würzburg und umfasst heute neun Pfarrgemeinden.

#### Griechisch-orthodoxe Kirche
Die griechisch-orthodoxe Metropolie von Deutschland hat eine Ortsgemeinde im Untergeschoss von St. Anton.

#### Weitere christliche Gemeinschaften
Zudem sind in der Stadt Gemeinden der Siebenten-Tags-Adventisten, der Neuapostolischen Kirche und der Zeugen Jehovas vertreten.

#### Judentum

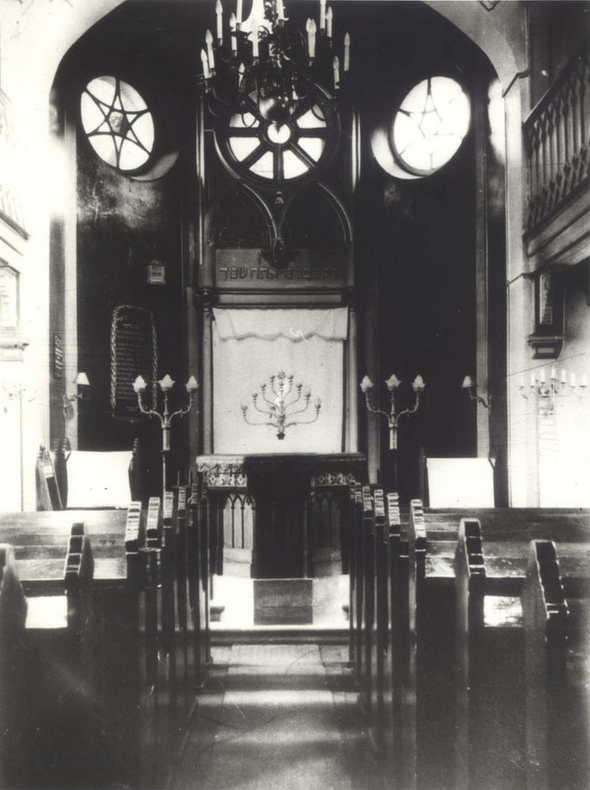
Synagoge in der Siebenbrückleinsgasse, im Zweiten Weltkrieg zerstört

Mit dem 1212 genannten Abraham von Schweinfurt lässt sich der erste jüdische Bewohner der Stadt nachweisen. Auch für die Folgezeit lassen sich jüdische Familien in der Stadt belegen, die sowohl von den Rintfleisch-Verfolgungen von 1298 als auch vom Pestpogrom von 1348/49 betroffen waren. 1368 erhielt die Stadt Schweinfurt von Kaiser Karl IV. das Privileg, in ihren Mauern erneut Juden aufnehmen zu dürfen. In der Judengasse im Ehemaligen Gewerbeviertel befand sich die Synagoge. Die mittelalterliche jüdische Gemeinde, die ihren Lebensunterhalt im Geldverleih und Handel bestritt, fand 1554/55 ihr Ende. Die Schweinfurter Bürger gingen gegen die Juden vor, weil sie bei ihnen stark verschuldet waren. Erst in bayerischer Zeit durften sich nach 1814 wieder Juden ansiedeln. 1874 eröffneten sie in der Siebenbrückleinsgasse eine Synagoge und einen innerhalb des Hauptfriedhofs gelegenen Jüdischen Friedhof. Im Zuge des Novemberpogroms 1938 wurde die Synagoge geschändet und 1943 durch Fliegerbomben zerstört.

#### Islam
Ab den 1960er Jahren erlangte der Islam Bedeutung in Schweinfurt, infolge der Zuwanderung türkischer Arbeitskräfte in das großindustrielle Zentrum. Es folgten Nachzüge von Familien, die inzwischen in der dritten Generation in ihrer neuen Heimat leben. In jüngerer Zeit kamen Migranten islamischen Glaubens aus aller Welt dazu. In der Stadt gibt es mittlerweile vier Moscheen, ursprünglich waren es nur Hinterhofmoscheen. Die größte Moschee der Stadt ist die Zentral Moschee (mit Minarett) der etwa 2.500 Gläubige angehören.
- Zentral Moschee (DITIB)
- Assalam Moschee المسجد العربي في شفاينفورت  Deutschsprachigen Muslime Schweinfurt (DSMS)
- İslamic kültürü Camii'nin (Millî Görüş)
- Fatih Camii (Millî Görüş)

### Kulturelle Prägung und Umbrüche

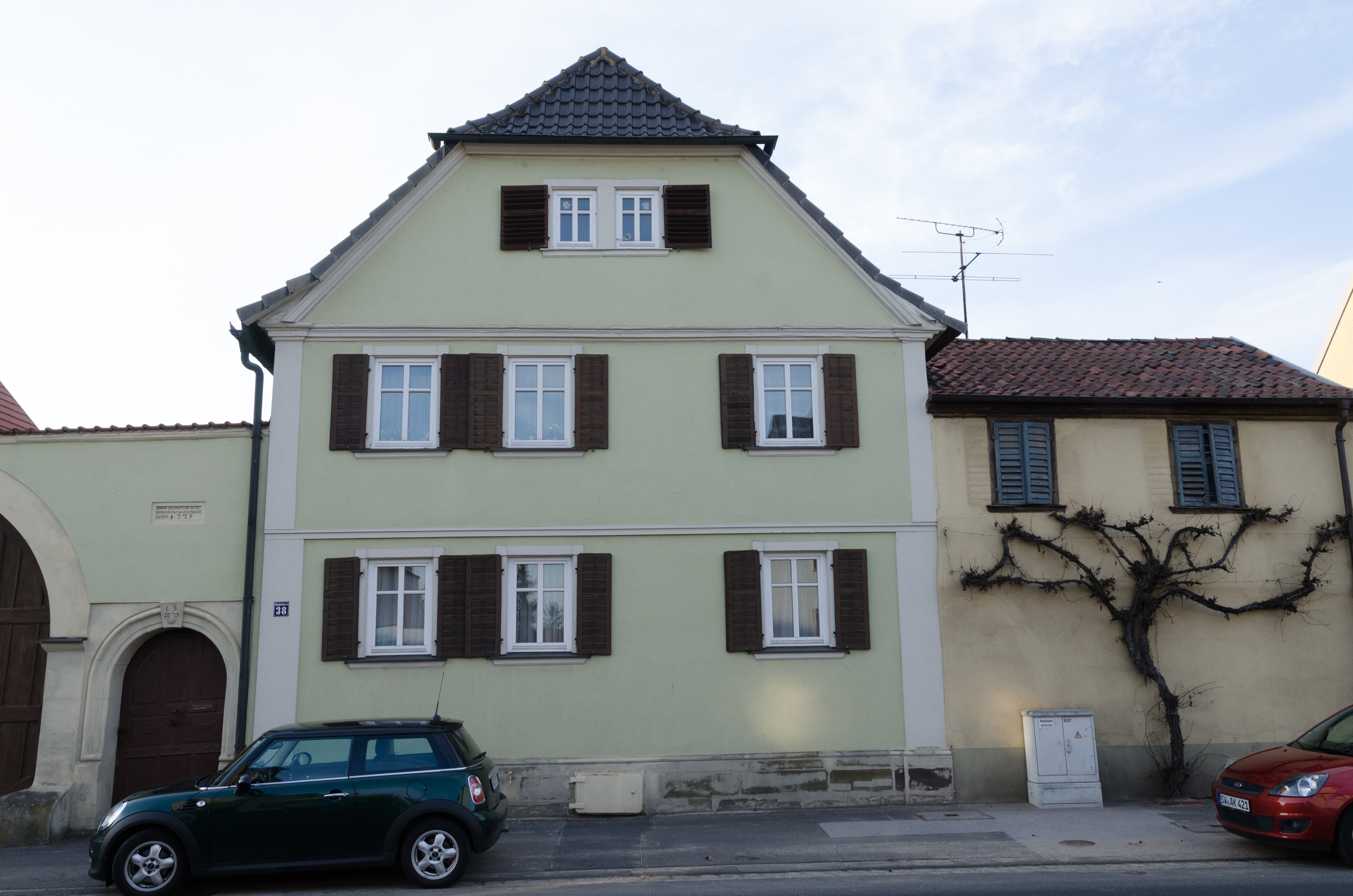
Fränkischer Bauernhof in Oberndorf

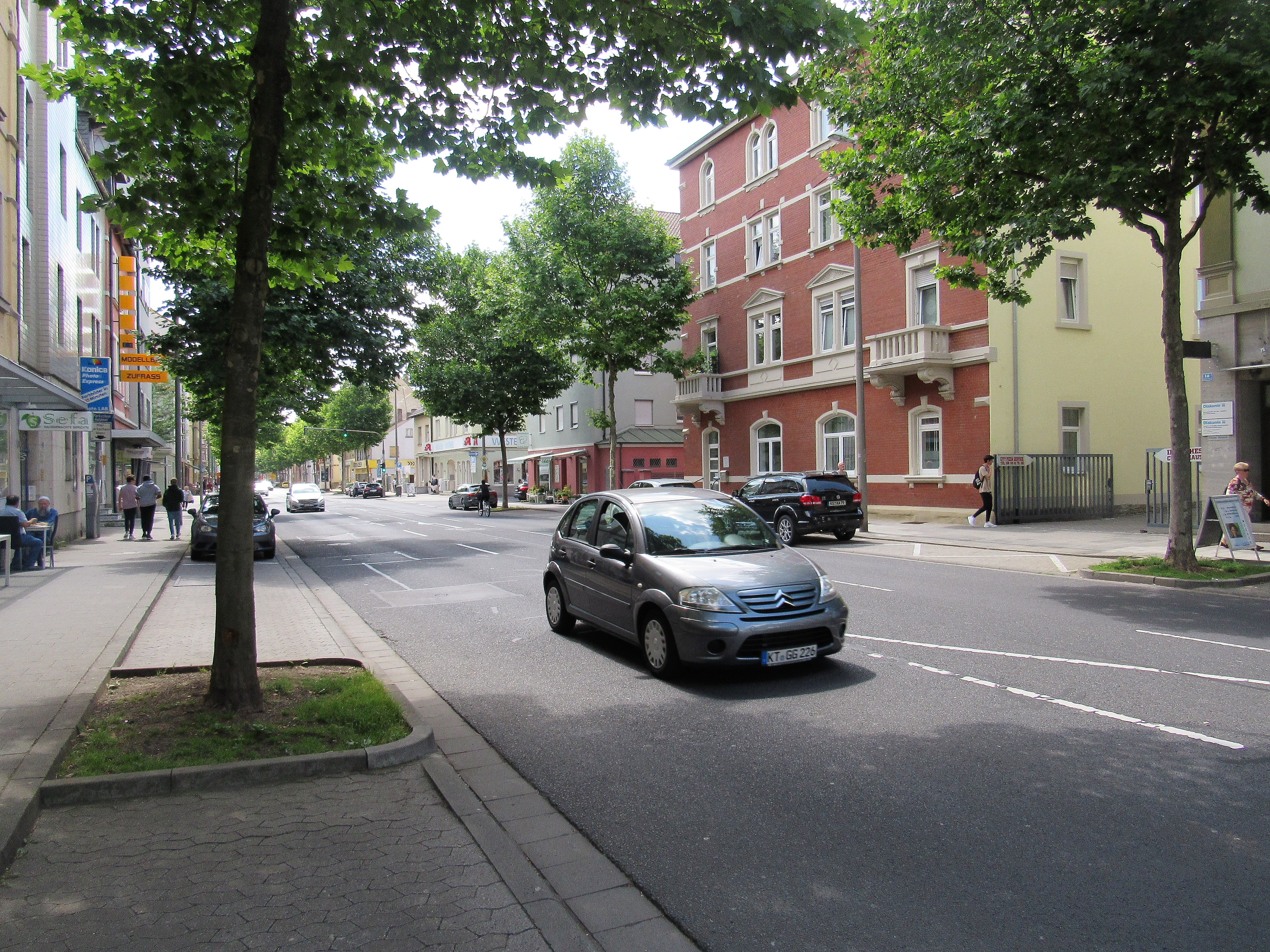
Westliches Gründerzeitviertel, ein türkisch geprägtes Innenstadtviertel

Trotz deutscher Mittellage an der Mainlinie ist Mainfranken ethnisch und kulturell süddeutsch geprägt. Es liegt im Bereich des Oberdeutschen und im Verbreitungsgebiet des Grußes Grüß Gott, man feiert Fasching statt Karneval und spielt(e) Schafkopf statt Skat.
Die Landkreise um Schweinfurt haben den niedrigsten Anteil von Migranten Westdeutschlands. Das Schweinfurter Land ist ein Zentrum fränkischer Tracht und fränkischen Brauchtums, mit der für Franken typischen Mischung protestantischer und katholischer Orte.
Im scharfen Gegensatz dazu steht die multikulturell geprägte Schweinfurter Kernstadt, mit einer Bevölkerung mit 45 % Migrationshintergrund (bundesweit 26 %, Berlin 36 %) und 128 Nationalitäten.
Die Bevölkerung der einstmals rein protestantischen Stadt wurde durch vier größere Zuzugswellen geprägt. Seit der Gründerzeit zog die örtliche Industrie die vorwiegend katholische Landbevölkerung als Arbeiter an. Nach dem Zweiten Weltkrieg bot die Stadt vielen Flüchtlingen, insbesondere aus dem Sudetenland, eine neue Heimat. In den 1960er Jahren warb die boomende Großindustrie viele Gastarbeiter an. Und schließlich fanden in den 1980er Jahren etwa 5000 Russlanddeutsche als Spätaussiedler in Schweinfurt eine neue Heimat. Durch die erste, dritte und vierte Zuzugswelle entstand der sehr hohe katholische und relativ hohe muslimische und orthodoxe Bevölkerungsanteil (siehe: Religionen). Dazu kamen bis 2014 noch 12.000 US-Amerikaner, die nicht statistisch erfasst wurden (siehe: Amerikaner in Schweinfurt). Bis dahin sah man mancherorts (Schweinfurter Volksfest, städtischer Badesee) ein weithin beispielloses, multikulturelles Publikum (siehe auch: Subkulturelle Szene und Diskotheken).
Andererseits gab es seit den 1970er Jahren eine im Vergleich zu anderen Städten überdurchschnittlich große Auszugswelle des Schweinfurter Bürgertums in die Vororte, aufgrund der eng gezogenen Stadtgrenzen (Gründe hierfür siehe: Keine Eingemeindungen bei Gebietsreform). Das wirkte sich einerseits auf Verluste beim kommunalen Anteil der Einkommensteuer aus und andererseits entstand ein Speckgürtel mit wohlhabenden Wohnvororten. Die westliche Kernstadt, die nicht mehr den gestiegenen deutschen Wohnansprüchen entsprach, wurde nun von Segregation bestimmt, durch Familien mit Migrationshintergrund, wodurch hier durch Ethnizität geprägte Viertel entstanden.

### Sprache

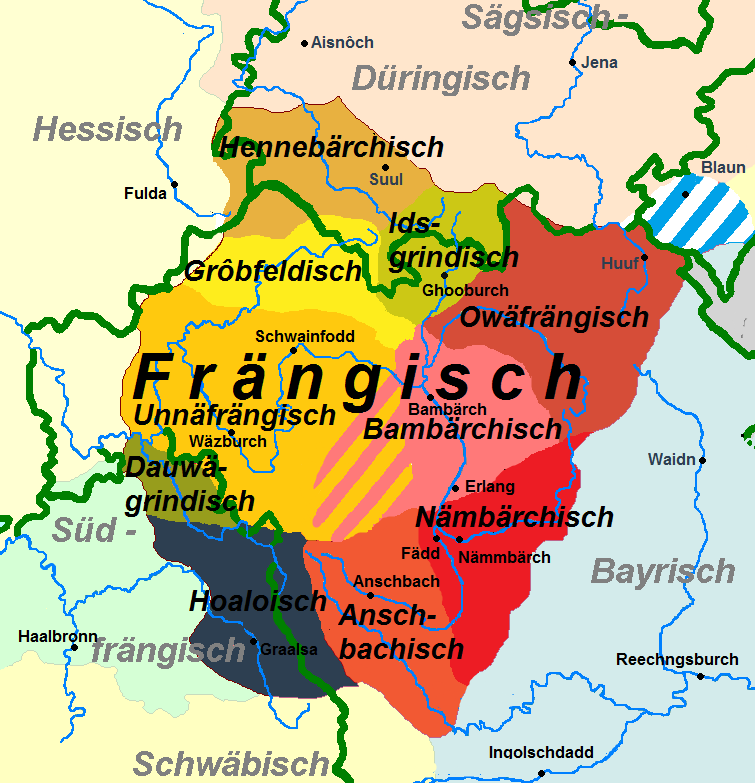
Ostfränkische Subdialekte

In Schweinfurt wird Unterostfränkisch gesprochen, das weit mehr Ähnlichkeit mit dem bis nach Frankreich (nördliches Elsaß) reichendem Südfränkisch besitzt, als mit dem Bairischen. Ein auffälliger Unterschied des Schweinfurterischen zum Unterostfränkischen ist die Verkleinerungsform in der Pluralbildung, mit der Endung lich statt li; z. B. Häuslich statt Häusli (Häuschen). Heute ist der Schweinfurter Dialekt innerhalb der Stadt seltener zu hören und auch früher wurde er hier weniger ausgeprägt gesprochen, als im Umland als Sprache der einfacheren Leute, Arbeiter und Bauern. Die Sprache in Schweinfurt wird unter jungen Leuten neben medial geprägten Sprachgewohnheiten durch den hohen Migrantenanteil beeinflusst, wodurch sich hier die Umgangssprache in den letzten Jahrzehnten stark veränderte.

### Amerikaner in Schweinfurt

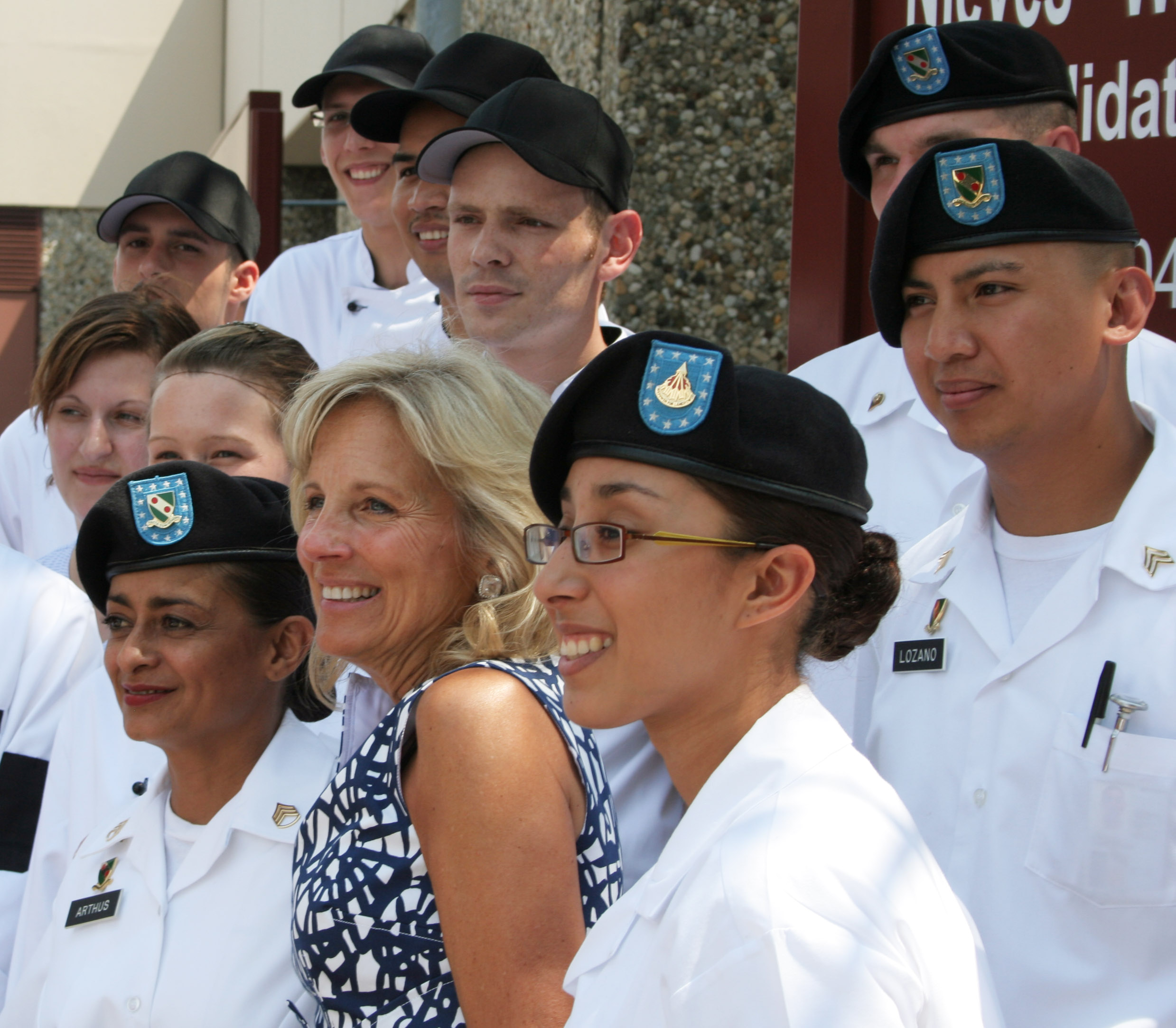
Jill Biden 2009 in Schweinfurt zum Amerikanischen Unabhängigkeitstag

Die 2014 aufgelöste US-Heeresgarnison (USAG) Schweinfurt wurde infolge der Schließung vieler anderer amerikanischer Militärstandorte in Deutschland Anfang des 21. Jahrhunderts zu einem der größten US-Standorte Europas, mit bis zu 12.000 Amerikanern (Soldaten und Zivilisten). Die USAG Schweinfurt baute im Laufe der Zeit eine zivile Infrastruktur auf, die der einer amerikanischen Kleinstadt entsprach (sog. Little America).
Infolge der Aufhebung der Wehrpflicht 1973 bekam der US-Standort einen zivileren Charakter. Mit den Berufssoldaten kamen viele Familienangehörige, die schließlich in der Mehrheit waren. Zudem machte sich auch in Schweinfurt der soziale Wandel in den USA bemerkbar, hin zu einer multikulturelleren Gesellschaft, mit mehr Afroamerikanern, Latinos und Asiaten, man hörte nun auch Spanisch. Im Laufe der Zeit entstand eine deutsch-amerikanische Szene, zu erwähnen ist hier u. a. der Schweinfurter Jazzmusiker Ed Sperber (siehe auch: Subkulturelle Szene).
Die erste große Umstrukturierung der US-Streitkräfte in Deutschland wurde 2014 mit der Auflösung des Standorts Schweinfurt abgeschlossen. Es leben auch heute noch amerikanische Staatsbürger in und um Schweinfurt (German Overseas), u. a. als Reserveoffiziere, Sportler und Rentner. Die riesigen US-Areale in der Stadt und im Landkreis stehen seitdem für die Stadtentwicklung zur Verfügung (Carus-Park, i-Campus Schweinfurt, Bellevue, Yorktown Village, Kessler Field, Conn Barracks).

## Politik

### Parteien und Gewerkschaften
Schweinfurt war seit dem frühen 20. Jahrhundert eine Hochburg der SPD und in der Nachkriegszeit neben München und Nürnberg eine der wenigen bayerischen Städte, in der die SPD ständig den Oberbürgermeister stellte. Im Schweinfurter Stadtrat besaß die SPD die absolute Mehrheit, bis in den 1990er Jahren die CSU die Oberhand gewann und die Stadt über eineinhalb Jahrzehnte dominierte. Der Mitbegründer der WASG und zeitweilige Parteichef der Linken Klaus Ernst trat 2005 als Direktkandidat im Bundestagswahlkreis Schweinfurt an. Dort erreichte er bzw. die Linkspartei das beste bayerische Erst- und Zweitstimmenergebnis.
Die fränkische Industriestadt ist ein Zentrum der Gewerkschaften. Die IG Metall hat in Schweinfurt mit rund 22.000 Mitgliedern eine der größten Geschäftsstellen Bayerns. 1995 wurde Klaus Ernst in Schweinfurt zum damaligen IG-Metall-Bevollmächtigten gewählt.

### Stadtrat
Der Stadtrat besteht aus 44 Mitgliedern. Der von den Wahlberechtigten in direkter Wahl gewählte Oberbürgermeister Sebastian Remelé (CSU) ist das 45. Mitglied des Stadtrats. Seit 1990 zogen, wie vielerorts, neben etablierten Parteien auch Wählergruppen in den Stadtrat ein. In der Kommunalwahl am 15. März 2020 wurde die Dominanz der CSU gebrochen und sie vereinbarte eine Zusammenarbeit mit den Grünen.
- Linke: 3
- SPD: 8
- Grüne: 6
- FDP: 1
- FWG: 3
- ÖDP: 1
- CSU: 17
- prosw: 1
- AfD: 4

### Oberbürgermeister und Bürgermeister
Lange Amtszeiten kennzeichnen Schweinfurts Oberbürgermeister. Im 19. Jahrhundert war Carl von Schultes 45 Jahre im Amt. Die SPD stellte von 1920 bis 1933 und von 1946 bis 1992 den Oberbürgermeister, der mit Gudrun Grieser (1992–2010) erstmals von der CSU gestellt wurde. Für die Oberbürgermeister-Wahl 2010 gab es sechs Kandidaten. Sebastian Remelé (CSU) gewann die Stichwahl mit 63,4 % und wurde 2014 mit 66,9 % und 2020 mit 58,4 % im Amt bestätigt. 
| Position          | Name              | Partei                |
| ----------------- | ----------------- | --------------------- |
| Oberbürgermeister | Sebastian Remelé  | CSU                   |
| 2. Bürgermeister  | Sorya Lippert     | parteilos             |
| 3. Bürgermeister  | Ayfer Rethschulte | Bündnis 90/Die Grünen |

### Städtepartnerschaften
Schweinfurt unterhält folgende Städtepartnerschaften:
 North Lanarkshire, Vereinigtes Königreich (1962)

 Châteaudun, Frankreich (1964)

 Seinäjoki, Finnland (1979)

 Luzk, Ukraine (2023)
Der Bezirk North Lanarkshire entstand 1996 im Zuge einer schottischen Verwaltungs-Neugliederung. In ihm ging Schweinfurts älteste Partnerstadt Motherwell auf.

### Wappen
| Wappen der kreisfreien Stadt Schweinfurt | Blasonierung: „In Blau ein silberner Adler.“ |
| Wappen der kreisfreien Stadt Schweinfurt | Wappenbegründung: Das erste bekannte Wappen bestand aus einem einköpfigen schwarzen Adler auf einem gelben oder goldenen Schild, der heraldisch nach rechts, das heißt vom Betrachter gesehen aus nach links, blickte. Im 15. Jahrhundert war der Adler silberfarben auf schwarzem Hintergrund, im Jahre 1608 wurden die Farben Silber auf Violett erwähnt. Später war es wieder ein schwarzer Adler auf goldenem Grund. Seit 1771 sind die Farben Silber auf Blau. Die bekannteste Darstellung des Wappens befand sich bis 1875 am Mühltor. Da der Adler dem Betrachter den Kopf zuwandte, hielten ihn viele für eine Eule; ihm widmete Friedrich Rückert in Der Besuch in der Stadt einige Verse. |

## Kultur

### Theater und Bühnen
Das Theater der Stadt Schweinfurt wird als Bespieltheater ohne eigenes Ensemble betrieben. In jeder Spielzeit stehen etwa 150 Aufführungen mit auf dem Programm. In der Disharmonie (Kulturwerkstatt am Main) finden Theater-, Kabarett-, Musik- und Kunstveranstaltungen statt. Die Kleinkunstbühne Schrotturmkeller befindet sich im Keller eines Renaissance-Hauses am Schrotturm im ehemaligen Gewerbeviertel. Die Hans-Sachs-Gruppe pflegt das spätmittelalterliche Fastnachtsspiel und den Renaissancetanz. Zudem gibt es den Freundeskreis Puppentheater Schweinfurt.

### Museen und Galerien
Das Museum Georg Schäfer (MGS) präsentiert die bedeutendste Privatsammlung deutscher Malerei des 19. Jahrhunderts und die weltweit größte Sammlung von Werken Carl Spitzwegs. Ferner werden Werke von Caspar David Friedrich, Max Liebermann, Ferdinand Georg Waldmüller, Max Slevogt, Wilhelm Leibl und vielen anderen gezeigt. Die Kunsthalle Schweinfurt ist ein Museum und Ausstellungshaus für moderne und zeitgenössische Kunst mit Dauerpräsentationen und Wechselausstellungen. Jährlich finden vier Ausstellungen statt.

Berühmte Bilder Spitzwegs im MGS
Der Bücherwurm (um 1850)
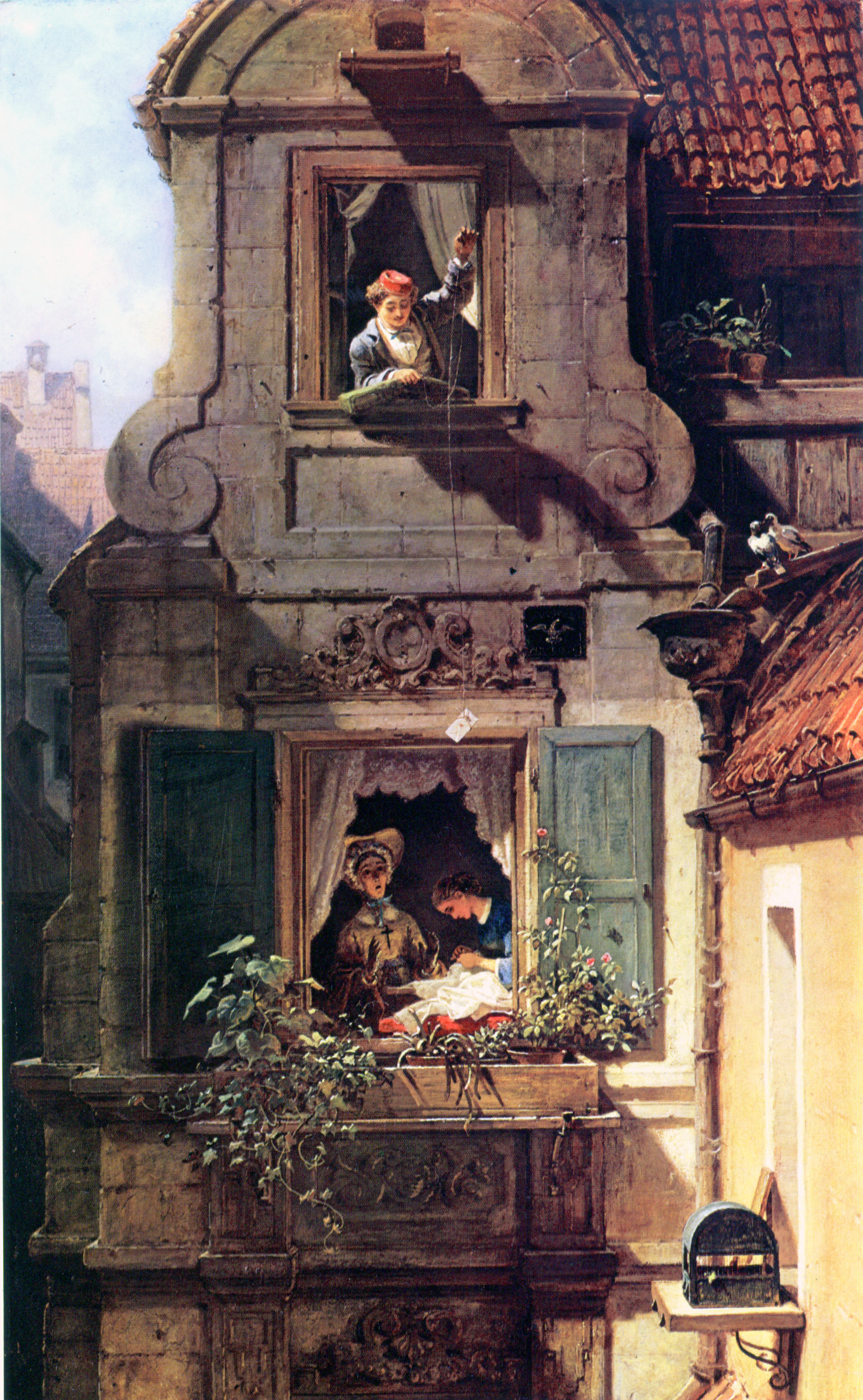
Der abgefangene Liebesbrief (1855)
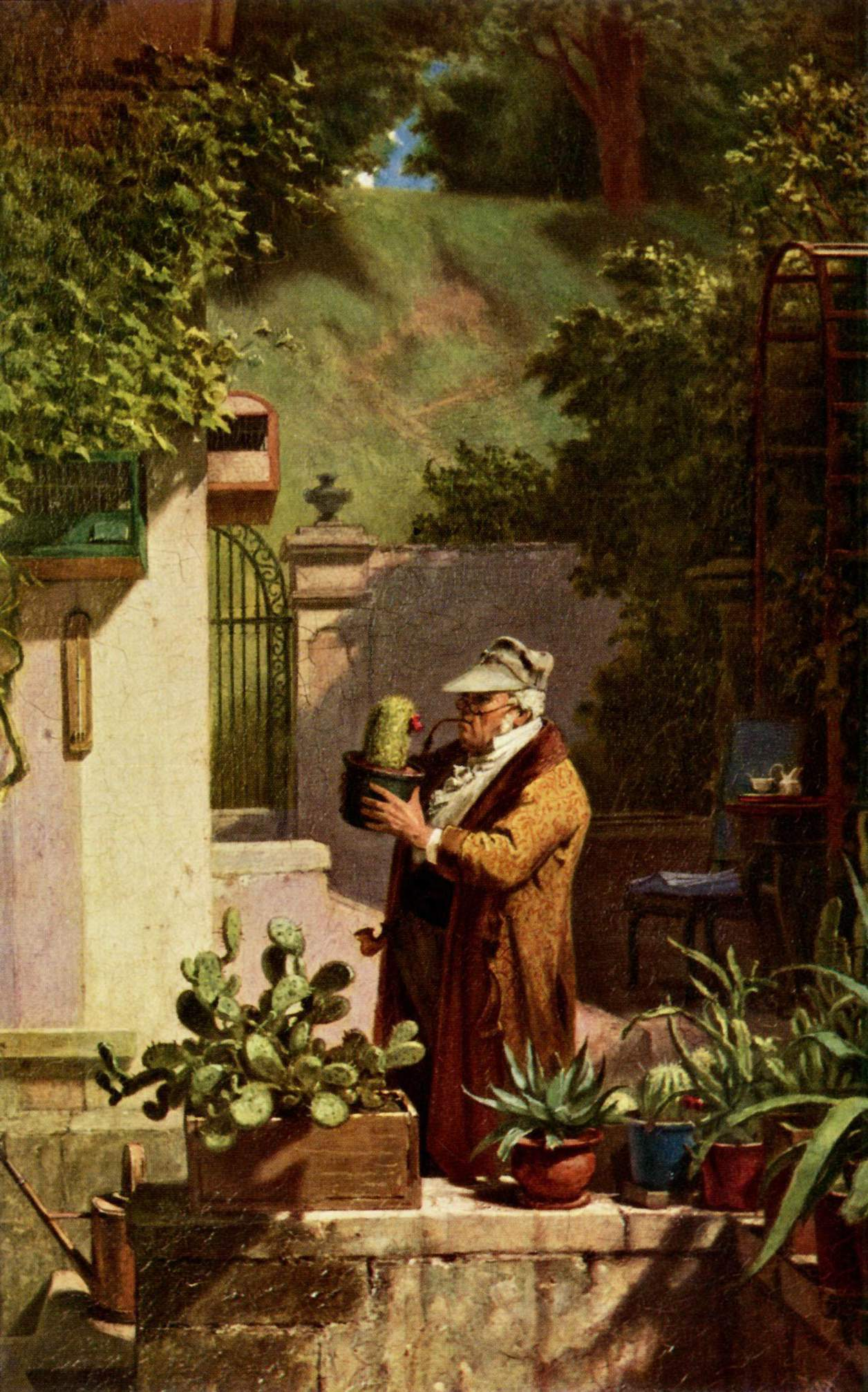
Der Kaktusfreund (vor 1858)

Die Bibliothek Otto Schäfer ist Teil des Museums Otto Schäfer (MOS) und enthält rund 1000 illustrierte Drucke, vornehmlich des 15. und 16. Jahrhunderts. Ein zweiter Sammlungsschwerpunkt sind die Erstausgaben deutscher Literatur von der Reformationszeit bis zum Realismus.
Das Deutsche Bunkermuseum im Fichtel-und-Sachs-Bunker von 1941 ist Militär- und Kriegsmuseum sowie Gedenkstätte. Das kleine Museum zeigt als Privatmuseum grafische Werke von Hundertwasser, Leihgaben und Ausstellungsobjekte von Udo Lindenberg. Das Gunnar-Wester-Haus präsentiert die Sammlung Graf Luxburg, eine kulturgeschichtliche Sammlung zur Entwicklung von Feuererzeugung und Beleuchtung seit der Antike und die Ikonensammlung von Fritz Glöckle. Das Naturkundliche Museum zeigt die Vogelsammlung der Brüder Schuler. Die Sparkassengalerie in der Schranne präsentiert in Wechselausstellungen zeitgenössische Kunst. Der Künstlerhof Oberndorf mit Ausstellung und Archiv befindet sich im ehemaligen Wohnhaus und Atelier des Künstlers Gustl Kirchner. Das ZF Sachs Museum zeigt die Sachs-Ausstellung der ZF Friedrichshafen AG zur Industriegeschichte der Fichtel & Sachs AG mit den Abteilungen Unternehmensgeschichte, Technische Highlights, Marketing und Motorsport. Im Kleinen Industriemuseum in der Spinnmühle am Main sind Exponate der Schweinfurter Industriegeschichte ausgestellt. Im Saazer Heimatmuseum befindet sich eine Ausstellung zum Leben in Saaz (Žatec) bis 1945, zur Vertreibung der Sudetendeutschen und zur Aufnahme von über 28.000 Flüchtlingen in Schweinfurt.

Theater und Museen
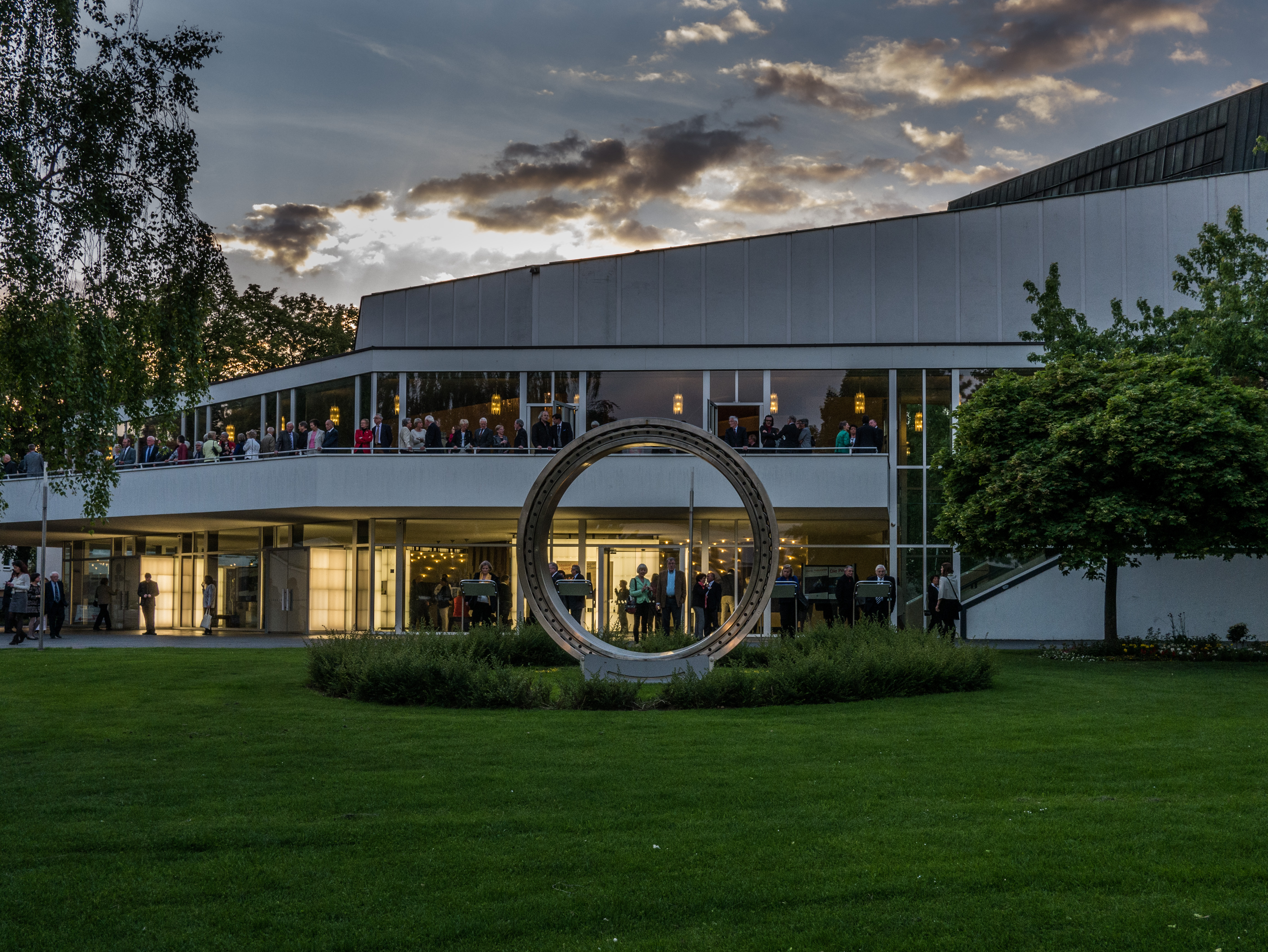
Stadttheater
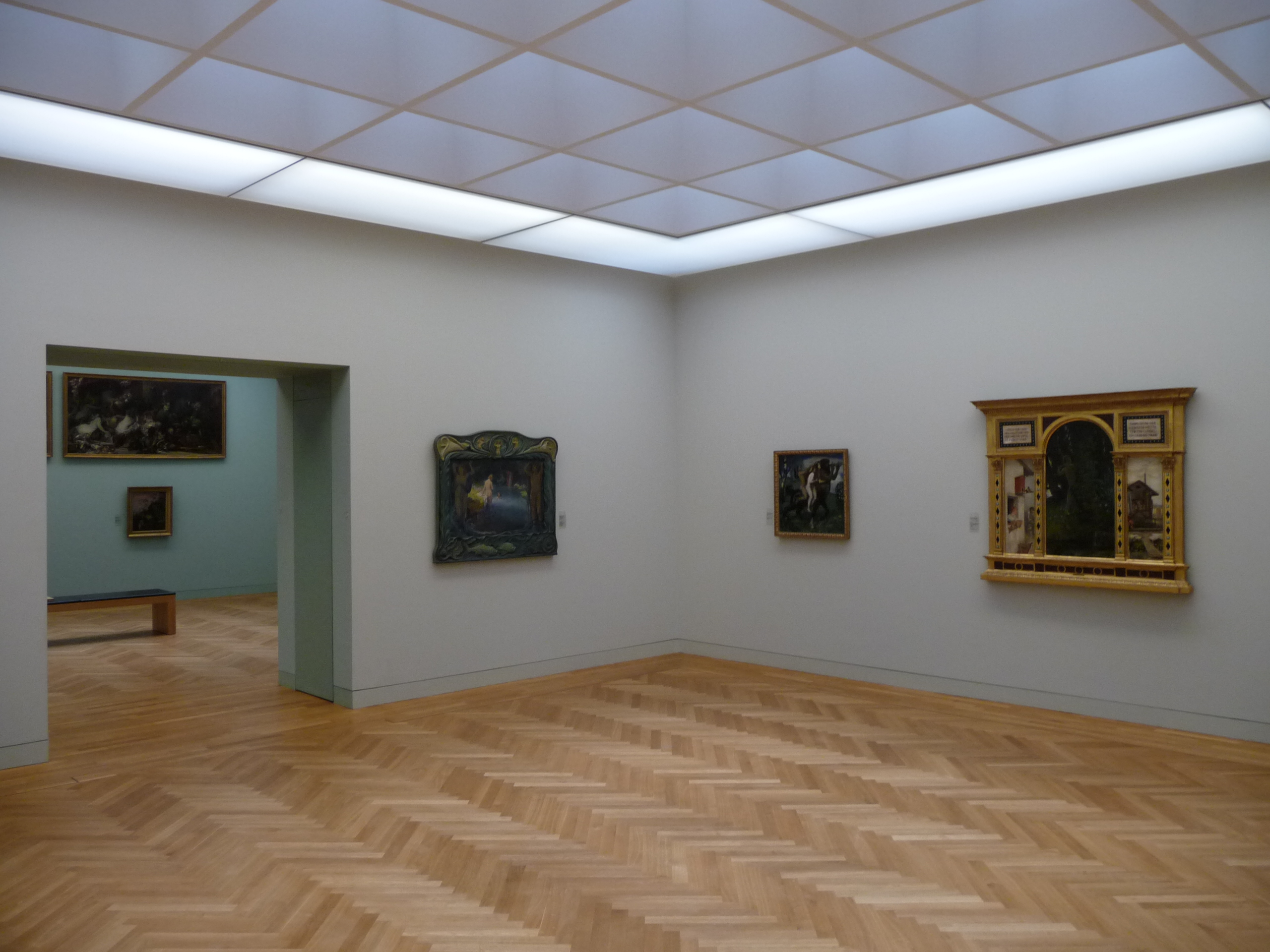
Museum Georg Schäfer
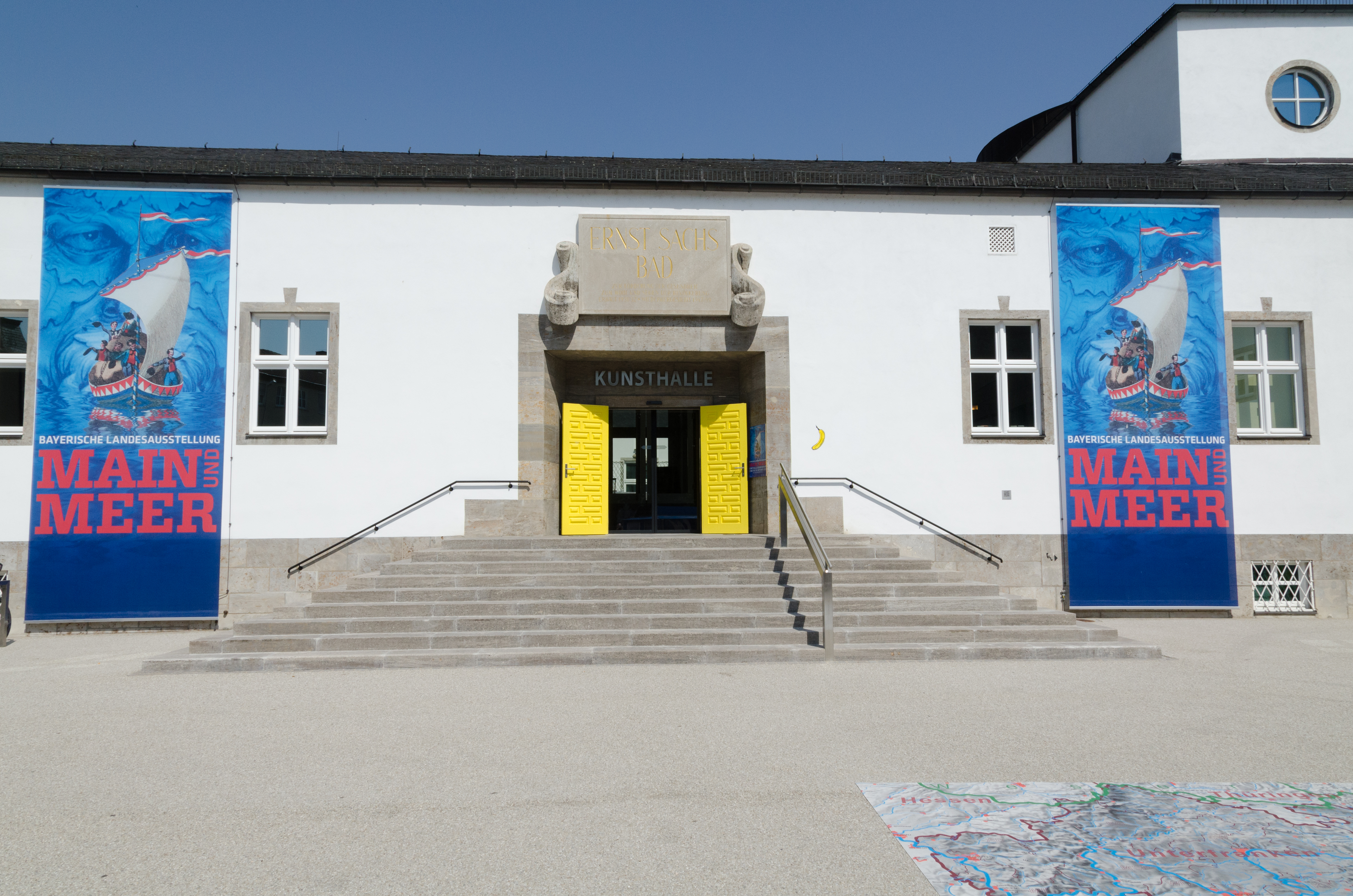
Kunsthalle Schweinfurt

### Musik

#### Orchester
Die Bläserphilharmonie Schweinfurt mit Profimusikern und erfahrenen Amateurmusikern bietet als große Besetzung mit vollem Schlagwerk die Möglichkeit an Programmen zu arbeiten mit Klassischer Musik, Filmmusik und Bearbeitungen von Jazz- und Popstandards. Das Schweinfurter Kammerorchester besteht aus Laienmusikern. Das Kreisblasorchester Schweinfurt ist eine Einrichtung des Nordbayerischen Musikbunds.

#### Chöre
Der Thalia Chor entstand 1860, damals wurde auch geschauspielert. Sein heutiges Repertoire liegt im Bereich Pop, Rock, Musical, Gospel und Swing. Die Sängerlust 1867 Schweinfurt hat traditionelles Liedgut sowie Evergreens und moderne Lieder im Repertoire. Der Konzertchor Schweinfurt gibt große Konzerte im Stadttheater und arbeitet mit renommierten Symphonieorchestern und Solisten zusammen. Jungen Stimmen Schweinfurt wurde 2006 gegründet und hat geistliche und weltliche Chormusik aller Epochen und Stile im Programm.

#### Subkulturelle Szene
Der Schweinfurter Rapper JuJu Rogers:
„Ich glaube, dass es keine krassere HipHop-Szene als in Schweinfurt gab. Hier waren ja die ganzen Amis aus den Ghettos, die mit 17, 18 vor die Wahl gestellt wurden: Entweder du gehst in den Knast oder zum Militär. Die wurden dann in Schweinfurt stationiert und haben hier das Gleiche gemacht, was sie vorher in Amerika gemacht haben. Ich bin in einer sehr vitalen HipHop-Szene groß geworden, in einer Tiefe, die in wenigen Städten Deutschlands vorhanden ist. Die Kaserne in Schweinfurt galt als amerikanischer Staatsboden [...] Die hatten die Releases gefühlt immer so zwei, drei Wochen vor allen anderen in Deutschland.“

#### Pop- und subkulturelle Musik
1988 fand auf den Oberndorfer Mainwiesen ein Monsters-of-Rock-Festival vor über 40.000 Besuchern statt, mit Kiss und Iron Maiden; es kam zu Ausschreitungen. Seit den 1990er Jahren finden jeden Sommer im Sachs-Stadion größere Popkonzerte mit bis zu 25.000 Besuchern statt, es kamen u. a. die Backstreet Boys und Sunrise Avenue.

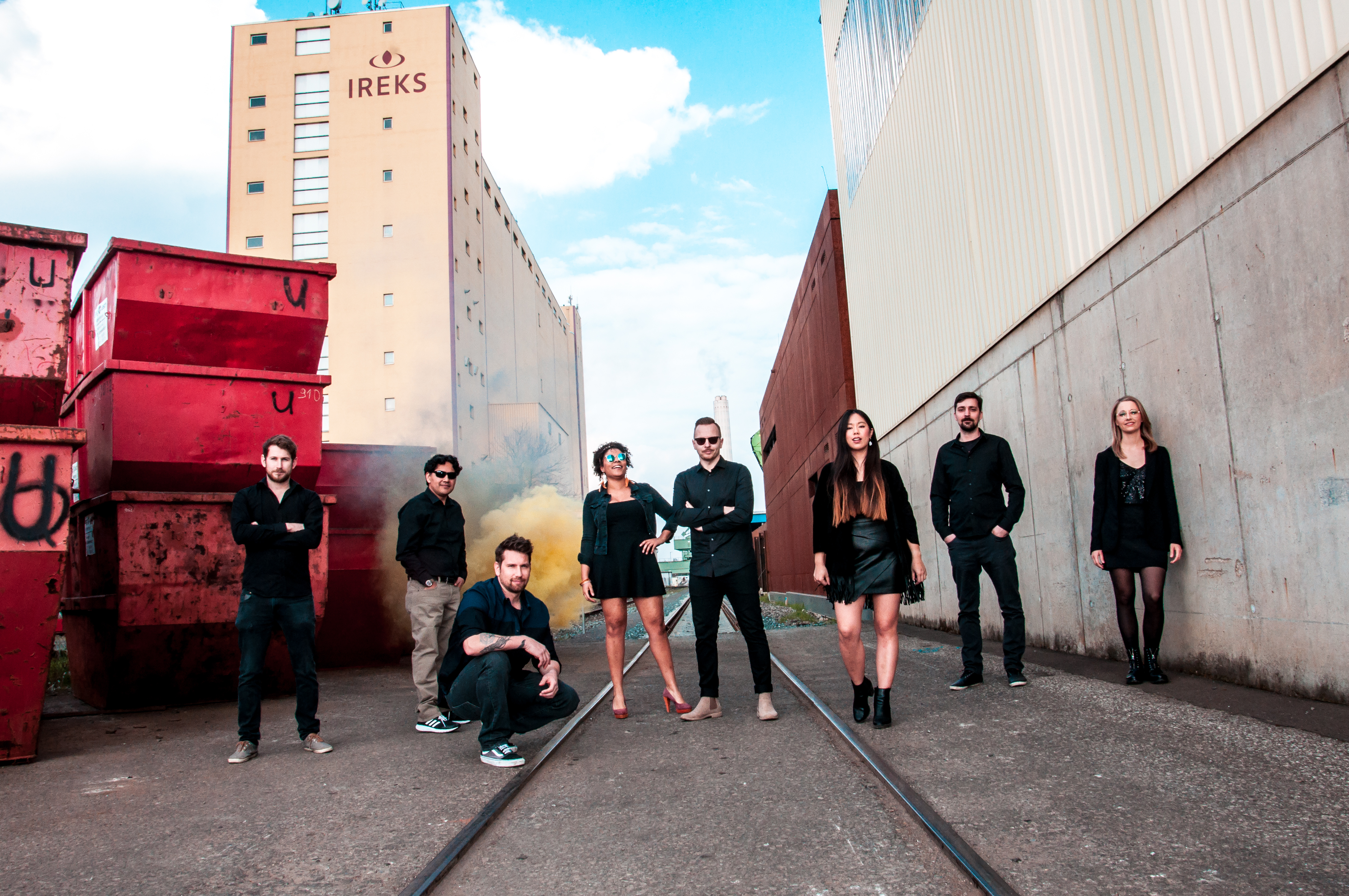
Sondermarke (im Schweinfurter Hafen)

Der Stattbahnhof ist ein Zentrum überregionaler Bedeutung für Konzerte von Bands aus aller Welt der Musikrichtungen Punk, Rockmusik und Metal. In der Zeitschrift Visions wurde der Stattbahnhof zu den Besten 50 Adressen der deutschen Clubszene gewählt. Bekannte Namen gastierten hier, wie die Toten Hosen, Pussy Riot oder Ten Years After.
Seit den 1980er Jahren gründeten sich zahlreiche Bands in Schweinfurt, die Alben der Musikrichtungen Rock, Metal und Punk auf den Markt brachten. The Ghost Rockets (kurz TGR) ist eine Rock-Band; Alben: The Ghost Rockets (2009) und Goodbye Utopia (2014). Hatred (engl.: Der Hass) ist eine Power- und Thrash-Metal-Band, die es in die Enzypedia des Rock Hard Magazins schaffte; Alben: Soulless (2004), Madhouse Symphonies (2008), Destruction Manual (2010) und War of Words (2015). Vendetta ist eine Thrash-Metal-Band; Alben: Go and Live… Stay and Die (1987), Brain Damage (1988), Hate (2007) und Feed the Extermination (2011). Kromlek war eine 2004 gegründete und 2012 aufgelöste Metal-Band; Alben: Strange Rumours… Distant Tremors (2007) und Finis Terrae (2011). Tagtraum ging aus der Punk-Band Untergang hervor, wurde 1992 gegründet und beschloss 2006 ihre Trennung; Alben: Trotz & Träume (1997), Feuer gratis (1998), Seelenpuzzle  (1999), Augen auf und durch (2001) und Komm lass es echt sein (2003). Die Bandmitglieder spielen weiterhin in anderen Formationen, Jörg Holdinghausen u. a. bei Wir sind Helden. 2019 wurde die Indie-Rockband Sondermarke gegründet. Daniel Schnorr (auch genannt: Jagi Lion King) veröffentlichte 2020 im Bereich Hip-Hop und Rap sein erstes Album I'm Not Here for You.
Tonquadrat ist eine Plattform für Elektronische Musik. Das Musiklabel in der Schweinfurter DDC Factory produziert Musik jeder Art.

### Tanz
Die Schweinfurter Dancefloor Destruction Crew (DDC), die 1999 gegründet wurde und heute überwiegend aus hauptberuflichen Tänzern besteht, gehört zu den besten Breakdance-Gruppen der Welt und gewann zahlreiche nationale und internationale Titel. 2013 verband DDC mit dem Berliner Regisseur und Echo-Preisträger Christoph Hagel klassische Musik mit Breakdance in ihrem Theaterstück Breakin' Mozart, das seitdem über 190 Mal im Berliner Wintergarten Varieté sowie in vielen anderen Städten aufgeführt wurde. Die Firma DDC Entertainment UG & Co. KG wurde mit vier Sparten gegründet. Die DDC-Factory wurde zu einem nationalen Tanzzentrum.
2006 wurde die Dance Academy Schweinfurt für Hobbytänzer und für Berufsausbildungen zum Tänzer, Tanzpädagogen und DTHO-Hip-Hop-Tanzlehrer gegründet. Ihre Formation Blazin’ Heat tanzt in der Profi-League.

### Bürgervereine
| Bürgerverein       | Gründungsjahr | Quartier           | Stadtteil                |
| ------------------ | ------------- | ------------------ | ------------------------ |
| Zürch              | 1900          | Zürch              | Altstadt bzw. Innenstadt |
| Klingenbrunn (I)1  | 1909          | Klingenbrunn       | Nördlicher Stadtteil     |
| Altstadt           | 1920          | Höllental/Altstadt | Nordöstlicher Stadtteil  |
| Klingenbrunn (II)1 | 1920er Jahre  | Klingenbrunn       | Nördlicher Stadtteil     |
| Bergl              | 1957          |                    | Bergl                    |
| Gartenstadt        | 1958          |                    | Gartenstadt              |
| Deutschhof         | 1979          |                    | Deutschhof               |
| Eselshöhe          | 1988          |                    | Eselshöhe                |
| Oberndorf          | 1997          |                    | Oberndorf                |

Die Schweinfurter Bürgervereine werden auch Gemeinden (schweinfurterisch: Gemee) genannt und gelten als Institutionen. Der erste Vorsitzende der Bürgervereine wird umgangssprachlich „Stadtteilbürgermeister“ genannt. Eine andere Prägung besitzt der zuletzt gegründete Bürger- und Kulturverein Oberndorf.
Die Bürgervereine richten die Stadtteilkirchweihen aus (siehe: Kirchweihen), die es in Bayern traditionell nur noch in Fürth gibt und die in neuerer Zeit in Nürnberg und Erlangen eingeführt wurden.
11933 erzwungene Fusion beider Vereine

### Regelmäßige Veranstaltungen
Der Raum Schweinfurt ist für seine hohe Dichte an Festen bekannt, was auch die Lebensart der Bewohner unweit des Überlappungsbereichs von Weinfranken mit Bierfranken widerspiegelt, (siehe auch: Kulturelle Prägung). Es gibt unzählige traditionelle Kirchweihen (Kerm) und Weinfeste, wozu viele neuere Feste hinzukamen. An manchen Wochenenden finden in der Stadt und dem näheren Umland mehrere Feste und Kirchweihen gleichzeitig statt, worüber Festkalender einen Überblick geben.

#### Messe
Die Unterfrankenschau ufra war eine Regional- und Verbrauchermesse für Unterfranken, die von 1975 bis 2020 stattfand. Eine zeitgemäße Messe, als Ersatz zur ufra, wurde bisher nicht realisiert.

#### Festivals
In Schweinfurt wurde das Kneipenfestival erfunden, seit 1993 unter Namen und Marke Honky Tonk, wozu an einem Tag in bis zu 40 Kneipen, vorwiegend in der Altstadt, bereits bis über 20.000 Besucher kamen. Das Musikfestival Nachsommer Schweinfurt, mit internationaler Besetzung, findet alljährlich drei Wochen im September innerhalb örtlicher Großfirmen statt. Das Internationale Varietéfestival ist Europas größtes Varietéfestival und findet etwa alle drei Jahre am Sennfelder See statt, wofür ein Zelt aufgebaut wird. 2026 allerdings wird es in den Schlosspark nach Werneck umziehen.

#### Kirchweihen
Die für Schweinfurt charakteristischen Stadtteil-Kirchweihen richten die Bürgervereine aus (siehe: Bürgervereine). Hervorzuheben sind die Zürcher Kirchweih im Juni im Zürch, die St Johannis-Kirchweih um den Johannistag (24. Juni) auf dem Martin-Luther-Platz und die Altstadt-Kirchweih an der Stadtmauer am Unteren Wall Mitte Juli. Letztere fand zuvor im Höllental statt; ihr Name bezieht sich nicht auf die heutige Altstadt (siehe: Dorf Altstadt). Die beiden größten traditionellen Feste finden außerhalb der engen Stadtgrenzen statt. Die Sennfelder und Gochsheimer Friedensfeste (Kirchweihen) finden zeitgleich um den ersten Sonntag im September in den beiden ehemals kaiserlich unmittelbaren und freien Reichsdörfern statt.

#### Weitere Veranstaltungen

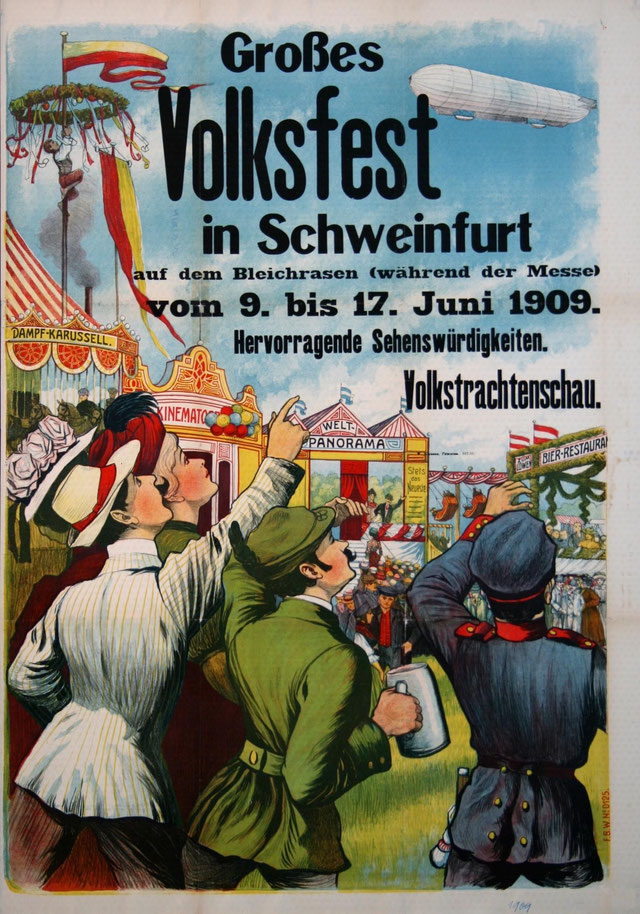
Plakat zum ersten Schweinfurter Volksfest 1909

Am Faschingsdienstag findet ein Umzug statt (siehe: Fasching). Im April findet das erste Fest des Jahres im Freien statt, der Vogelschuss, ein kleines Volksfest einer Schützengesellschaft. Im Mai lädt Schweinfurt@night zu einer Einkaufs- und Kulturnacht ein. Die bekannte Oldtimer-Rallye Sachs Franken Classic, seit 2020 Franken Classic, führt zu Pfingsten durch die Region um Schweinfurt, mit Start und Ziel im nahen Bad Kissingen. Das Walpurgisgericht am Fronleichnam ist ein mittelalterliches Fest mit Handwerkermarkt im Friedrich-Pfister-Park in Oberndorf. Am Freitag nach Fronleichnam beginnt das Schweinfurter Volksfest. Im Mai findet das Frühlings- und im Juli das Sommerweinfest des Weinguts Dahms auf der sonst nicht zugänglichen Peterstirn und Anfang August, jedoch nicht jährlich, das Schweinfurter Weinfest auf dem Marktplatz statt. Ende August bietet an zwei Tagen das Schweinfurter Stadtfest auf mehreren Plätzen der Schweinfurter Altstadt „Genuss und Lebensqualität der Region“. Das Mittelalterfest wird alle 3 Jahre im September an der Stadtmauer Am Unteren- und Oberen Wall abgehalten. Am selben Ort findet Ende September das Federweißer-Fest GenussReichStadt Schweinfurt des Weinguts Dahms statt. Beim Straßenmusikfestival Pflasterklang im September treten an rund 20 Orten der Altstadt Musiker aller Stilrichtungen, Jongleure, Zauberer und Straßenmaler auf. Die Nacht der Kultur lädt im Oktober zu Musik, Theater, Tanz, Lesungen, Kabarett und Kurzfilmen an Orte um den Marktplatz ein. Der Schweinfurter Weihnachtsmarkt auf dem Marktplatz beschränkt sich auf Kunsthandwerk und Weihnachtsschmuck. Traditionell kommt alljährlich das Nürnberger Christkind zu seiner ersten Auswärtsvisite mit seinem Prolog auf dem Rathausbalkon. Zwischen Weihnachten und Dreikönigstag steht das Schweinfurter Winterdorf auf dem Marktplatz.

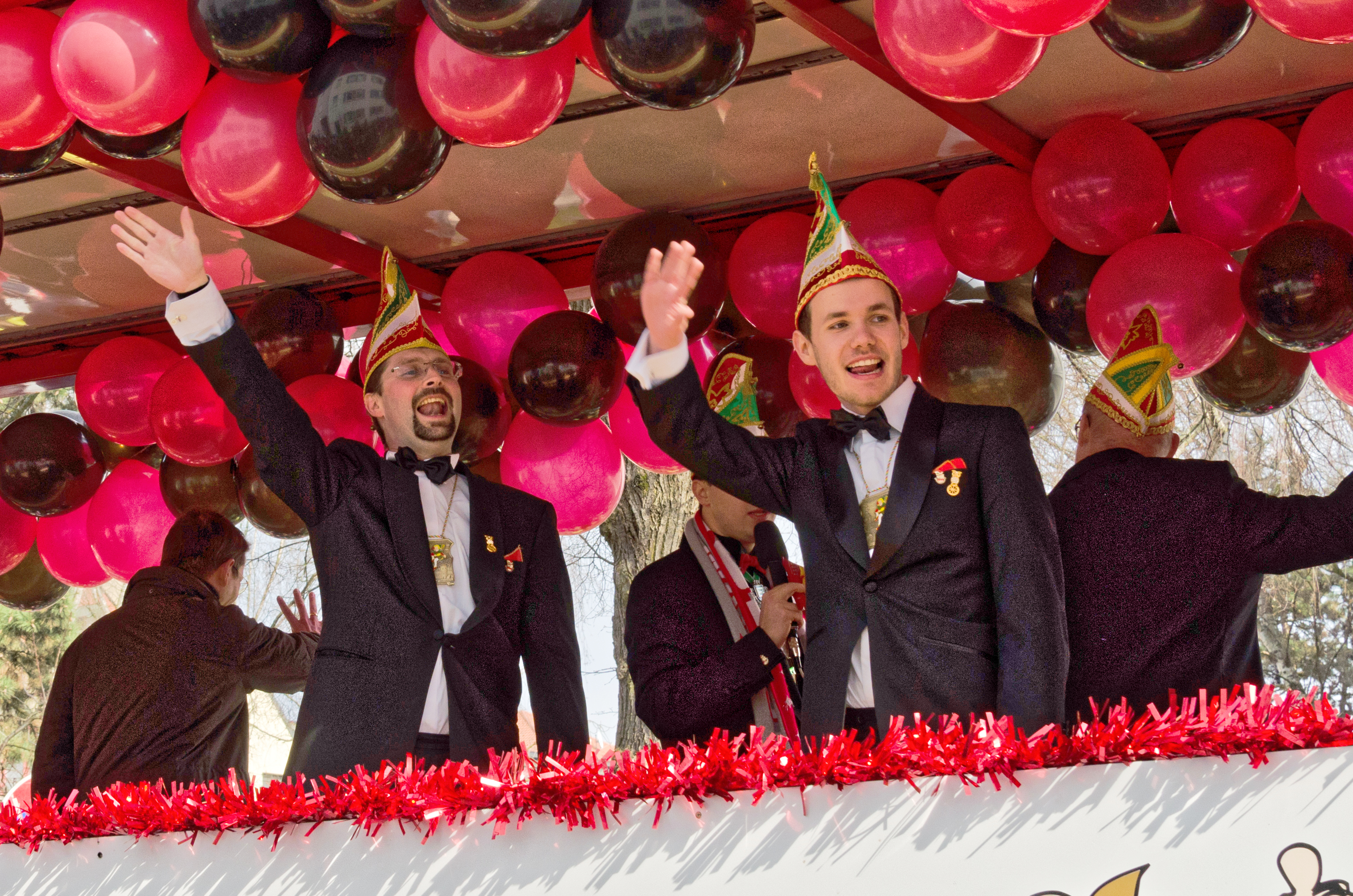
Faschingsumzug der ESKAGE am Faschingsdienstag 2014
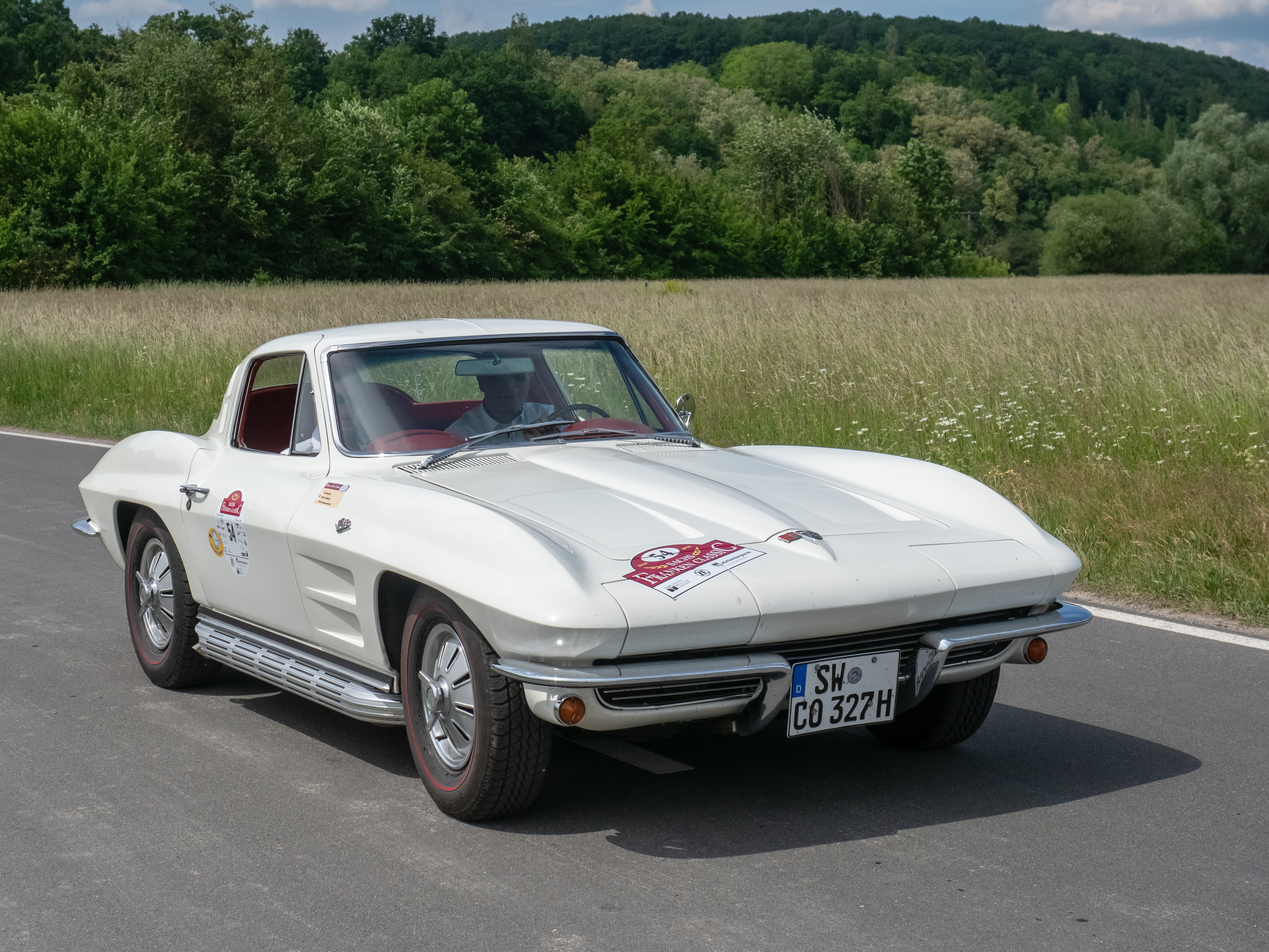
Chevrolet Corvette C2 bei Sachs Franken Classic 2018
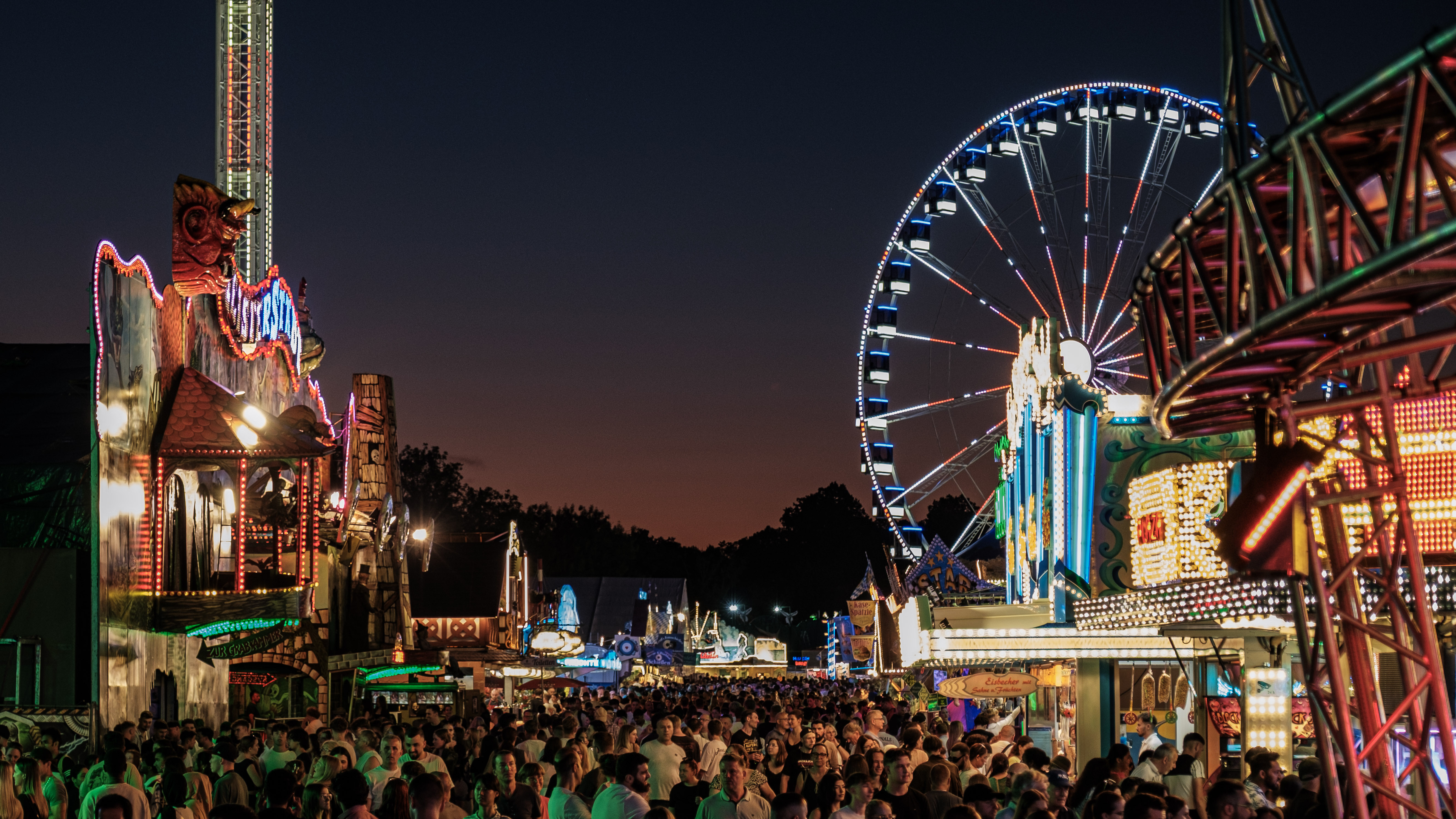
Schweinfurter Volksfest 2025
Schweinfurter Weihnachtsmarkt 2014

### Fasching

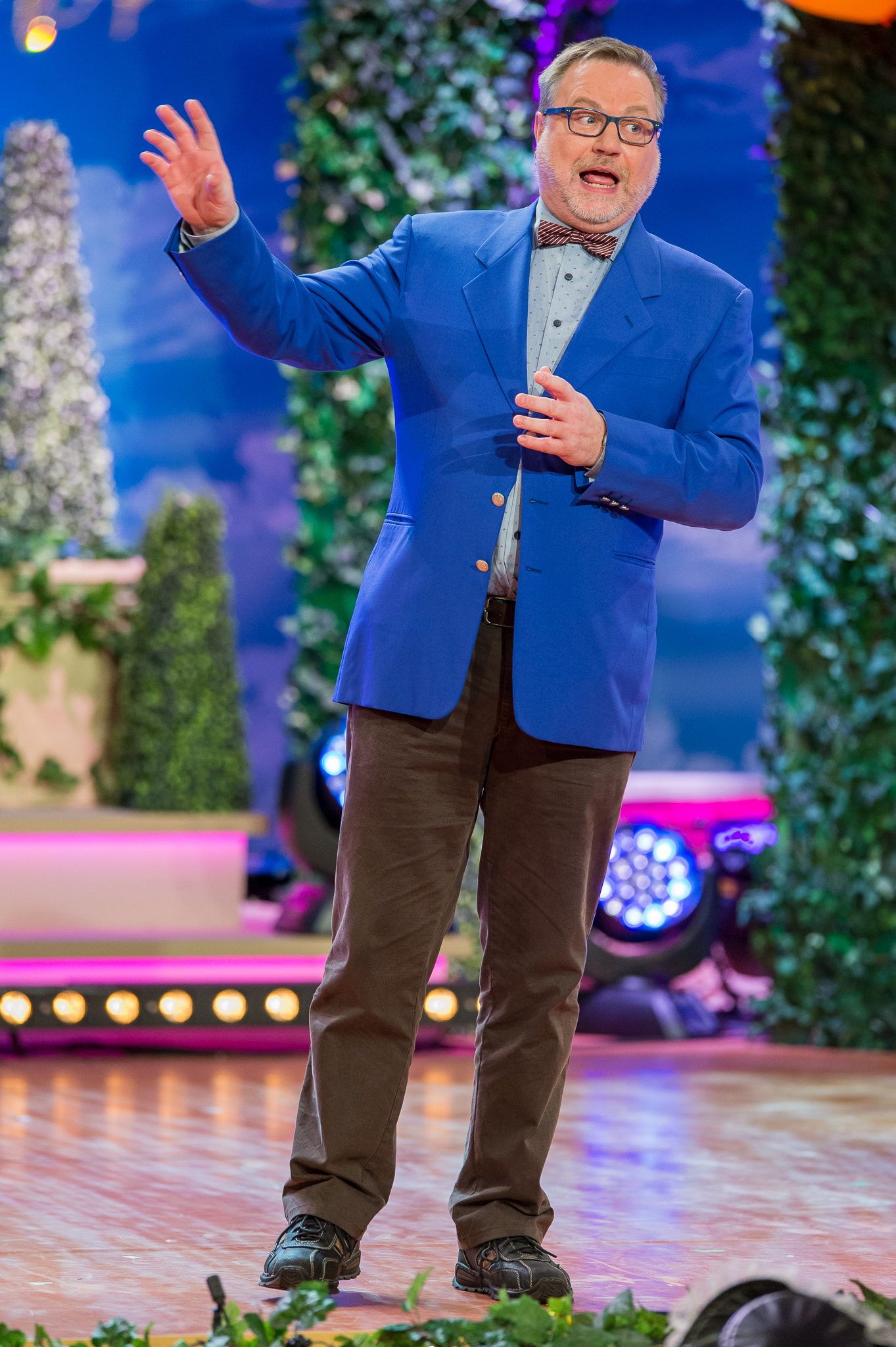
Peter Kuhn bei Fastnacht in Franken im BR Fernsehen

Der Faschingsdienstag ist, im Gegensatz zum Rheinland, in Franken der Höhepunkt der Karnevalszeit. Manche Arbeitgeber geben ihn ihren Mitarbeitern als Brauchtumstag frei. Viele Geschäfte, insbesondere in der Schweinfurter Innenstadt, sind nachmittags geschlossen, durch die dann der traditionelle Faschingsumzug der Ersten Karnevalsgesellschaft (Schweinfurts) ESKAGE, mit jährlich etwa 25.000 Besuchern, führt.
Die drei Schweinfurter Faschingsgesellschaften ESKAGE, Schwarze Elf und Antöner Narrenelf präsentieren Sitzungsabende. Die Schwarze Elf ist überregional durch Fernsehauftritte bekannt, insbesondere bei Fastnacht in Franken, allen voran mit Peter Kuhn. 2021 gestaltete die Schwarze Elf eine eineinhalbstündige TV-Sendung „A bissle was geht immer“, einschließlich Moderation zur Hauptzeit im Rahmen der BR-Sendereihe Franken Helau.
„Sein Markenzeichen: politisch, literarischer Karneval Mainzer Prägung, serviert mit fein geschliffenen Knittelversen […] Kuhn […] will nicht Teil sein der Comedysierung des Faschings.“

### Kulinarische Spezialitäten
Prägend für die örtliche Küche sind viele Direktvermarkter aus den Gemüsedörfern Sennfeld und Gochsheim, vor den Toren der Stadt, mit frischen Waren auf dem Schweinfurter Wochenmarkt. Die Stadt liegt in der Mitte des Slow Food Conviviums Mainfranken-Hohenlohe, das zu den größten Regionalgruppen von Slow Food Deutschland gehört.
Die Original Schweinfurter Schlachtschüssel ist ein Gericht, das der Schweinfurter Metzgerwirt Georg Josua Schwanhäusser 1856 seinen Gästen erstmals servierte und ausschließlich in Wirtshäusern in und um die Stadt angeboten wird. Die Schlachtplatte (fränkisch: Schlachtschüssel) findet sich auf keiner Speisekarte und ist kein übliches Essen, sondern ein Fest in geselliger Runde, über mehrere Stunden, für einen größeren Personenkreis. Der Ablauf erfolgt nach einem überlieferten Zeremoniell, einschließlich traditioneller Belustigungen. Manchmal auch mit Musikbegleitung und Gesang. Das Kesselfleisch wird auf bis zu fünf Meter langen Holzbrettern serviert, von denen auch gegessen wird. Dazu gibt es nur Schwarzbrot, Kren und Sauerkraut. Getrunken wird Frankenwein, Weinschorle oder Most, Bier ist verpönt. Die deftige Tradition ist jetzt in die Liste des immateriellen Kulturerbes aufgenommen worden. 
Kesselfleisch, das bei der Schweinfurter Schlachtschüssel oft nur als Beilage dient, gilt als kleine Schwester der Schlachtschüssel. Die Faschingsspezialität für Stadt und Region kann in Metzgereien für den Faschingsdienstag vorbestellt werden. Die mainfränkischen Meefischli (Mainfischlein), kleine Weißfische die dreimal schwimmen, im Main, im Fett und dann im Wein, werden wie andere Fische traditionell nur in den Monaten mit dem Buchstaben r, also von September bis April, verzehrt. Blaue Zipfel sind saure Bratwürste im Zwiebelsud, die vor allem im Winter, auch am Heilig Abend, gegessen werden. Das Süße Kugellager, das Schweinfurter Pendant zu Mozartkugeln, wird von Konditoreien der Kugellagerstadt hergestellt: hochwertige Vollmilch- oder Bitterschokolade aus reiner Kakaobutter wird mit einer abgestimmten Nougatcreme gefüllt.

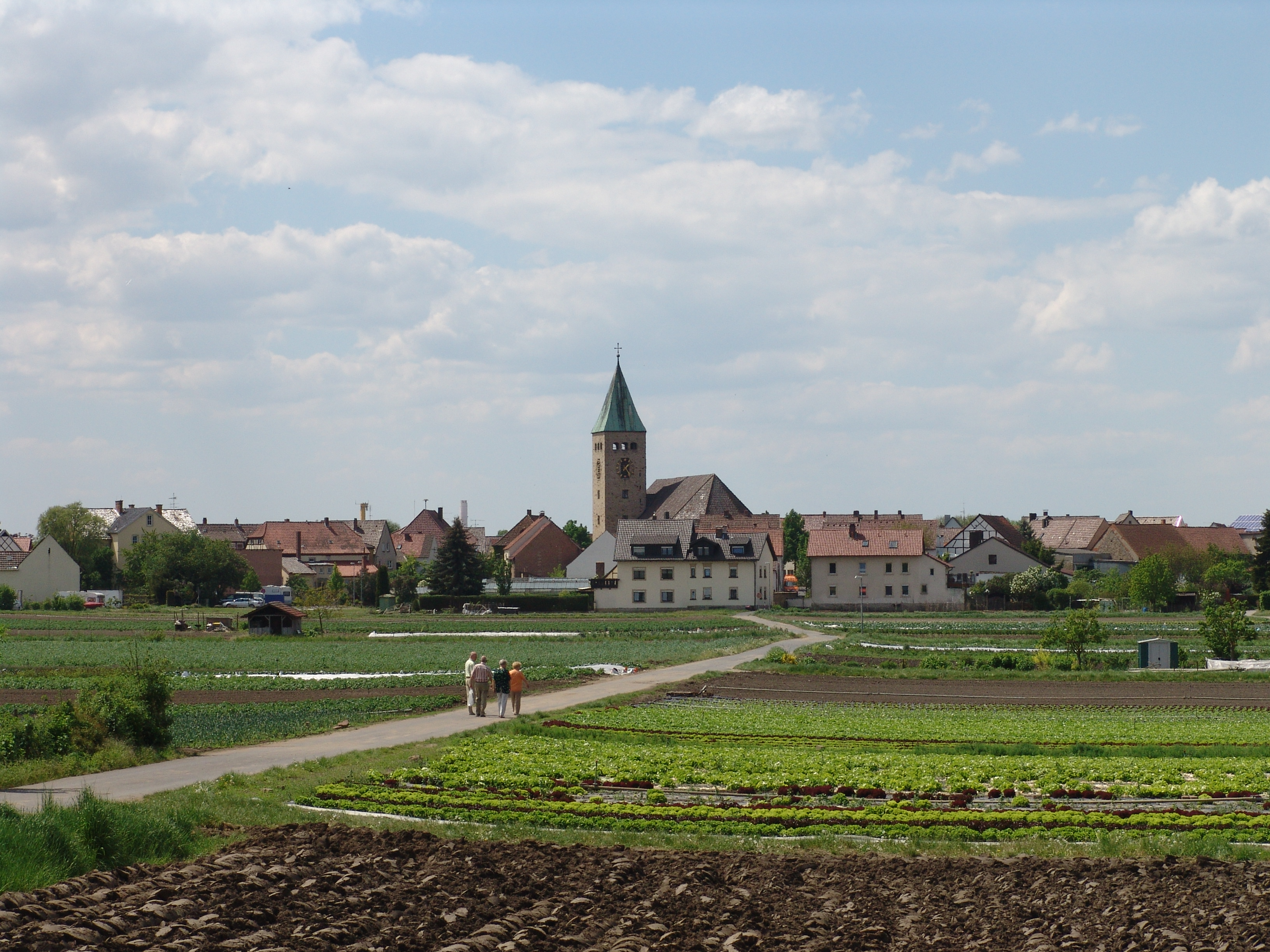
Sonderkulturen im Gärtnerdorf Sennfeld, vor den Toren der Stadt
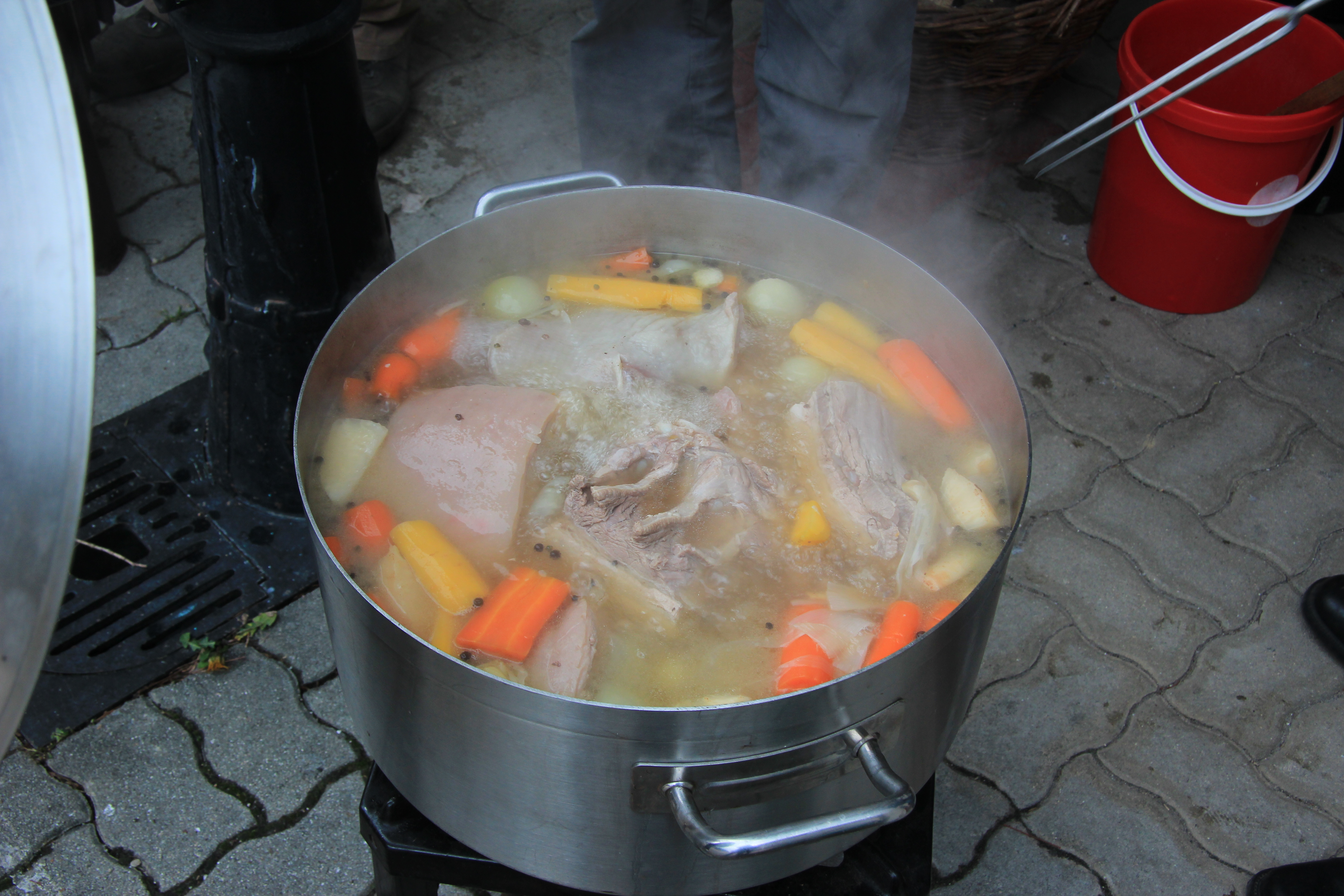
Kesselfleisch, die kleine Schwester der Schweinfurter Schlachtschüssel, Spezialität am Faschingsdienstag
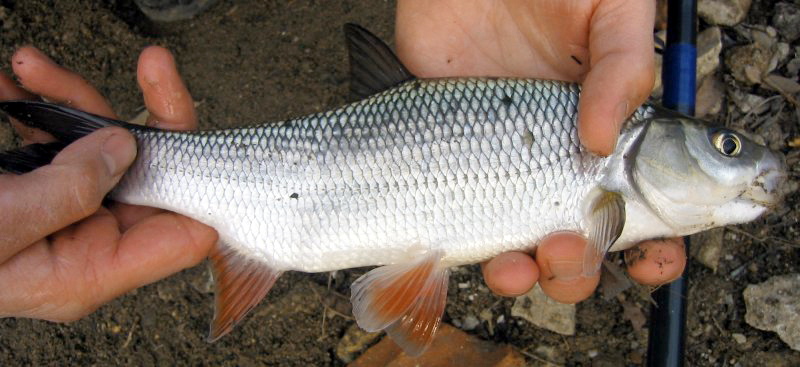
Weißfisch, genannt: Meefischli

## Architektur

### Stadtbild

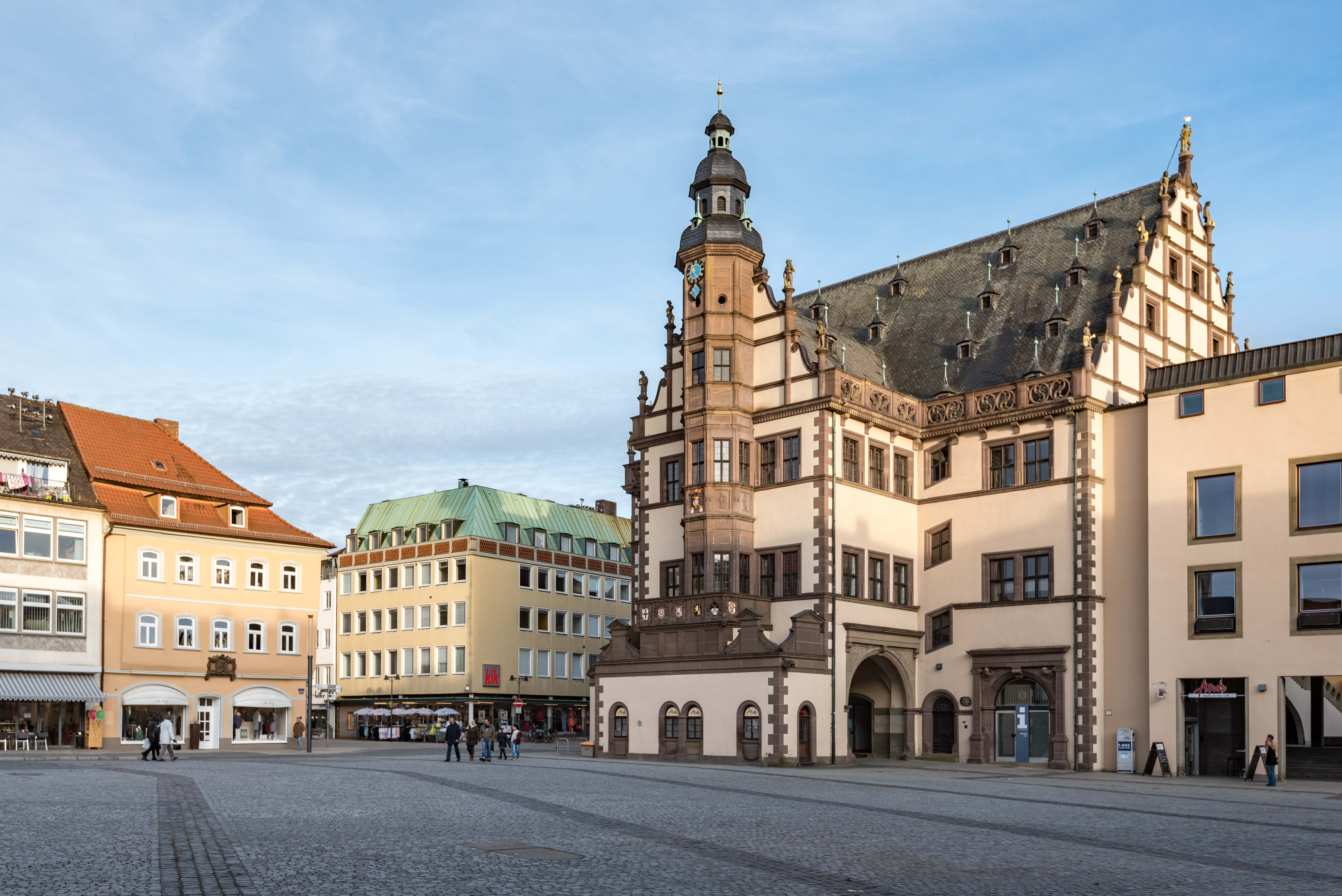
Markt mit Altem Rathaus 2017

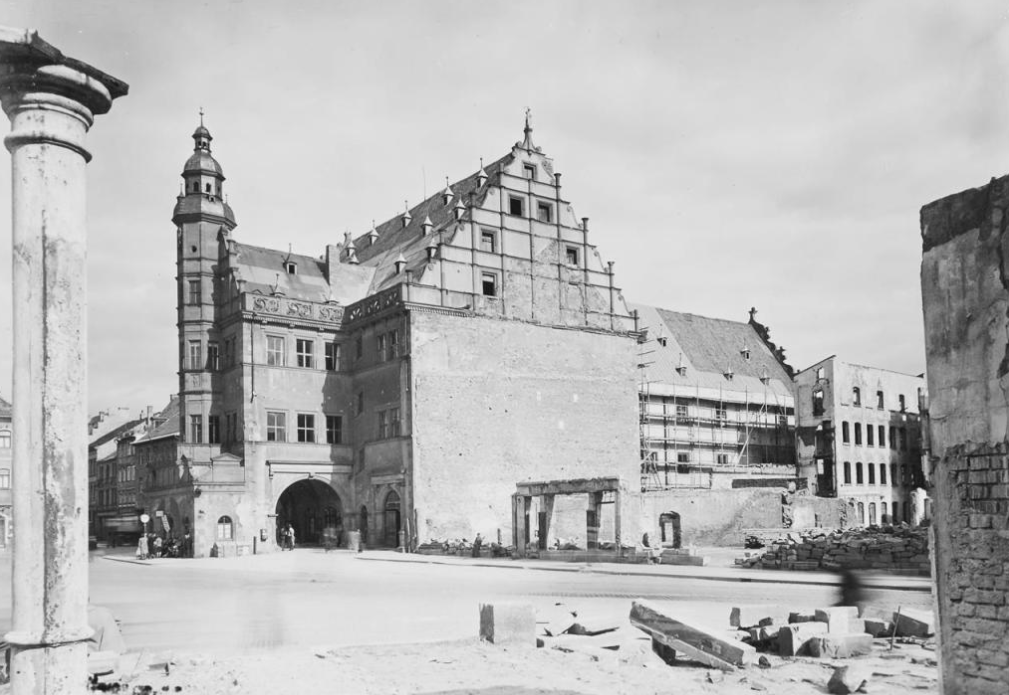
Markt 1946. Rathaus und Rückertstraße (links) blieben erhalten

Schweinfurt ist trotz seiner Großindustrie eine historische und organisch gewachsene Stadt. Im Zweiten Weltkrieg wurde die Großindustrie zu 80 % und die Stadt zu 40 % zerstört. Es gab, im Gegensatz zum benachbarten Würzburg, keinen Feuersturm. Die historischen Bauten blieben mehrheitlich erhalten und es war kein großflächiger Wiederaufbau nötig. Die Industrie liegt kompakt im Südwesten, an Hauptbahnhof und Main, mit den für Schweinfurt typischen Klinkerbauten der 1930er Jahre der Neuen Sachlichkeit, die nach dem Krieg zu geschlossenen Straßenfronten teilrekonstruiert und ergänzt wurden (Bild siehe: Bundesrepublik Deutschland). Die Altstadt überrascht mit sanierten Quartieren und Zeugnissen reichsstädtischer Vergangenheit.
Das Scheibenhochhaus der Deutschen Hauptverwaltung der SKF (1960–1962) von A. Kubitza im Internationalen Stil, am Main, wurde nach Vorbild des UNO-Hauptquartiers (1951) am East River in New York geschaffen; auch die Leuchtreklame durch Fensterlicht. Die „UN“-Initialen waren nur einige Jahre zusehen, während das SKF-Logo zu einem Wahrzeichen Schweinfurts wurde.

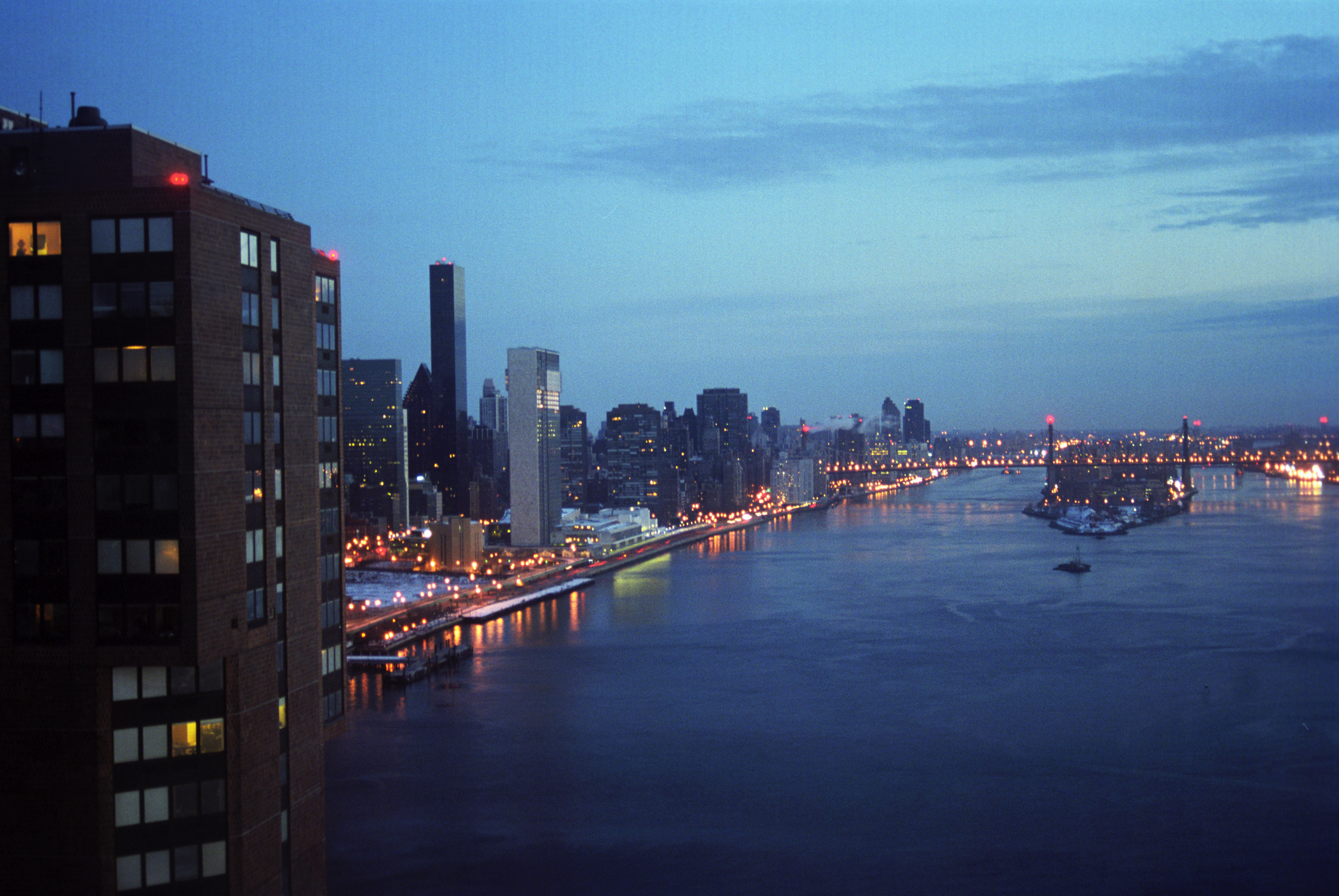
UNO-Hauptquartier (1951, links der Bildmitte) am East River (New York)
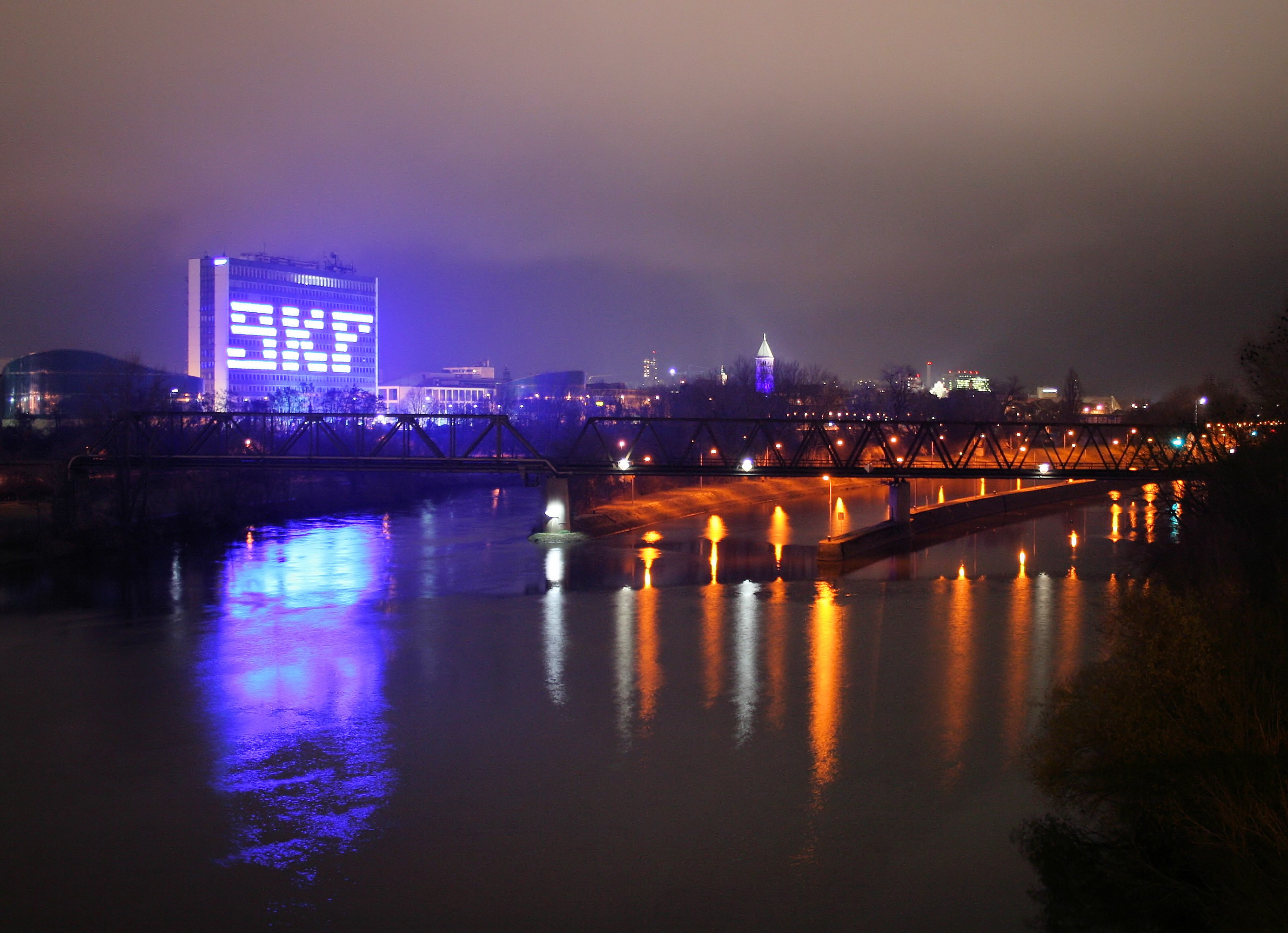
Deutsche Hauptverwaltung der SKF (1962) nach UNO-Vorbild am Main in Schweinfurt

### Profanbauten
Die Renaissance ist der prägende Stil bei öffentlichen Bauten der protestantischen Reichsstadt. Die Schranne wurde 1560 als Kornspeicher errichtet. Das Alte Rathaus (1570–1572) gilt als Glanzleistung der profanen deutschen Renaissance. Das Alte Gymnasium (1582–1583) war von 1634 bis 1881 Domizil des Gymnasium Gustavianum (Celtis-Gymnasium); das Zeughaus (1589–1591) war Waffenarsenal. Der Schrotturm (1611) ist ein vorgelagerter Treppenturm eines Renaissance-Bürgerhauses, der im 19. Jahrhundert um vier Geschosse zu einem Schrotturm erhöht wurde.
Der Spätklassizismus ist mit zwei Villen in der Rückertstraße und Villen in der südlichen Neutorvorstadt vertreten; der Rundbogenstil (Bayerischer Klassizismus) mit Stadtbahnhof (Bild siehe: Öffentlicher Verkehr) und alter Oberrealschule (heute Friedrich-Rückert-Schule). Der Historismus ist in der Ludwigsvorstadt aufzufinden, mit der Luitpoldstraße, einer (einstigen) Prachtstraße (Bild siehe: Königreich Bayern) und in der Schultesstraße (Bilder siehe: Altstadt, Jahrhundertwende und Gründerzeitstil) sowie bei Villen von Unternehmern am Kiliansberg.
Mehrere bekannte Architekten des 20. Jahrhunderts wirkten in Schweinfurt, so der hier geborene Theodor Fischer mit der Wirsing-Villa (1909). Nachvollziehbar ist der Werdegang des Erbauers des Stuttgarter Hauptbahnhofs Paul Bonatz, von der Friedenschule (Späthistorismus 1908), der Hauptverwaltung der Fichtel & Sachs AG (Neues Bauen 1931–1933) bis zur Tribüne des Sachs-Stadions (Neues Bauen 1936). Das erste größere Werk Roderich Ficks, eines Lieblingsarchitekten Hitlers, ist das Ernst-Sachs-Bad (1931–1933, seit 2009 Kunsthalle). Von Ludwig Gies, dem Schöpfer des Bundesadlers im Bonner Bundeshaus, stammt der Reichsadler am Eingang des Sachs-Stadions und von Erich Schelling das Stadttheater (1966), das als herausragendes Beispiel eines Theaterbaus der deutschen Nachkriegsmoderne unter Denkmalschutz gestellt wurde.
Das Museum Georg Schäfer (1998–2000) von Volker Staab gilt als einer der hervorragendsten modernen, deutschen Museumsbauten, mit seiner Treppenhalle nach Vorbild der Alten Pinakothek in München. Die gegenüberliegende Stadtbücherei (2004–2007) ist ein Um- und Ausbau des Ebracher Hofs (1431/1575), mit neuem unterirdischen Basisgeschoss (Bild siehe auch: Bibliotheken). Sie bildet mit dem Hauptzollamt (2005–2007) ein Bauensemble, das vom Deutschen Architekturmuseum in Frankfurt am Main 2008 zu den 24 besten Bauwerken Deutschlands gekürt wurde, in einer Symbiose von Tradition und Moderne. Bei der Kunsthalle Schweinfurt (2008/2009) mit 500 m² großer Halle wurde der Innenhof für einen weiteren Ausstellungsraum unterkellert, wobei Reste der Naturheilschanze von 1648 integriert wurden. Das Technologiezentrum von Fresenius Medical Care (2019) im Hafen-West stammt von Gunter Henn, dem Architekten der Wolfsburger Autostadt und der Gläsernen Manufaktur in Dresden.

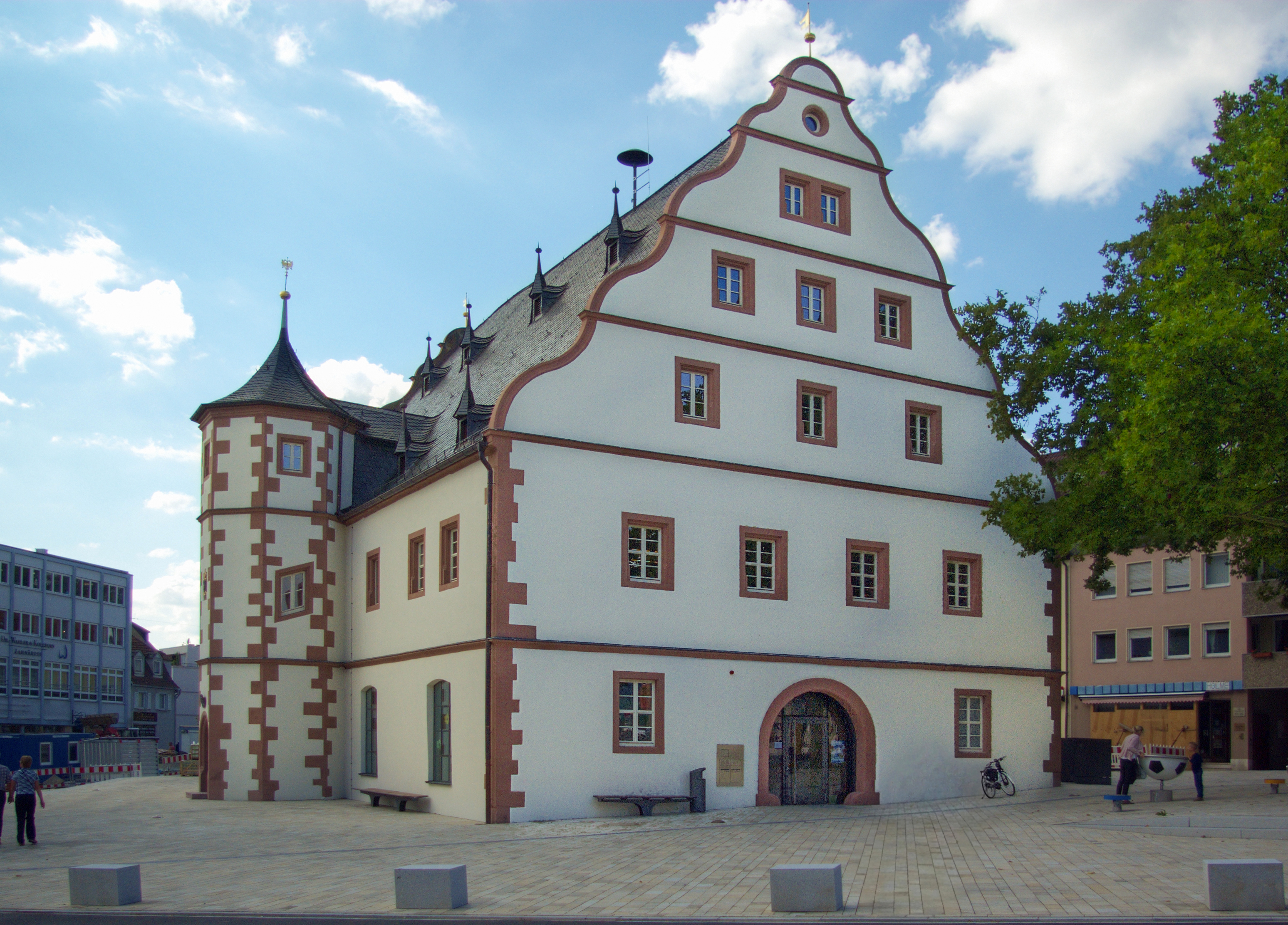
Zeughaus. Renaissance (1591)
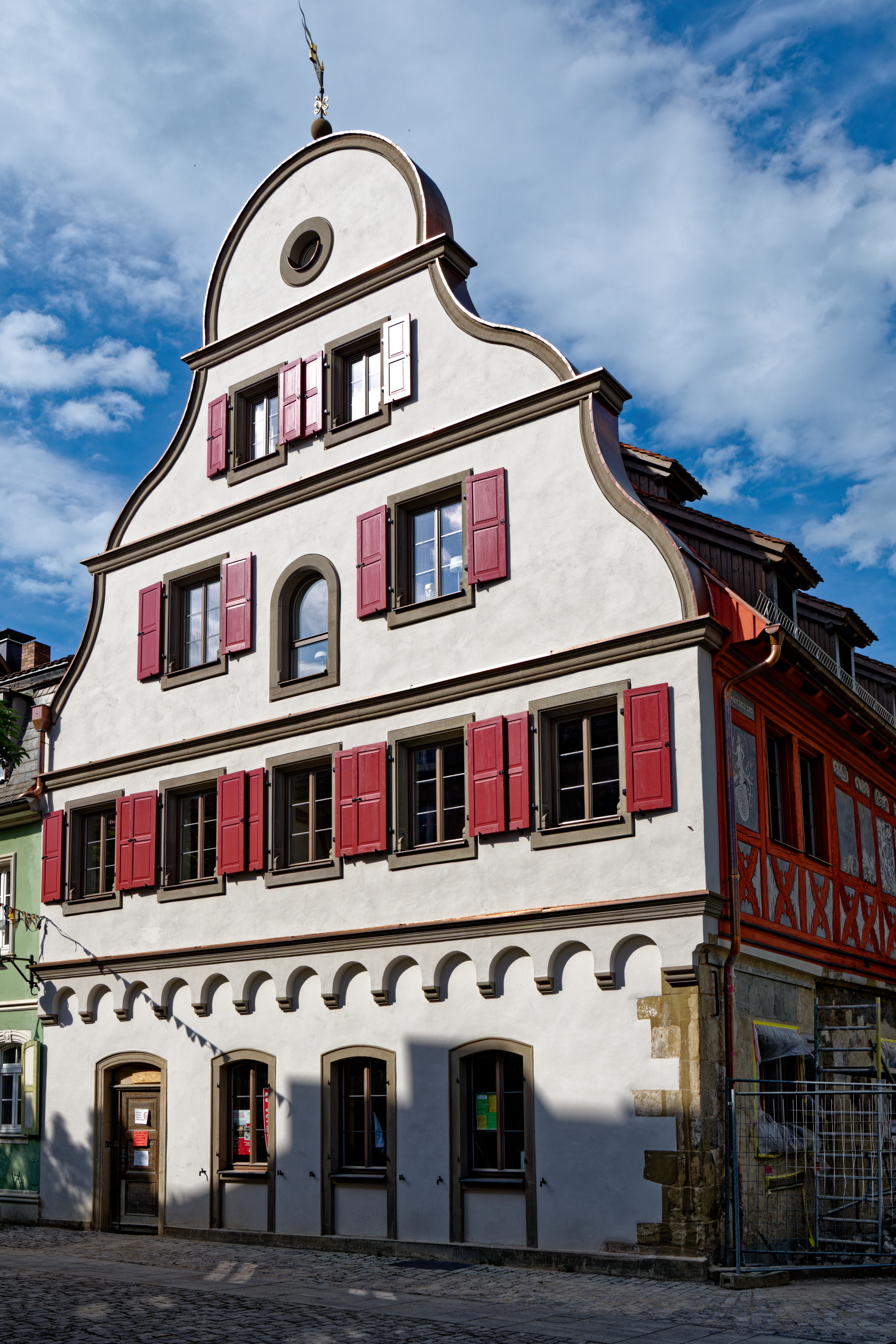
Kutschenstation Renaissance (1563 / 20231). Gebäude des Jahres 2022
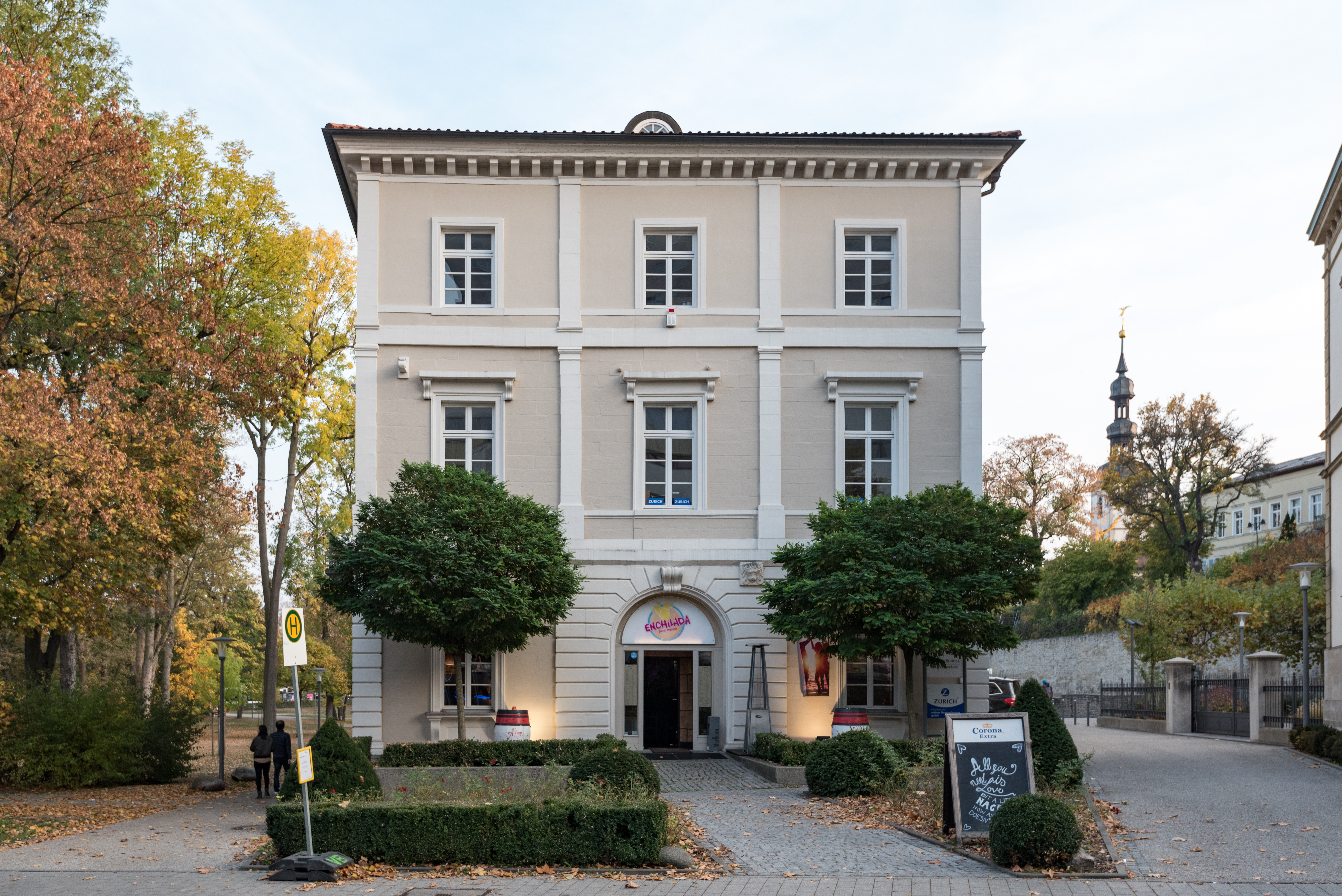
Villa (Spätklassizismus, 1870) in der Rückertstraße
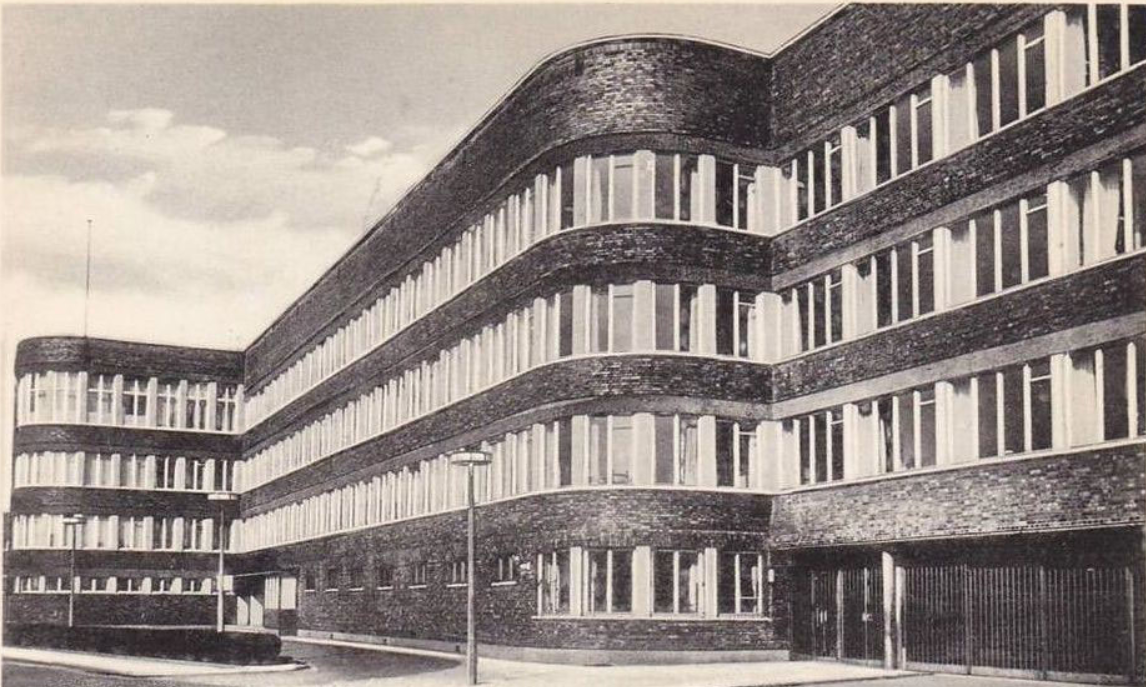
Hauptverwaltung der Fichtel & Sachs AG. Paul Bonatz, Neues Bauen (1933). Vorbild: Berliner Shell-Haus

1 Teilrekonstruiert

### Kirchen
St. Johannis ist das älteste erhaltene Gebäude der Stadt, mit dreischiffiger, romanischer Basilika (um 1200), romanischem Brautportal (1240) und gotischem Querhaus. St. Salvator im Zürch (1317/1719) mit gotischem Chor (1412) und die Kreuzkirche in Oberndorf (13. Jahrhundert/1940) gingen aus mittelalterlichen Burgkapellen hervor. Die Heilig-Geist-Kirche (1897–1902, Neuromanik) gilt als Nachbau des Speyerer Doms, einer Basilika mit Westriegel, Zwerggalerie und Fensterrosette, jedoch nur einem Turm und nach Südosten gedrehtem Westriegel. St. Kilian (1954) besitzt eines der größten Kirchenfenster Deutschlands (250 Quadratmeter) von Georg Meistermann. Olaf Andreas Gulbransson schuf mit der unter Denkmalschutz gestellten Auferstehungskirche am Bergl (1959) sein Meisterwerk. Der Baustil vereint Sichtmauerwerk, Ornamentik, Handwerk und Moderne.

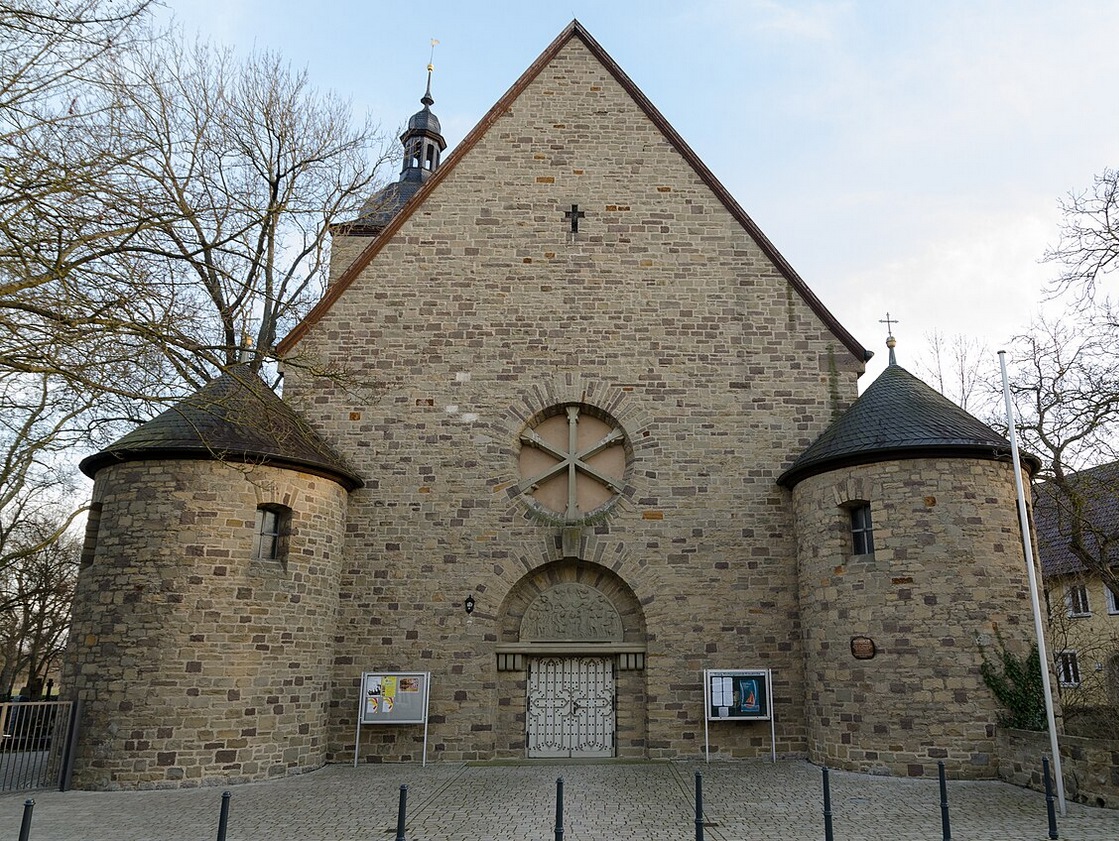
Kreuzkirche Oberndorf (10941 / 1650 / 1940)
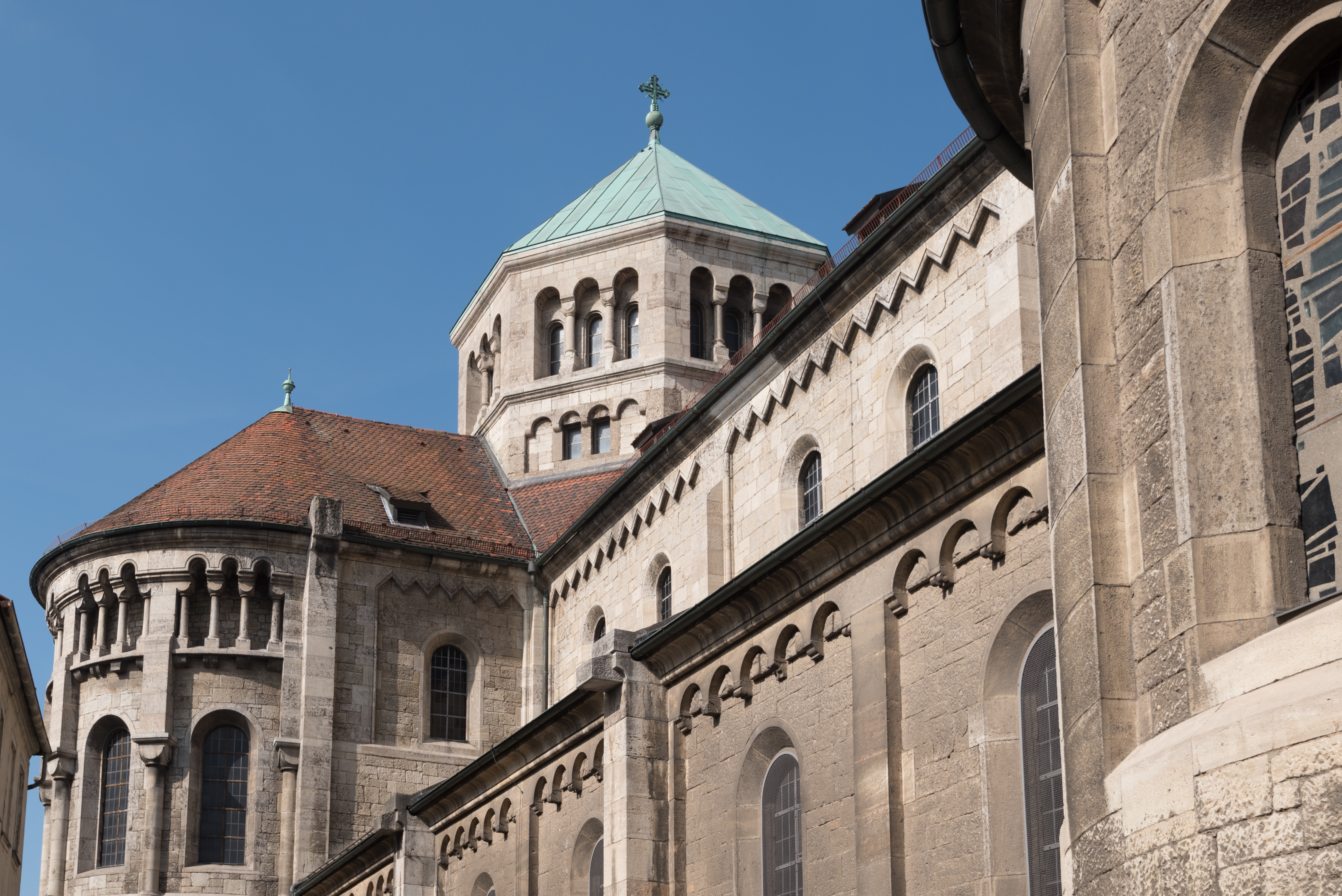
Heilig-Geist-Kirche (1897–1902) Neuromanik
Auferstehungskirche (1959) von Olaf A. Gulbransson

1 Burgkapelle

### Denkmäler und Brunnen

Rossbändiger-Brunnen an Kunsthalle

Das Rückert-Denkmal (1890) auf dem Markt erinnert an den 1788 in Schweinfurt geborenen Dichter und Orientalisten Friedrich Rückert.
Ein Duplikat des Great Beijing Wheel-Lagers, des nicht ausgeführten größten Riesenrads der Welt, steht vor dem Stadttheater. Das Walzenwehr-Denkmal an der Gutermann-Promenade zeigt die Kettenaufzugsvorrichtung des ersten Walzenwehrs der Welt von MAN (1903).
Der Anker auf der Schleuseninsel ist eine Monomentalskulptur. Der Ludwigsbrunnen (1830) zu Ehren des bayerischen Königs Ludwig I. steht an der Mainleitenstraße. Der Gedenkort für die Opfer der Zwangsarbeit (2011) ist ein 3 km langer ehemaliger Lagerweg in Oberndorf am ehemaligen Zwangsarbeiterlager von Kugelfischer. Das Deutsch-amerikanische Luftkriegsdenkmal (1998) am Hochbunker am Spitalseeplatz ist das einzige Denkmal seiner Art in Deutschland. Es erinnert insbesondere an den Black Thursday, den 14. Oktober 1943, als die Amerikaner über Schweinfurt ihre größte Luftniederlage erlitten (siehe: Nationalsozialismus).

### Stadtmodell
Seit 2015 befindet sich im Stadtschreiberhaus am Martin-Luther-Platz ein Stadtmodell, das Schweinfurt um das Jahr 1800 zeigt. Es soll bis zur Peterstirn auf 4,80 Meter Länge erweitert werden, das dann das historische Stadtgebiet mit einer Ausdehnung von zwei Kilometern abbildet.

## Wissenschaft und Bildung

### Gründungsort der Leopoldina
1652 gründeten vier Ärzte in Schweinfurt die Academia Naturae Curiosorum, die heutige Deutsche Akademie der Naturforscher Leopoldina. Sie wurde nach Kaiser Leopold I. benannt und hat seit 1878 ihren Sitz in Halle (Saale). 2008 wurde sie zur Nationalen Akademie der Wissenschaften erhoben.

### Technische Hochschule

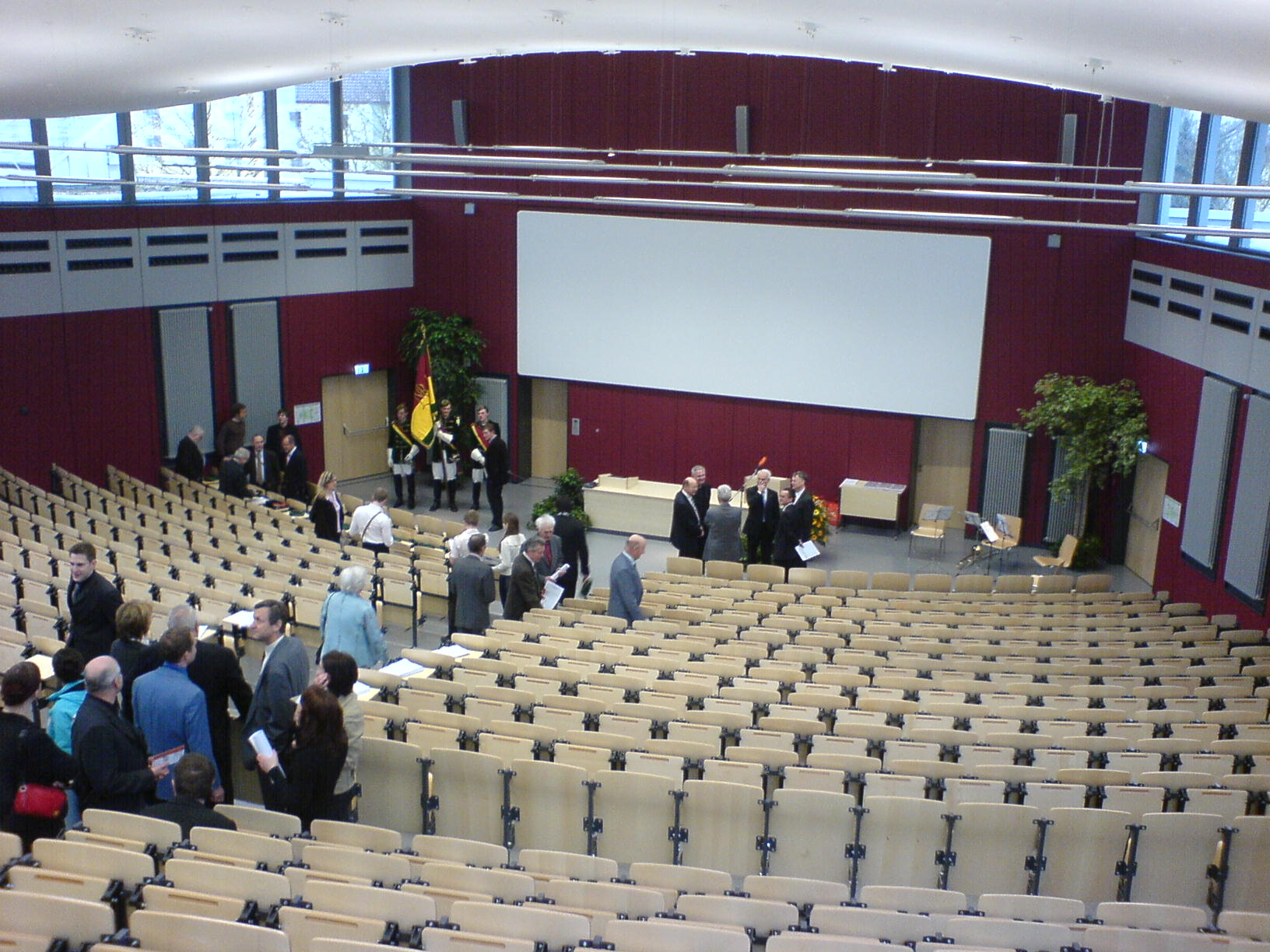
Auditorium Maximum der THWS in Schweinfurt, mit Burschenschaft

Die Technische Hochschule Würzburg-Schweinfurt (THWS) entstand 1971 als Fachhochschule durch Zusammenschluss des Schweinfurter Balthasar-Neumann-Polytechnikums mit der Würzburger Höheren Wirtschaftsschule und Werkkunstschule. Sie wurde im Laufe der Zeit zur viertgrößten Fachhochschule Bayerns und 2023 in Technische Hochschule umbenannt. Die THWS bietet in Schweinfurt unter anderem die neuen Studiengänge Robotik und Wasserstofftechnik an.

#### i-Campus Schweinfurt

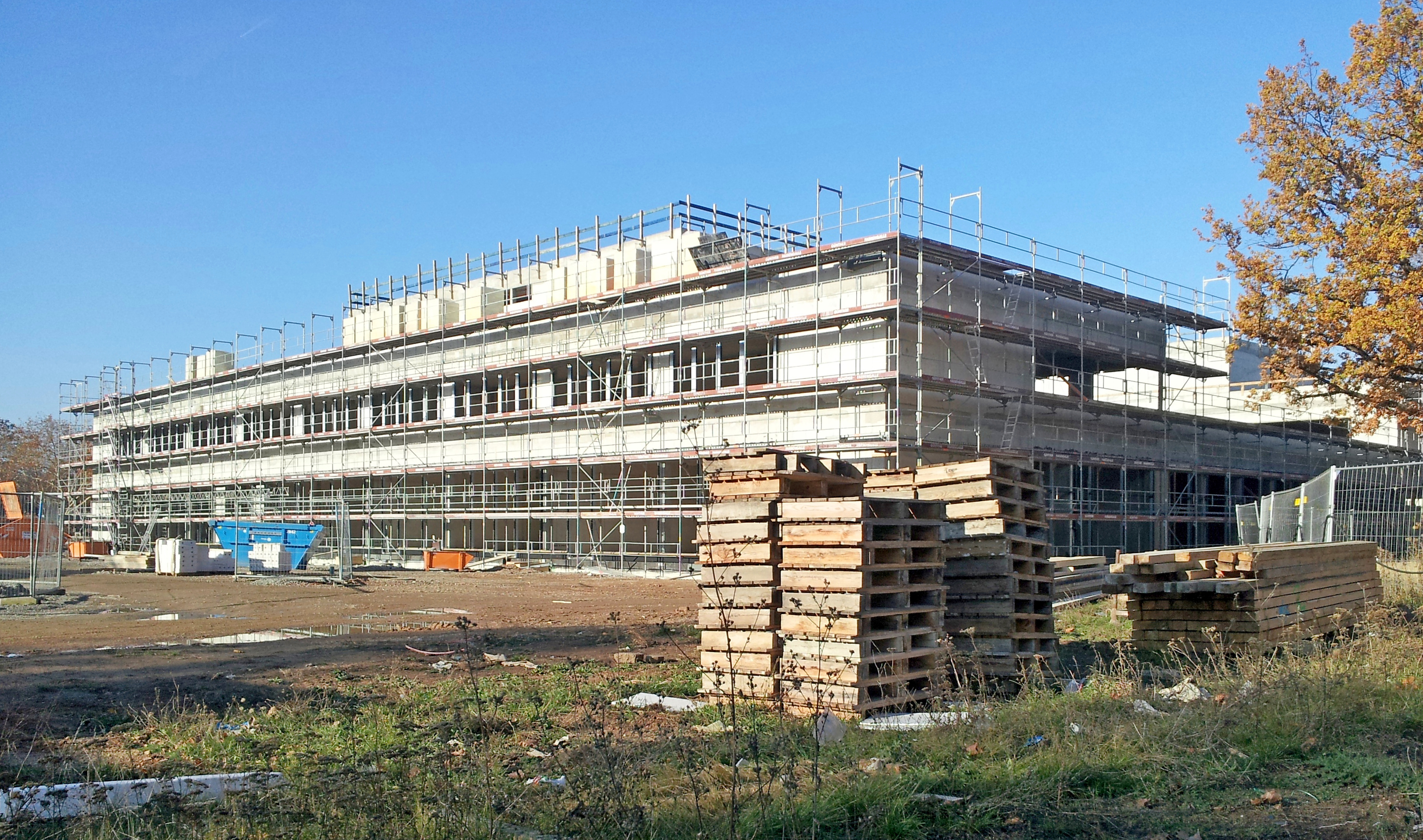
i-Campus Schweinfurt. Bau des Hörsaalgebäudes (2018) für Wirtschaftsingenieurwesen; deutsch- und englischsprachige Studiengänge

Der i-Campus Schweinfurt wird von der THWS auf dem Areal der einstigen Ledward Barracks aufgebaut. Die Schweinfurter Abteilung der THWS hat sich auf MINT-Fächer spezialisiert, was im i-Campus fortgeführt wird. Die zusätzlichen Projekte i-Company und Industrie on Campus sehen eine Zusammenarbeit mit Unternehmen und deren direkten Zugang zu Forschungseinrichtungen der Hochschule vor.

#### Institut für Medizintechnik Schweinfurt
Das Institut für Medizintechnik Schweinfurt (IMES) der THWS praktiziert neben der Lehre ebenfalls den Wissenstransfer zwischen Wissenschaft und Industrie sowie Krankenhäusern und Arztpraxen.

### Mit Hochschulen verwandte Einrichtungen

#### Außenstelle des Fraunhofer-Instituts
Das Fraunhofer-Institut für Produktionstechnik und Automatisierung (IPA) eröffnete 2020 eine Außenstelle in Schweinfurt. Zentrales Forschungsfeld ist die künstliche Intelligenz (KI) und deren Einsatz für eine nachhaltig optimierte Wertschöpfung (noW) mit der Arbeitsgruppe KI-noW in Schweinfurt.

#### Akademisches Lehrkrankenhaus
Das Leopoldina-Krankenhaus ist akademisches Lehrkrankenhaus der Julius-Maximilians-Universität Würzburg. Die Leo Academie bietet Mitarbeitern und externen Teilnehmern Fort- und Weiterbildungsprogramme in Zusammenarbeit mit anderen Institutionen an, mit Dozenten aus den eigenen Kliniken und externen Lehrkräften (siehe auch: Gesundheitswesen).

### Schulen
Schweinfurt ist eine Schulstadt. Die weiterführenden Schulen versorgen auch ein großes Umland und befinden sich insbesondere im Westen der Stadt, im Musikerviertel. Neun Schulen führen zur (Fach)Hochschulreife. Darunter gibt es acht staatliche Grundschulen, drei Mittelschulen, eine Montessori-Schule (Grund- und Mittelschule), zwei Realschulen und zwei private Realschulen. Die fünf Förderschulen haben unterschiedliche Förderschwerpunkte.

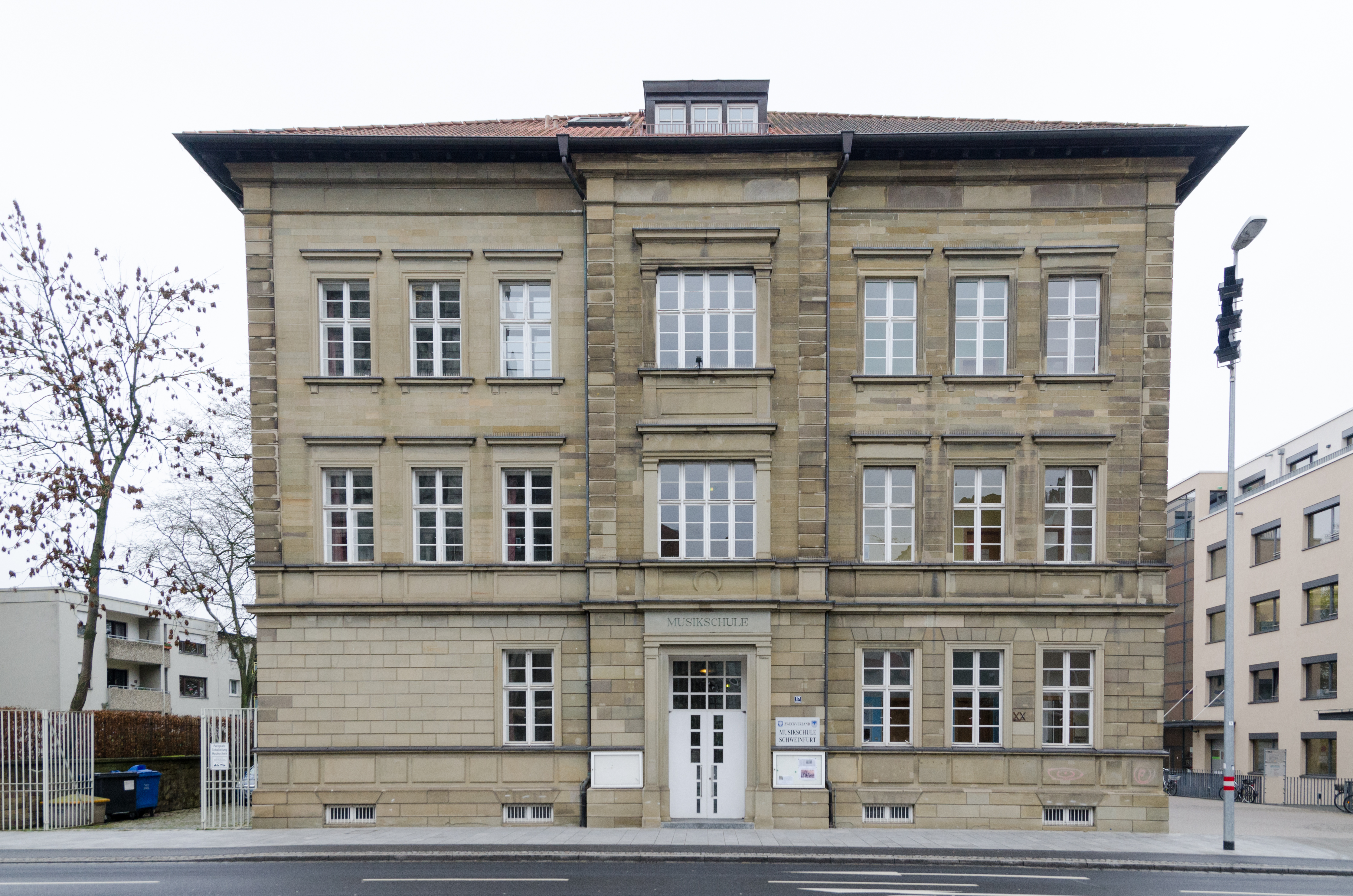
Musikschule in der Schultesstraße

| Gymnasien: - Celtis-Gymnasium, 1632 gegründet - Alexander-von-Humboldt-Gymnasium - Olympia-Morata-Gymnasium - Walter-Rathenau-Gymnasium - Privates Lyzeum der Republik Griechenland, Schulträger: Bildungsministerium Griechenland; Schulaufwandsträger: Republik Griechenland. | Schule für das Internationale Abitur: - International School Mainfranken, englischsprachig Schulen für die Fach(hoch)schulreife: - Bayernkolleg Schweinfurt - Fachoberschule - Berufsoberschule. |

Vorkommnisse in der Ersten Privaten Fachoberschule Schweinfurt führten zu ihrer Schließung.
Neben Berufsschulen aller Fachrichtungen gibt es die Fachakademie für Sozialpädagogik und die BDS-AzubiAkademie mit Betriebsunterricht bei Mitgliedsunternehmen des BDS. Die Musikschule Schweinfurt wurde 1872 gegründet und gehört heute zu den größten Bayerns.

### Bibliotheken

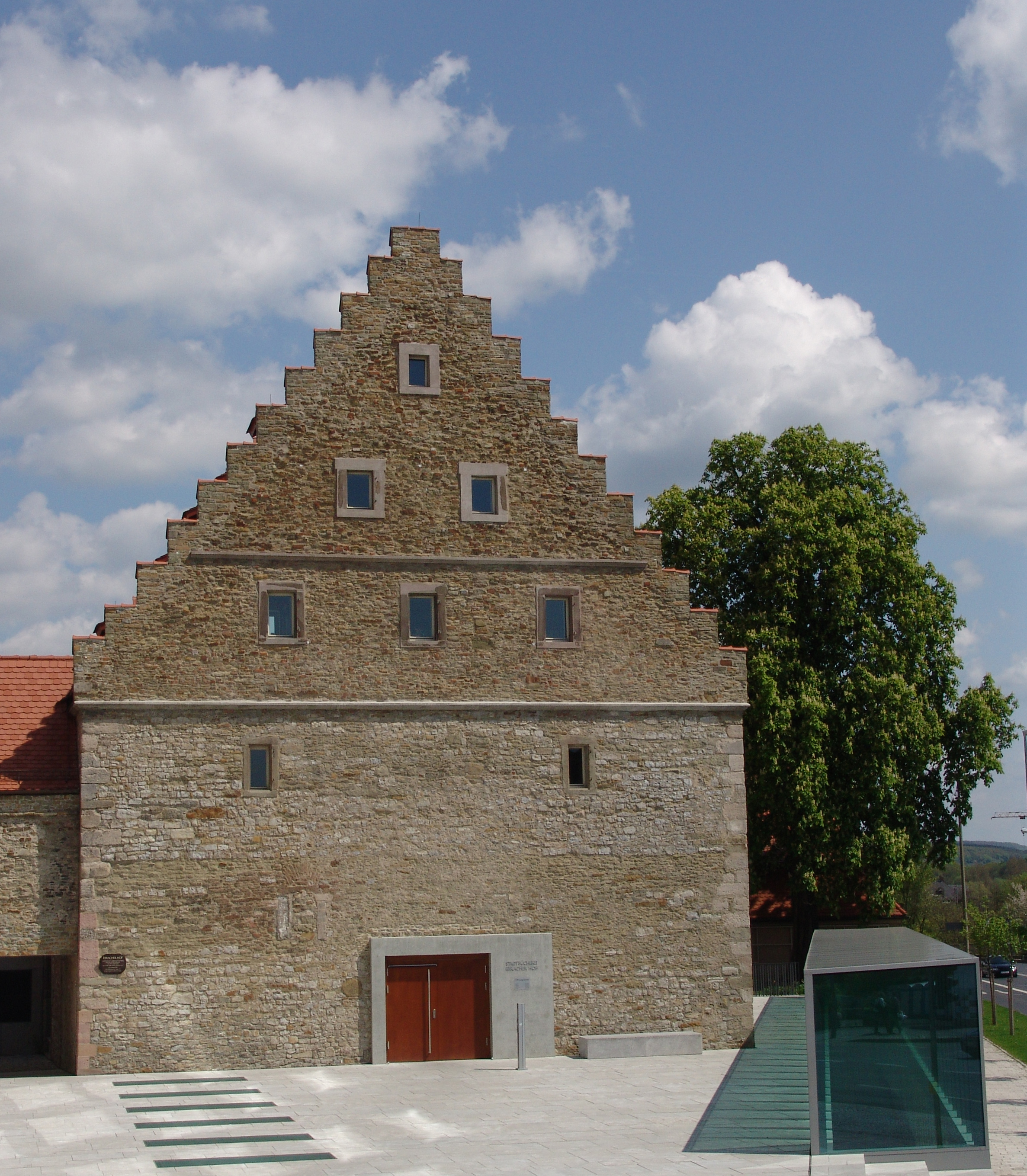
Stadtbücherei, seit 2007
im Ebracher Hof (1431/1575)
u. a. im neuen Tiefgeschoss mit Oberlichtern zum Vorplatz

- Bibliothek der Technischen Hochschule Würzburg-Schweinfurt
- Bibliothek Otto Schäfer
- Stadtbücherei Schweinfurt, Zentralbücherei im Ebracherhof sowie Zweigstellen im Alexander-von-Humboldt-Gymnasium und in Oberndorf.

### Stiftungen
In Schweinfurt gibt es über 100 Stiftungen. Die Stadt besitzt damit die meisten Stiftungen pro 100.000 Einwohner Deutschlands.
- Die Hospitalstiftung Schweinfurt ist größte und älteste Stiftung, deren Anfänge vor dem Jahr 1364 gelegen haben müssen und die spätestens 1417 über ein Vermögen verfügt haben muss. Die stadtnahe Stiftung unterhält Altenheime und Altenwohnungen. Ihr gehören Waldungen bei Schwebheim und Euerdorf sowie das Gut Deutschhof, das 1977 nach Grettstadt ausgelagert wurde. Ihr Grundvermögen liegt bei 19 Millionen Euro.[134]
- Die Stoer-Weimann'sche Stipendienstiftung – Schober'sche Linie wurde 1627 in Schweinfurt gegründet, zur Gewährung von Stipendien an würdige und bedürftige Studenten.[133]
- Die Erich-und-Erna-Kronauer-Stiftung wurde als Treuhandstiftung 1999 von Erich Kronauer und seiner Frau Erna gegründet.[135]
- Die Jürgen-Höller-Stiftung wurde 2013 vom bekannten Motivationstrainer Jürgen Höller gegründet. Sie spendet Gelder für Schulprojekte in Afrika, die die Welthungerhilfe vorschlägt, umsetzt und betreut.[136]

### Organisationen
- World Bicycle Relief ist eine internationale Hilfsorganisation, die ihre europäische Geschäftsstelle beim Fahrradkomponentenherstellers SRAM in Schweinfurt hat.[137]

- Die Deutsche Vereinigung Morbus Bechterew wurde 1980 mit Sitz in Schweinfurt gegründet. Mit über 16.000 Patienten- und Fördermitgliedern gehört sie zu den größten Patientenorganisationen Deutschlands.

### Auszeichnungen
- Der Carus-Preis wird jährlich von der Stadt Schweinfurt an jüngere Wissenschaftler für bedeutende wissenschaftliche Entdeckungen vergeben.
- Der Friedrich-Rückert-Preis wird, ebenfalls von der Stadt Schweinfurt, in unregelmäßigen Abständen an herausragende Schriftsteller vergeben.
- Die Erich-und-Erna-Kronauer-Stiftung verleiht, ebenfalls in unregelmäßigen Abständen, einen Wissenschaftspreis an Historiker.

## Wirtschaft

### Wirtschaftliche Eckpunkte
Schweinfurt hat das fünfthöchste Bruttoinlandsprodukt pro Kopf (2022) und mit 76,2 % die zweithöchste Einpendlerquote Deutschlands (2018). In der Stadt waren 2017 insgesamt 52.898 Personen sozialversicherungspflichtig beschäftigt, fast so viele wie Schweinfurt Einwohner hat, davon 26.823 im produzierenden Gewerbe, ca. 17.750 im Dienstleistungssektor und 8.311 in Handel, Verkehr und Gastgewerbe.
Auch im Kalenderjahr 2024 hatte die Region Schweinfurt eine hohe Wirtschaftskraft und eine niedrige Arbeitslosigkeit, die bei 3,5 % lag und damit fast bei Vollbeschäftigung.
| Rang | Name                                            | Hauptsitz          | Mitarbeiter in Schweinfurt | Branche                  |
| ---- | ----------------------------------------------- | ------------------ | -------------------------- | ------------------------ |
| 01.  | ZF Friedrichshafen4                             | Friedrichshafeng E | 9000                       | Automobilzulieferer      |
| 02.  | Schaeffler KG                                   | Herzogenaurach I   | 5800                       | Wälzlager                |
| 03.  | Schwedische Kugellagerfabriken SKF              | Göteborgg          | 3500                       | Wälzlager                |
| 04.  | Leopoldina-Krankenhaus                          | Schweinfurt        | 2600                       | Gesundheit               |
| 05.  | Fresenius Medical Care                          | Bad Homburg        | 1400                       | Gesundheitstechnik       |
| 06.  | Bosch Rexroth                                   | Lohr am Main       | 1300                       | Lineare Bewegungstechnik |
| 07.  | Stadt Schweinfurt (ohne Leopoldina-Krankenhaus) | Schweinfurt        | 1000                       | Verwaltung               |

4 viertgrößter Automobilzulieferer der Welt

g größter Konzern-Standort weltweit ist in Schweinfurt

E Sitz der Division E-Mobility ist in Schweinfurt

I  Sitz der Sparte Industrie ist in Schweinfurt

### Großindustrie

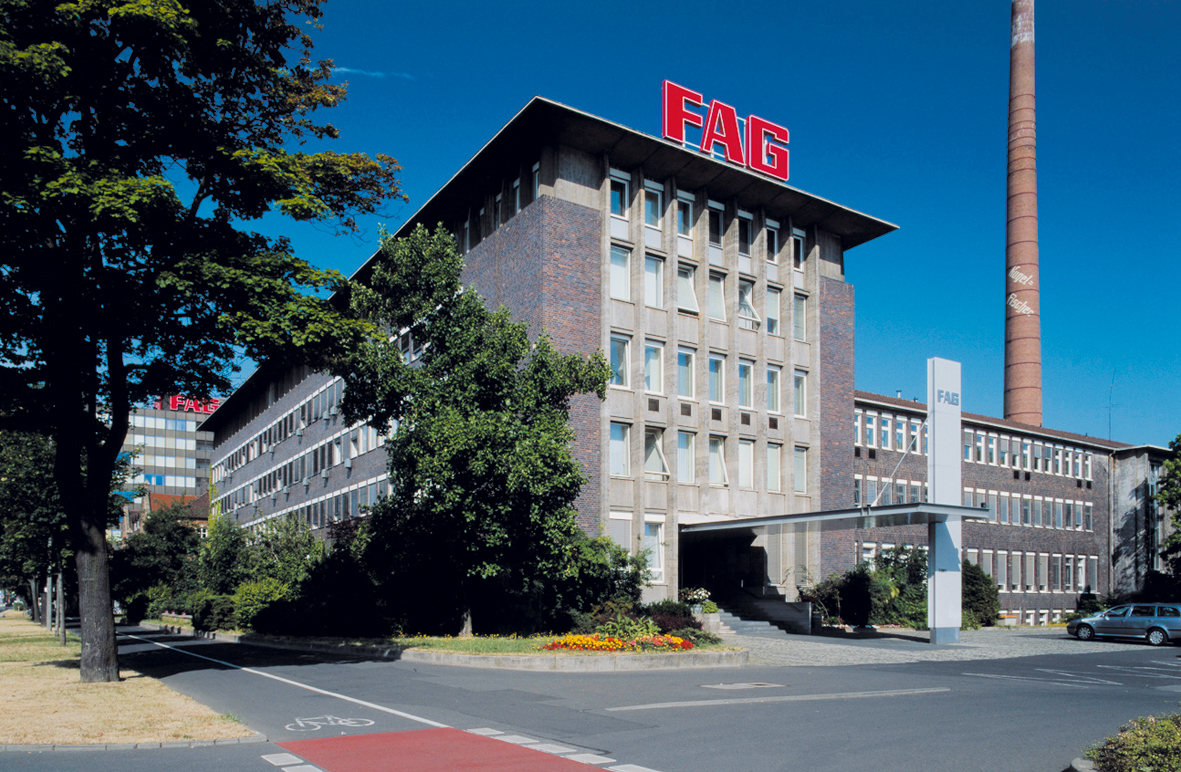
Schaeffler (Marke FAG) Sitz der Sparte Industrie
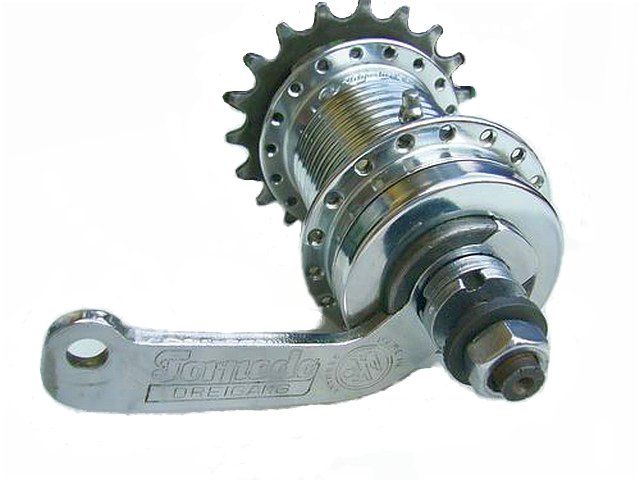
Torpedo-Freilaufnabe von Fichtel & Sachs

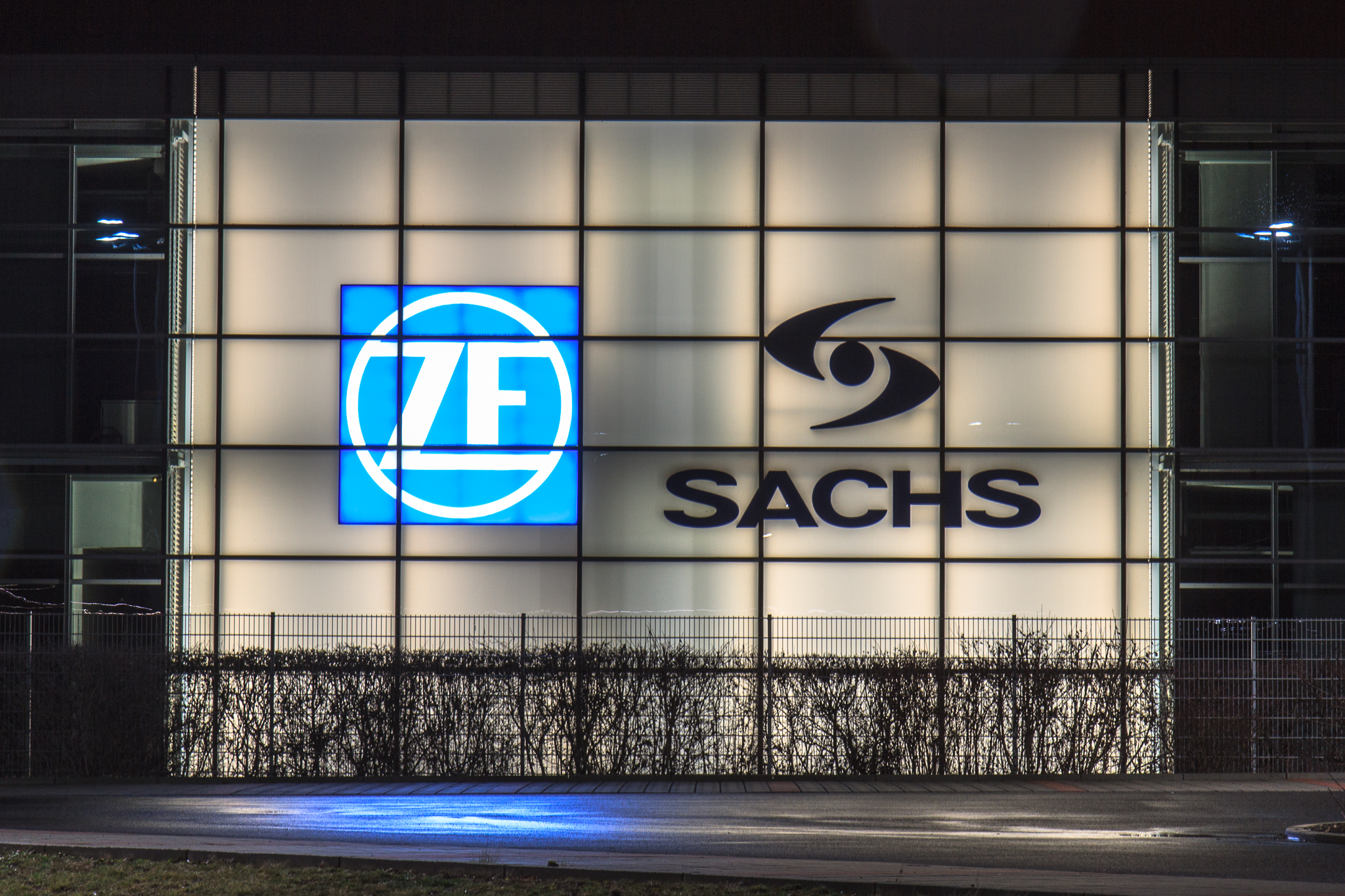
ZF Sachs, Firmenname 2001–2011, danach ZF Friedrichshafen
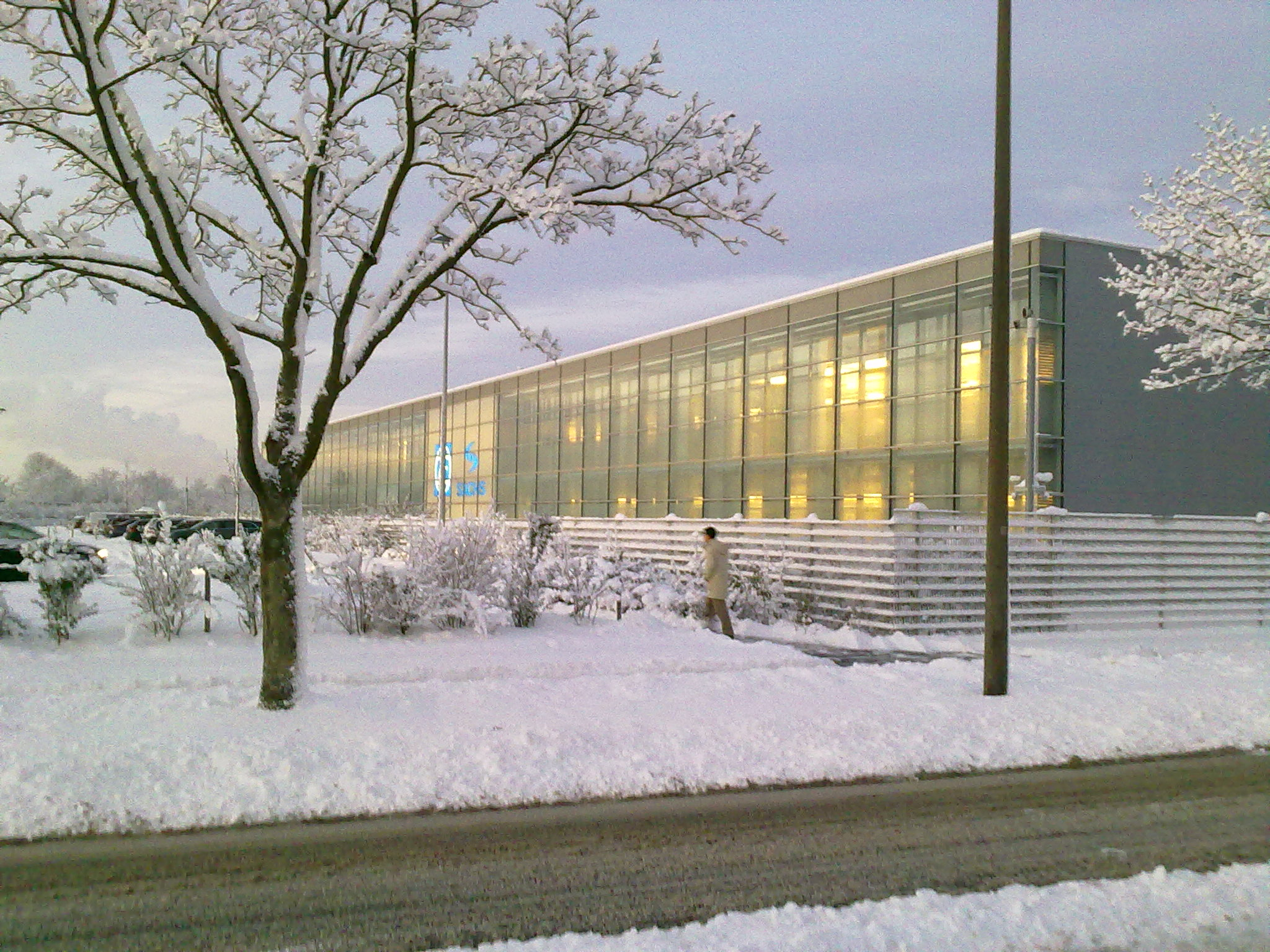
Entwicklungszentrum ZF Friedrichshafen in Schweinfurt

Schweinfurt wurde nicht deindustriealisert. Nach ersten Schwierigkeiten in den 1970er Jahren mit Personalabbau in Folge eines japanischen Dumping-Angriffs auf die Schweinfurter Wälzlagerindustrie geriet die Stadt um 1992 schließlich in Folge der Globalisierung in eine schwere Krise, die jedoch ohne Werksschließungen überwunden wurde. Seit den 1990er Jahren vollzog sich ein Wandel weg von billiger Massenproduktion und dominierender Automobilzulieferung hin zu weniger krisenanfälligen Investitionsgütern, mit Hightech-Wälzlagern für Bergbau, Schiffbau, Luft- und Raumfahrt, die Bahn (Verkehrswende), Großlagern für Windkraftanlagen und Spezialanfertigungen, wie z. B. dem Pendelrollenlager fürs London Eye von FAG Kugelfischer. Forschung und Entwicklung wurden immer wichtiger. Der Standort (SKF, Schaeffler) wurde zum Zentrum für Großlager und bei Gezeitenkraftwerken wurde SKF zum Turbinenhersteller. Im ZF-Konzern, dem 2001 das Stammwerk von Fichtel & Sachs angegliedert wurde, ist Schweinfurt das Kompetenzzentrum für E-Mobilität, mit der Produktion von Elektromotoren für Automobile. Der chinesische Wälzlagerhersteller C&U baut derzeit sein neues Europa-Hauptquartier mit angeschlossener Fertigung im Maintal. Dazu kamen neue Branchen, wie Lineartechnik (Ewellix) und Medizintechnik, mit Fresenius Medical Care, mit der weltweit größten Produktion von Dialysegeräten in Schweinfurt.
Siehe auch: Schweinfurter Industriegeschichte

### Informationstechnologie
Die GPSoverIP GmbH ist im Bereich Positionsübermittlung und die netlands edv consulting GmbH im Bereich Softwareentwicklung und IT-Dienstleistungen tätig. Apicon entwickelt und vertreibt Add-Ons (Programm zur Erweiterung bestehender Software) mit einem modularen Aufbau für SAP. bb-net gilt als größter IT-Aufbereiter Europas.

### Dienstleistungen

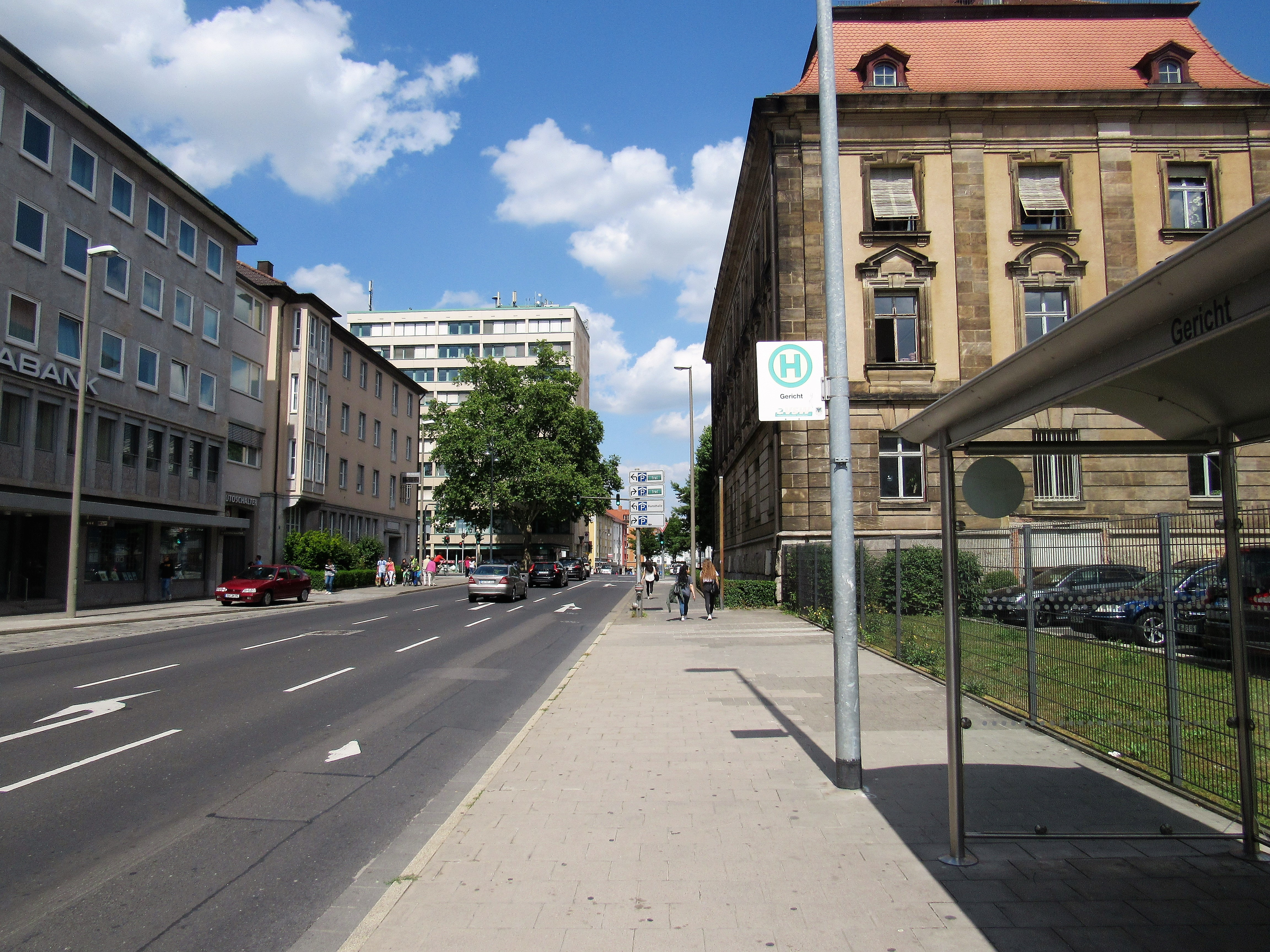
Hauptsitz der Flessabank mit zwei Gebäuden in der Luitpoldstraße
(links vor dem Hochhaus)

Mehrere Finanzdienstleister haben ihren Hauptsitz in Schweinfurt. Die SKD BKK ist eine offene Betriebskrankenkasse für neun westdeutsche Bundesländer, Berlin und Sachsen. Das Bankhaus Max Flessa (Kurzbezeichnung: Flessabank) ist eine private Universalbank mit Niederlassungen in Bayern, Thüringen und Sachsen. Die Sparkasse Schweinfurt-Haßberge ist ein öffentlich-rechtliches Kreditinstitut. Die VR-Bank Schweinfurt ist eine Genossenschaftsbank. Mercator-Leasing ist ein deutschlandweit agierendes Finanzunternehmen für Mobilien-Leasing und Tochterunternehmen zweier Privatbanken (Flessabank und Castell-Bank). Die Deutsche Dienstrad ist ein deutschlandweit agierendes Unternehmen für Dienstrad-Leasing. Unicredit und die Deutsche Telekom betreiben Callcenter.
Die Deutsche Bahn Connect ist mit zwei ihrer insgesamt sechs deutschen DB Autohäuser in Schweinfurt ansässig, mit ihren beiden Sparten Gebrauchtwagenhandel und Premium. Die Firma dronesecure betreibt die erste Drohnenschule Deutschlands.

### Medien

#### Verlage
Der Verlag Vogt & Fritz ist ein weltweit tätiger Noten-Spezialverlag für zeitgenössische Musik. Der Buch- und Idee-Verlag und der Revista Verlag haben Schweinfurt und die Region als thematische Schwerpunkte. CatFish Publisher ist ein neu gegründeter Verlag für fantastische Geschichten, der sich zum Ziel setzte, Bücher auch in unterdrückte Sprachen zu übersetzen.

#### Zeitungen
Die beiden Tageszeitungen Schweinfurter Tagblatt und Volkszeitung gehören zur Würzburger Mediengruppe Main-Post, die im Bereich der Printmedien eine Monopolstellung in Mainfranken besitzt und zur Mediengruppe Pressedruck in Augsburg gehört. Anzeigenblätter werden von der Mediengruppe Main-Post (markt und main Sonntag) und vom Schweinfurter SAZ-Verlag (Schweinfurter Anzeiger) herausgegeben.

#### Online-Zeitungen
Die Mediengruppe Main-Post hat eine Online-Ausgabe. Spezielle Online-Zeitungen sind Schweinfurt City/swity.de, deren Artikel das Nachrichtenmagazin Focus in seiner bayerischen Online-Ausgabe ungeprüft übernimmt und SW1.News sowie inFranken.de mit einer Schweinfurter Ausgabe.

#### Hörfunk

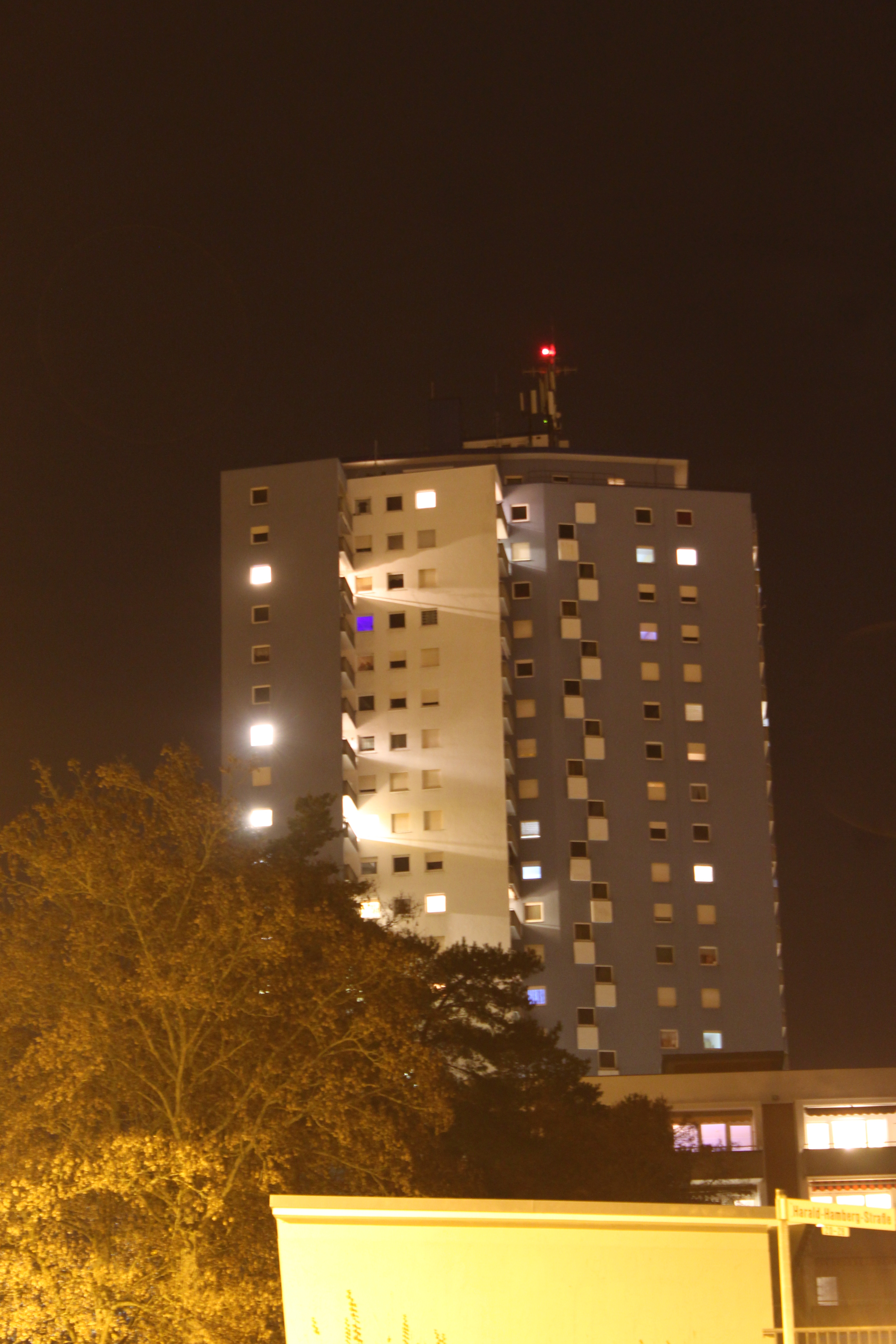
Sendeantenne von Radio Primaton, Blaues Hochhaus

1991 nahm Radio Primaton als privater Hörfunksender sein Programm auf. 2017 wurde der private Hörfunksender Radio Hashtag+ gegründet mit der Zielgruppe der 14- bis 29-Jährigen. Ein Studio des Bayerischen Rundfunks (BR) (siehe: Fernsehen) produziert für BR-Hörfunkprogramme Beiträge aus der Region Main-Rhön.

#### Fernsehen
Das Studio Main-Rhön des Bayerischen Rundfunks in Schweinfurt produziert Beiträge aus der Region und sendet Live-Berichte für den BR und die ARD. TV Mainfranken sendet täglich ein Programm für Schweinfurt und die Region Main-Rhön.

#### Internetradio- und Fernsehen
Radio Hashtag+ und TV Mainfranken sind auch über das Internet empfangbar. Ausschließliches Internetfernsehen bietet SW-N.TV mit Beiträgen aus dem Stadtgebiet an.

### Tourismus und Konferenzen

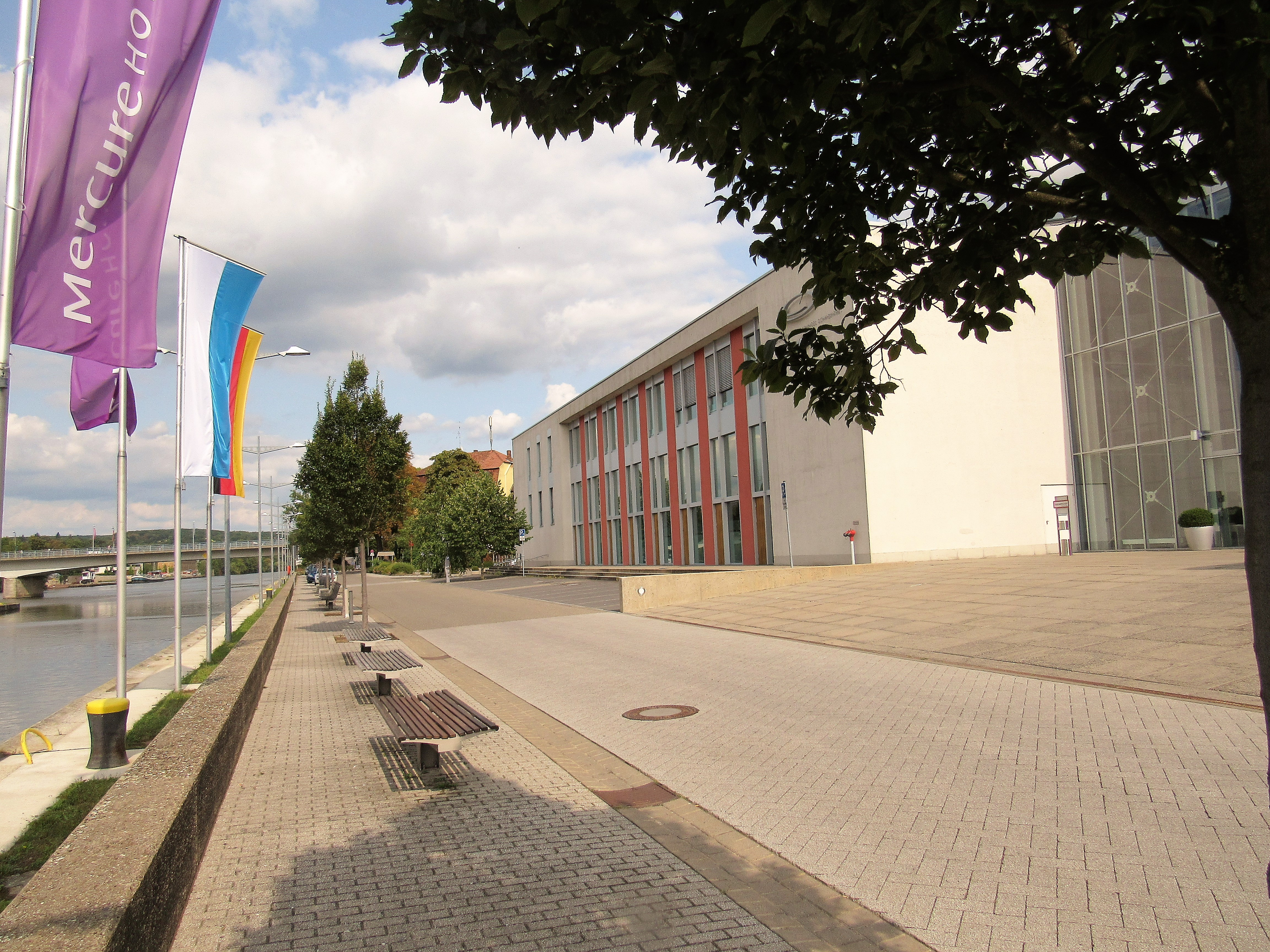
Konferenzzentrum Maininsel (KMI)

2004 wurde das Konferenzzentrum Maininsel (KMI) auf der Maininsel Bleichrasen zusammen mit einem Viersterne-Hotel eröffnet. Hier finden insbesondere Tagungen von (über)regionalen Gesellschaften und Verbänden sowie Verbrauchermessen statt. 2019 gab es in Schweinfurt  23 Beherbergungsbetriebe, 1585 Gästebetten, 242.617 Übernachtungen (davon 40.371 Auslandsgäste) und es arbeiteten in der Gastronomie rund 1700 Menschen. Unter den Touristen sind Geschäftsreisende, Konferenz-Teilnehmer, Museums- und Radtouristen (Main-Radweg) und Urlauber auf dem Weg in den Süden. Schweinfurt liegt in einer Tourismus-Region, zwischen dem bayerischen Staatsbad Bad Kissingen und der Volkacher Mainschleife. Zusammen kommt diese Region auf über 2 Millionen jährliche Übernachtungen und über 200 Beherbergungsbetriebe mit etwa 10.000 Gästebetten. Bei großen Konferenzen in Schweinfurt kann zusätzlich auf Hotels in Bad Kissingen zurückgegriffen werden.

### Einzelhandel

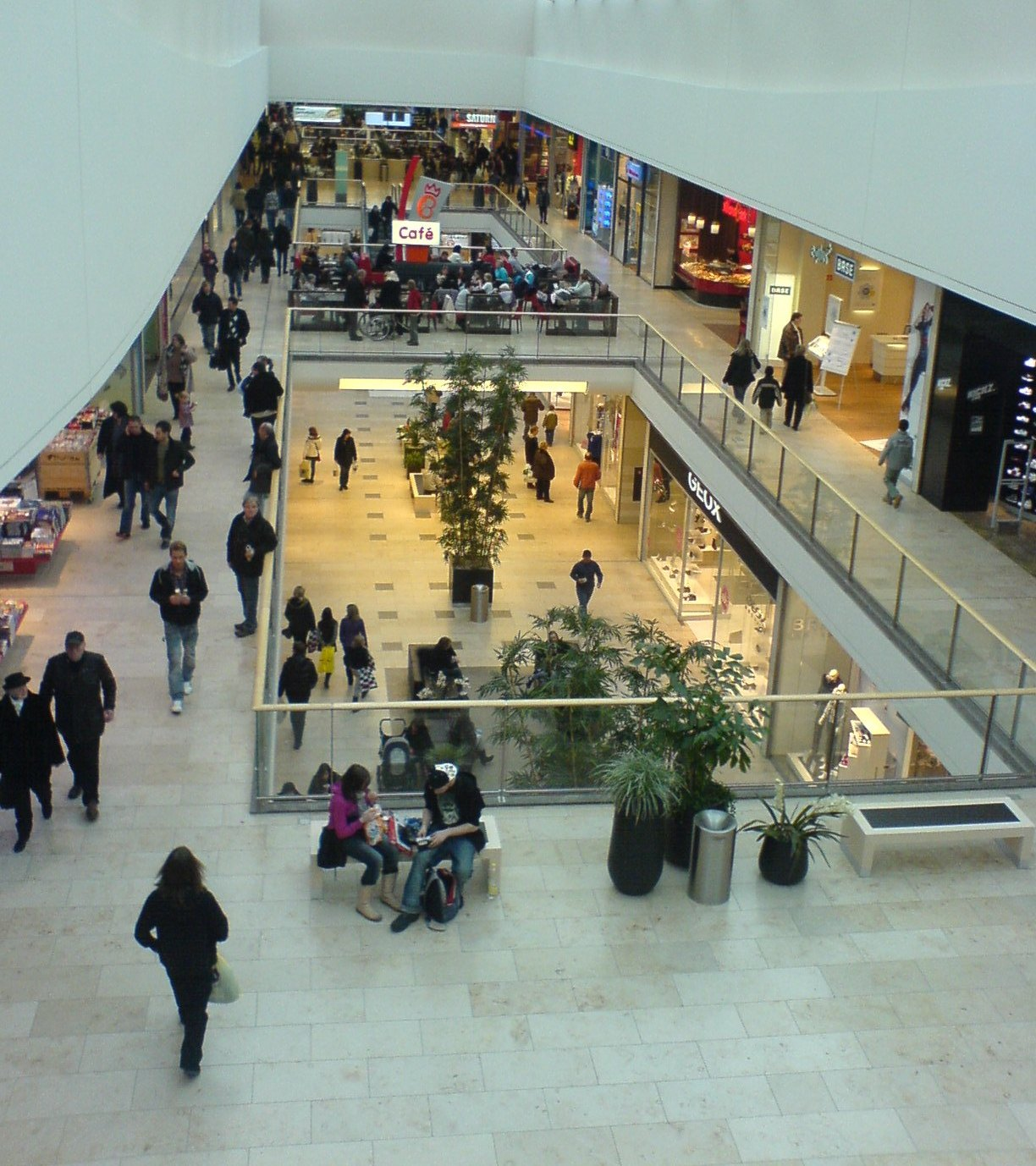
Stadtgalerie Schweinfurt

Das Einzugsgebiet des Schweinfurter Einzelhandels hat 759.000 Einwohner. Schweinfurt liegt in der Mitte Mainfrankens; für seine knapp eine Million Einwohner ist die Stadt in maximal einer Stunde erreichbar. Schweinfurt besitzt eine sehr hohe Einzelhandelszentralität von 214 Punkten (z. Vgl.: Würzburg 189 Punkte; beide Werte für 2019). Die Verkaufsfläche Schweinfurts beträgt 237.600 m² (2016). Davon entfallen 70.200 m² auf die Innenstadt. Die Verkaufsflächendichte liegt bei hohen 4.500 m² pro 1.000 Einwohner (2016).
In der Innenstadt liegt das größte und zweitgrößte innerstädtische Einkaufszentrum Mainfrankens: Die Stadtgalerie Schweinfurt (2009 eröffnet), eine 300 Meter lange Shopping-Mall mit 22.500 m² Verkaufsfläche, 100 Geschäften und 1.300 Parkplätzen und das Rückert-Centrum (1973 eröffnet) mit 21.000 m² Verkaufsfläche. Im Osten, um Markt und Rathaus, gibt es vorwiegend kleinere, teilweise inhabergeführte Geschäfte, während der Westen, um Roßmarkt und Jägersbrunnen und die Stadtgalerie im äußeren Westen von Filialisten und Kaufhäusern geprägt werden.
Im Hafen-Ost entstand ab den 1970er Jahren eine große Fachmarktagglomeration. Die Stadt lässt im Hafen jedoch kein innenstadtrelevantes Warenangebot zu. 2009 eröffneten im benachbarten Maintal zwei Möbelhäuser mit zusammen 34.900 m² Verkaufsfläche.

### Weitere Branchen

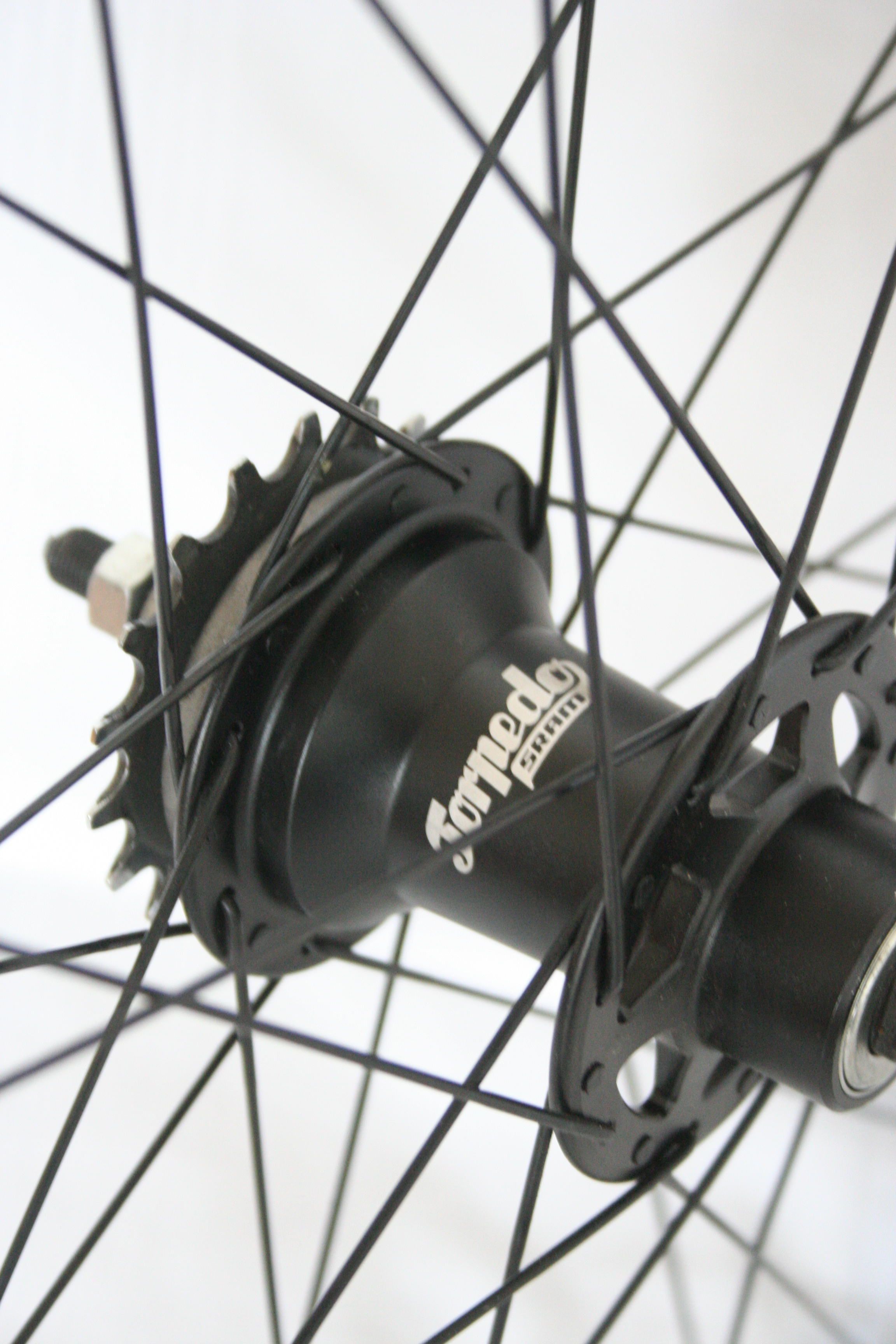
SRAM Torpedo, angelehnt an die Torpedo-Freilaufnabe von Fichtel & Sachs

#### Bau- und Immobilienwirtschaft
Schweinfurt ist das Zentrum der Bau- und Immobilienwirtschaft Mainfrankens. Die Firmengruppe Riedel Bau agiert als Bauunternehmen bundesweit und, mit Schwerpunkt in Mainfranken, in den Bereichen Projektentwicklung und Realisierung von Bauträgerprojekten. Die Unternehmensgruppe Glöckle agiert in selber Weise, zudem auch im Tiefbau.

#### Maschinenbau
Das 1996 gegründete Maschinenbauunternehmen SenerTec produziert und vertreibt Kraft-Wärme-Energiesysteme, so das Dachs-Mini-Blockheizkraftwerk.

#### Fahrräder
In der Geburtsstadt des Fahrrads (siehe Artikel-Einleitung) sind auch heute z. T. namhafte (Zuliefer)Firmen der Branche ansässig: SRAM, Winora (zu Accell Group), R Raymon Bicycles und Pierer New Mobility Group.

#### Kunststoffe
Schweinfurt ist Hauptsitz von Maincor, einem Hersteller von Kunststoffrohren sowie Sitz von Mainplastik und Melaplast, das Melamin-Laminate produziert. KLT Hummel Plastic produziert vor allem für die Automobilindustrie.

#### Chemie
ML Lubrication entwickelt und produziert Kühlschmierstoffe.

#### Farben

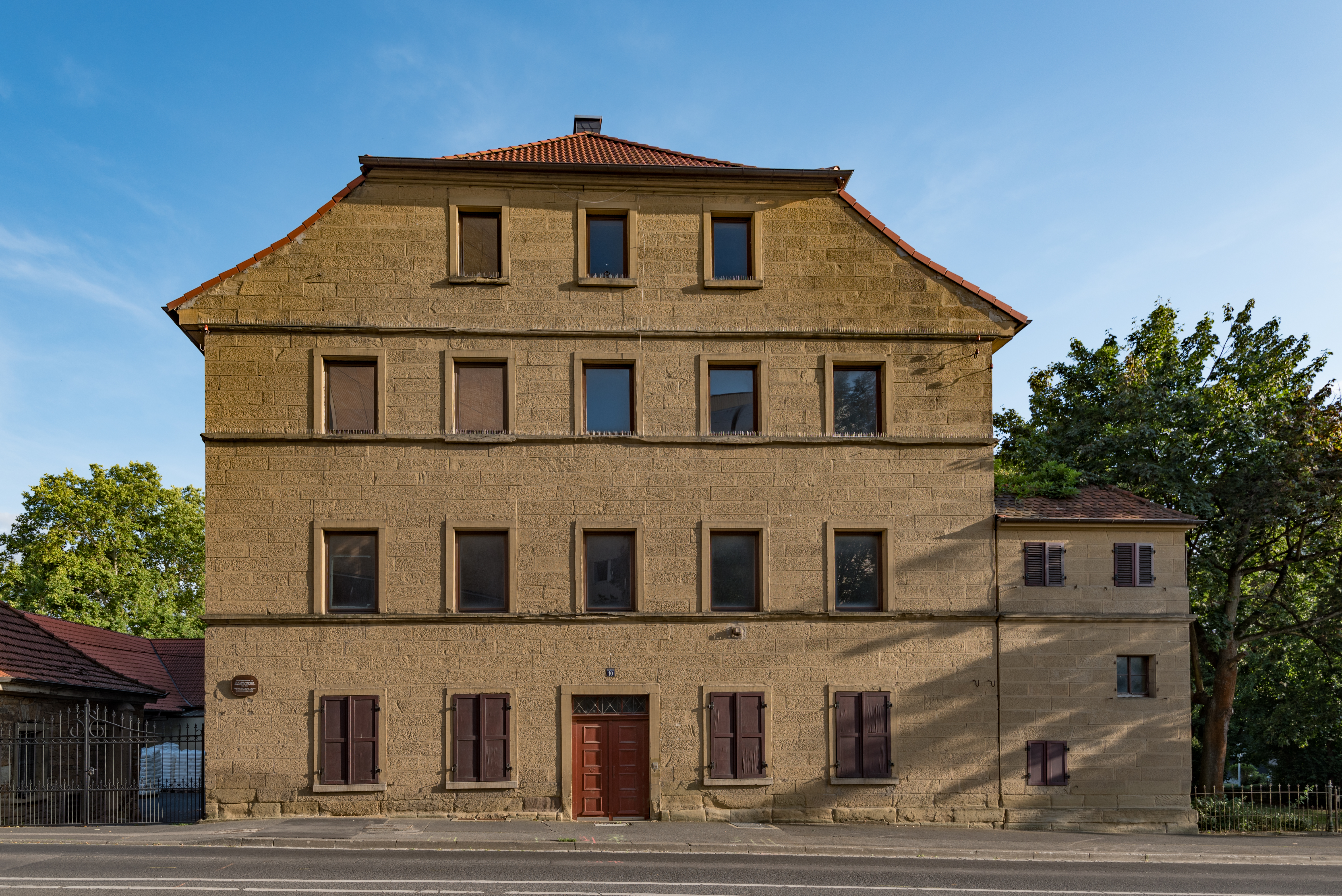
Farbenfabrik Deifel
mit Gebäude von 1838/1896

Im historischen Zentrum der deutschen Farbenindustrie (Schweinfurter Grün) gibt es heute nur noch die Buntfarbenfabrik Deifel.

#### Textilien
P.A.C. am Hainig und im Maintal ist ein weltweit führender Hersteller von Multifunktionstüchern.

#### Lebensmittel
Im lößreichen Schweinfurter Gauland im Westen des Landkreises gedeiht Braugerste hoher Qualität. In der Stadt sind eine Getreidemühle (Cramer Mühle) und zwei Malzfabriken (Ireks mit Hauptsitz Kulmbach, Mälzerei Günther Schubert) ansässig.

#### Brauereien

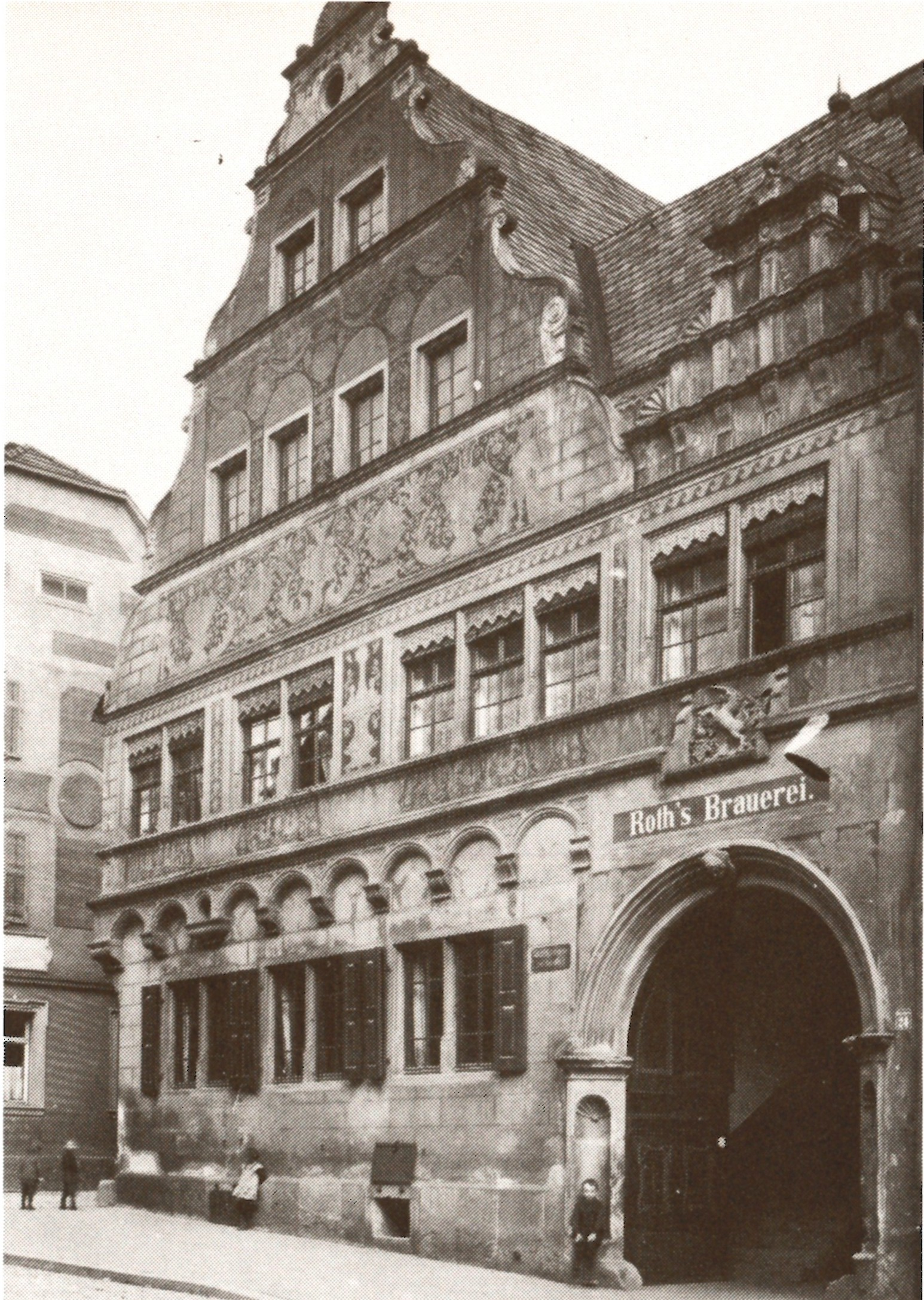
Roth'sches Haus, Brauerei Roth, 1944 teilzerstört

Schweinfurt liegt unweit westlich von Bierfranken. Von früher insgesamt elf Brauereien in der Stadt existiert heute nur noch die Brauerei Roth.
Siehe: Liste ehemaliger Brauereien in Bayern, Schweinfurt

#### Logistik
Stadt und näheres Umfeld wurden aufgrund der zentralen Lage in Deutschland und Europa (siehe: Lage) zum wichtigen Logistikstandort. Hier haben ZF Friedrichshafen und SKF ihr deutsches bzw. europäisches Logistikzentrum. DB Schenker bietet an drei Standorten alle Bereiche der Logistik an.

#### Mineralöle
Das Mineralölunternehmen Erik Walther hat seinen Hauptsitz in Schweinfurt. Es betreibt rund 70 eigene Tankstellen in vier Bundesländern und verschifft die Mineralöle mit einer eigenen Tankerflotte von den ARA-Häfen (Amsterdam-Rotterdam-Antwerpen) zum Schweinfurter Hauptsitz und anderen Tanklagern.

Mineralölunternehmen Walther
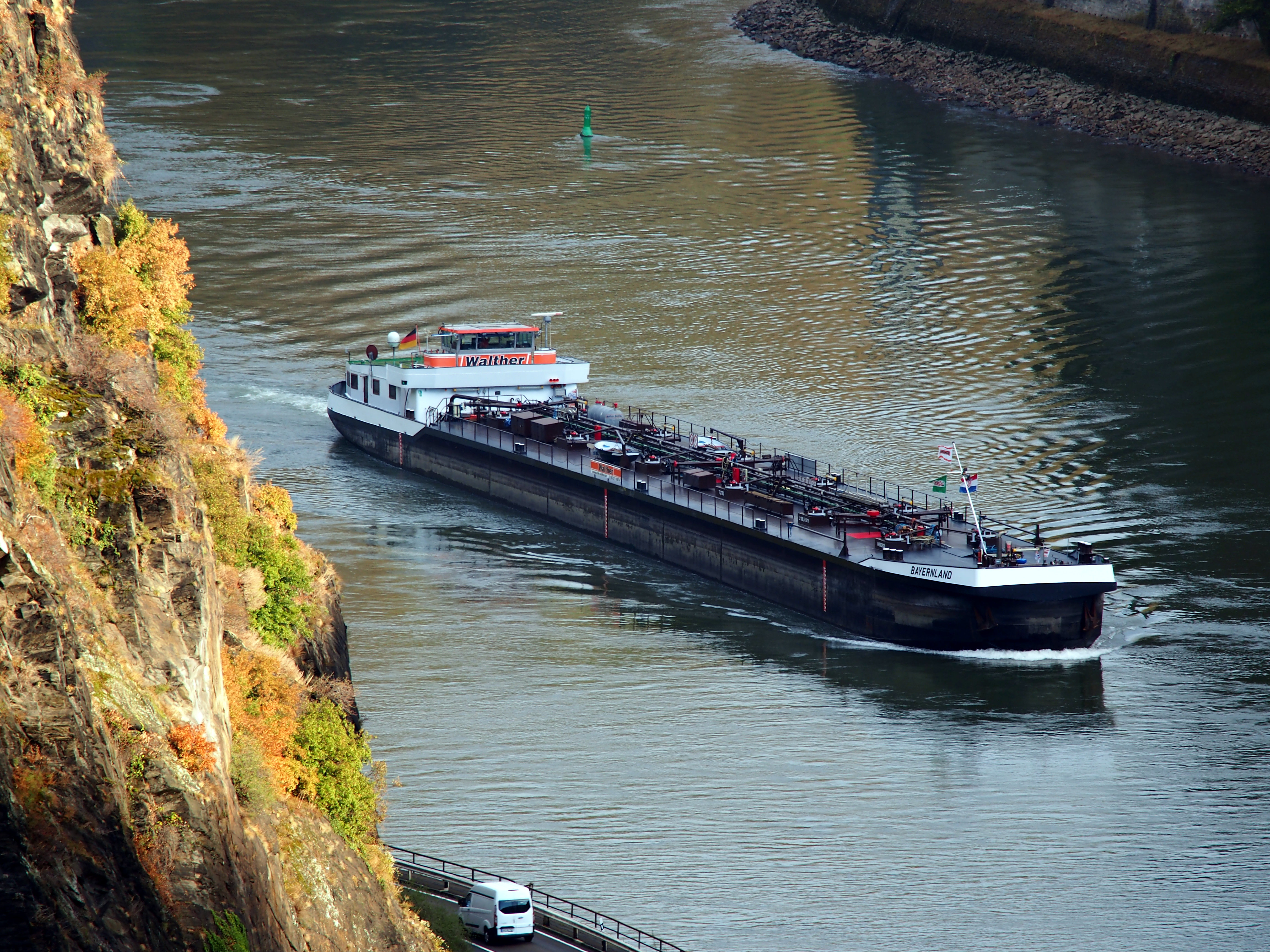
TMS Bayernland auf dem Rhein an der Loreley
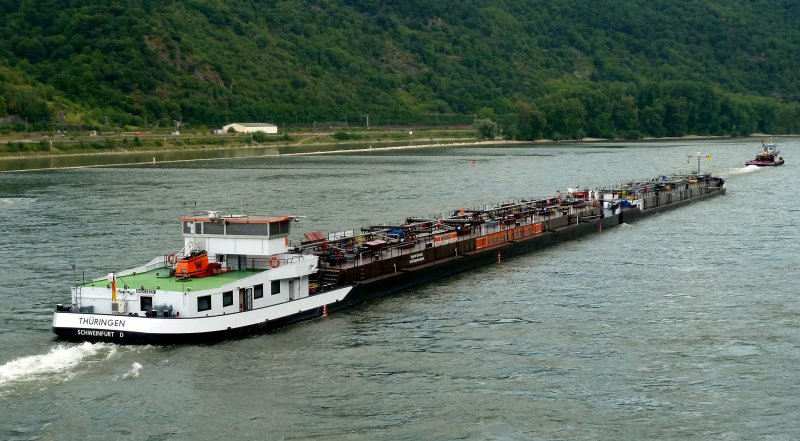
Schubverband TMS Thüringen/TSL Marie Luise vor dem Kauber Werth
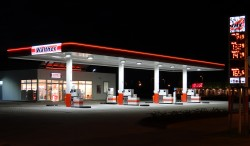
Walther Tankstelle

#### Sand- und Kiesabbau
Im Süden der Stadt betreibt die Firma Glöckle an den Schmachtenseen Sand- und Kiesabbau.

#### Land- und Forstwirtschaft
Landwirtschaftlich werden 1033 ha im Stadtgebiet genutzt. Der Weinbau umfasst 3,5 ha (siehe: Weinbau). Die Waldgebiete umfassen 500 ha, die allermeist der Forstwirtschaft unterliegen.

## Infrastruktur

### Öffentlicher Verkehr
Verkehrsverbund
Die Stadt Schweinfurt gehört dem Verkehrsverbund Nahverkehr Mainfranken (NVM) an.

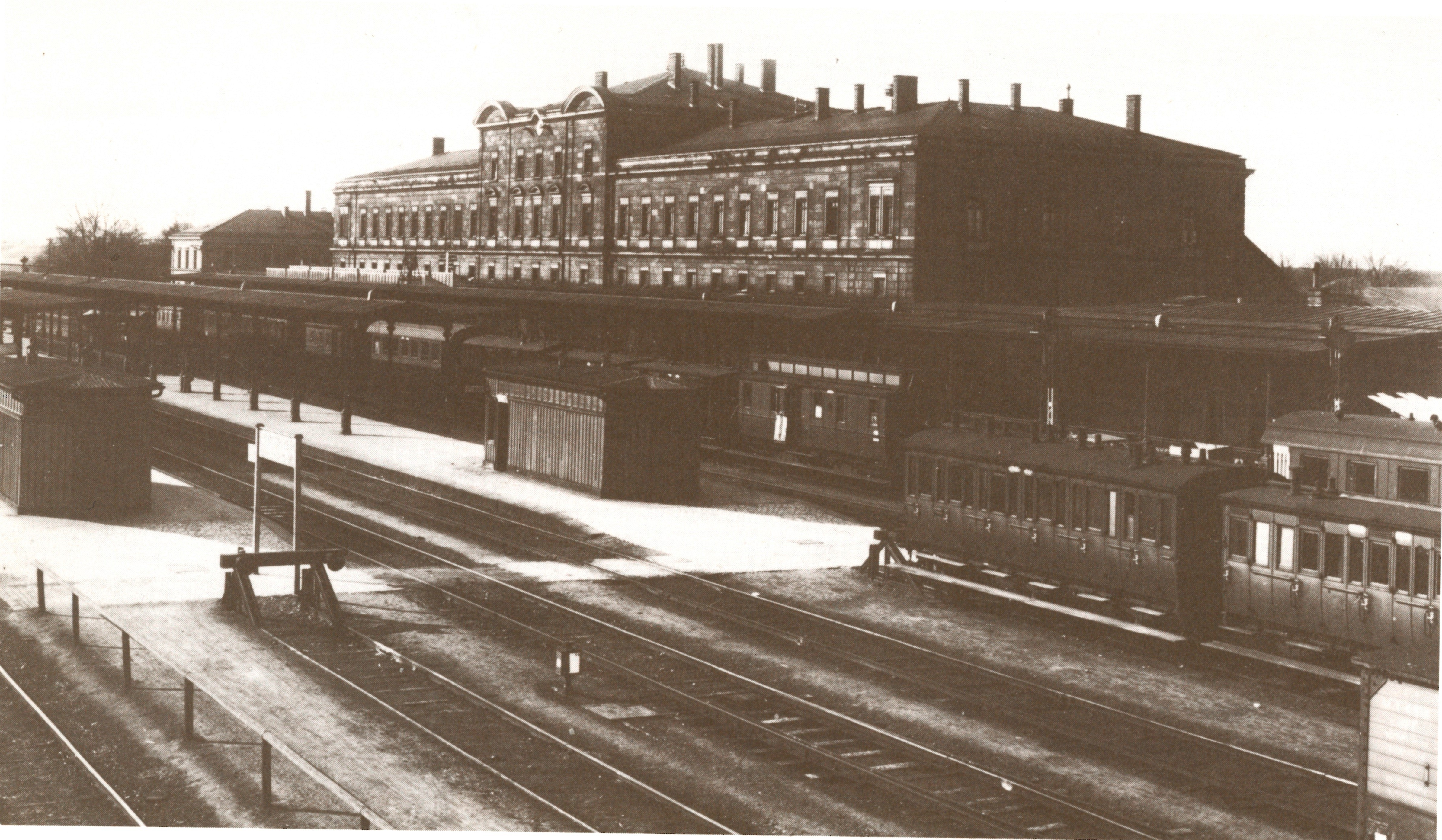
Hauptbahnhof (1874) um 1903.
Empfangsgebäude 1943 zerstört und um 1950 weiter westlich, am Bahnhofsplatz, neu errichtet

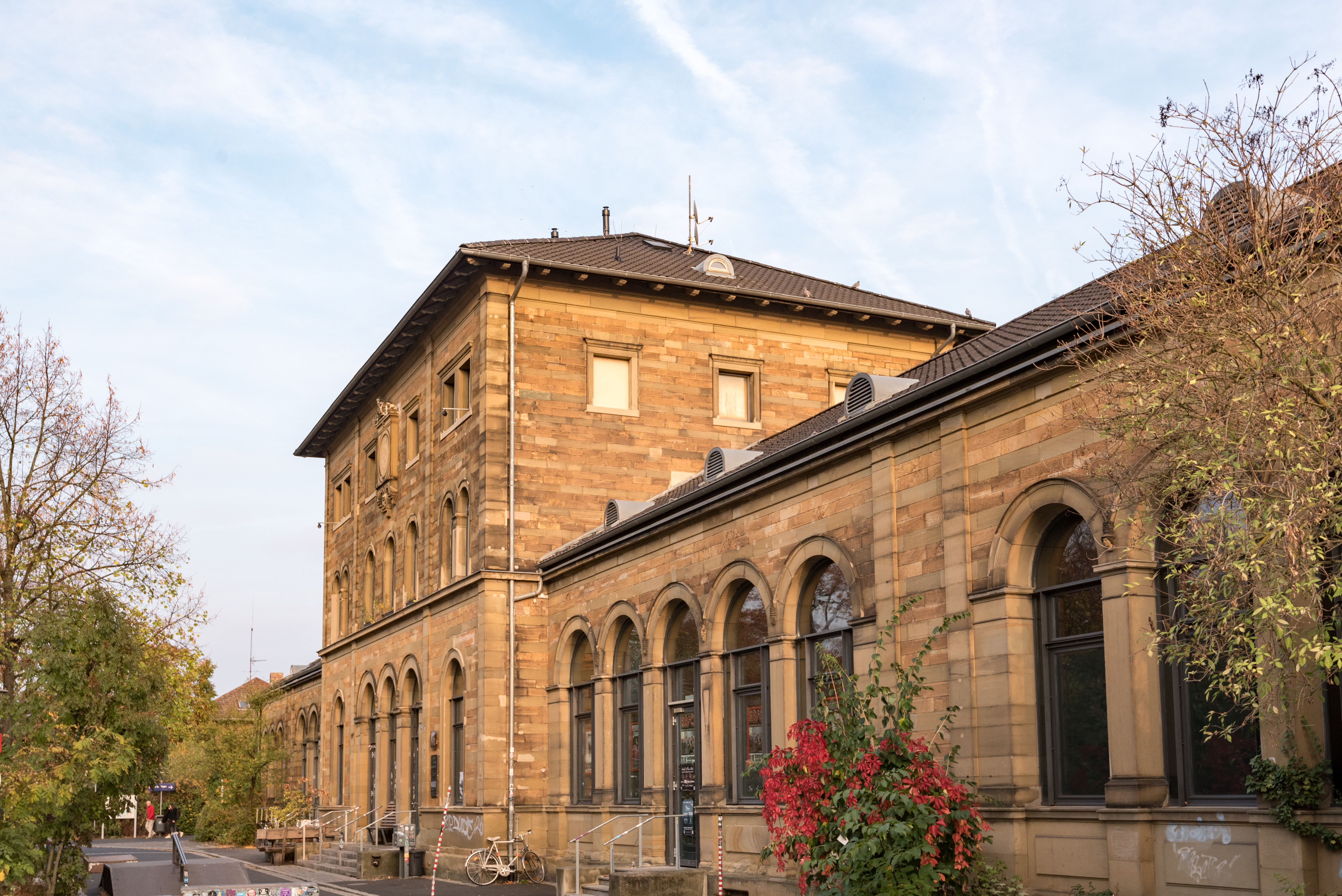
Stadtbahnhof (1852)
ältester Bahnhof Schweinfurts

| Bahnhöfe - Schweinfurt Hbf - Schweinfurt Stadt - Schweinfurt Sennfeld (derzeit nur Güterverkehr) - Schweinfurt Mitte - Güterbahnhof und Containerterminal Schweinfurt Bahnstrecken - Bamberg–Rottendorf - Schweinfurt–Meiningen - Kitzingen–Schweinfurt (stillgelegt) | Linien - RE Bamberg–Schweinfurt Stadt–Schweinfurt Mitte–Schweinfurt Hbf–Frankfurt am Main - RE Würzburg–Schweinfurt Hbf–Bamberg–Nürnberg - RE Würzburg–Schweinfurt Hbf–Erfurt - RB Schweinfurt Stadt–Schweinfurt Mitte–Schweinfurt Hbf–Meiningen - RB Schweinfurt Stadt–Schweinfurt Mitte–Schweinfurt Hbf–Bad Kissingen–Gemünden am Main |

Bahnprojekte
- Werntalbahn: Die Kreistage der Landkreise Schweinfurt und Main-Spessart stimmten 2021 für eine Wiederaufnahme des Personenverkehrs auf der Güterverkehrsstrecke.[167] Das Projekt musste jedoch auf unbestimmte Zeit verschoben werden, da es 2023 von der Bayerischen Eisenbahngesellschaft aufgrund eines eigenen Gutachtens abgesagt wurde.[168]
- Untere Steigerwaldbahn: Die Strecke wurde stillgelegt, die Trasse aber nicht von Bahnbetriebszwecken freigestellt. Wiederholt gab es Initiativen zur Reaktivierung.

| Zentrale Omnibusbahnhöfe (ZOB) - ZOB Bahnhofsplatz (Fern- und Regionalbusse) - ZOB Roßmarkt (Stadtbusse) | Fernbusse - Verbindungen in zahlreiche Städte Zentraleuropas (siehe: Schweinfurt Hauptbahnhof, Fernbuslinien). | Regionalbusse - Omnibusverkehr Franken (OVF) |

Stadtbusse
Das Liniennetz der Verkehrsbetriebe der Stadtwerke Schweinfurt besitzt neun Pendellinien mit zwei Varianten.

### Straßenverkehr

Erste Lichtzeichenanlage der Stadt. An der Rathauskreuzung, Errichtungsjahr unklar (1949–1952). Sie wurde in der Anfangszeit von einem Polizisten geregelt. (Foto 1953)

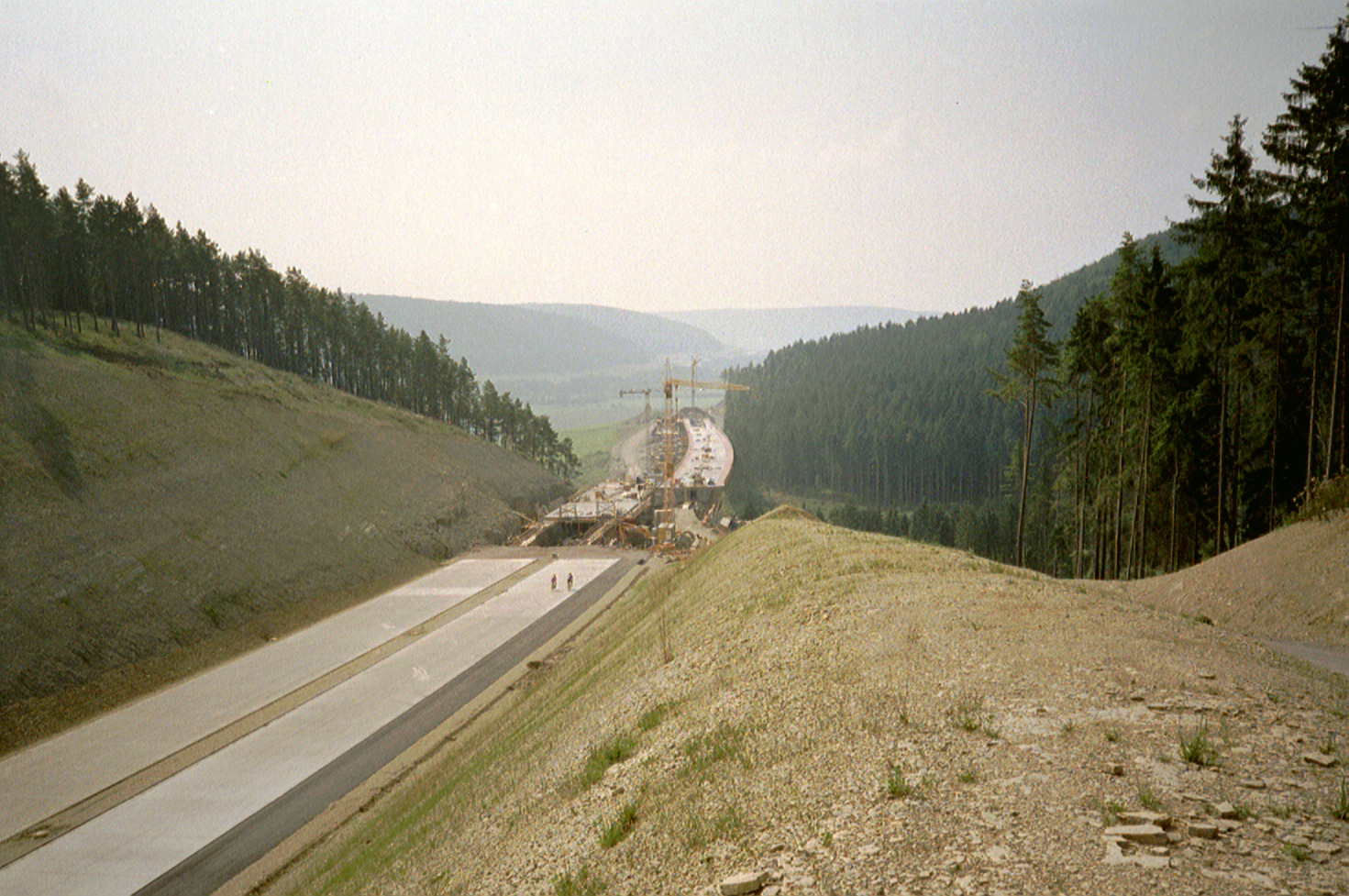
Verkehrsprojekt Dt. Einheit Nr. 16:
Thüringer-Wald-Autobahn A 71
Erfurt – Schweinfurt, 2002 im Bau

Bei Schweinfurt bilden die Bundesautobahn 70 als Südtangente und die Bundesautobahn 71 als Westtangente eine Tangente um die Stadt, mit insgesamt sieben Anschlussstellen für Stadt und Vororte, weshalb Schweinfurt nur 5 % Durchgangsverkehr besitzt. Schweinfurt wurde zum Autobahnknoten (siehe: Neue Zentralität durch Wiedervereinigung), weshalb hier die Bundesstraßen, mit Ausnahme der B 286 und B 303, nur noch lokale Bedeutung haben und im Raum Schweinfurt teilweise zu Staatsstraßen zurückgestuft wurden.
Schweinfurt liegt an folgenden Fernstraßen:
 Alta (Nordkap)–Gela (Sizilien). Die europäische Nord-Süd-Achse, mit fast 5000 km Länge, verläuft auf der A 7 über das Autobahnkreuz Schweinfurt/Werneck.

 Schweinfurt–Prag. Im Endausbau durchgehend als vierstreifige Schnellstraße angestrebt, durch Aufgabe der Fichtelgebirgsautobahn nicht mehr möglich.

 Die Anschlussstelle Schweinfurt-Süd/Wiesentheid wurde später für die Stadt durch drei nähere Autobahnen bedeutungslos und in Wiesentheid umbenannt.

 Dänische Grenze–österreichische Grenze. Ab Autobahnkreuz Schweinfurt/Werneck (A 7/A 70) bis zur A 3 derzeit sechsstreifiger Ausbau.

 Autobahnkreuz Schweinfurt/Werneck–Autobahndreieck Bayreuth/Kulmbach (A 70/A 9).

 Autobahndreieck Werntal bei Schweinfurt (A 70/A 71)–Autobahndreieck Südharz (A 71/A 38).

 Eisenach–Kleines Walsertal. Sie verläuft 2 km vor der Stadtgrenze als Westtangente; wurde zwischen Meiningen und A 70 herabgestuft.

 Riedstadt (Rhein)–Bamberg; wurde im Raum Schweinfurt herabgestuft.

 Autobahnkreuz Schweinfurt/Werneck–Arnstein. Auf neuer Trasse, ohne Ortsdurchfahrten, aber nicht kreuzungsfrei.

 im Bundesverkehrswegeplan 2030. Autobahnkreuz Schweinfurt/Werneck–A 3 (Anschlussstelle Helmstadt). Zunächst über bestehende B 26a, dann Neubau einer dreistreifigen, kreuzungsfreien Kraftfahrstraße.

 Enzlar–Bad Brückenau. Von der A 3-Anschlussstelle mit ursprünglicher Bezeichnung Schweinfurt-Süd/Wiesentheid bis Schweinfurt zunächst als zweistreifiger, kreuzungsfreier Autobahnzubringer gebaut. Heute Abschnitt Neuses am Sand–Schwebheim teilweise dreistreifig und Schwebheim–Schweinfurt durchgehend vierstreifig, mit zwei getrennten Fahrbahnen.

 A 7/Anschlussstelle Wasserlosen–Schirnding. Zwischen A 70 bei Schweinfurt und Coburger Land auf neuer Trasse ohne Ortsdurchfahrten, aber nicht kreuzungsfrei.

### Radwege

Fahrräder am Marktplatz in den 1930er Jahren

Die Stadt besitzt im westlichen Bereich ein dichtes Radwegenetz. Schweinfurt ist ein Radfernweg-Knotenpunkt. Hier kreuzen sich vier Radwege. Der 600 Kilometer lange Main-Radweg wurde 2008 als erster deutscher Radfernweg vom Allgemeinen Deutschen Fahrrad-Club (ADFC) mit fünf Sternen ausgezeichnet. Der Main-Werra-Radweg führt von Meiningen über Schweinfurt nach Würzburg. Der Wern-Radweg führt von Rottershausen unweit der Wernquelle über Schweinfurt nach Wernfeld, das an der Mündung der Wern in den Main liegt. Der Main-Saale-Radweg verbindet Schweinfurt mit dem 20 Kilometer nordwestlich gelegenen Bad Kissingen an der Fränkischen Saale (siehe auch: Fernwege).

### Binnenschifffahrt

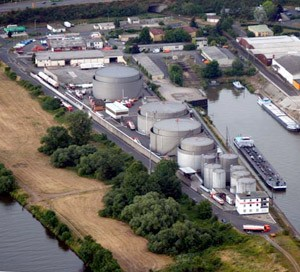
Hafen mit Walther-Hochtanklager

Schweinfurt liegt an der 3500 km langen Großschifffahrtsstraße, die über den Rhein-Main-Donau-Kanal die Nordsee mit dem Schwarzen Meer verbindet. Jährlich passieren 6000 Frachtschiffe die Stadt, darunter bis zu 180 Meter lange Schubverbände, meist Container- oder Tankschiffe und 1000 bis zu 135 Meter lange Flusskreuzfahrtschiffe. Die Schweinfurter Personenschifffahrt führt von März bis Oktober auf dem Main Rundfahrten durch, auch in Verbindung mit Veranstaltungen mit gastronomischen Angeboten an Bord.
Die Häfen Schweinfurts umfassen einen Binnenhafen, eine Lände, Anlegestellen für Personen- und Flusskreuzfahrtschiffe sowie Häfen für Sportboote. An der Staustufe Schweinfurt befinden sich Schleusen für Schiffe und Sportboote. In Schweinfurt gibt es ein Wasserstraßen- und Schifffahrtsamt (Kleinfahrzeugkennzeichen SW; siehe auch: Behörden) und eine Bootsfahrschule. Die Stadt war 1911/1912 Endpunkt der in Mainz beginnenden Kettenschifffahrt auf dem Main, die 1936 wegen mangelnder Wirtschaftlichkeit eingestellt wurde.

### Luftverkehr

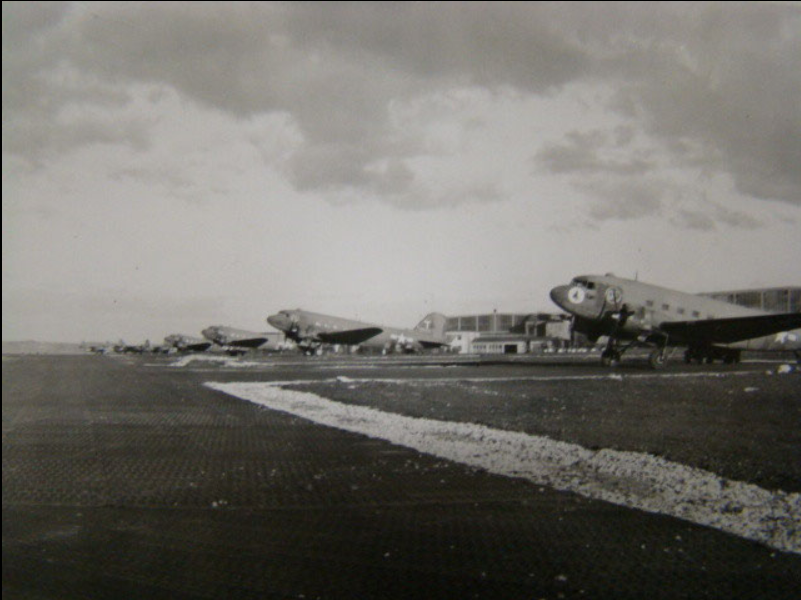
Advanced Landing Ground ALG R-25 Schweinfurt. Conn Barracks 1945

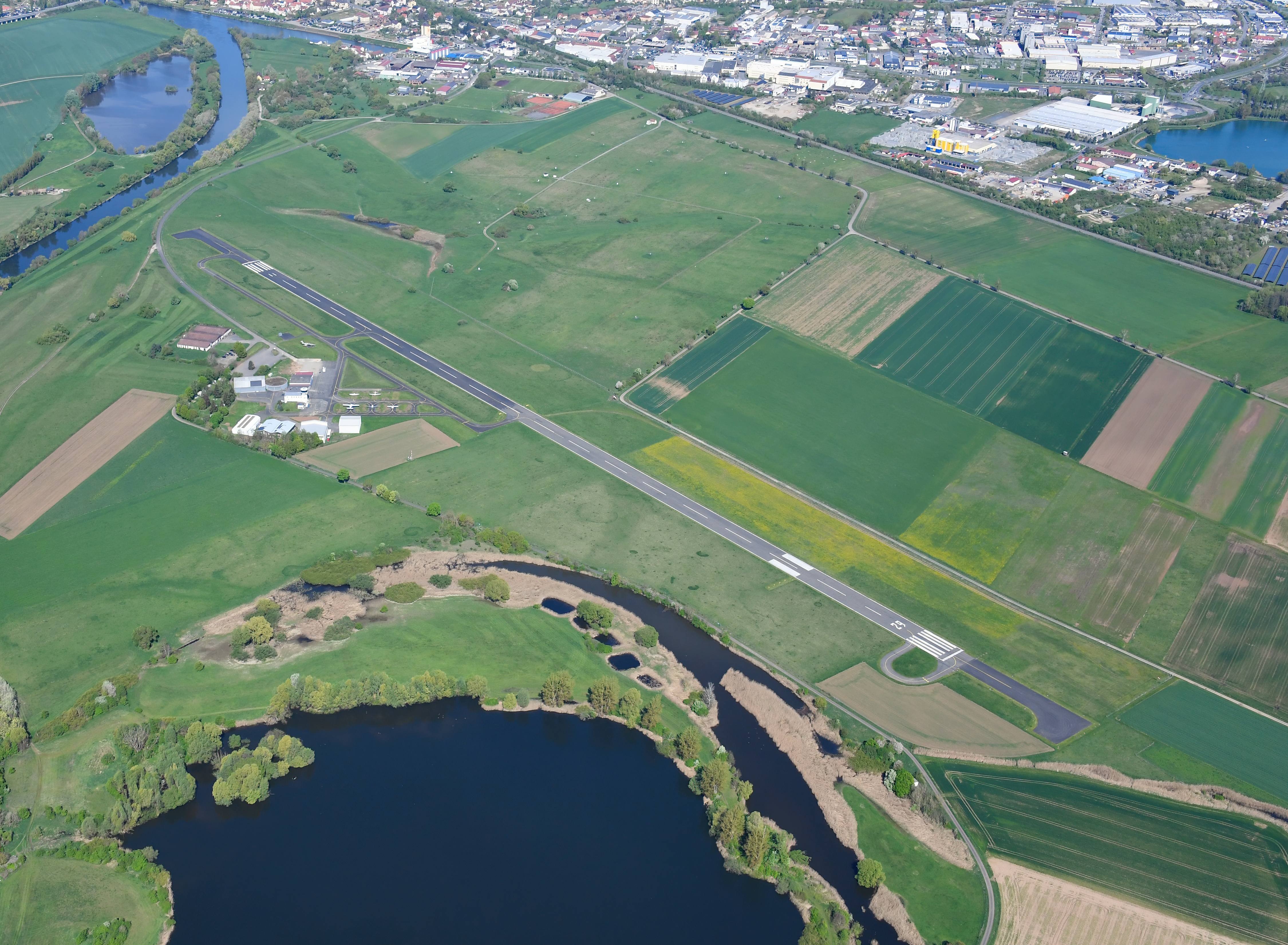
Flugplatz Haßfurt-Schweinfurt

Schweinfurt liegt zwischen dem Frankfurter Flughafen (118 km westlich) und dem Nürnberger Flughafen (85 km südöstlich). Bei Schweinfurt liegen drei Flugplätze:
- Verkehrslandeplatz: Flugplatz Haßfurt-Schweinfurt, im 25 Kilometer entfernten Haßfurt, wird auch von größeren Flugzeugen angeflogen.
- Sonderlandeplatz: Flugplatz Schweinfurt-Süd, mit Graspiste, für Motor- und Segelflugzeuge des Aeroclubs Schweinfurt e. V. und Geschäftsreiseflugzeuge und -hubschrauber.
- Militärflugplatz: Conn Barracks (seit 2014 ungenutzt). Er hatte unterschiedliche Bezeichnungen: Flugplatz Schweinfurt (1937–1945), Advanced Landing Ground ALG R-25 Schweinfurt (1945), Schweinfurt Air Base (1945–1947), danach nur noch Hubschrauberlandeplatz.

### Energieversorgung
Die Stadtwerke Schweinfurt betreiben in der Stadt und einigen Randgemeinden ein Stromnetz, ein Methangasnetz, ein Fernwärmenetz und ein Kabelnetz. Die Stadtwerke sind Miteigentümer des Laufwasserkraftwerks Schweinfurt. Gas wird vollständig zugekauft. Fernwärme wird von der Gemeinschaftskraftwerk Schweinfurt GmbH bezogen, die das Gemeinschaftskraftwerk Schweinfurt (GKS) betreibt.
Das Kernkraftwerk Grafenrheinfeld (KKG), das sich 3,4 km südwestlich von der Grenze des Stadtgebietes befindet, wurde 2015 stillgelegt. 2024 wurden die beiden 143 m hohen Kühltürme gesprengt. Bis 2033 ist der nukleare Rückbau geplant. Danach beginnt der konventionelle Abriss der Gebäude, der um 2035 beendet sein soll. Die schwach- und mittelradioaktiven Stoffe werden in der hierfür errichteten Bereitstellungshalle (BeHa) gelagert und die hochradioaktiven Abfälle im 2006 erbauten Brennelementbehälterlager (BELLA), das eine Laufzeit von 40 Jahren besitzt. Wo danach die radioaktiven Abfälle hinkommen steht noch nicht fest, da es noch kein zentrales Endlager gibt. Die beiden Gebäude BeHa und BELLA werden das Einzige sein, was nach dem Abbruch vom KKG übrigbleibt.
Der Leitungsknoten Bergrheinfeld am gegenüberliegenden Mainufer des Kernkraftwerks ist ein wichtiger europäischer Leitungsknoten der Hochspannungs-Gleichstrom-Übertragung. Er wird als ein Ende der geplanten Stromtrasse Suedlink und erstes Großprojekt in Erdverkabelung weiter ausgebaut.

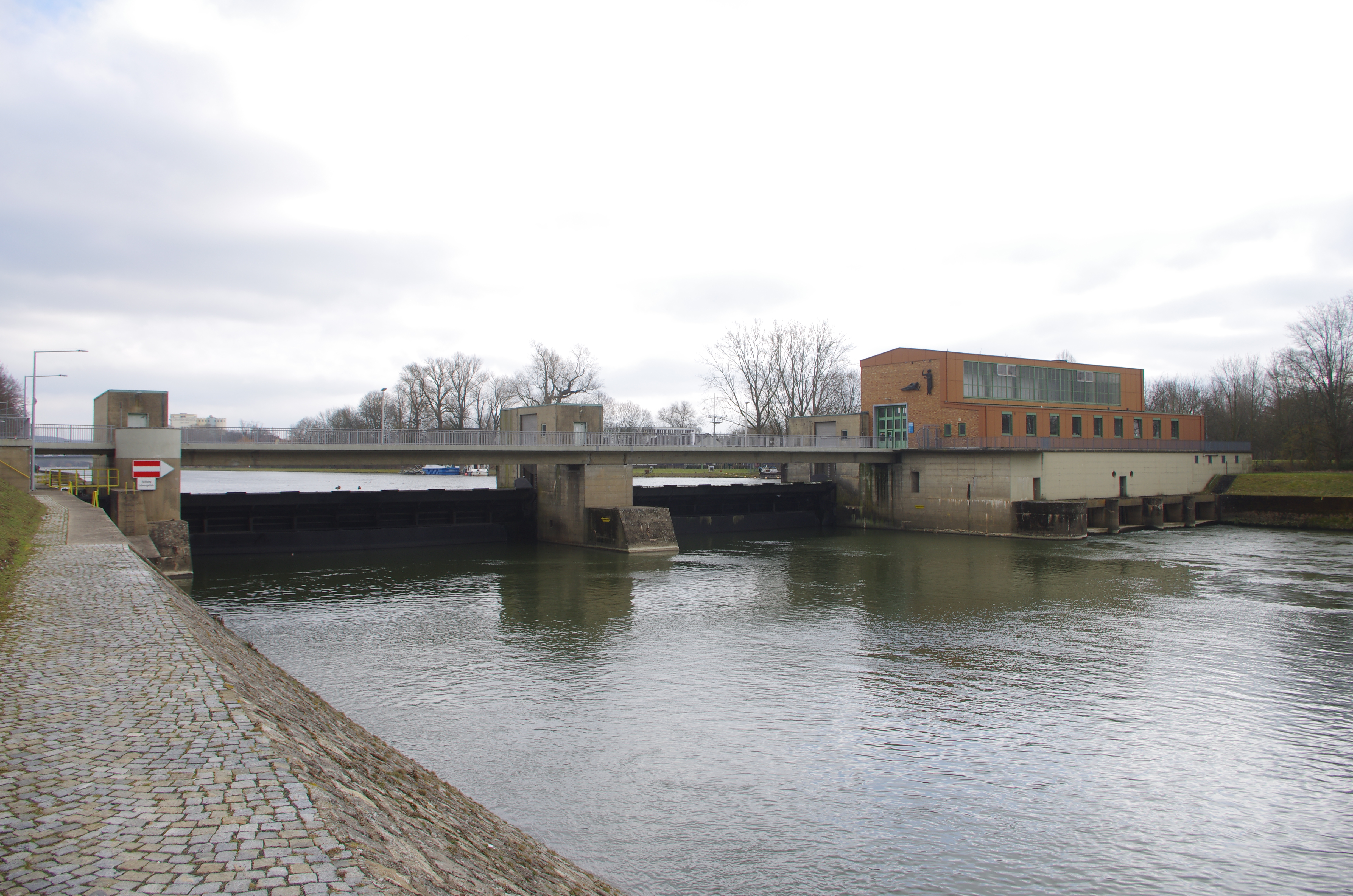
Laufwasserkraftwerk Schweinfurt am Main-Hauptarm
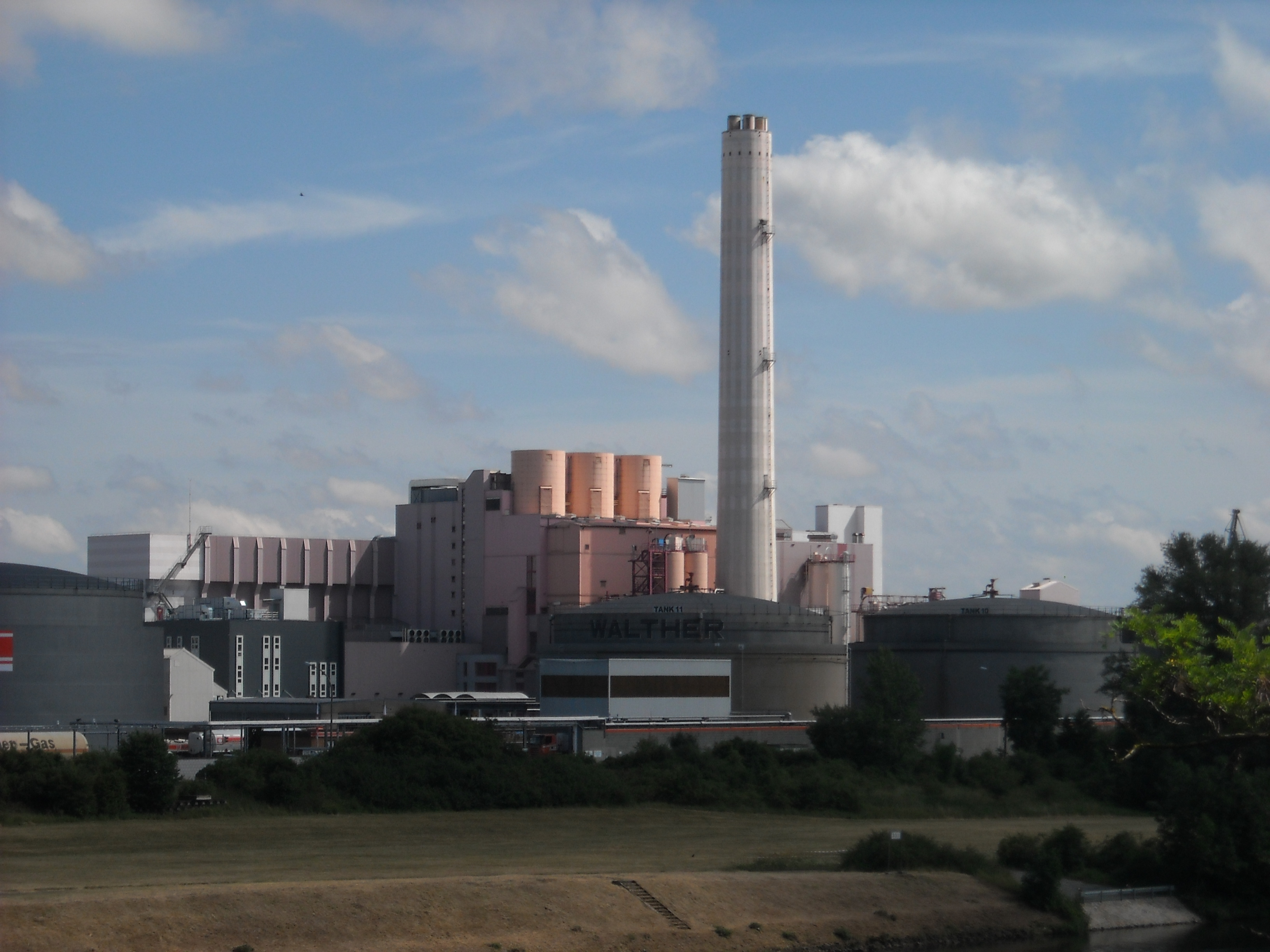
Gemeinschaftskraftwerk Schweinfurt (GKS) am Hafen
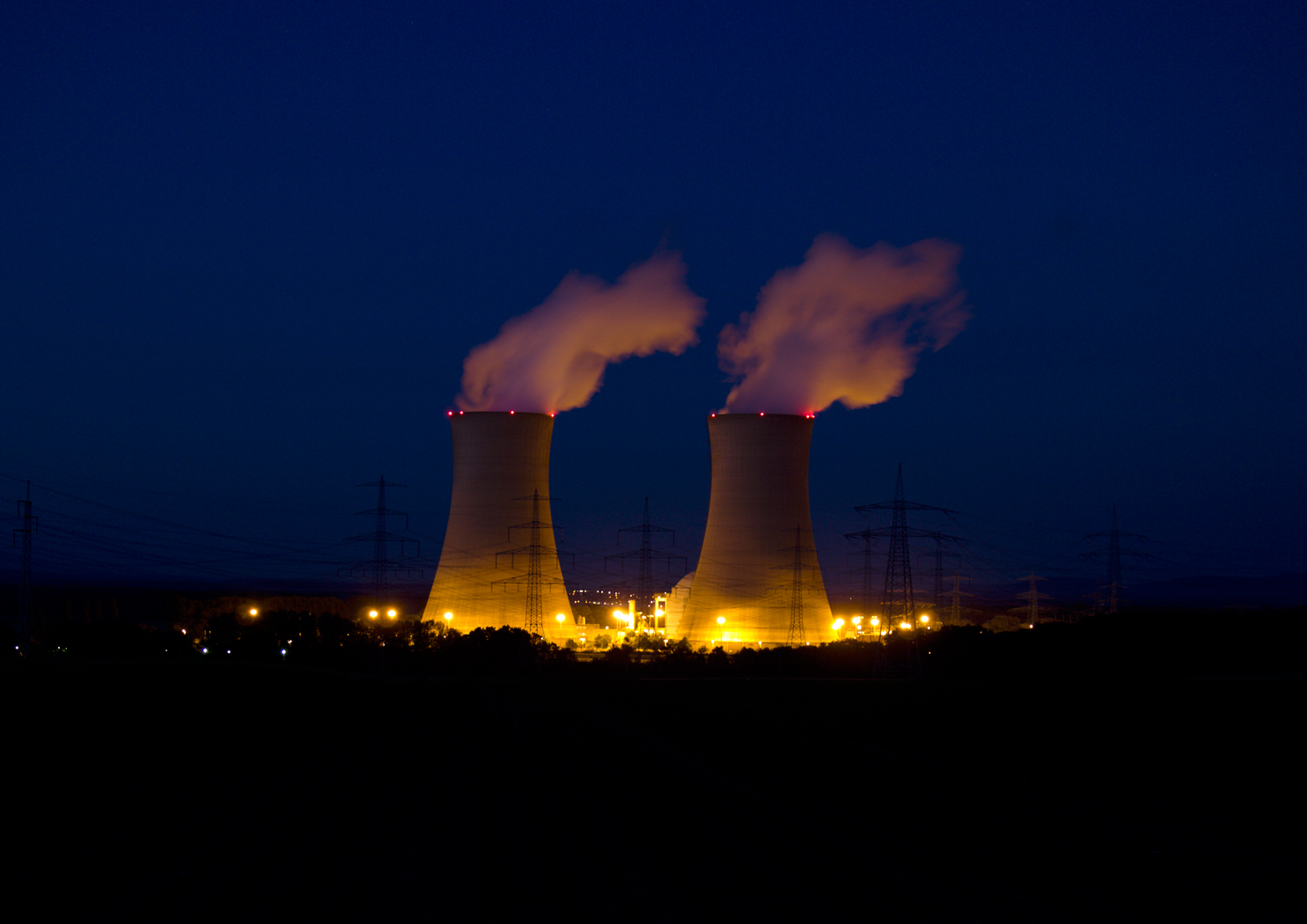
Kernkraftwerk Grafenrheinfeld (KKG). 2015 stillgelegt

### Wasserversorgung

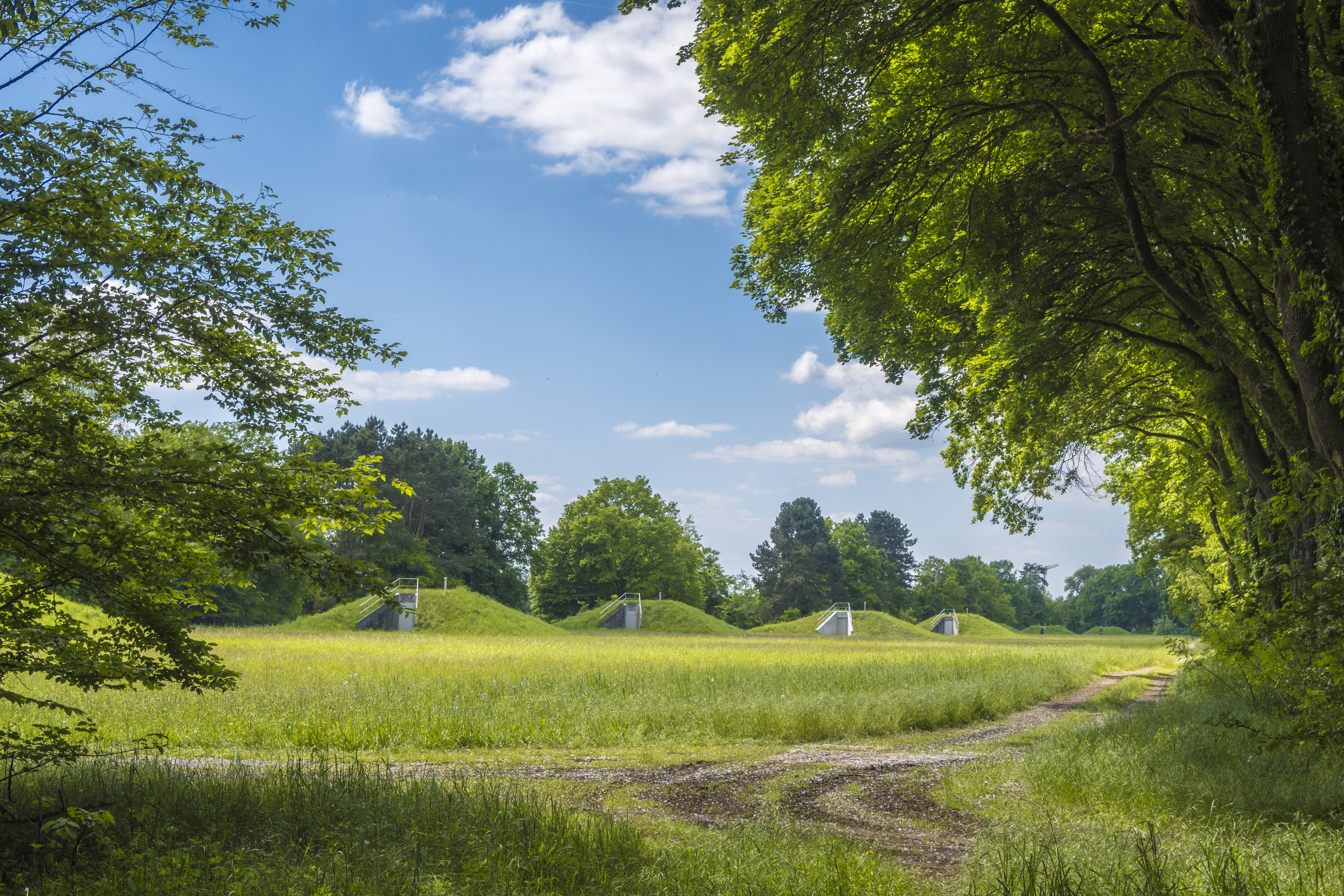
Maintal mit Trinkwasserbrunnen der Stadtwerke an den Wehranlagen

Die Wasserversorgung Schweinfurts wird durch 42 Brunnen an den Wehranlagen im Maintal und acht weiteren Tiefbrunnen sichergestellt, die von den Stadtwerken Schweinfurt betrieben werden. Zunächst werden die tief liegenden Stadtteile (Niederdruckzone) über Hochbehälter beliefert. Von hier wird Trinkwasser in höher gelegene Stadtteile (Hochdruckzone I) gepumpt und schließlich weiter in die Hochbehälter der am höchsten gelegenen Stadtbereiche (Hochdruckzone II). Das Schweinfurter Trinkwasser (Härtebereich III) hat nur geringe Nitratwerte und enthält viele Mineralien.
Das niederschlagsarme Unterfranken wird zusätzlich über den Main-Donau-Kanal mit Wasser aus den Speicherseen der Fränkischen Seenplatte versorgt.

### Wasserentsorgung
Die Kläranlage Schweinfurt ist auf 250.000 Einwohnerwerte ausgelegt und behandelt jährlich etwa 9.000.000 m³ Wasser. Sie wird derzeit (2025) um eine Vierte Reinigungsstufe zur Beseitigung von Spurenstoffen erweitert. Zusätzlich läuft ein Forschungsprojekt, bei dem Abwasser darüber hinaus bis zur Wiederverwendbarkeit in der Bewässerung aufbereitet wird, um die Grund- und Oberflächenwasser Ressourcen zu schonen.

## Öffentliche Einrichtungen

### Gesundheitswesen

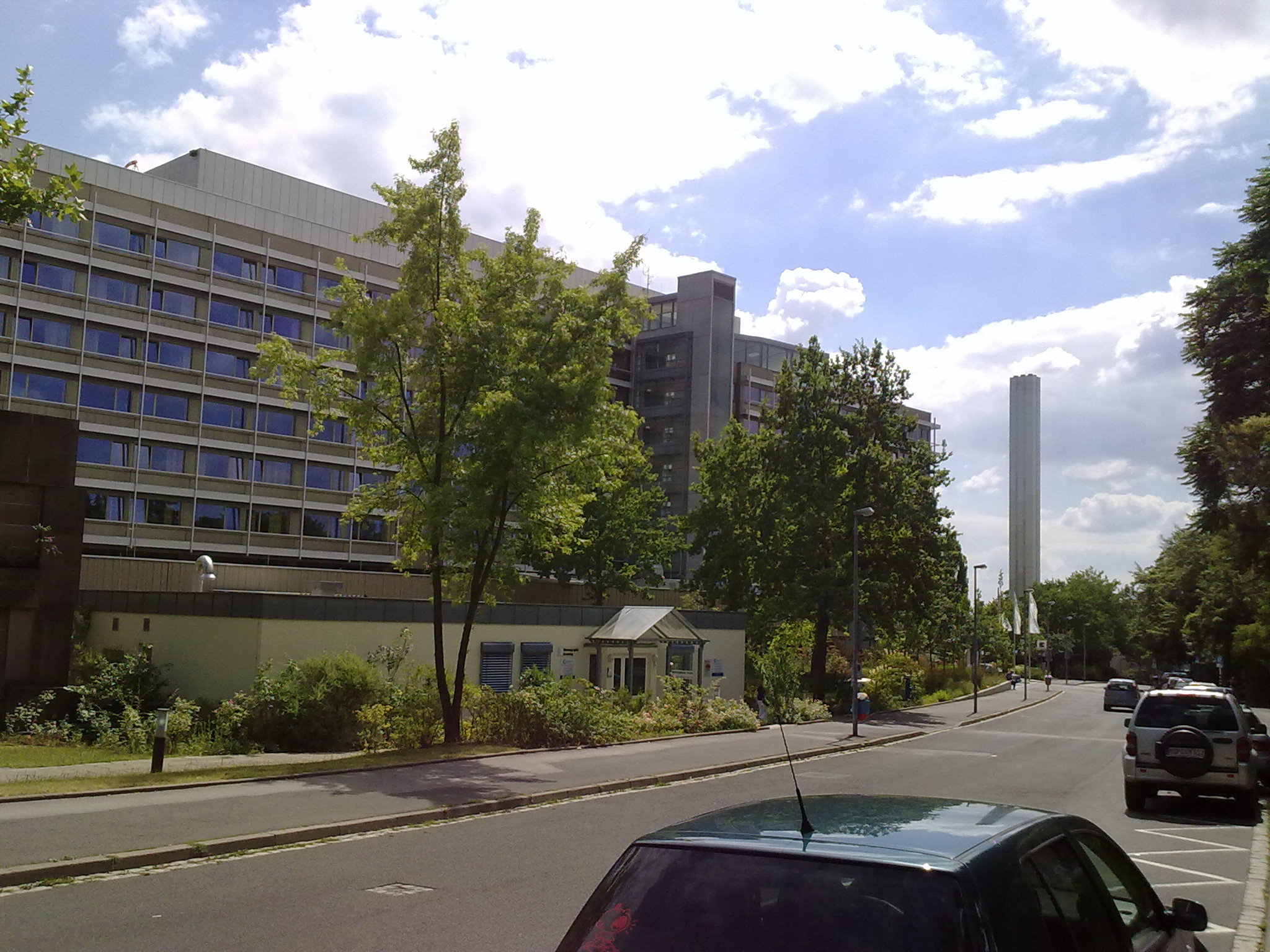
Leopoldina-Krankenhaus

Die Geschichte der Schweinfurter Krankenhäuser beginnt 1233, als König Heinrich VII., ein Urenkel von Barbarossa, ein von ihm begonnenes Spital unter seinen Schutz stellte.
Zur Geschichte der Spitäler Schweinfurts siehe auch: Leopoldina-Krankenhaus Schweinfurt, Vorgeschichte
Das Leopoldina-Krankenhaus (Volksmund: Leo) ist ein städtisches Akutkrankenhaus der Schwerpunktversorgung, mit 2000 Mitarbeitern, über 700 Planbetten, 15 bettenführenden Fachabteilungen, 6 Instituten und 12 Dialyseplätzen. 2019 wurde das „Leo“ im Klinikvergleich des Nachrichtenmagazins Focus als „Top regionales Krankenhaus“ ausgezeichnet. Auf dem Campus befinden sich zudem ein Medizinisches Versorgungszentrum (Ärztehaus) sowie weitere Institute.
Das Krankenhaus St. Josef ist ein katholisches Krankenhaus mit über 700 Mitarbeitern,  260 Betten, 7 bettenführenden Fachabteilungen und einer Palliativstation. Ihm ist ebenfalls ein Ärztehaus mit sieben Fachpraxen angegliedert.
Die Tagesklinik für Psychiatrie Schweinfurt ist eine Außenstelle mit 20 Betten des Krankenhauses für Psychiatrie, Psychotherapie und Psychosomatische Medizin Schloss Werneck. Die Augenklinik Mainfranken im Rückert-Centrum führt ambulante Operationen und Behandlungen durch. Das Ambulante Reha-Centrum am Hainig befasst sich mit Wiederherstellung und Erhalt der Beweglichkeit.

### Jugendhilfeeinrichtung
Das Haus Marienthal ist eine Jugendhilfeeinrichtung mit langer Tradition. 1854 wurde auf Initiative von Ludwig von Jan das Schweinfurter Waisen- und Rettungshaus eingeweiht. Seit 2000 gehören sämtliche Schülerhorte der Stadt Schweinfurt zum Haus Marienthal. Die einstmals protestantische Stiftungsschule wird noch von den historischen evangelischen Vororten (Reichsdörfer und Reichsritterschaften) unterstützt.

### Behörden
Schweinfurt entwickelte sich zu einem wichtigen Behördenstandort, mit Zuständigkeiten, die teilweise weit über die Region hinausgehen. In den 1990er Jahren wurde das Bayerische Landesamt für Statistik von München nach Schweinfurt teilverlagert; die Münchner Dienststelle wurde inzwischen geschlossen und als Ersatz eine Dienststelle in Fürth eröffnet. Derzeit wird in Schweinfurt die größte Bearbeitungsstelle des Finanzamtes München aufgebaut, mit 300 Stellen im Endausbau.

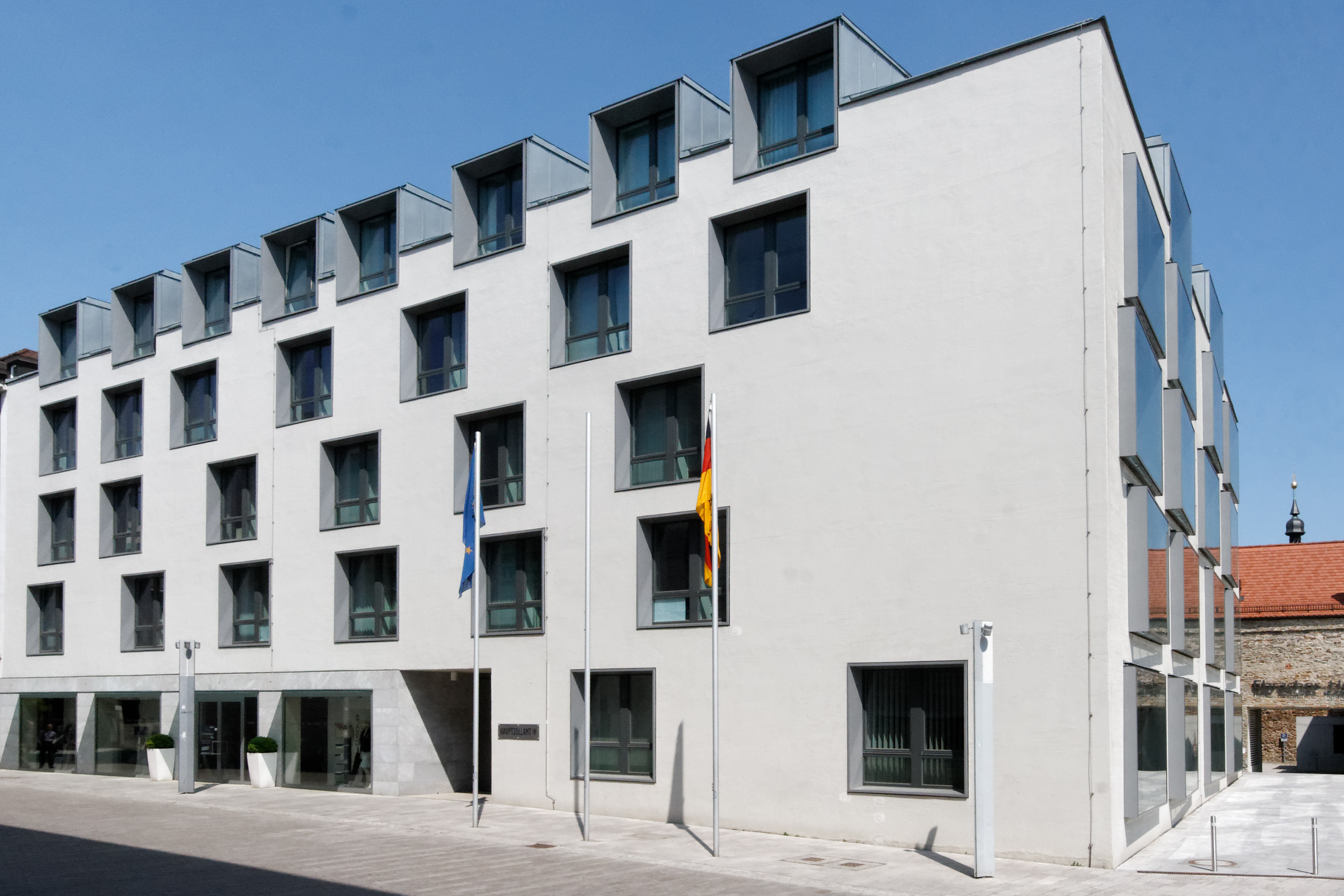
Hauptzollamt Schweinfurt

| - Agentur für Arbeit Schweinfurt, zuständig für die Region Main-Rhön - Amt für Digitalisierung, Breitband und Vermessung, zuständig für: Stadt Schweinfurt, Landkreis Schweinfurt und Landkreis Haßberge - Amt für Ernährung, Landwirtschaft und Forsten, zuständig für: Stadt Schweinfurt, Landkreis Schweinfurt und Landkreis Haßberge - Bayerisches Landesamt für Statistik, einzige Dienststelle neben Fürth (Hauptsitz) - Finanzamt Schweinfurt, zuständig für: Stadt Schweinfurt und Landkreis Schweinfurt. Erweiterter Amtsbezirk mit einzelnen Zuständigkeiten für: Landkreis Haßberge sowie die Räume Würzburg, Kitzingen und Bamberg - Finanzamt München, Außenstelle ab 2025/26 | - Hauptzollamt Schweinfurt, zuständig für Unterfranken und nahezu ganz Oberfranken - Staatliches Bauamt Schweinfurt, zuständig für die Region Main-Rhön - Staatliches Forstamt - Staatliches Gesundheitsamt - Staatliches Schulamt - Wasserstraßen- und Schifffahrtsamt Main, Dienstorte in Schweinfurt (ehem. Wasserstraßen- und Schifffahrtsamt Schweinfurt) und Aschaffenburg - Zollamt Schweinfurt, Dienststelle des Hauptzollamtes Schweinfurt |

### Justiz

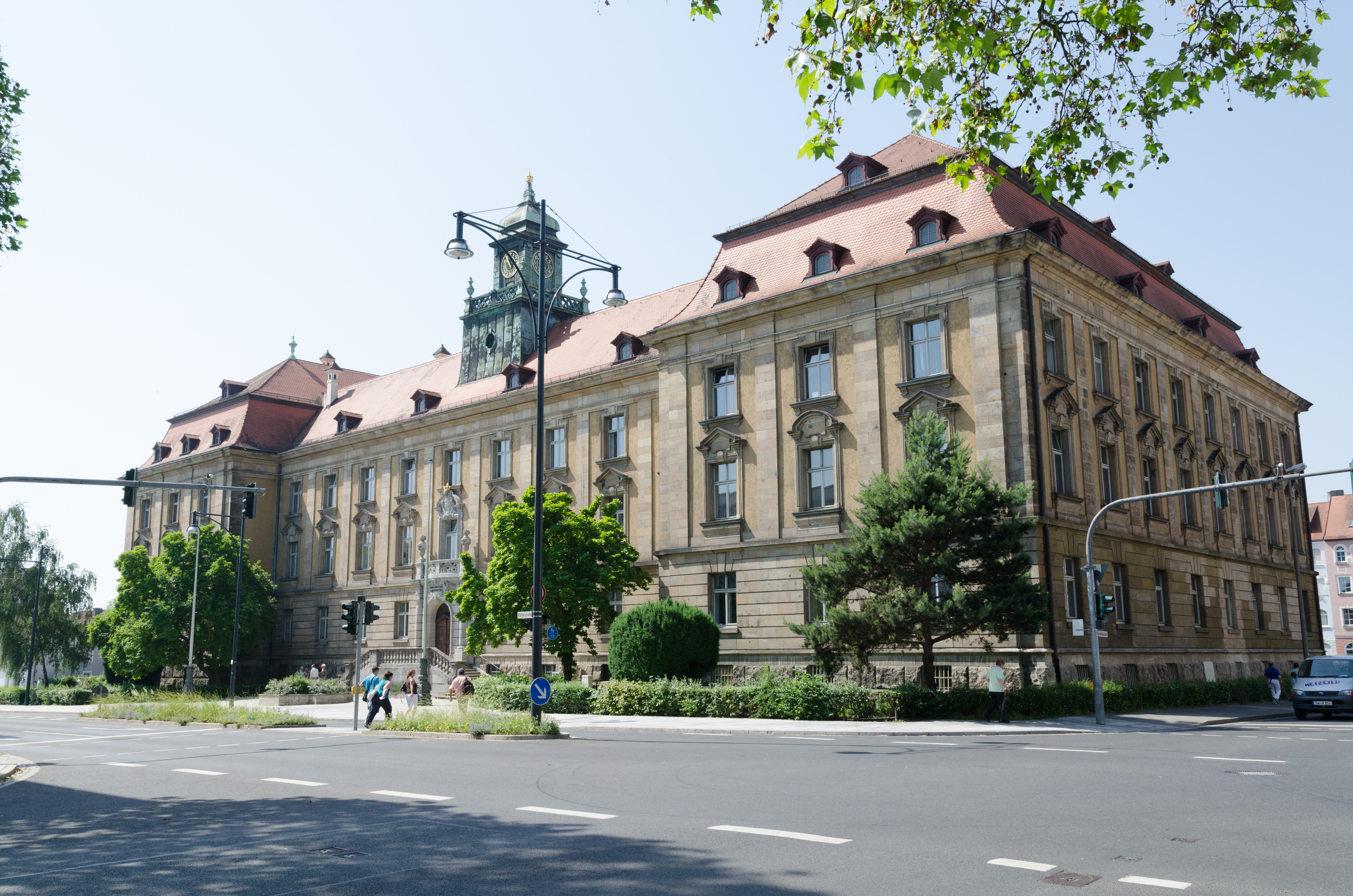
Justizgebäude in der Rüfferstraße

Schweinfurt gehört zum Gerichtsbezirk des Oberlandesgerichts Bamberg. In den 1990er Jahren wurde das Bayerische Landessozialgericht von München nach Schweinfurt teilverlagert.
| - Landgericht Schweinfurt - Amtsgericht Schweinfurt - Staatsanwaltschaft Schweinfurt | - Bayerische Landessozialgericht, zuständig für Nordbayern - Außenkammer des Arbeitsgerichts Würzburg - Justizvollzugsanstalt |

### Polizei
Die Polizeiinspektion (PI) Schweinfurt ist für die Stadt und den Landkreis Schweinfurt zuständig, mit Ausnahme des Altlandkreises Gerolzhofen. Bei Bedarf werden zudem schwerwiegende Umweltdelikte der Region Main-Rhön zentral von der PI Schweinfurt bearbeitet. Die Wasserschutzpolizei Schweinfurt gehört zur PI Schweinfurt und ist für 75 Main-Kilometer zwischen Limbach und Gerlachshausen sowie für diverse Gewässer in der Region Main-Rhön zuständig. Die Kriminalpolizeiinspektion (KPI) Schweinfurt ist für die Region Main-Rhön für die schwere Kriminalität zuständig. An der Schnittstelle der Autobahnen 7, 70 und 71 liegt die Verkehrspolizeiinspektion Schweinfurt-Werneck (Autobahnpolizei), welche verkehrs-, allgemeinpolizeiliche Aufgaben und Kriminalitätsbekämpfung auf den Bundesautobahnen im Bereich der Region Main-Rhön wahrnimmt. Bis zur Auflösung der US-Heeresgarnison Schweinfurt im Jahre 2014 gab es zudem die US-Militärpolizei (MP) Schweinfurt.

### Feuerwehren

#### Historie

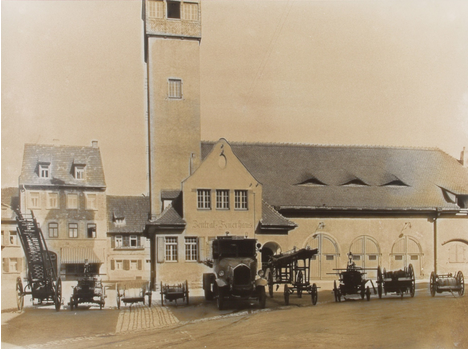
Feuerwache Zeughaus 1908–1952

| - Feuerwache Gießhaus (1865–1908). - Feuerwache Rathaus (1865–1908). - Feuerwehrhaus Oberndorf (1880–1909). - Feuerwache Zeughaus (1908–1952). | - Feuerwache Schillerschule (1952–1971). - Feuerwache Bodelschwingstraße (1971–1988). - Feuerwache Hainig (seit 1988). - Feuerwehr der US-Heeresgarnison Schweinfurt (bis 2014). |

#### Gegenwart
Heute sind in Schweinfurt mehrere Feuerwehren ansässig. Die Feuerwehr Schweinfurt besteht aus der Freiwilligen Feuerwehr und hauptamtlichen Kräften in der Feuerwache (Ständige Wache) am Hainig. Zudem gibt es drei Werkfeuerwehren (Schaeffler, SKF und ZF Friedrichshafen).

### Rettung
Der Zuständigkeitsbereich der Integrierten Leitstelle (ILS) Schweinfurt umfasst die Region Main-Rhön mit 18 Rettungswachen. Sie ist die flächenmäßig drittgrößte ILS Bayerns und koordiniert Rettungsdienste, Feuerwehren, Technisches Hilfswerk, Wasserwacht, die Deutsche Lebens-Rettungs-Gesellschaft (DLRG), Bergwachteinheiten und weiteres.

## Sport
Schweinfurt galt als Stadt des Sports. Diese Bezeichnung wird heute noch manchmal verwendet, obwohl die sportliche Blütezeit der Stadt in den 1930er Jahren lag, mit Nachwirkungen bis in die Nachkriegszeit. 

### Sachs-Stadion und Riedel Bau Arena

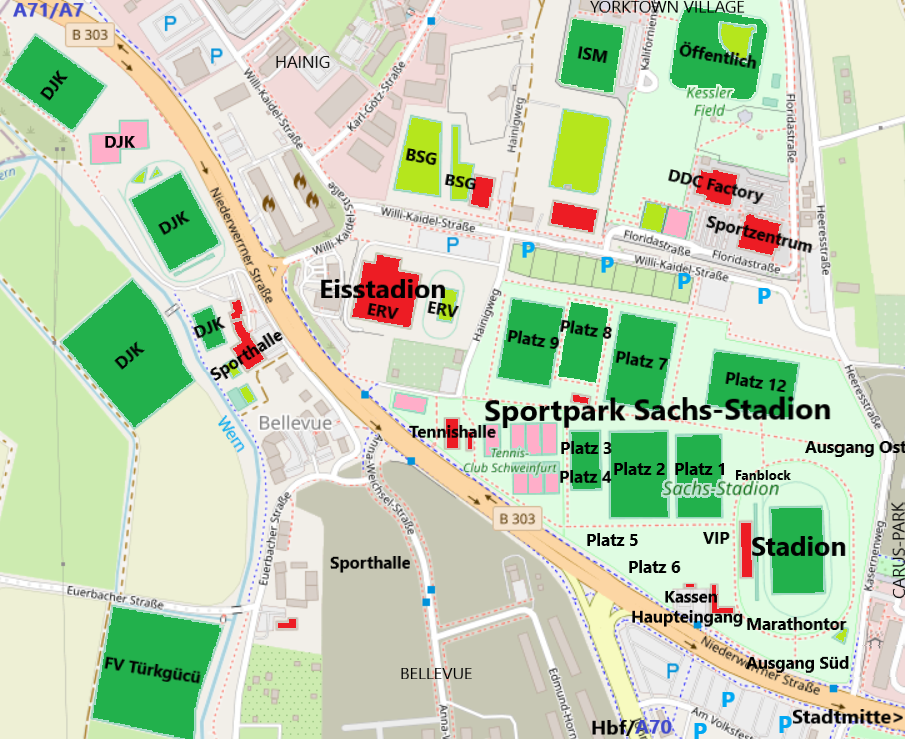
Sportpark Sachs-Stadion und umgebende Sportstätten. Das Stadion heißt seit 2025 Riedel Bau Arena, der Sportpark weiterhin Sachs-Stadion

Sachs-Stadion ist der Name für einen großen Sportpark. In ihm liegt die Riedel Bau Arena, ein Fußballstadion mit Leichtathletikanlage, mit einer Kapazität von ca. 12.000 Zuschauern (ursprünglich 22.000 Zuschauer). Sportpark und Stadion wurden von Willy Sachs, dem einstigen Alleininhaber der Schweinfurter Fichtel & Sachs AG, der Stadt Schweinfurt gestiftet. Der gesamte Komplex wurde 1936, eine Woche vor den Olympischen Spielen in Berlin, in Anwesenheit führender nationalsozialistischer Politiker als Willy-Sachs-Stadion eröffnet. Wegen der Verstrickungen von Willy Sachs mit dem Nationalsozialismus wurde er 2021 in Sachs-Stadion umbenannt. Er ist, neben dem Berliner Olympiastadion, die einzige, weiträumige Sportanlage aus den 1930er Jahren, die unter Denkmalschutz steht und eine der seltenen Vorkriegsanlagen, in denen bis heute keine größeren baulichen Eingriffe vorgenommen wurden. Die Haupttribüne des Stadions wurde im Bauhausstil vom Architekten des Stuttgarter Hauptbahnhofs Paul Bonatz entworfen. Das städtische Stadion ist seit seiner Eröffnung Heimstätte des 1. FC Schweinfurt 05.
Das Stadion war Austragungsort einiger Leichtathletikvorentscheidungen der gesamtdeutschen Olympiamannschaft 1960 zu den Olympischen Spielen 1960 in Rom, der Faustball-Weltmeisterschaft 1972 und der Faustball-Europameisterschaft 2012.

### Vereine
In Schweinfurt gibt es 76 Sportvereine und Betriebssportgemeinschaften (2020). Wie vielerorts wurden auch hier herkömmliche Sportvereine, insbesondere mit Fußballabteilungen, infolge der demografischen Entwicklung und aufkommender Trendsportarten dezimiert oder mussten neu organisiert werden, so auch Tennisclubs als Folge des Golfbooms.

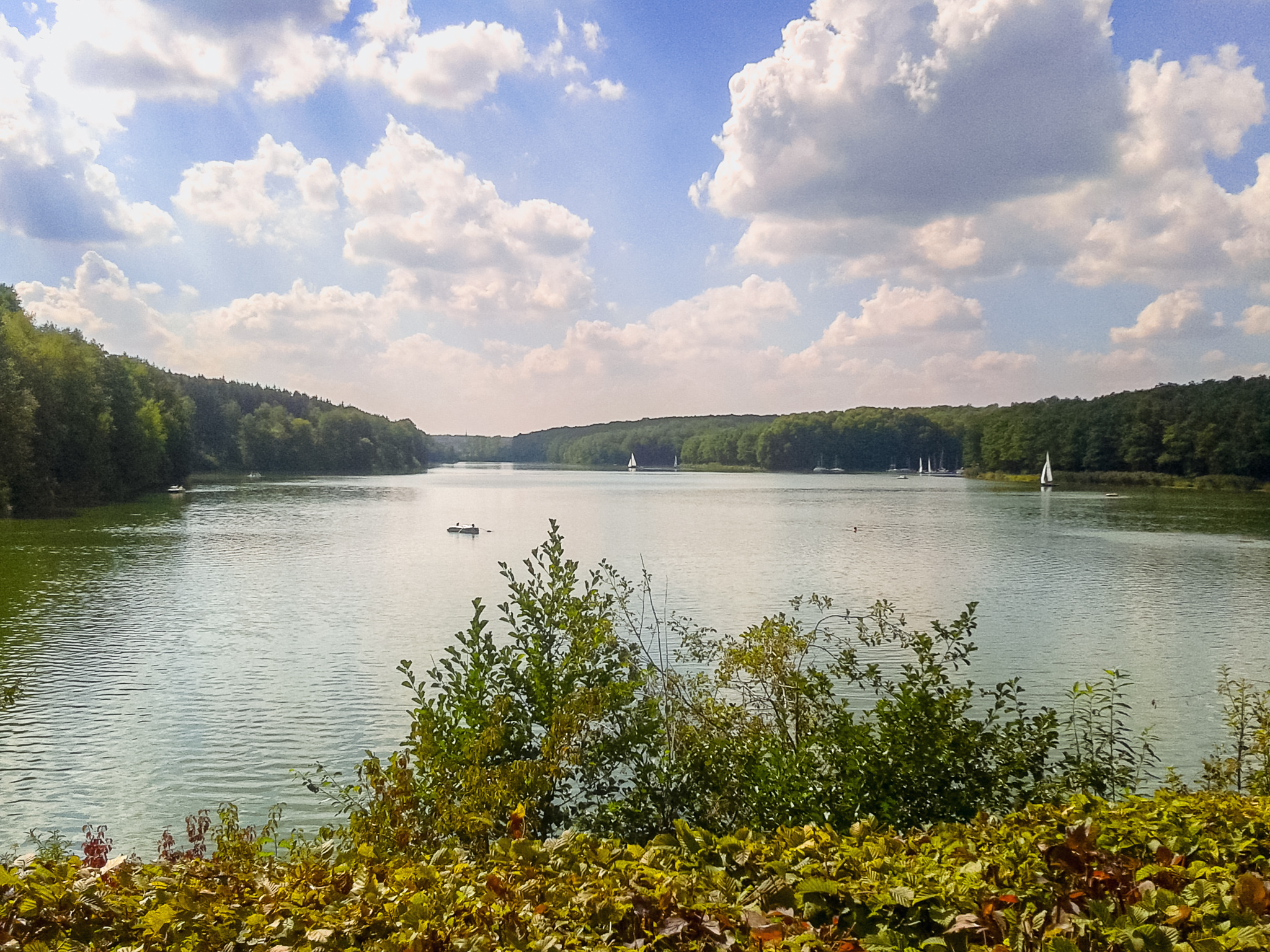
Ellertshäuser See, rechts Segelclub Ellertshäuser See Schweinfurt (SCES)

Die Bürgerliche Schützengesellschaft 1433 Freischütz von 1875 ist der älteste Verein der Stadt, der vermutlich schon vor 1433 bestand, noch vor Verbreitung des Schießpulvers, als Verein für Armbrustschützen. Die Turngemeinde Schweinfurt 1848 hat rund 3.000 Mitglieder. Der größte Verein der Stadt ist die Sektion Schweinfurt des Deutschen Alpenvereins mit 4.907 Mitgliedern (Stand: 31. Dezember 2024). Sie betreibt das DAV-Kletterzentrum in Schweinfurt, die Schweinfurter Hütte in den Stubaier Alpen und die Hütte an der Haselstaude in der Schweinfurter Rhön, in der sich auch der Bootshafen des Segelclubs Ellertshäuser See Schweinfurt (SCES) befindet.

### Fußball

Erste Europäische Fußballauswahl in London 1938. Der Herzog von Kent gratuliert Ander Kupfer, ganz links steht Albin Kitzinger – beide vom 1. FC Schweinfurt 05 und einzige Deutsche

Schweinfurt gilt als Fußballstadt mit langer Tradition. Am 12. Mai 1937, vier Tage vor der Geburtsstunde der Breslau-Elf, stellten Schweinfurter Fußballer in einem Testspiel der deutschen Fußballnationalmannschaft gegen Manchester City im Sachs-Stadion die gesamte Läuferreihe, mit Andreas Kupfer, Albin Kitzinger (beide 1. FC Schweinfurt 05) und Robert Bernard (VfR 07 Schweinfurt). Der italienische Doppelweltmeistertrainer Vittorio Pozzo stellte erstmals eine Europäische Fußballauswahl zusammen, die am 26. Oktober 1938 im Highbury in London gegen England spielte. In dieser ersten Weltelf der Fußballgeschichte waren zwei Deutsche vertreten, Kupfer und Kitzinger. Kupfer war zudem der erste Kapitän der Fußballnationalmannschaft der Bundesrepublik Deutschland, im Spiel gegen die Schweiz 1950. Günter Bernard vom FC 05 war in den 1960er Jahren Nationaltorhüter, mit 5 Einsätzen.
Bei der Fußball-Weltmeisterschaft 2006 gastierte die tunesische Nationalmannschaft in Schweinfurt und trainierte im Sachs-Stadion.

#### 1. FC Schweinfurt 05

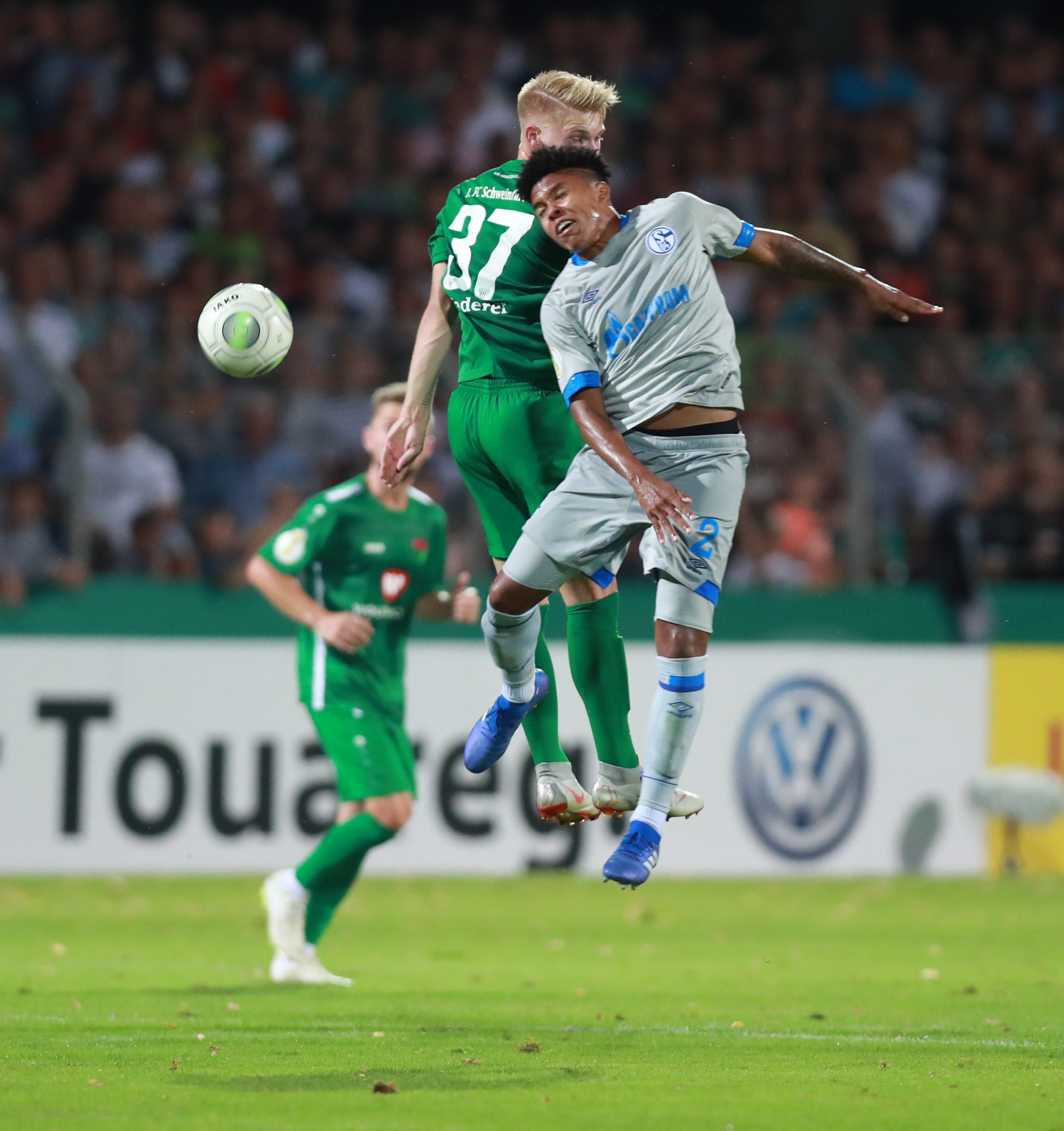
Weston McKennie (FC Schalke 04) und Stefan Maderer (FC 05, Mitte). DFB-Pokal 2018/19 im Sachs-Stadion

Die größten Erfolge des FC 05 waren das Erreichen der Endrunden zur deutschen Meisterschaft 1939 und 1942 sowie 1936 des Halbfinales im Tschammerpokal (Vorläufer des DFB-Pokals). Der Verein brachte mehrere National- und Weltklassespieler hervor (siehe: Fußball). In den 1930er und Anfang der 1940er Jahre war der FC 05 nach dem 1. FC Nürnberg die Nummer 2 im bayerischen Fußball. Von 1931 bis zur Einführung der 1. Bundesliga 1963 spielte der FC 05 ohne Unterbrechung in der jeweils höchsten nationalen Spielklasse. Zweimal (1966 und 1975) misslang der Versuch in die 1. Bundesliga aufzusteigen. 1974 wurde der FC 05 Gründungsmitglied der 2. Fußball-Bundesliga, in der Saison 2001/02 gehörte er zum dritten und bisher letzten Mal der 2. Liga an. In der Saison 2024/25 stieg der FC 05 aus der Regionalliga Bayern in die 3. Fußball-Liga auf.

#### VfR 07 Schweinfurt
Der einstige Lokalrivale VfR 07 spielte von 1939 bis 1941 ebenfalls in der höchsten Spielklasse, der Gauliga Bayern, im Stadion am Hutrasen. Der größte Erfolg des Vereins war 1940 das Erreichen der zweiten Hauptrunde des Tschammerpokals, in der er gegen Rapid Wien ausschied. Robert Bernard vom VfR 07 absolvierte 1936 zwei Länderspiele in der deutschen Fußballnationalmannschaft. 2015 wurde der VfR 07 aufgelöst.

### Weitere Sportarten

#### Leichtathletik

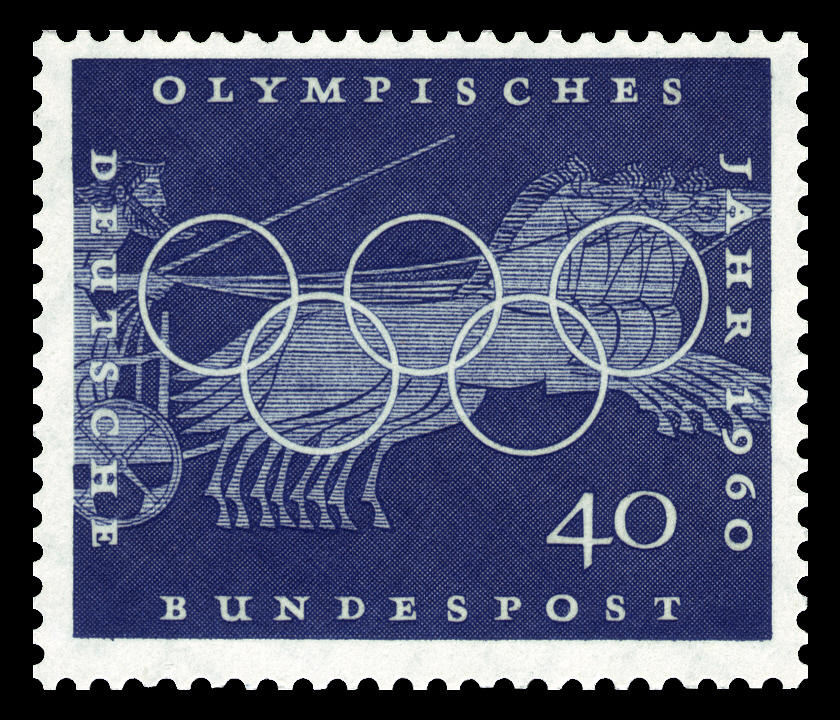
Briefmarke Olympisches Jahr 1960. Mit deutschen Leichtathletik-Vorentscheidungen im Sachs-Stadion

Einige Leichtathletikvorentscheidungen der gesamtdeutschen Olympiamannschaft für die Olympischen Spiele 1960 in Rom fanden im Schweinfurter Sachs-Stadion statt.

#### Eisschnelllauf, Eis- und Rollhockey

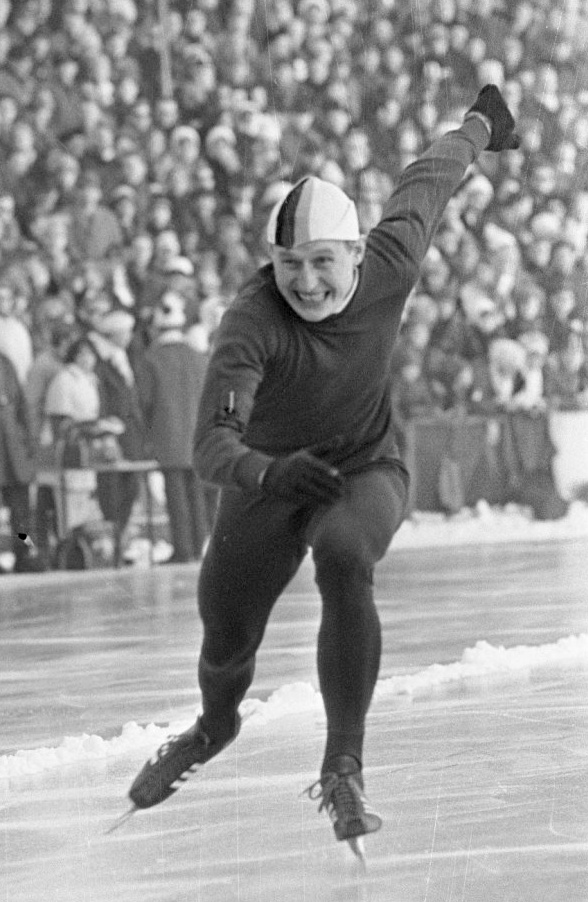
Günter Traub bei WM in Oslo 1967

Aus dem Eislauf- und Rollschuhverein ERV Schweinfurt ging der zweimalige Eisschnelllauf-Weltrekordinhaber im Großen Vierkampf und viermalige Weltmeister im Rollschnelllauf Günter Traub hervor. Er trainierte von 1969 bis 1970 die US-amerikanische Nationalmannschaft im Eisschnelllauf. In den 1960er Jahren bildete der ERV Schweinfurt das Zentrum des deutschen Rollhockeys und stellte fast die gesamte Nationalmannschaft. Die größten Erfolge der Eishockeymannschaft des ERV (seit 2003 Mighty Dogs) waren zwei Spielzeiten in der 2. Liga Süd von 1994 bis 1996 und die Meisterschaft in der Oberliga Süd/Ost 2003.

#### Radfahren
Die größten Erfolge erzielte der Verein mit deutschen Vizemeisterschaften im Mannschaftsfahren 1934 und 1935 sowie im Radpolo 1967.
Die beiden letztgenannten Vereine stehen auch in Verbindung mit der Fahrrad- und Rollschuhtradition der Stadt, in der Fahrräder, Skateboards, Inlineskates und dazugehörige Kugellager hergestellt wurden bzw. werden.

#### Rudern
Der Ruder-Club Franken unterhält eine 1000 Meter lange Regattastrecke auf dem Main. Sie ist neben der Olympiaanlage in Oberschleißheim eine der beiden bayerischen Regattastrecken. In den geraden Jahren finden die bayerischen Meisterschaften im Rudern auf der Olympiaanlage statt und in den ungeraden Jahren in Schweinfurt, wo auch bereits die deutschen Sprintmeisterschaften und der Deutsche Rudertag ausgetragen wurden.

#### Kanu-Wildwasser
Die Wildwasser-Abteilung der DJK Schweinfurt bietet Wildwasserfahren auf dem Saumain an. Der angrenzende Mühlenkanal der Cramermühle auf der Böckleinsinsel wurde ebenfalls bereits als künstliche Wildwasseranlage genutzt.

#### Stand Up Paddling
Die Kanu-Abteilung der DJK Schweinfurt bietet Stand Up Paddling (SUP) oberhalb der Staustufe Schweinfurt an, auf dem hier bis 170 m breiten Main.

#### Faustball und Korbball
Die Faustball-Weltmeisterschaft 1972 und die Faustball-Europameisterschaft 2012 der Männer fanden im Sachs-Stadion statt. Für Korbball ist der Raum Schweinfurt, neben Niedersachsen, das deutsche Zentrum.

#### Golf

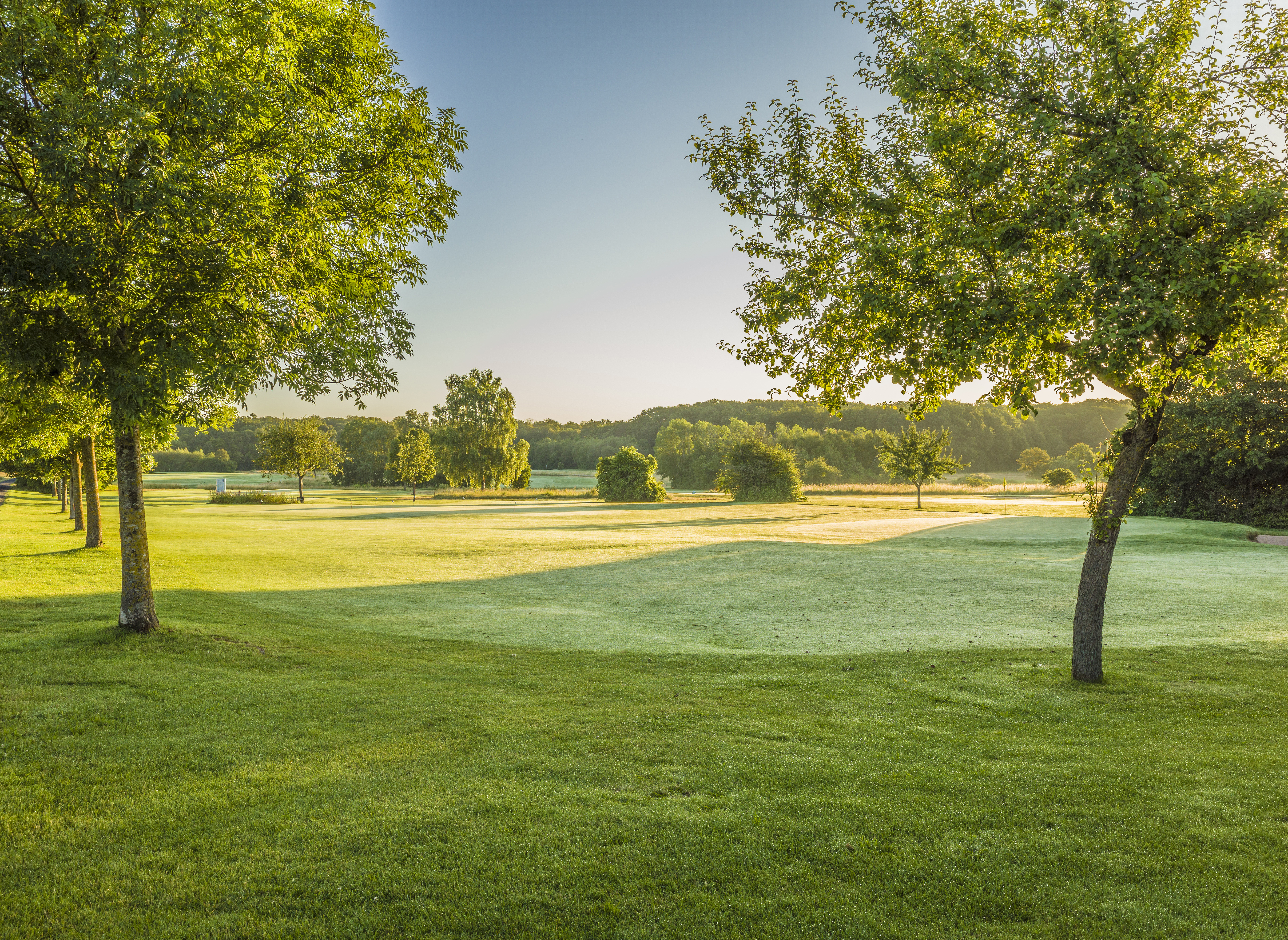
Öffentlicher 6-Loch-Golfplatz des Golf-Clubs Schweinfurt in Löffelsterz

Der Golfclub Schweinfurt gehört mit 1128 Mitgliedern (2023) zu den größeren Vereinen der Stadt. Er betreibt in Löffelsterz eine 18-Loch-Anlage, einen öffentlichen 6-Loch-Kurzplatz (keine Platzreife nötig) und eine öffentliche Driving Range.
Die Golfakademie Hoppachshof liegt 4 Kilometer weiter nordwestlich, mit einem öffentlichen 3-Loch-Platz mit Driving Range.
Siehe auch: Golfclub Schweinfurt, Anlage in Löffelsterz

## Freizeit
Siehe auch: Abschnitt Kultur

### Promenaden, Strände und Wälder
An der Gutermann-Promenade befinden sich Anlegestellen für die Schweinfurter Personenschifffahrt (Rundfahrten), für die Vermietung von „Grillbooten“ (Grillen auf dem Boot) und für Sportboote. Die Mainlände ist Anlegestelle für Flusskreuzfahrtschiffe, daneben in der Mainbastion (Gerberstieglein-Schanze) liegt der Stadtstrand Schweinfurt. Zwischen Main und Sennfelder Seenkranz ziehen sich die Wehranlagen 2 Kilometer hin, mit Bademöglichkeit, Sportclubs, Bootshäfen und Gastronomie. Im Süden der Stadt, am Schwebheimer Wald, liegt die Naherholungsanlage Baggersee, mit 26 Hektar großem Badesee, 1 Kilometer langem Strand, Rundweg, Bootsvermietung und Waldseilgarten. Drei weitere Badeseen liegen hier jenseits der engen Stadtgrenzen (siehe auch: Gewässer).
Die Schweinfurter Rhön (Hesselbacher Waldland) erstreckt sich mit ihrem dichten Wanderwegenetz bis in den Norden des Stadtgebiets, mit Zellergrundbach, Höllental,  Wildpark an den Eichen, Biergärten, Silvana-Freizeitbad und Kletterhalle des Deutschen Alpenvereins. Südöstlich liegt der Hainberg, ein Tafelberg mit ausgedehntem Wanderwegenetz und der Mainleite, einem Steilhang mit historischen Weinbergen. An der Peterstirn, am Karlsturm, liegt ein Weingut (Weinfeste).

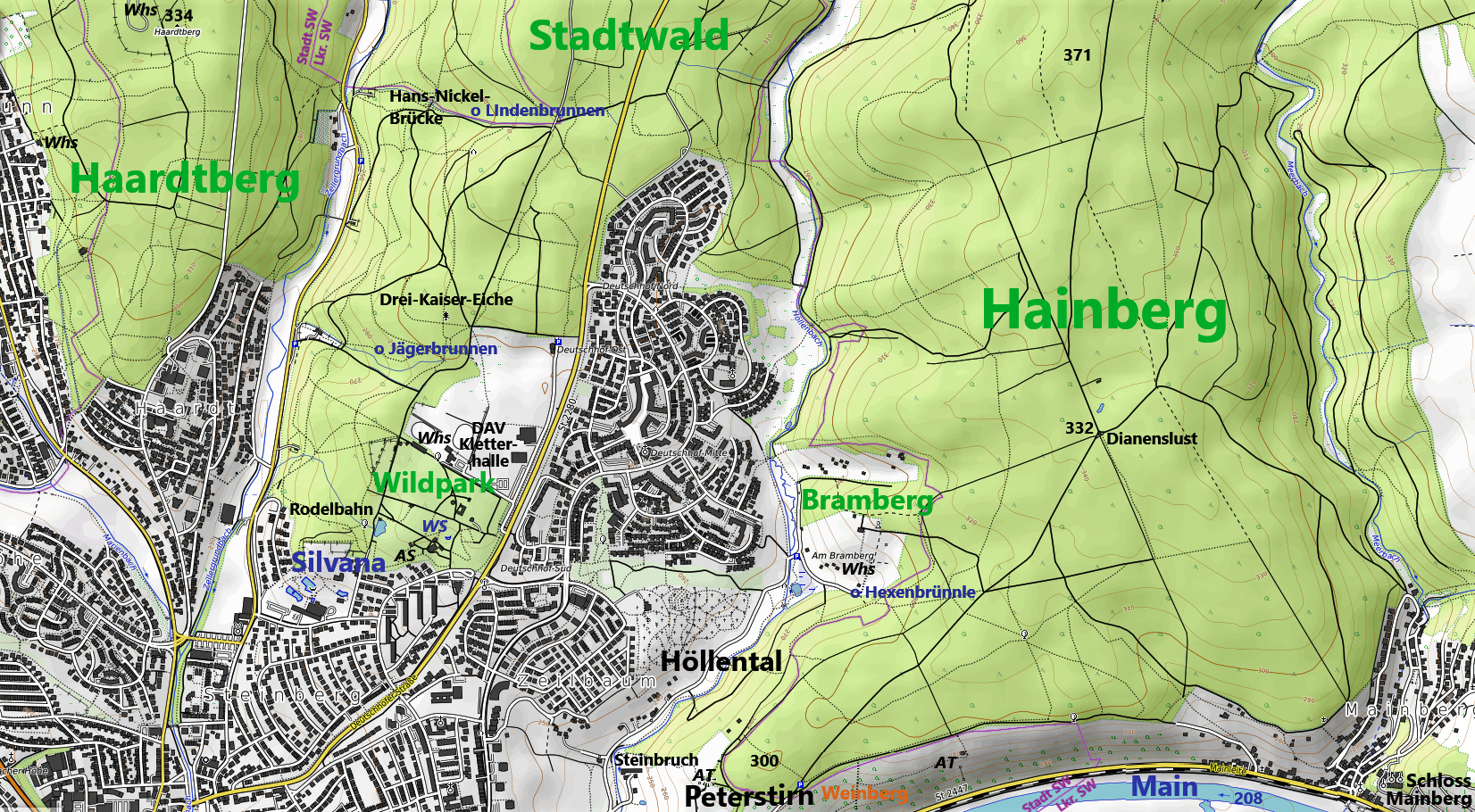
Nordöstliches Stadtgebiet, mit Ausläufern der Schweinfurter Rhön, dem größten Naherholungsgebiet der Stadt. Legende: AT = Aussichtsturm/Terrasse, AS = Abenteuerspielplatz, WS = Wasserspielplatz, Whs = Wirtshaus mit Biergarten
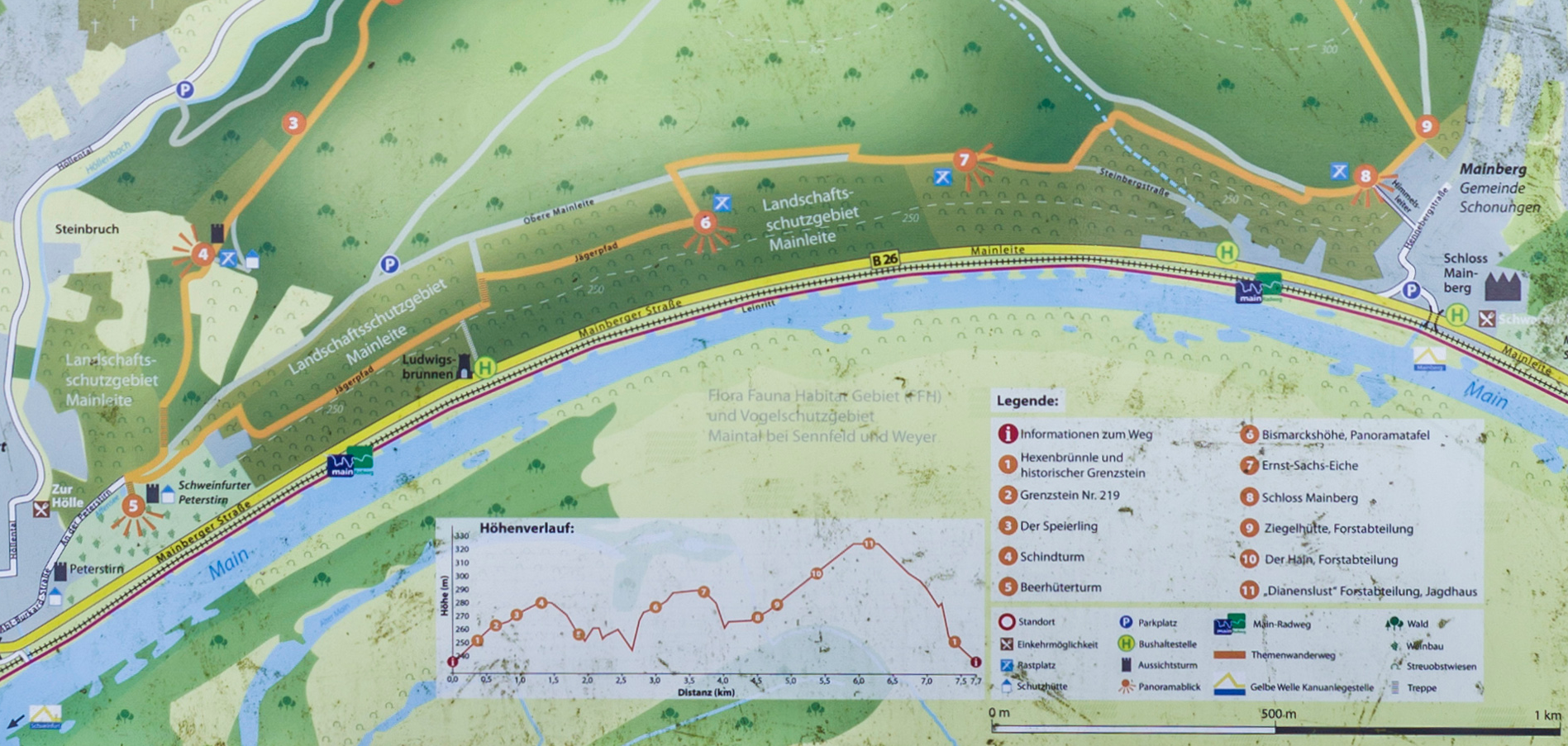
Mainleite (südöstlicher Rand der linken Karte) mit Wander- und Radwegen, Aussichtspunkten und Einkehrmöglichkeiten

Eislauf ist auf der Natureisbahn an der Ludwigsbrücke und im Icedome am Sachs-Stadion möglich. Durch das Stadtgebiet läuft eine Klimascheide, mit dem wintermilden Main-Tiefland im Süden und der Schweinfurter Rhön, die nahe an Vorrhön und Haßbergen liegt, im Norden, mit einer Rodelbahn vom Stadtwald ins Tal des Zellergrundbachs.

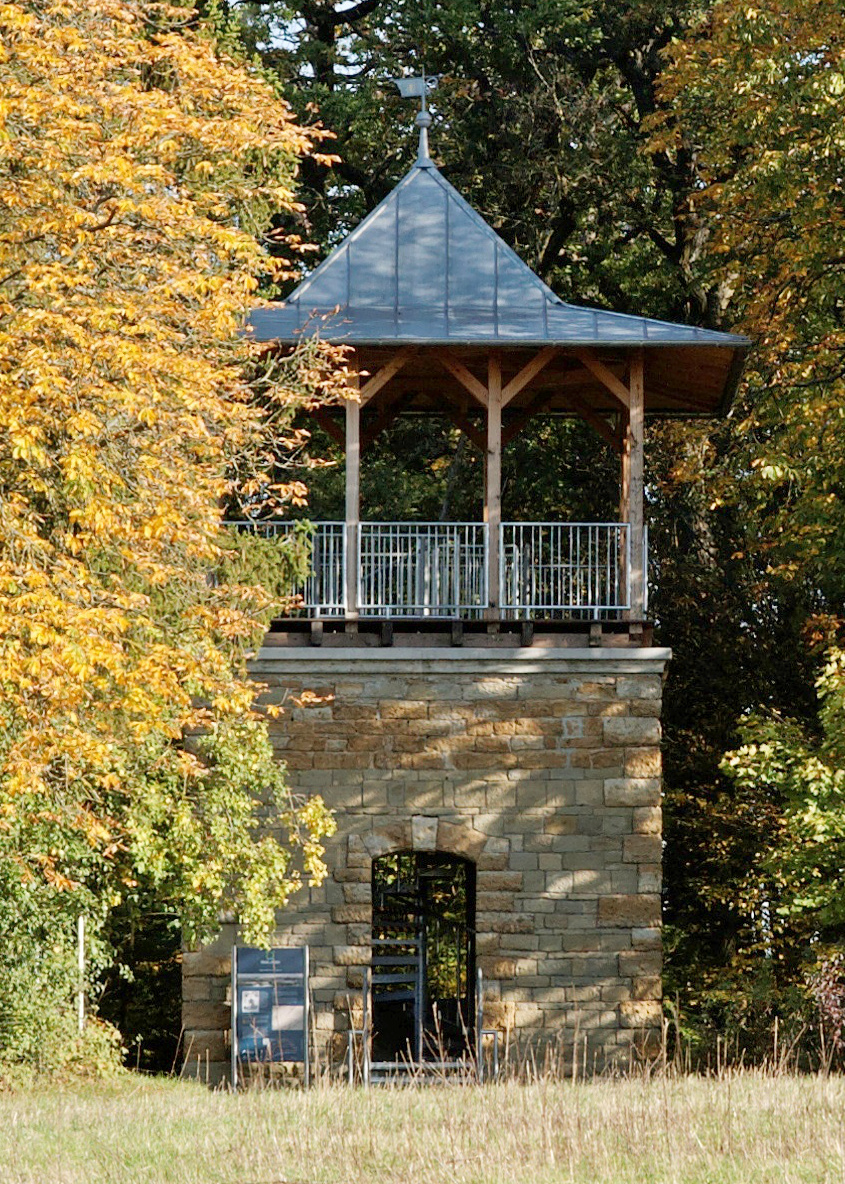
Schindturm über dem Höllental
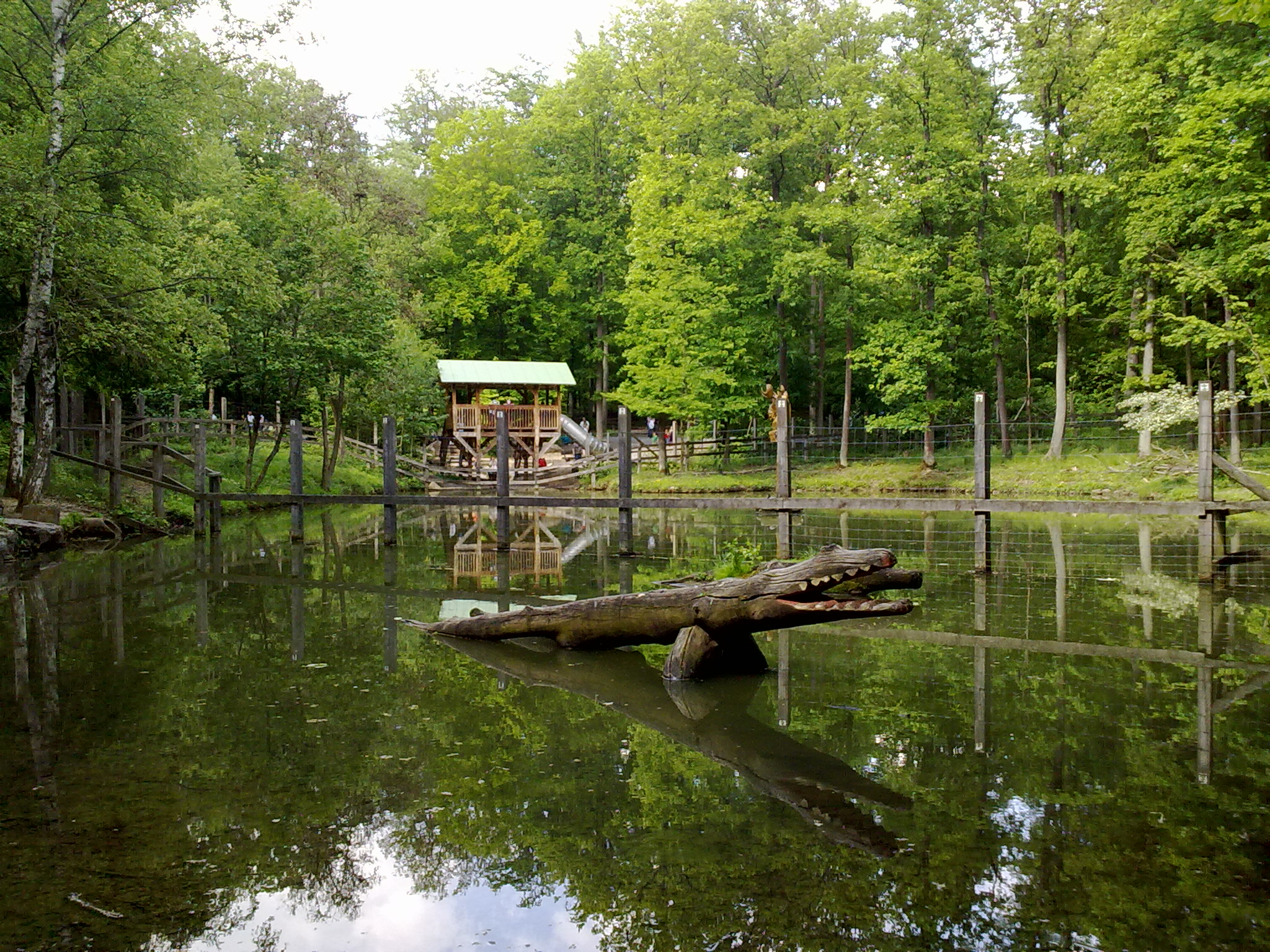
Wildpark an den Eichen im Sommer...
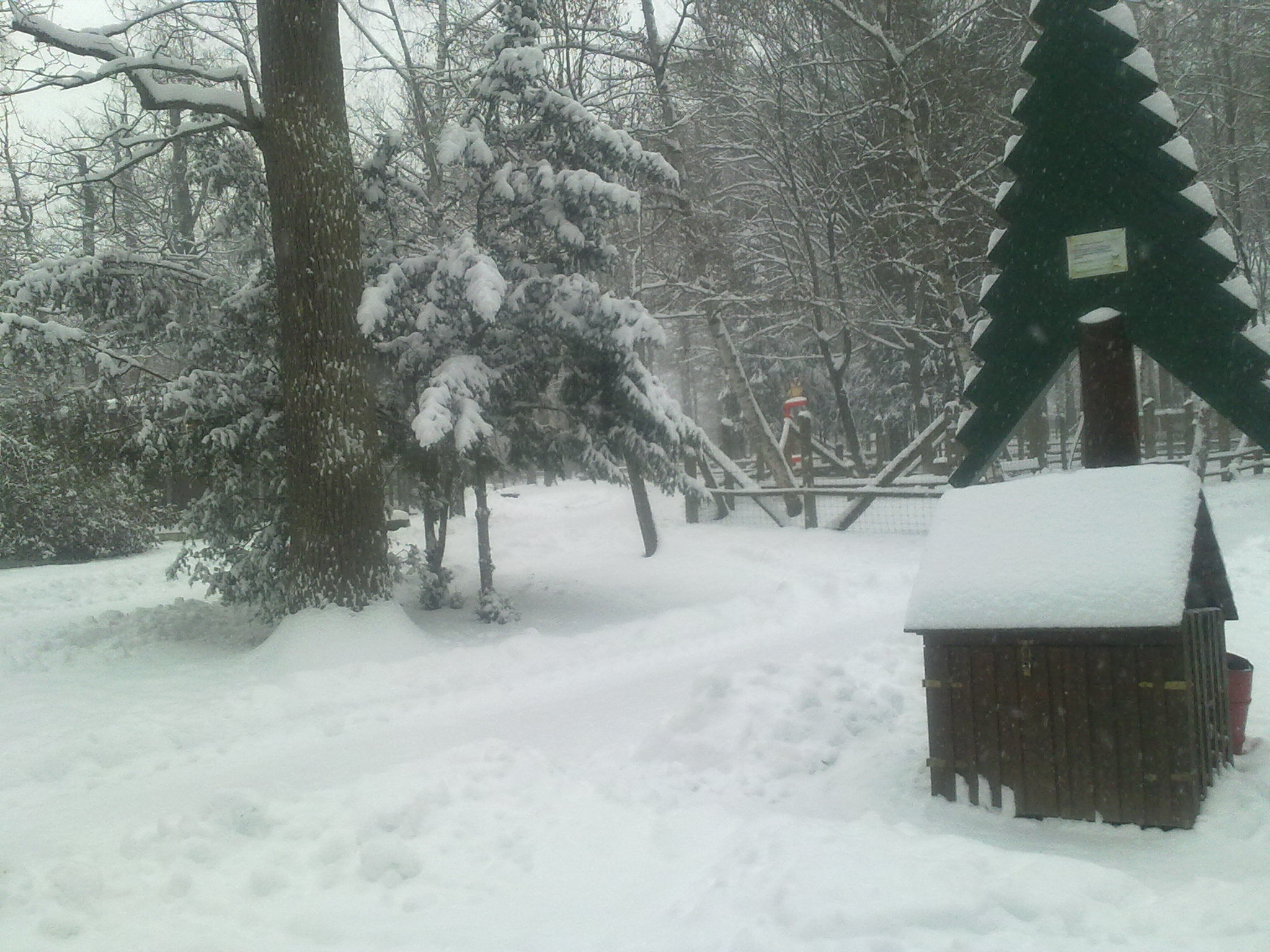
...und im Winter, in den Ausläufern der Schweinfurter Rhön im Norden der Stadt
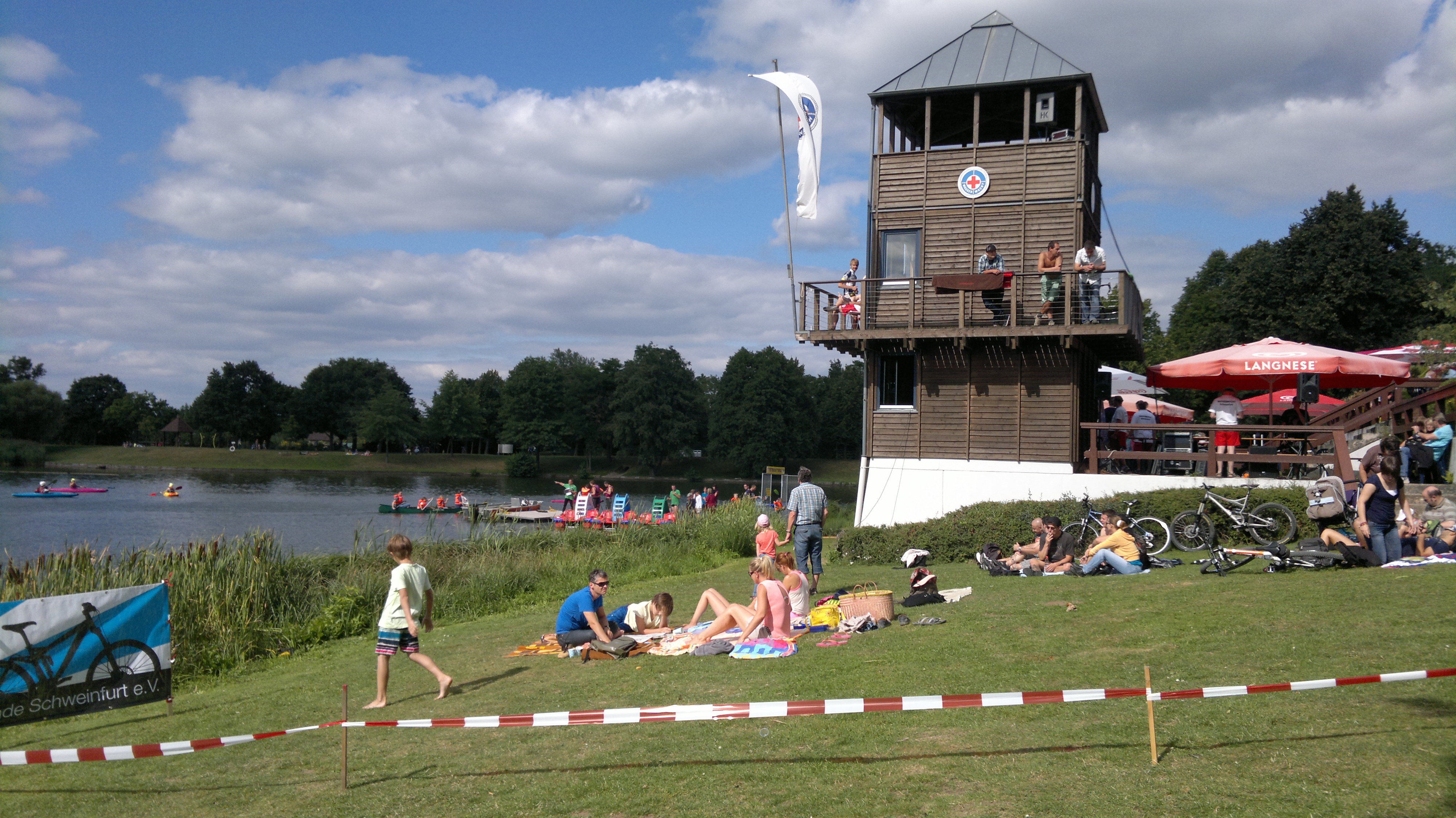
Naherholungsanlage Baggersee im Main-Tiefland im Süden der Stadt

Siehe auch: Wälder, Parks und Schutzgebiete

### Fernwege
In der Stadt beginnen drei Fernwanderwege: Ein Ast des Unterfränkischen Jakobswegs führt ins Biosphärenreservat Rhön zum Kreuzberg (928 m), ein Weg zum Schweinfurter Haus am Gangolfsberg (736 m) und der Friedrich-Rückert-Wanderweg führt vom Geburtshaus des Dichters am Markt durch die Haßberge nach Neuses bei Coburg. Schweinfurt liegt zudem an der Kreuzung von vier Radfernwegen (siehe: Radwege).

### Nachtleben

#### Lokale

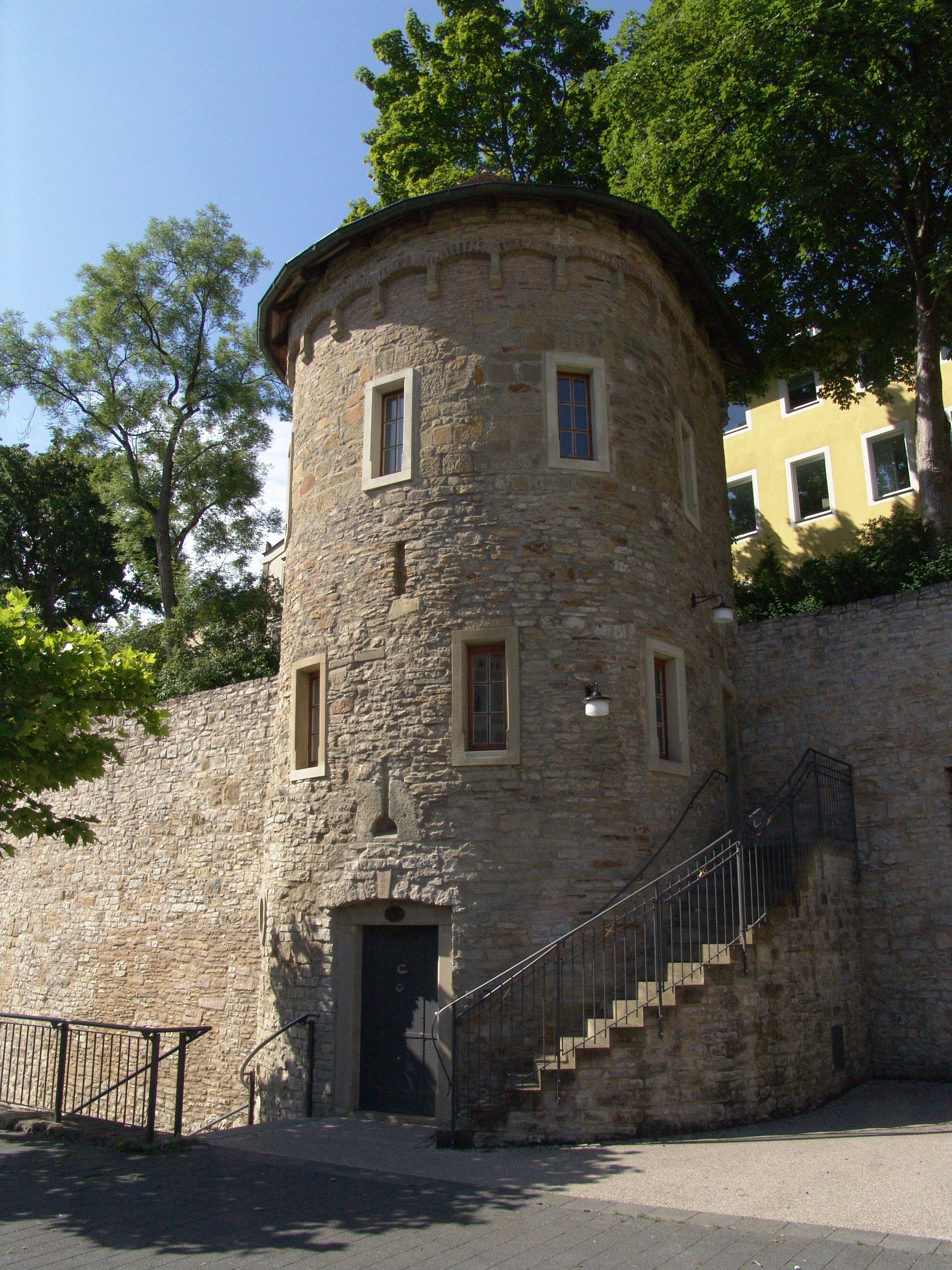
Weinstube s' Türmle Unterer Wall

Alte Kneipenmeile Bauerngasse während der Altstadtsanierung 2018

Die Niederwerrner Straße um den mittleren Bereich (Allee mit Vorgartenzone) war bis zur Schließung der US-Heeresgarnison Schweinfurt 2014 ein deutsch-amerikanischer Boulevard, mit Eiscafés, Pizzerien (La Gondola seit 1959) und Nachtlokalen, die z. T. erhalten blieben.
Die 1990er Jahre waren die Blütezeit der Kneipenmeile in der nördlichen Altstadt, die sich von der Oberen Straße über Kornmarkt und Bauerngasse bis zum Zeughaus hinzog, mit im Kern über 100 Jahre alten Wirtshäusern. Hier wurde 1993 das Kneipenfestival Honky Tonk erfunden (siehe: Festivals).
Die Altstadt um das Rathaus entwickelte sich in neuerer Zeit zu einem gastronomischen Quartier, mit Restaurants und Trendlokalen gehobener Qualität.

#### Kinos
In der Stadt gibt es 14 Kinosäle. Das Weltbio Kino-Center aus den 1950er Jahren wurde zum Schachtelkino mit fünf Sälen umgebaut. Unweit davon eröffnete 2009 die Filmwelt Schweinfurt, ein Multiplex-Kino in 3-D, mit sieben Sälen und insgesamt 1010 Sitzplätzen, wo auch Konzerte und Events live übertragen werde. Das KuK (Kino und Kneipe) im Musikerviertel ist ein Programmkino mit zwei Sälen.

#### Diskotheken
Die örtliche Diskothekenszene hat sich seit dem Abzug der Amerikaner teilweise verändert. Die 2012 abgebrannte 90 m lange Großdiskothek Megadrom am Hainig zog als Hottest Hip-Hop-Club of Germany samstagabends ein afroamerikanisches und deutsch-amerikanisches Publikum aus dem süddeutschen Raum an (siehe auch: Subkulturelle Szene). Im einstigen Mad (heute Club Diamond) in Oberndorf, mit damals ähnlichem Publikum, gastierte Ende der 1990er Jahre zweimal VIVA Club Rotation, moderiert von Daisy Dee. Die Rockfabrik neben dem einstigen Megadrom hat sich seit Beginn der Ära von Techno und Großdiskotheken Anfang der 1990er Jahre bis heute unverändert gehalten. Die als Eastside bekannte Diskothek an der Ludwigsbrücke eröffnete 2017 neu als Pure Club & Lounge mit diversen Musikrichtungen und Partys. Der einstige Suzie Club im Hafen-Ost verstand sich als Edeldiskothek und wird heute als Tante Suzie geführt.

#### Rotlichtszene
In Bayern ist in Gemeinden ab 30.000 Einwohnern die Prostitution grundsätzlich erlaubt. Eine Ausweisung von sogenannten Toleranzzonen, mittels Erlass von Sperrbezirken für das gesamte restliche Stadtgebiet, gibt es in Schweinfurt nicht. Dies lehnte der Stadtrat wiederholt ab. Im Jahr 2019 verteilten sich 49 Etablissements (meist Terminwohnungen) über das Stadtgebiet, mit einem Schwerpunkt um den Kornmarkt. Die zunehmende Verlagerung der Prostitution in Deutschland in die Illegalität, durch in Asien angeworbene Prostituierte, wurde auch in Schweinfurt seit den 2010er Jahren festgestellt. Bei Kontrollen von Polizei und Zoll wurden chinesische Schleuserinnen aufgefunden, die über südeuropäische Länder chinesische Prostituierte einschleusten, die zur Erwerbsarbeit in Deutschland keine Erlaubnis hatten.

## Wissenswertes

### Erfindung des ungeschnürten Fußballs
Im Jahre 1920 erfand der Schweinfurter Fritz Stöcklein den ungeschnürten VAU-DE-Es-Fußball mit Rückschlagventil.

### Flugpioniere Gebrüder Dittmar

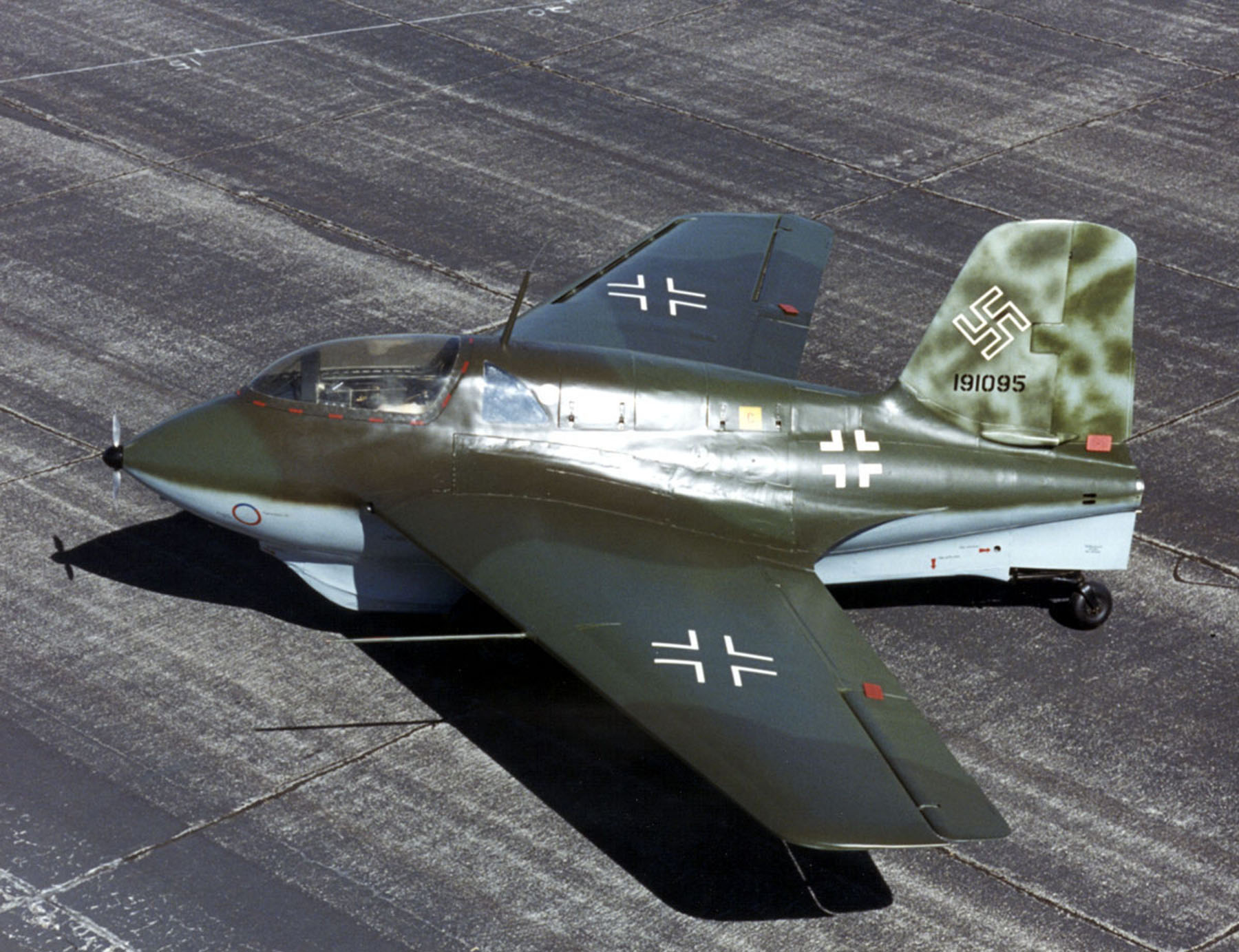
Raketenflugzeug Me 163, mit dem Heini Dittmar als erster Mensch 1941 die 1000-km/h-Marke überschritt

Die in Schweinfurt lebenden Brüder Heini und Edgar Dittmar wurden zu Flugpionieren, da 50 Kilometer nordwestlich der Stadt die als Wiege des Segelflugs bezeichnete Wasserkuppe liegt. Beide stellten 1928 und 1934 Langstrecken- und Höhenweltrekorde im Segelflug auf. Heini gelang 1936 die erste Alpenüberquerung mit einem Segelflugzeug. 1937 wurde er erster Segelflugweltmeister und 1941 überschritt er mit dem Raketenflugzeug Messerschmitt Me 163 als erster Mensch die 1000-km/h-Marke und erreichte 1944 eine Geschwindigkeit von 1130 km/h, die erst 1953 mit einer Hawker Hunter übertroffen wurde.

### Erstes Bodybuilding-Studio Deutschlands
Der US-Amerikaner Harry Gelbfarb wurde 1951 zur Armee eingezogen und später in Schweinfurt stationiert. Nach seiner Armeezeit traf er in Kalifornien bekannte Bodybuilder und eröffnete danach 1956 in Schweinfurt das erste Bodybuilding-Studio Deutschlands. Im Jahre 1959 gründete er mit Mitgliedern seines Studios den ersten deutschen Bodybuilding-Verband (DKB). Im Jahre 1981 organisierte Gelbfarb in seinem Schweinfurter Studio die ersten deutschen Meisterschaften im Kraftdreikampf der Frauen.
„Sie waren zu siebt, als Harry Gelbfarb im Jahr 1959 den ersten deutschen Bodybuilding-Verband gründete. Ein halbes Jahrhundert später sind es sieben Millionen Menschen, die in Fitnessstudios ihre Kraft mit Gewichten und Maschinen trainieren“.
Auch Günter Traub (siehe: Eis- und Rollhockey) war ein Pionier der Fitnessbewegung mit seinen in St. Moritz selbstentwickelten alpinen Bewegungskursen. Er war der Gesundheitscoach von bekannten Automobilrennfahrern, wie Niki Lauda, Jackie Stewart, Hans-Joachim Stuck oder Jochen Mass sowie vom Dirigenten Herbert von Karajan.

### Gütesiegel Echtes Leder made in Schweinfurt

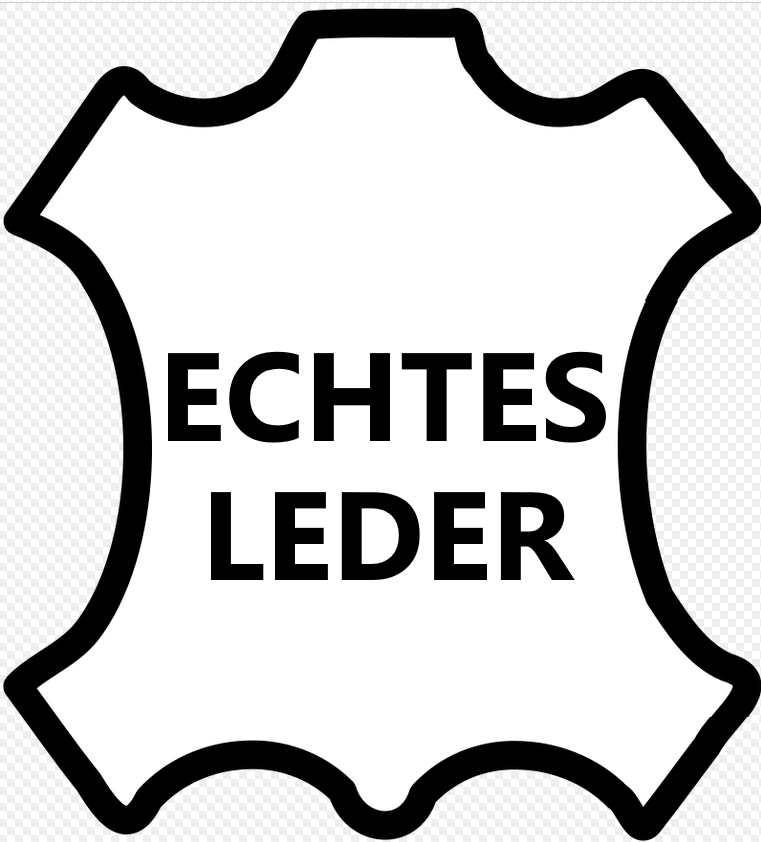
Gütesiegel made in Schweinfurt

Um 1960 entwarf im Auftrag des damaligen Vorsitzenden des Verbandes der Deutschen Lederindustrie und Chefs der Lichtenfelser Firma Striwa der Grafiker Oskar von Lingen in einer Schweinfurter Werbeagentur das Gütesiegel für Echtes Leder. Es ist seit Jahrzehnten weltweit gebräuchlich (englisch: Real leather oder Genuine leather, französisch: Cuir véritable) und wurde später zum Vorbild vieler anderer Gütesiegel, z. B. für Echte Baumwolle.

### Ludwig Mies van der Rohe und Schweinfurt

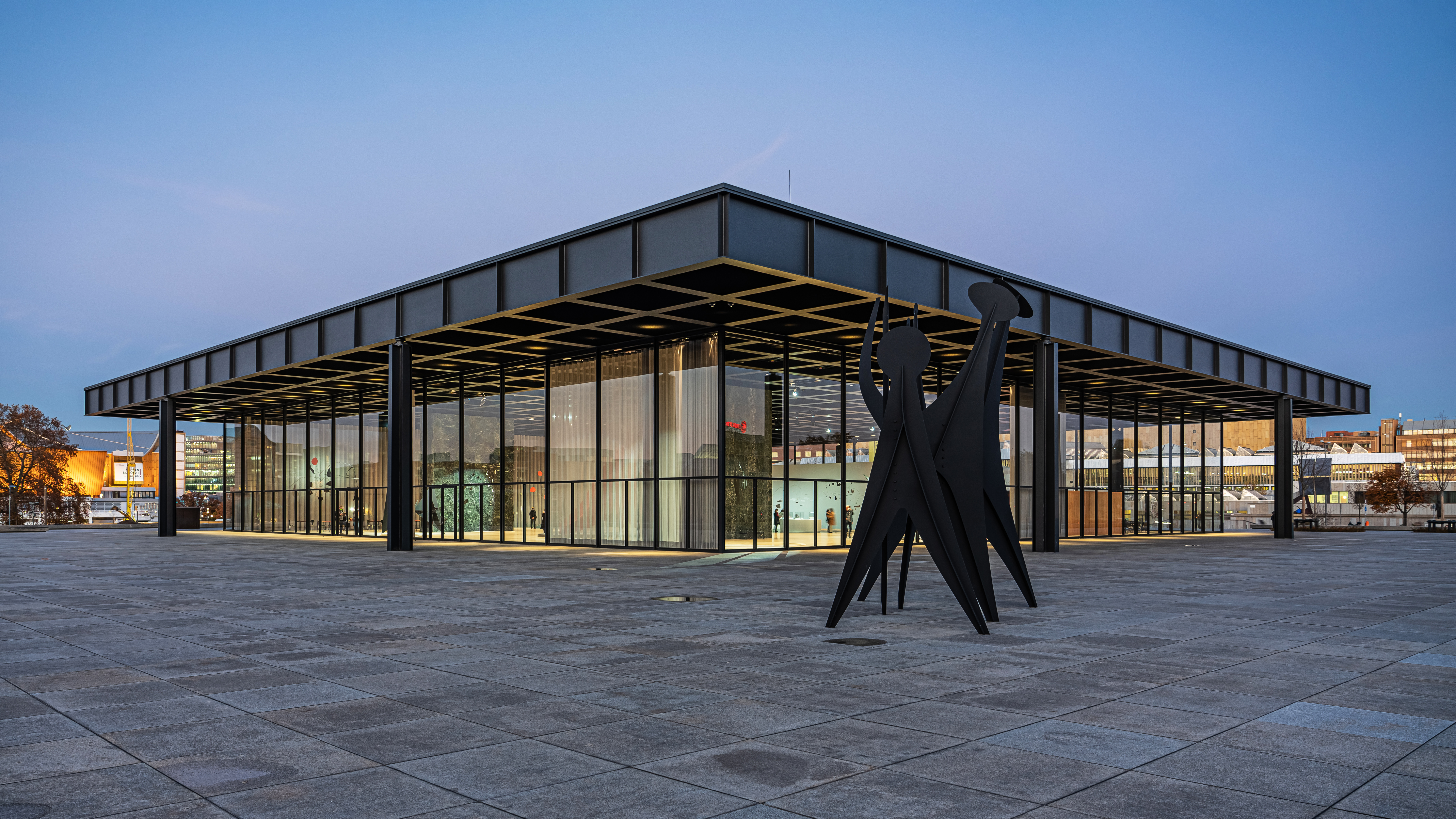
Neue Nationalgalerie Berlin (1968). Rückgriff auf einen frühen Entwurf für das Museum Georg Schäfer

40 Jahre vor der Eröffnung des Museums Georg Schäfer (MGS) beauftragte der Schweinfurter Industrielle Georg Schäfer den Architekten Ludwig Mies van der Rohe zur Planung eines Museums für seine bedeutende Privatsammlung. Der Entwurf von 1960/61 sah einen gläsernen, stützenlosen, eingeschossigen Hallenraum mit einer Stahlkonstruktion vor und sollte im Fichtelsgarten errichtet werden. Der damalige von der SPD dominierte Stadtrat lehnte das Geschenk des Industriellen für seine Heimatstadt wegen der zu übernehmenden Unterhaltskosten ab. Daraufhin verwirklichte Mies die Idee in den Jahren 1965 bis 1968 als Neue Nationalgalerie in West-Berlin, als einziges Bauwerk das er in Deutschland nach dem Zweiten Weltkrieg umsetzte. Die Bauleitung hatte sein Enkel Dirk Lohan, der mit einer Tochter Georg Schäfers verheiratet war. 2017 gab es im MGS eine Ausstellung mit Collagen von Mies, als Leihgabe des Museum of Modern Art in New York City.

### Gunter Sachs

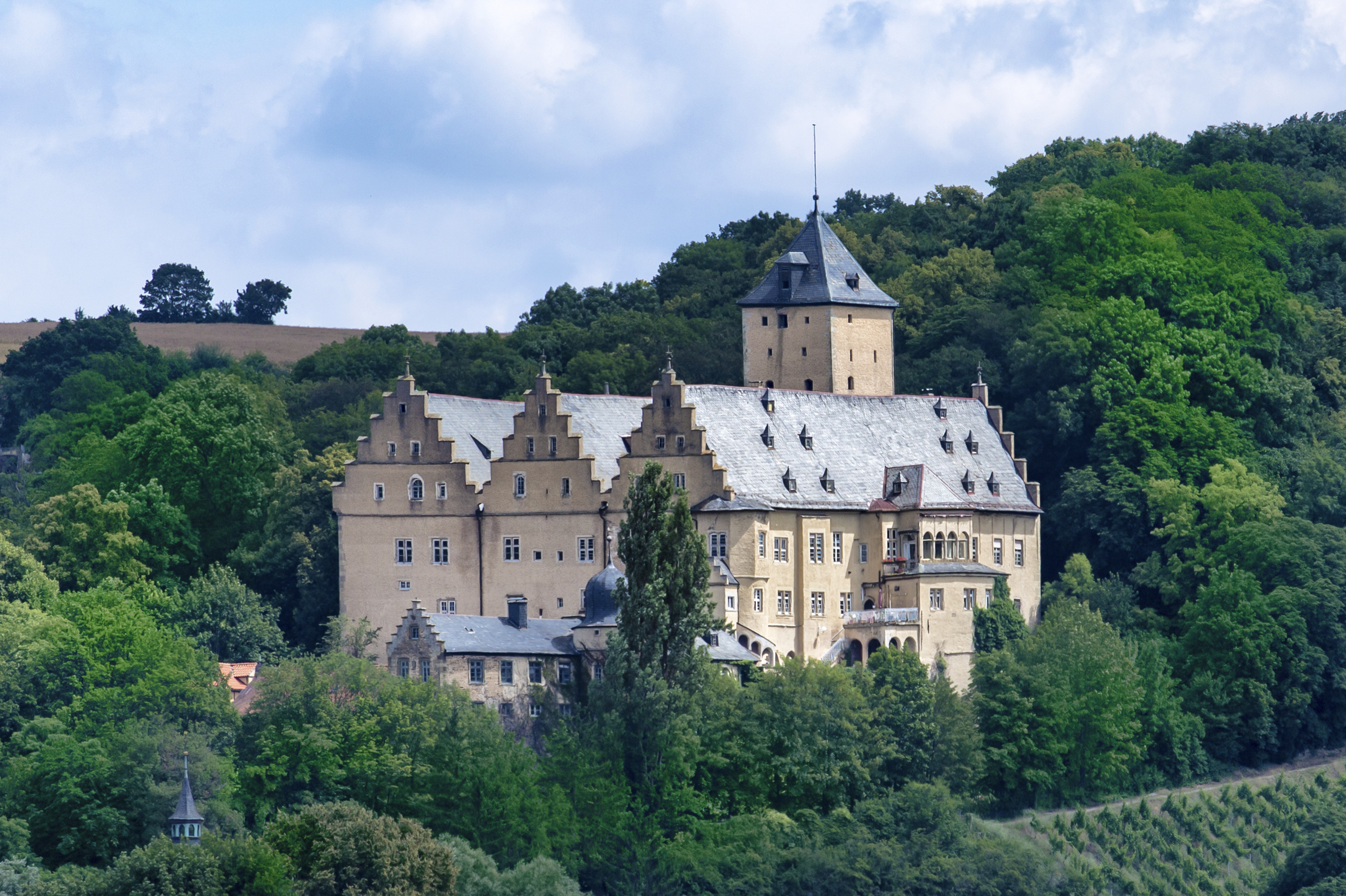
Schloss Mainberg bei Schweinfurt, Geburtsort von Gunter Sachs

Gunter Sachs wurde auf Schloss Mainberg bei Schweinfurt 1932 geboren und gehörte bis Mitte der 1980er Jahre dem Aufsichtsrat der Sachs-Gruppe in Schweinfurt an. Er war in den 1960er und 1970er Jahren als Prototyp des Gentleman-Playboys bekannt. Nach seiner Liaison mit der persischen Ex-Kaiserin Soraya im Jahre 1962 war er von 1966 bis 1969 mit Brigitte Bardot verheiratet. Als Fotograf und Kunstsammler führte er das Nachkriegsdeutschland aus seiner Provinzialität, machte die Pop Art salonfähig und entdeckte Andy Warhol.

### Airbus „Schweinfurt“
Der Lufthansa Airbus A 319 (D-AILY) bekam den Namen „Schweinfurt“.

### Beinamen Schweinfurts
Der Beiname Wälzlagerstadt ersetzt heute meist den veralteten Namen Kugellagerstadt. Seltener kommt der Beiname Welthauptstadt der Kugellager vor.

### Stadtmotto
Das Motto Industrie und Kunst war unter Oberbürgermeisterin Gudrun Grieser Grundlage der Stadtentwicklung und steht seitdem auf den touristischen Unterrichtungstafeln an den Autobahnen im Umfeld der Stadt.

## Persönlichkeiten
Aus Schweinfurt stammen u. a. Judith von Schweinfurt, (eine Herzogin von Böhmen, beigesetzt im Veitsdom zu Prag), Friedrich Rückert (Dichter und Orientalist), Theodor Fischer (Architekt), Andreas Kupfer und Albin Kitzinger (Welt-Fußballer), Günter Bernard (DFB A-Nationaltorhüter), Stefan Marquard (Starkoch), Jürgen Höller (Motivationstrainer und Autor) und Tommy Jaud (Autor). Gunter Sachs (siehe: Wissenswertes) wurde im Schweinfurter Vorort Mainberg geboren. Daneben war die Stadt Anziehungspunkt und Teil im Leben von Ernst Sachs (Erfinder und Industrieller) und Klaus Ernst (Mitbegründer der WASG und ehemaliger Vorsitzender der Linkspartei). Familiäre und/oder berufliche Bezüge zu Schweinfurt haben u. a. Ludwig Mies van der Rohe (siehe: Wissenswertes) und Michael Glos.

Persönlichkeiten, die in der Stadt geboren wurden oder zu ihr Bezüge haben
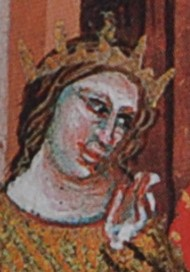
Judith von Schweinfurt, geb. vor 1003
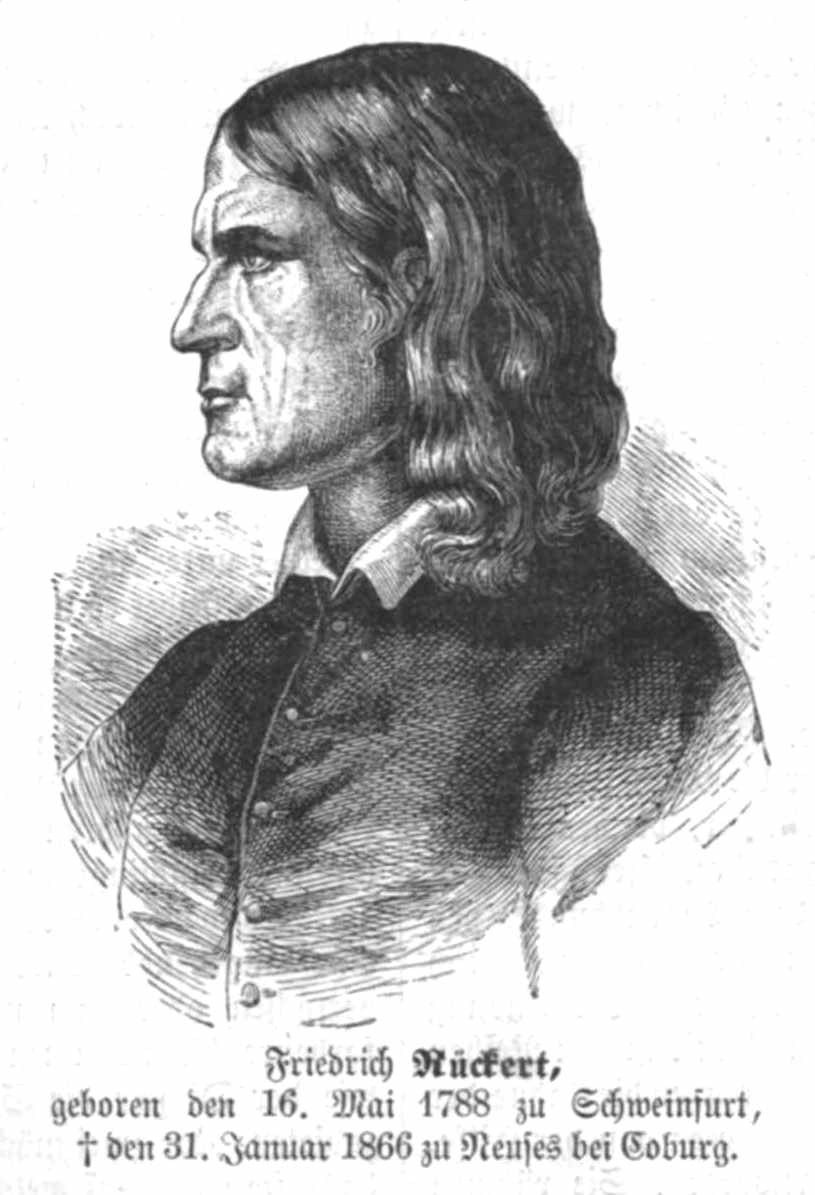
Friedrich Rückert, geb. 1788
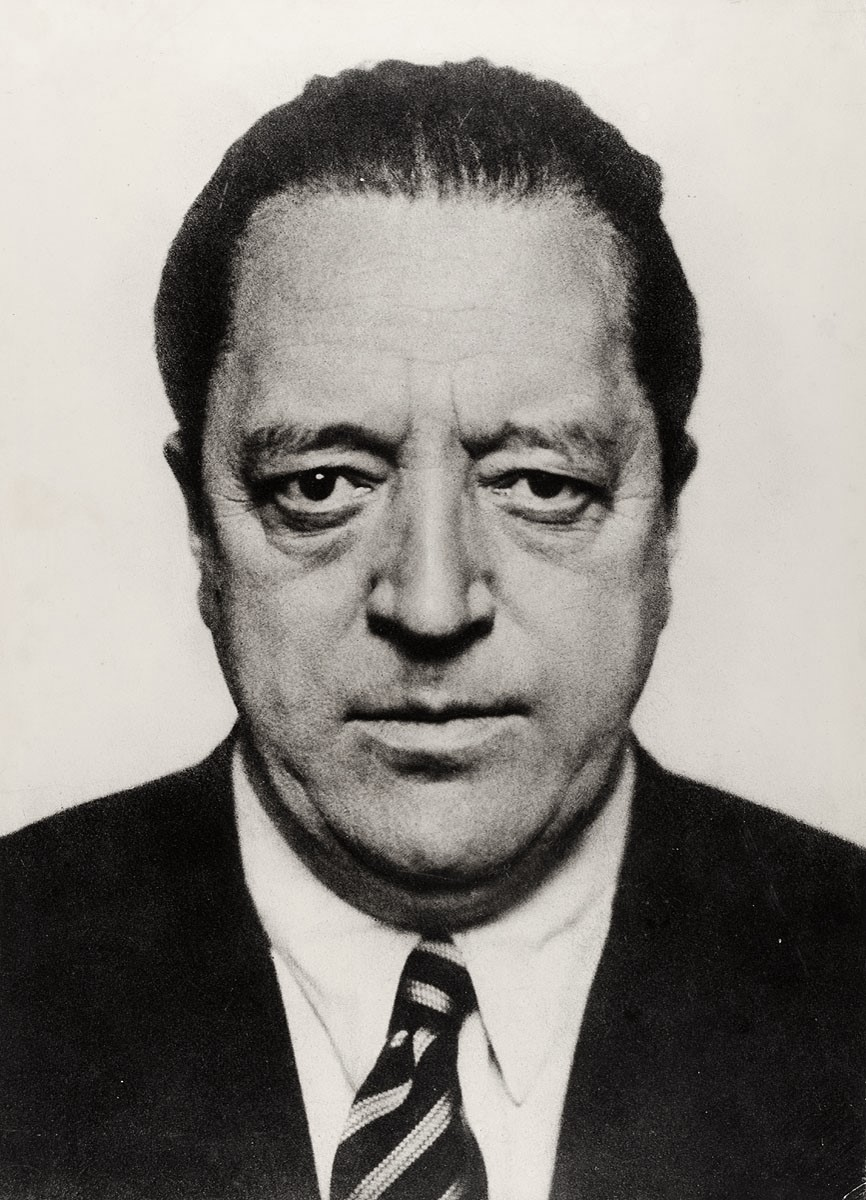
Ludwig Mies van der Rohe
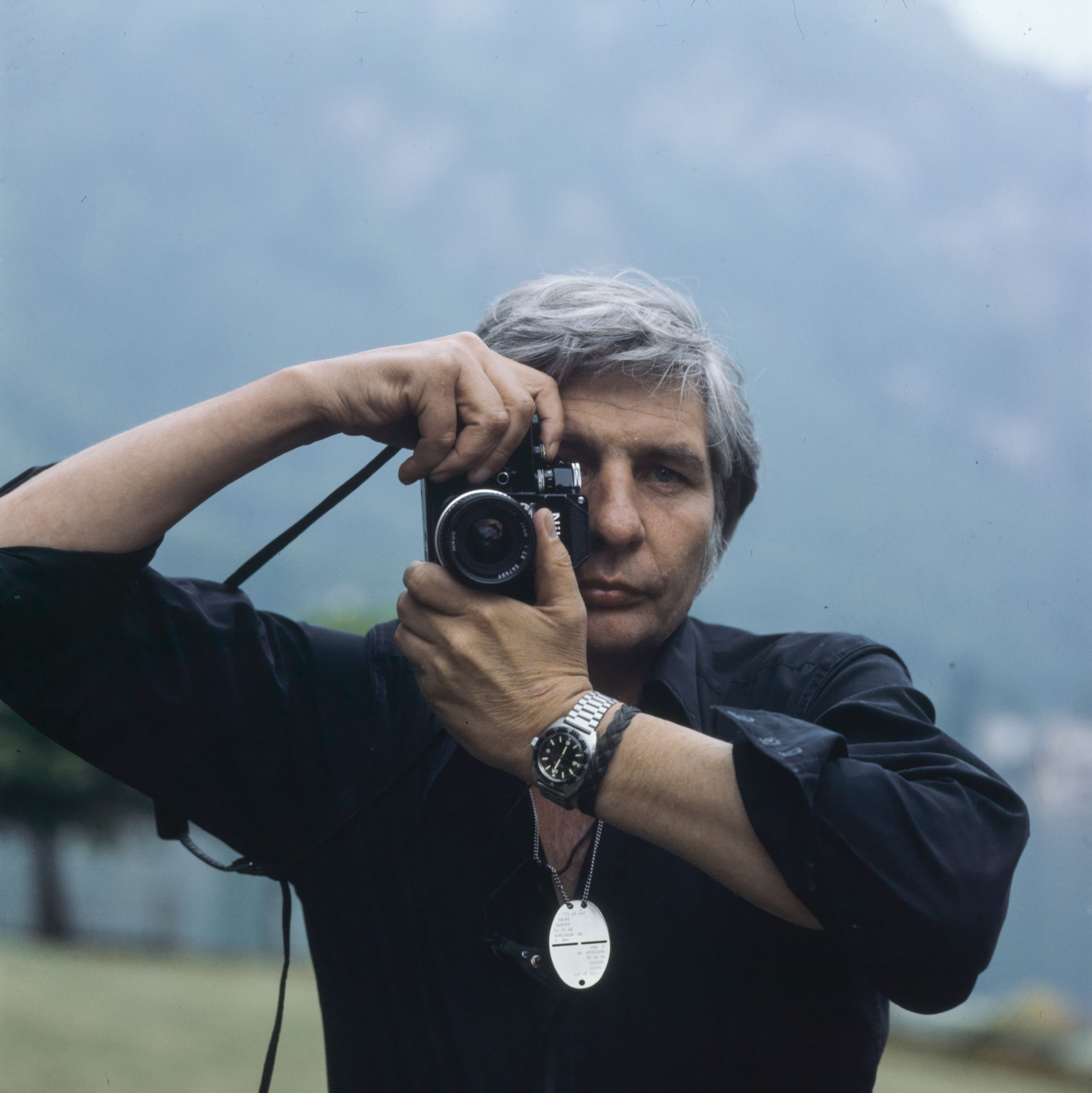
Gunter Sachs
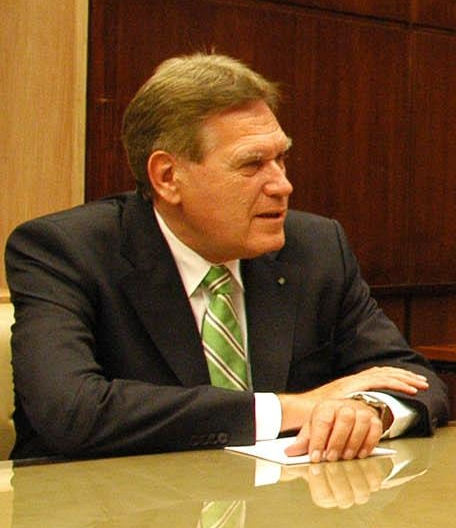
Michael Glos
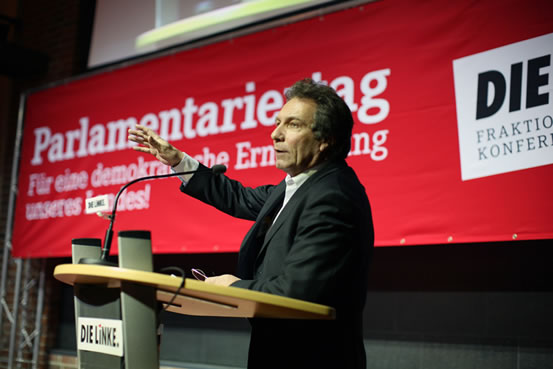
Klaus Ernst
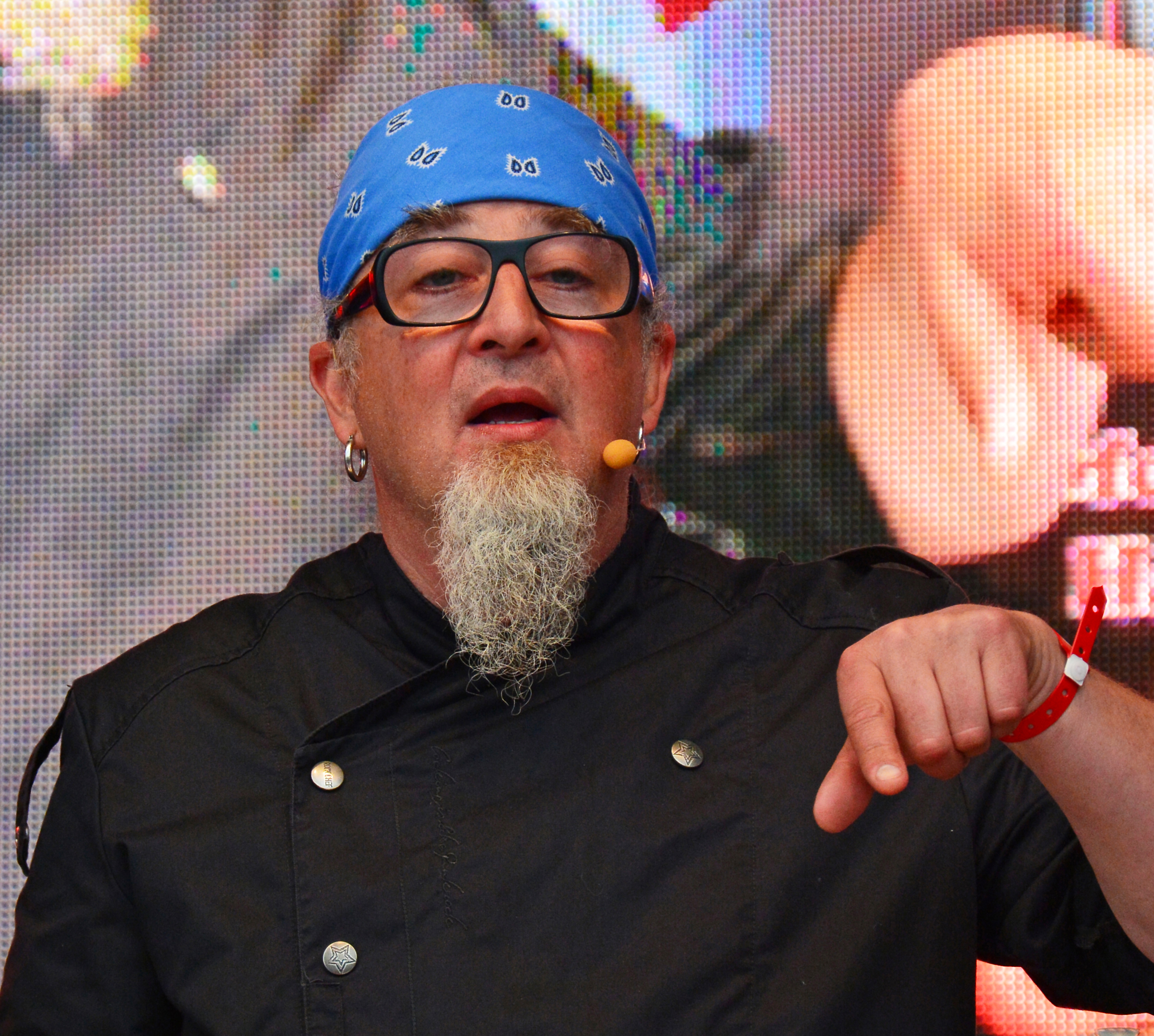
Stefan Marquard

## Videos
- TV 1 Fernsehproduktion: Schweinfurt aus der Luft (03:58)
- Luftaufnahmen360: Schweinfurt und seine Gewässer aus der Luft (02:53)
- Chronoshistory: Das zerstörte Berlin (00:00–02:00) und das zerstörte Schweinfurt aus der Luft (02:00–06:00)
- The History Channel: The Schweinfurt Raid. Erster Luftangriff auf Schweinfurt mit großen Verlusten der USAF am 17. August 1943 (45:26, Farbfilm in englischer Sprache)